# Liste von Söhnen und Töchtern von New York City
Dieser Artikel stellt eine chronologisch sortierte Liste von Söhnen und Töchtern von New York City dar.

## 18. Jahrhundert

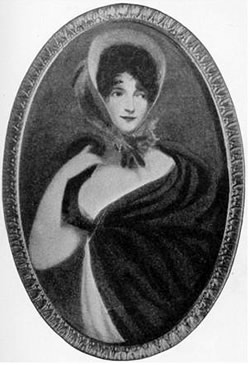
Jane Colden
(1724–1766)

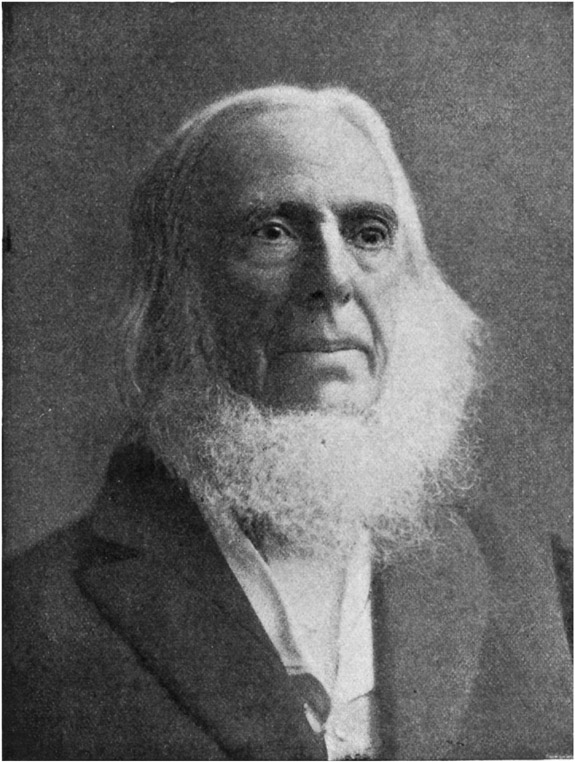
Peter Cooper
(1791–1883)

- Jane Colden (1724–1766), erste amerikanische Botanikerin
- John Jay (1745–1829), Politiker, Jurist und Gründervater der Vereinigten Staaten
- Philip Freneau (1752–1832), Dichter
- John Rutherfurd (1760–1840), Politiker
- David Hosack (1769–1835), Arzt und Botaniker
- Elisabeth Anna Bayley Seton (1774–1821), erste in den USA geborene römisch-katholische Heilige
- Washington Irving (1783–1859), Schriftsteller
- Joseph Wanton Morrison (1783–1826), britischer Offizier
- James W. Gazlay (1784–1874), Politiker
- Peter Cooper (1791–1883), Industrieller, Erfinder und Philanthrop
- Elias Kent Kane (1794–1835), Politiker
- Richard Delafield (1798–1873), Militäringenieur und im Sezessionskrieg Brigadegeneral auf Seiten der Nordstaaten
- Charles Wilkes (1798–1877), Marineoffizier und Polarforscher

## 19. Jahrhundert

### Geboren im 19. Jahrhundert
- Lucia Dunham († 1959), Sängerin und Gesangspädagogin

### 1801–1840

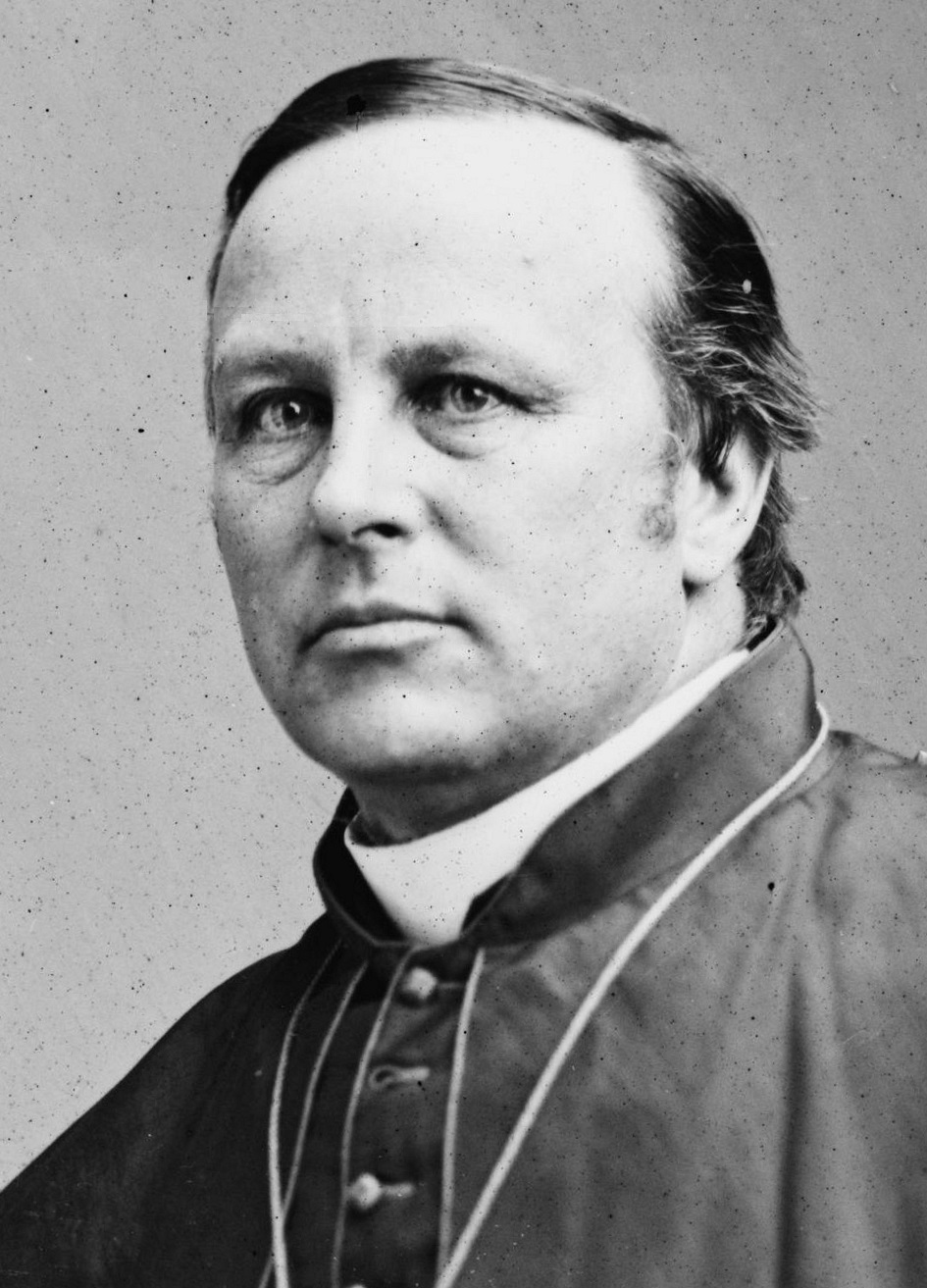
James Roosevelt Bayley
(1814–1877)

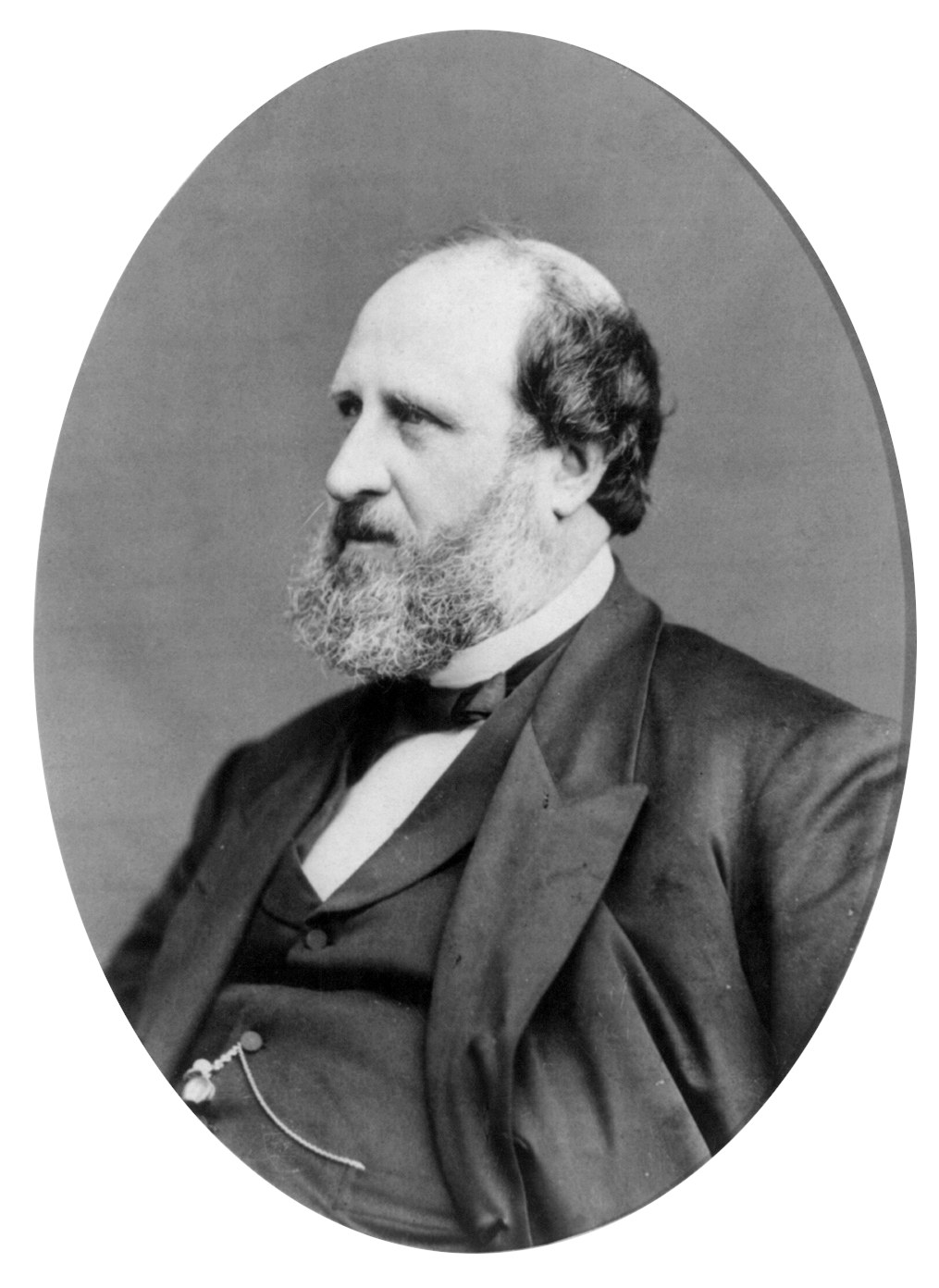
William Tweed
(1823–1878)

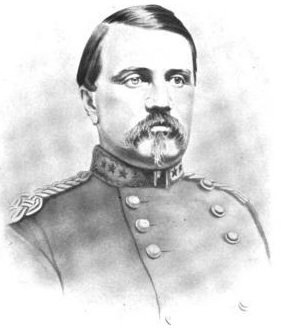
William Wirt Allen
(1835–1894)

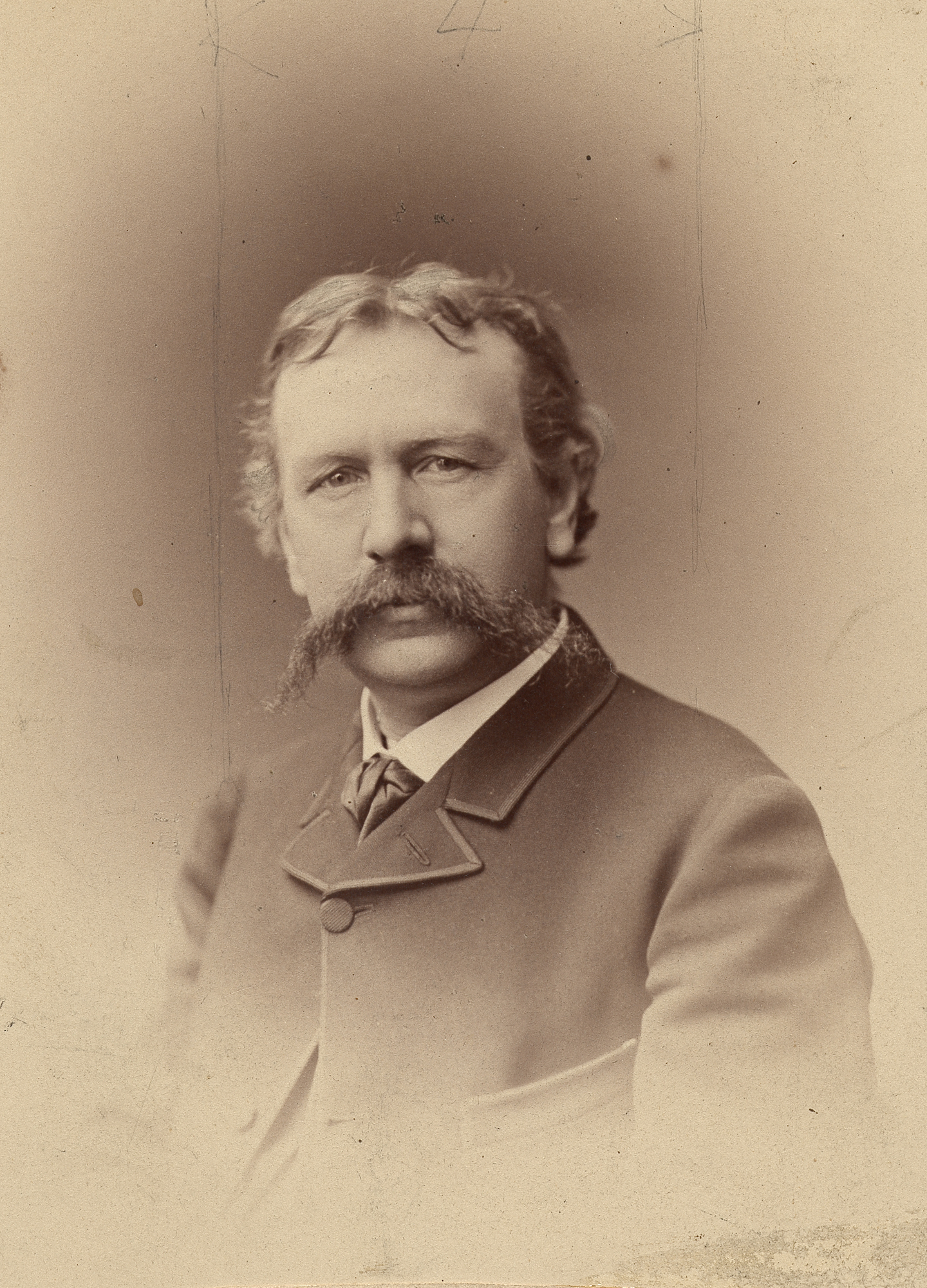
Elihu Vedder
(1836–1923)

- John Hill Hewitt (1801–1890), Komponist, Lyriker und Zeitungsverleger
- Dennis Hart Mahan (1802–1871), Bauingenieur und Militärtheoretiker
- Alexander Slidell Mackenzie (1803–1848), Navy-Offizier und Militärhistoriker
- Ira Aldridge (1807–1867), Schauspieler
- Hamilton Fish (1808–1893), Politiker
- Peter G. Van Winkle (1808–1872), Politiker
- James Roosevelt Bayley (1814–1877), römisch-katholischer Erzbischof
- Thomas Crawford (1814–1857), Bildhauer
- Garnett Adrain (1815–1878), Politiker
- David William Bacon (1815–1874), römisch-katholischer Geistlicher und Bischof von Portland
- Charles P. Daly (1816–1899), Richter und Geograph
- Thomas Adams (1818–1905), Erfinder und Unternehmer
- Isaac Thomas Hecker (1819–1888), römisch-katholischer Volksmissionar und Ordensgründer
- Tom Hyer (1819–1864), Boxer
- Herman Melville (1819–1891), Schriftsteller, Dichter und Essayist
- Susan Warner (1819–1885), Schriftstellerin
- Alexander Cartwright (1820–1892), Feuerwehrmann und Baseballpionier
- Mary Hemenway (Mary Porter Tileston Hemenway; 1820–1894), Philanthropin und Mäzenin
- Schuyler Colfax (1823–1885), Politiker und 17. Vizepräsident der Vereinigten Staaten von Amerika
- Faustina Hasse Hodges (1823–1895), Komponistin und Organistin
- Bernard John Joseph McQuaid (1823–1909), römisch-katholischer Bischof von Rochester
- William Tweed (1823–1878), Politiker
- George Frederick Bristow (1825–1898), Komponist
- John Lawrence Le Conte (1825–1883), Entomologe
- Eugene Schieffelin (1827–1906), Arzneimittelhersteller, führte die Stare in Nordamerika ein
- John Henry Cornell (1828–1894), Komponist, Organist und Lehrbuchautor
- Thomas Houseworth (1828–1915), Fotoverleger und Fotograf
- Alexander Lawrie (1828–1917), Maler
- Francis McNeirny (1828–1894), römisch-katholischer Bischof von Albany
- William Backhouse Astor junior (1829–1892), Unternehmer
- Josephine Pollard (1834–1892), Dichterin
- William Wirt Allen (1835–1894), Brigadegeneral der Konföderierten Staaten von Amerika im Sezessionskrieg
- Samuel Frost Johnson (1835–1879), Genremaler
- John La Farge (1835–1910), Maler, Innenarchitekt und Schriftsteller
- Susie Barstow (1836–1923), Landschaftsmalerin
- Fitz Hugh Ludlow (1836–1870), Schriftsteller
- Elihu Vedder (1836–1923), Künstler des Symbolismus, Buchillustrator und Poet
- Theodore M. Davis (1837–1915), Geldgeber der Ausgrabungen im Tal der Könige
- Theodore Nicholas Gill (1837–1914), Ichthyologe und Malakologe
- Mary von Waldersee (1837–1914), amerikanisch-deutsche Philanthropin
- Cleveland Abbe (1838–1916), Astronom und erster Meteorologe
- George William Hill (1838–1914), Astronom und Mathematiker

### 1841–1870

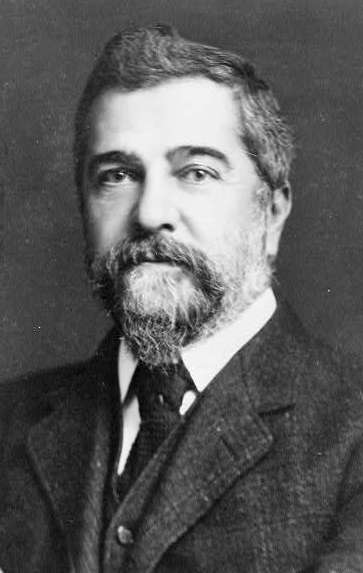
Louis Comfort Tiffany
(1848–1933)

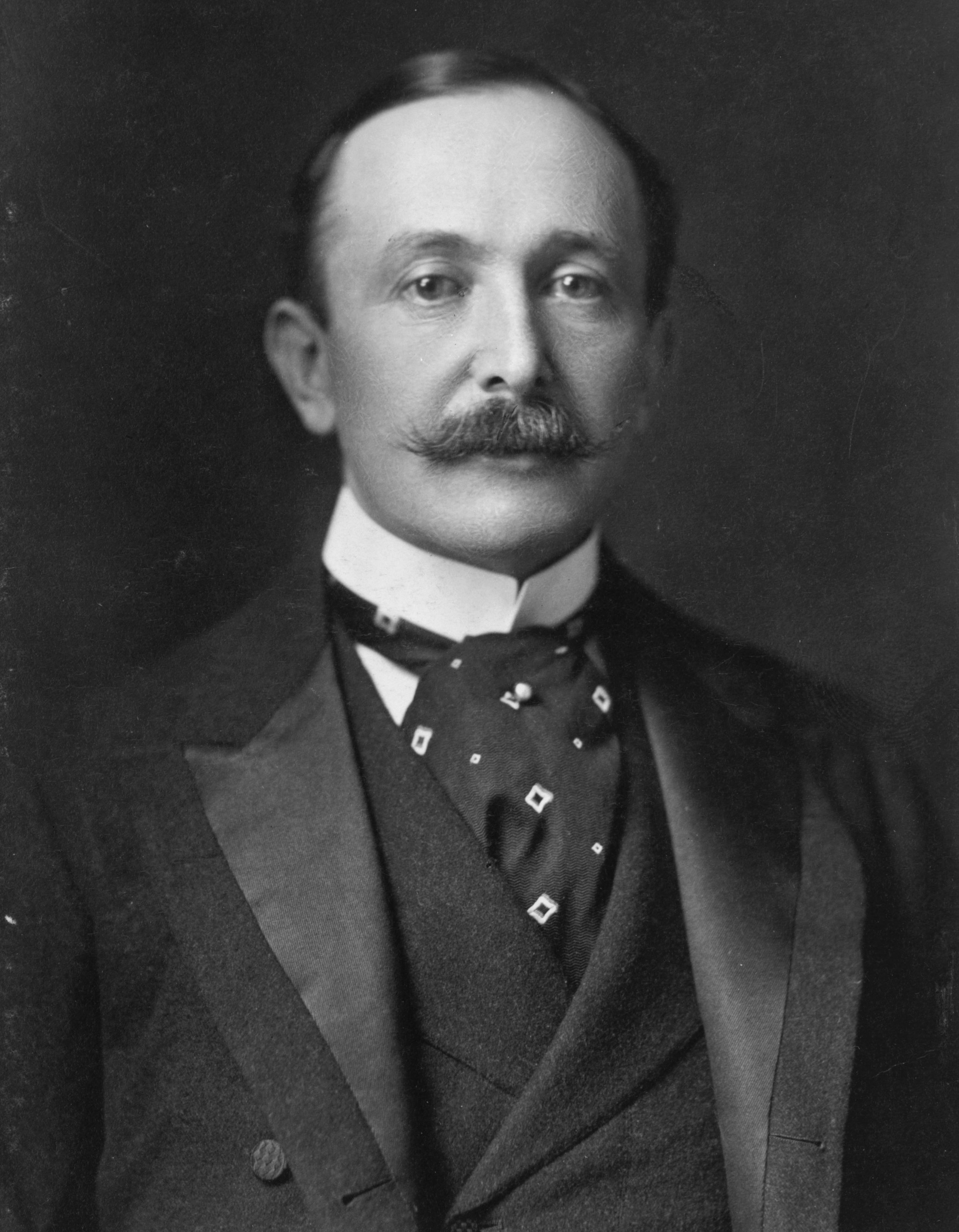
August Belmont junior
(1853–1924)

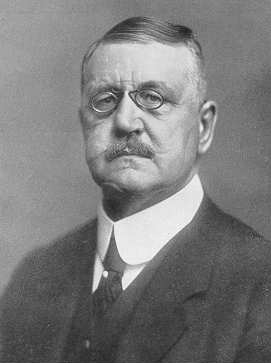
Wolfgang Kapp
(1858–1922)

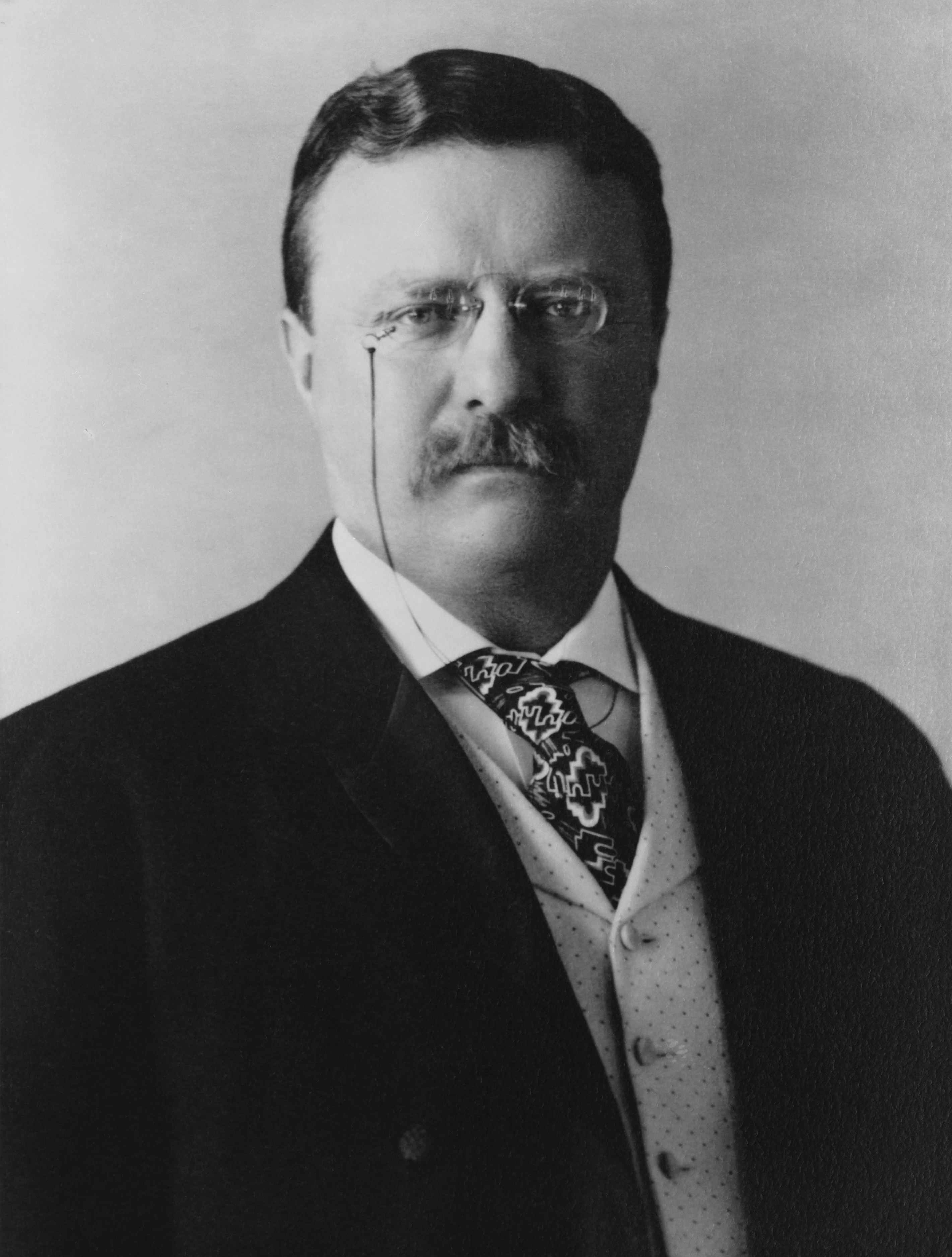
Theodore Roosevelt
(1858–1919)

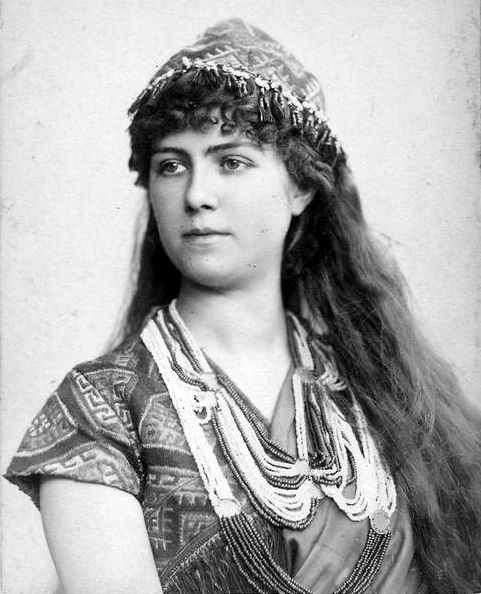
Marie van Zandt
(1858–1919)

- James Gordon Bennett junior (1841–1918), Zeitungsverleger
- Eugene Delmar (1841–1909), Schachspieler
- George H. D. Gossip (1841–1907), englischer Schachspieler und Schachautor
- William James (1842–1910), Psychologe und Philosoph
- Henry James (1843–1916), Schriftsteller
- George W. DeLong (1844–1881), Seefahrer und Polarforscher
- Maria Oakey Dewing (1845–1927), Malerin
- George Ferdinand Becker (1847–1919), Geologe
- James A. Trimble (* 1847; † nach 1869), Straßenbahnwagenfabrikant
- Charles Henry Colton (1848–1915), römisch-katholischer Bischof von Buffalo
- Peter P. Mahoney (1848–1889), Politiker
- Louis Comfort Tiffany (1848–1933), Maler und Glaskünstler
- Emma Lazarus (1849–1887), Dichterin
- W. A. B. Coolidge (1850–1926), britischer Bergsteiger, Theologe, Publizist
- Perry Belmont (1851–1947), Politiker, Botschafter und Offizier
- Mariana Griswold Van Rensselaer (1851–1934), Kunstkritikerin und Dichterin
- Robert J. Wynne (1851–1922), Politiker
- William Stewart Halsted (1852–1922), Chirurg
- August Belmont junior (1853–1924), Bankier und Pferdezüchter
- Charles Rohlfs (1853–1936), Möbeldesigner
- Cecilia Wentworth (1853–1933), amerikanisch-französische Malerin
- Stanford White (1853–1906), bedeutender Architekt
- Jennie Churchill (1854–1921), US-amerikanisch-britische Philanthropin und Autorin; Mutter von Winston Churchill
- Eleanor Greatorex (1854–1908), Malerin
- James Buchanan Brady (1856–1917), Wirtschaftsmanager, Unternehmer und Self-made-Millionär
- Eddie Foy senior (1856–1928), Schauspieler, Komiker und Tänzer
- George Templeton Strong (1856–1948), Komponist
- Ernest Flagg (1857–1947), Architekt
- Charles Herman Steinway (1857–1919), Industrieller, Klavierbauer sowie Amateurkomponist und -pianist
- Oliver Belmont (1858–1908), Politiker und Millionär
- Gus Hill (1858–1937), Vaudevillekünstler und -produzent
- Wolfgang Kapp (1858–1922), deutscher Generallandschaftsdirektor in Königsberg
- Theodore Roosevelt (1858–1919), Politiker, 25. Vizepräsident der Vereinigten Staaten von Amerika und 26. Präsident der Vereinigten Staaten von Amerika und Friedensnobelpreisträger
- Marie van Zandt (1858–1919), Opernsängerin
- Clara Rettich, (1860–1916), deutsch-amerikanische Malerin
- Herbert Putnam (1861–1955), Bibliothekar
- Thomas Francis Cusack (1862–1918), römisch-katholischer Bischof von Albany
- Maud Nathan (1862–1946), Sozialreformerin und Suffragette
- Edith Wharton (1862–1937), Romanautorin
- John Bunny (1863–1915), Film- und Theaterschauspieler
- Luis Senarens (1863–1939), Schriftsteller
- Frank Eugene (1865–1936), Fotograf
- Mantle Fielding (1865–1941), Architekt, Designer und Kunsthistoriker
- Madison Grant (1865–1937), Rechtsanwalt und Verfasser rassentheoretischer Werke
- Harvey Worthington Loomis (1865–1930), Komponist
- Achille Rivarde (1865–1940), britischer Geiger und Musikpädagoge
- Harry Davenport (1866–1949), Schauspieler
- David Mannes (1866–1959), Geiger, Dirigent und Musikpädagoge
- Antonia Maury (1866–1952), Astronomin
- Bashford Dean (1867–1928), Zoologe und Waffenhistoriker
- Letitia Bonnet Hart (1867–1953), Malerin
- James A. Marcus (1867–1937), Schauspieler
- Henry L. Stimson (1867–1950), Politiker, zuletzt Kriegsminister der USA
- Mary Lawrence Tonetti (1868–1945), Bildhauerin
- John H. Bieling (1869–1948), Sänger
- Mary Shepard Greene (1869–1958), Genremalerin, Illustratorin und Juwelendesignerin
- Hiram Percy Maxim (1869–1936), Erfinder
- Benjamin N. Cardozo (1870–1938), Jurist, Richter am Obersten Gerichtshof der USA
- Joseph Patrick Donahue (1870–1959), römisch-katholischer Weihbischof in New York
- Charles Murphy (1870–1950), Radsportler

### 1871–1880

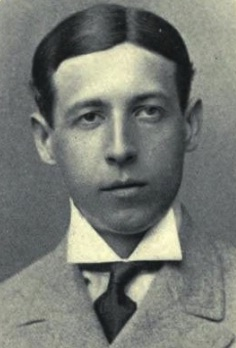
Oliver Campbell
(1871–1953)

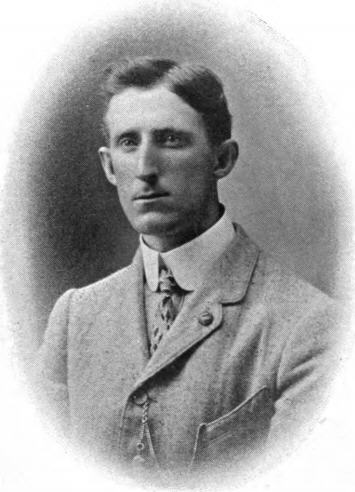
Frank Marshall
(1877–1944)

- Oliver Campbell (1871–1953), Tennisspieler
- Douglas John Connah (1871–1941), Landschaftsmaler, Porträtmaler und Illustrator
- Lyonel Feininger (1871–1956), deutsch-amerikanisch-französischer Karikaturist und Maler
- Robert Lindneux (1871–1970), Maler
- Alfred Montmarquette (1871–1944), kanadischer Folkkomponist und Akkordeonist
- Frank Schlesinger (1871–1943), Astronom
- Beatrix Farrand (1872–1959), Landschaftsarchitektin
- Rubin Goldmark (1872–1936), Pianist und Komponist
- Bertha Putnam (1872–1960), Mediävistin
- Fitzhugh Townsend (1872–1906), Fechter
- Edwin Fischer (1873–1947), Tennisspieler
- Anne Tracy Morgan (1873–1952), Millionenerbin und Philanthropin
- Wallace Morgan (1873–1948), Maler, Präsident der Society of Illustrators
- May Wilson Preston (1873–1949), Malerin, Illustratorin und Frauenrechtlerin
- John Russell Pope (1874–1937), Architekt
- Alfred Chester Beatty (1875–1968), Bergbauingenieur und Sammler
- Natalie Curtis (1875–1921), Ethnographin
- Rita Lydig (1875–1929), spanische High-Society-Lady und Autorin
- Franklin Whitman Robinson (1875–1946), Organist und Musikpädagoge
- Gertrude Vanderbilt Whitney (1875–1942), Mäzenin und Gründerin des Whitney Museum of American Art
- Louis Disbrow (1876–1939), Automobilrennfahrer
- Alfred L. Kroeber (1876–1960), Kulturrelativist und Schüler von Franz Boas
- Arthur Lyon (1876–1952), Fechter
- Albert Ferdinand Shore (1876–1936), Metalloge
- Charles Vanoni (1876–1970), Radrennfahrer
- Helen Hay Whitney (1876–1944), Dichterin, Wohltäterin und Rennstall-Besitzerin
- Charles William Beebe (1877–1962), Ornithologe, Ichthyologe, Tiefseeforscher und Ökologe
- Kellogg Casey (1877–1938), Sportschütze
- Lewis Einstein (1877–1967), Diplomat
- Virginia Gildersleeve (1877–1965), Literaturprofessorin
- William Holmes (1877–1946), Filmeditor
- David Magie (1877–1960), Althistoriker
- Frank Marshall (1877–1944), Schachspieler
- Alfred Gwynne Vanderbilt (1877–1915), Sohn des Eisenbahnmoguls Cornelius Vanderbilt
- Consuelo Vanderbilt (1877–1964), Lady Spencer-Churchill, Duchess of Marlborough
- Malcolm Whitman (1877–1932), Tennisspieler
- Edward Larrabee Adams (1878–1957), Romanist und Provenzalist
- John J. Boylan (1878–1938), Politiker
- Adelaide Crapsey (1878–1914), Dichterin
- Edward Kasner (1878–1955), Mathematiker
- Holcombe Ward (1878–1967), Tennisspieler
- Peter G. Gerry (1879–1957), Politiker
- Jacob Epstein (1880–1959), Bildhauer, Zeichner
- William Varley (1880–1968), Ruderer

### 1881–1890

#### 1881–1885

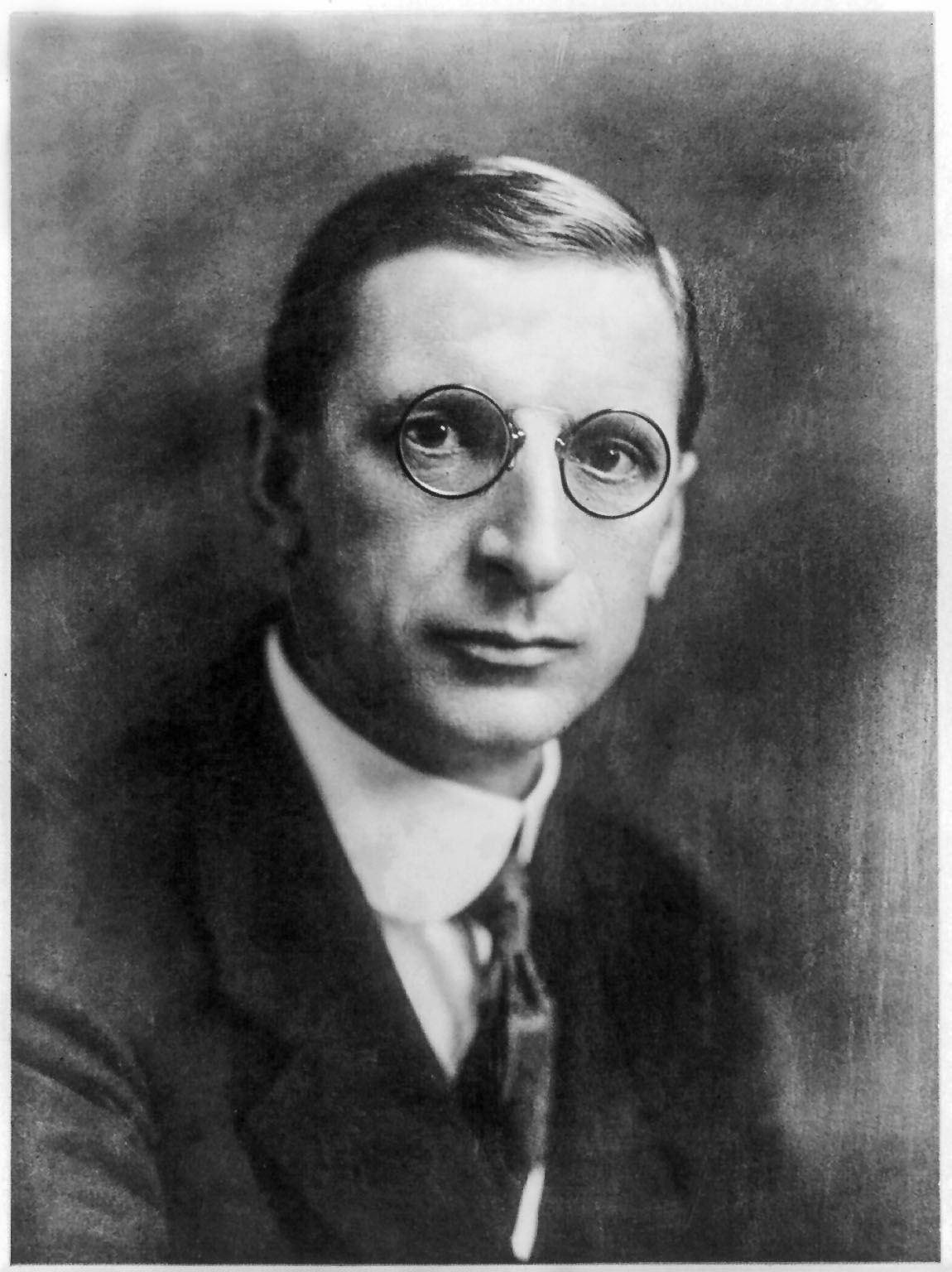
Éamon de Valera
(1882–1975)

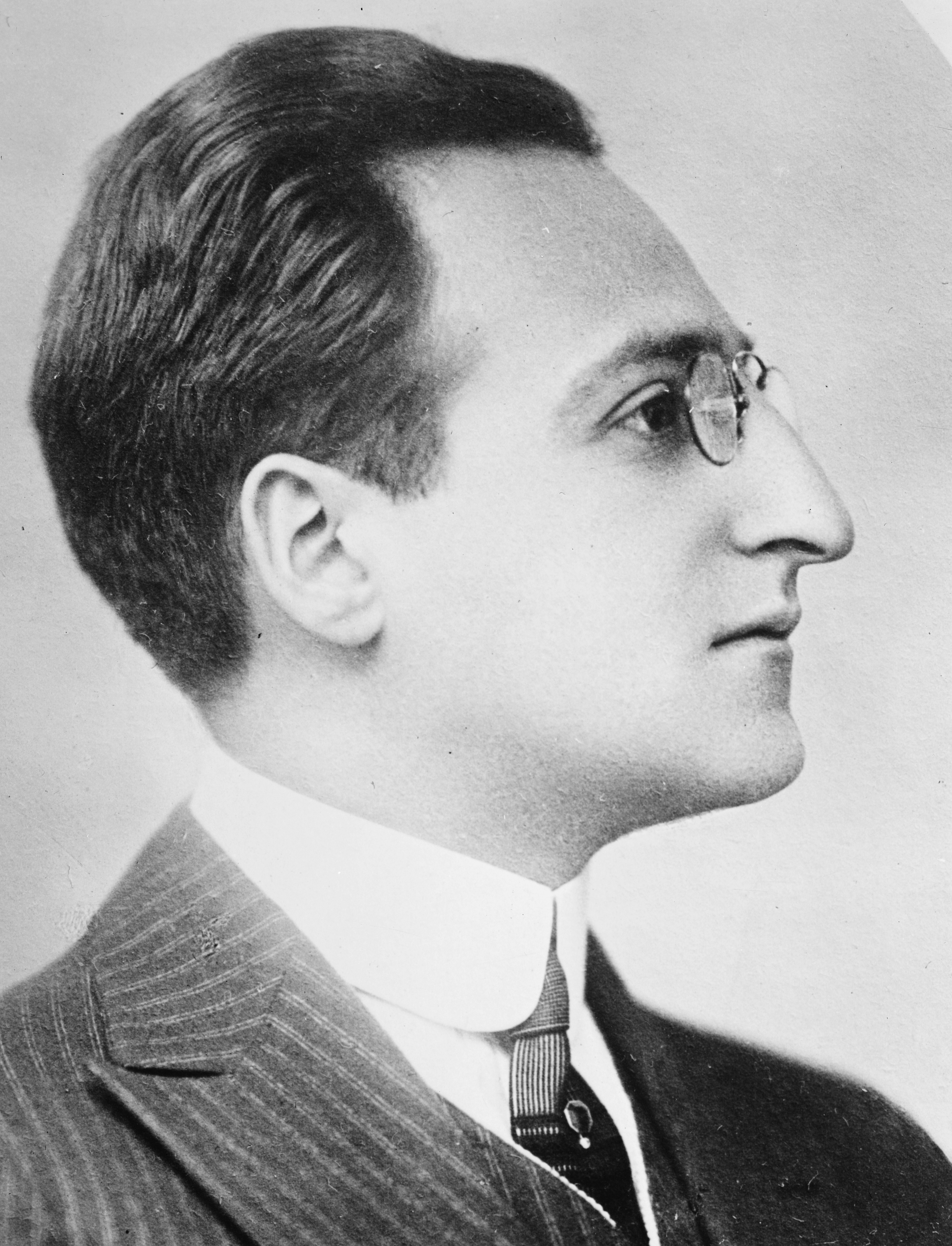
Louis Untermeyer
(1885–1977)

- Harvey Bartlett Gaul (1881–1945), Komponist und Organist
- Bob Curry (1882–1944), Ringer
- Margaret Dumont (1882–1965), Schauspielerin
- Arthur Duray (1882–1954), französisch-US-amerikanischer Automobilrennfahrer
- James Gleason (1882–1959), Schauspieler, Dramatiker und Drehbuchautor
- Fiorello LaGuardia (1882–1947), langjähriger New Yorker Bürgermeister
- Éamon de Valera (1882–1975), irischer Politiker, Premierminister und Staatspräsident
- William Van Alen (1882–1954), Architekt
- Leo Goodwin (1883–1957), Schwimmer und Wasserballspieler
- Ralph Morgan (1883–1956), Schauspieler
- Jay O’Brien (1883–1940), Bobfahrer
- Nessa Cohen (1884–1976), Bildhauerin
- Burrill Crohn (1884–1983), Arzt, Erstbeschreiber des Morbus Crohn
- Joe Fogler (1884–1930), Bahnradsportler
- Edwin Grasse (1884–1954), Geiger, Pianist, Organist und Komponist
- Ely Jacques Kahn (1884–1972), Architekt
- Abbie Mitchell (1884–1960), Sängerin und Schauspielerin
- John Joseph Mitty (1884–1961), römisch-katholischer Erzbischof von San Francisco
- Ralph Mulford (1884–1973), Automobilrennfahrer und Unternehmer
- Carl Osburn (1884–1966), Sportschütze
- Eleanor Roosevelt (1884–1962), Menschenrechtsaktivistin und Diplomatin sowie Ehefrau von US-Präsident Franklin D. Roosevelt
- Harold W. Bell (1885–1947), Numismatiker und Sherlock-Holmes-Sammler
- Mae Murray (1885–1965), Schauspielerin
- Louis Untermeyer (1885–1977), Dichter

#### 1886–1890

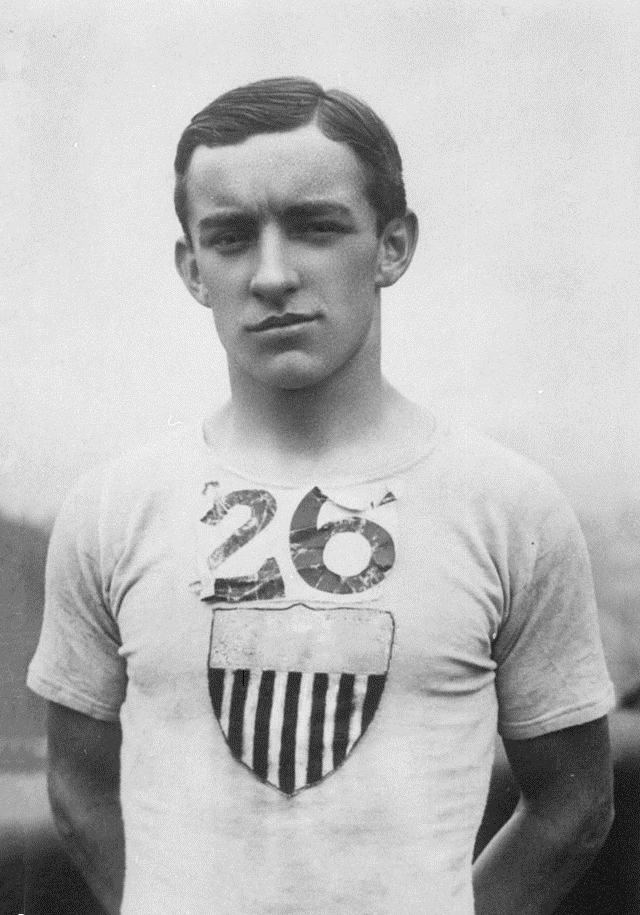
John Hayes
(1886–1965)

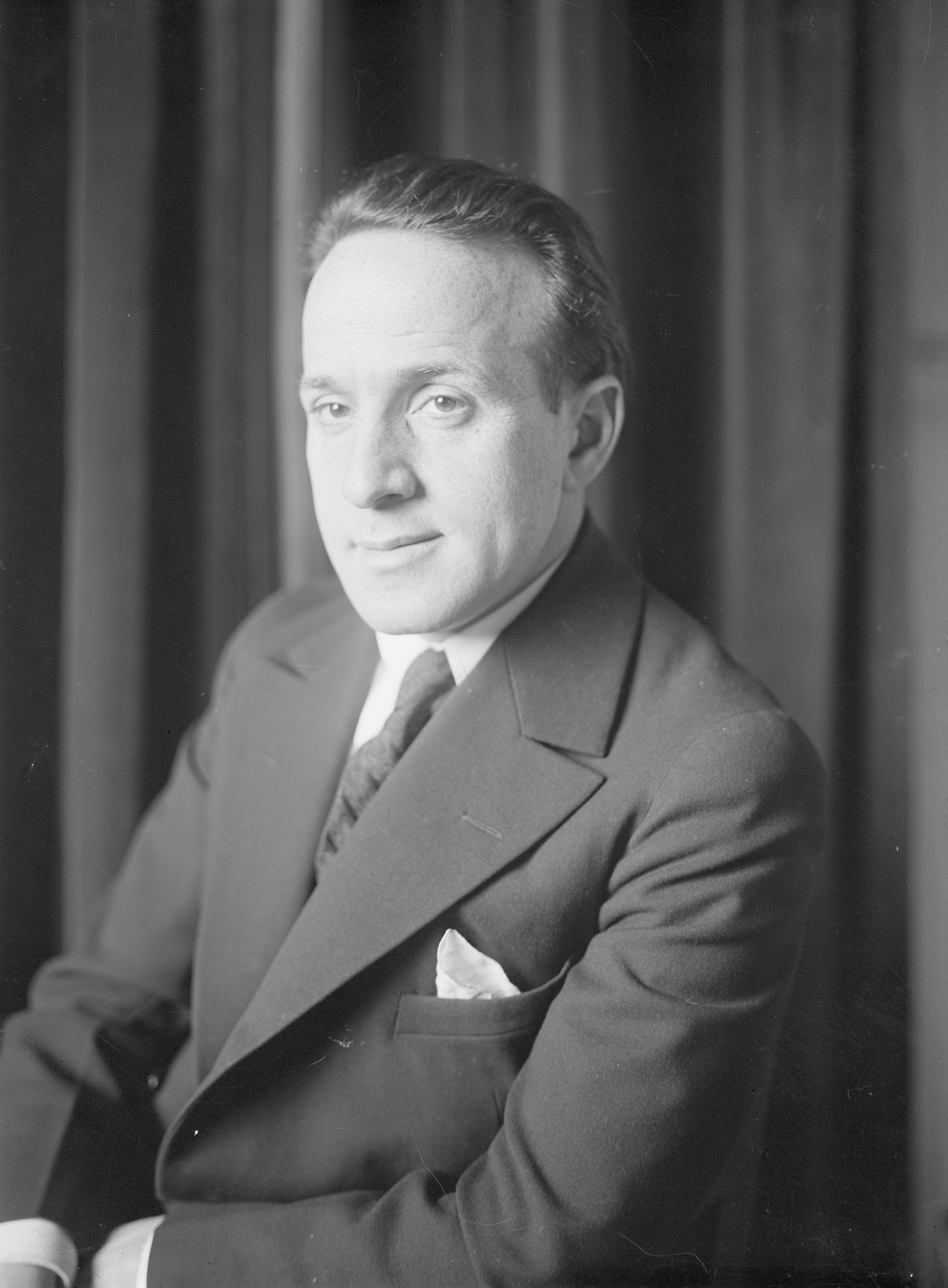
Nathaniel Shilkret
(1889–1982)

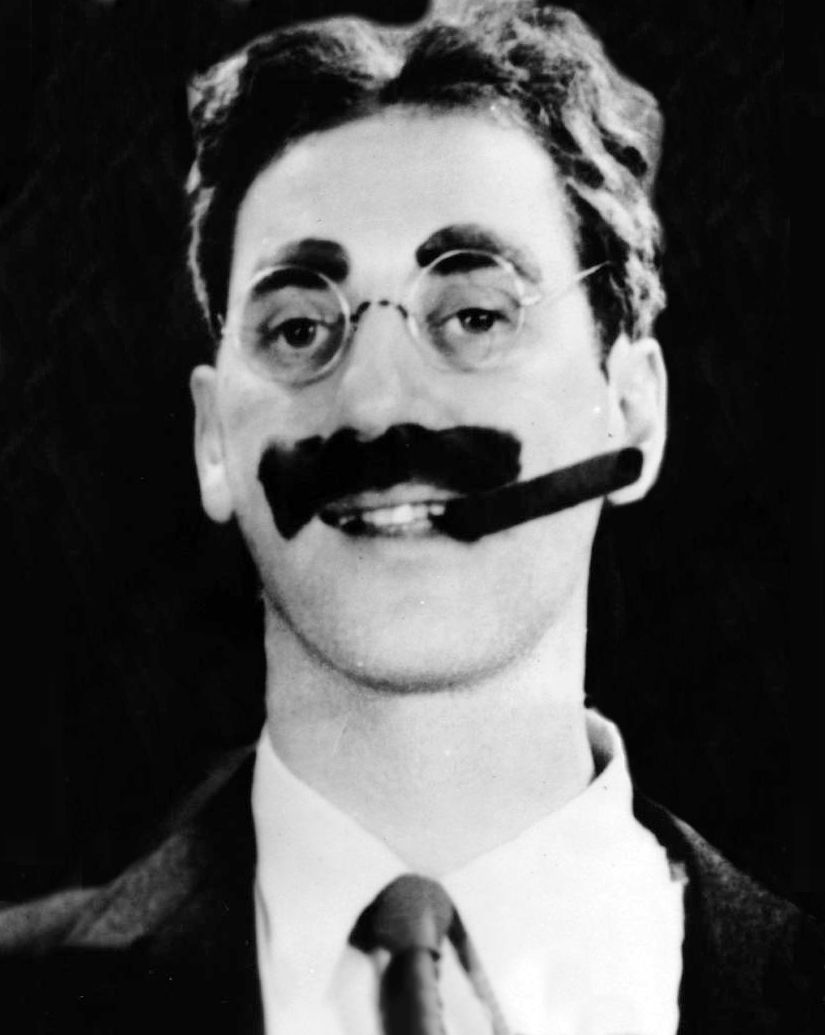
Groucho Marx
(1890–1977)

- John Jacob Astor, 1. Baron Astor of Hever (1886–1971), britischer Geschäftsmann, Racketsspieler und Politiker
- John Hayes (1886–1965), Marathonläufer und Olympiasieger
- Charles King (1886–1944), Theater- und Filmschauspieler sowie Sänger
- Sascha Kolowrat-Krakowsky (1886–1927), österreichischer Filmpionier
- James Francis McIntyre (1886–1979), römisch-katholischer Erzbischof von Los Angeles und Kardinal
- Ruth Benedict (1887–1948), Anthropologin
- Ray Cummings (1887–1957), Autor
- James Duncan (1887–1955), Diskuswerfer
- Tim Mara (1887–1959), Gründer der New York Giants
- Chico Marx (1887–1961), Komiker und (Familien-)Mitglied der Marx-Brothers
- Agnes E. Meyer (1887–1970), Journalistin
- Raoul Walsh (1887–1980), Filmregisseur
- Alberto Colombo (1888–1954), Dirigent und Filmkomponist
- Irving Cummings (1888–1959), Schauspieler und Regisseur
- Jay Gould II (1888–1935), Sportler (Jeu de Paume)
- Lyman Hine (1888–1930), Bobsportler
- Jack Holt (1888–1951), Hollywoodschauspieler, bekannt geworden durch Western
- Harpo Marx (1888–1964), Komiker und (Familien-)Mitglied der Marx-Brothers
- Eugene O’Neill (1888–1953), Dramatiker
- Alex F. Osborn (1888–1966), Autor, gilt als der Erfinder des Brainstorming
- Alan Seeger (1888–1916), Poet
- Harry Smith (1888–1961), Langstreckenläufer
- Monty Woolley (1888–1963), Schauspieler
- John Arnold (1889–1964), Kameramann (zwei Oscars für technische Verdienste)
- John Joseph Boylan (1889–1953), römisch-katholischer Geistlicher, Bischof von Rockford
- Abem Finkel (1889–1948), Drehbuchautor
- Walter Lippmann (1889–1974), Schriftsteller
- Nathaniel Shilkret (1889–1982), Komponist, Dirigent und Musikproduzent
- Ted Wilde (1889–1929), Regisseur und Drehbuchautor
- Edwin Howard Armstrong (1890–1954), Elektroingenieur und Erfinder
- Edward Arnold (1890–1956), US-amerikanischer Schauspieler deutscher Abstammung
- Ludlow Griscom (1890–1959), Ornithologe und Botaniker
- Groucho Marx (1890–1977), Komiker und (Familien-)Mitglied der Marx-Brothers
- Frank Morgan (1890–1949), Schauspieler
- James Reilly (1890–1962), Schwimmer
- Paul Strand (1890–1976), Fotograf
- Sol M. Wurtzel (1890–1958), Filmproduzent

### 1891–1900

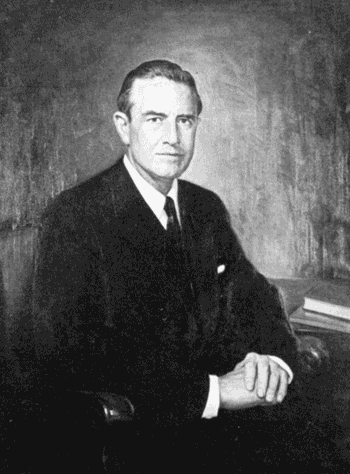
W. Averell Harriman
(1891–1986)

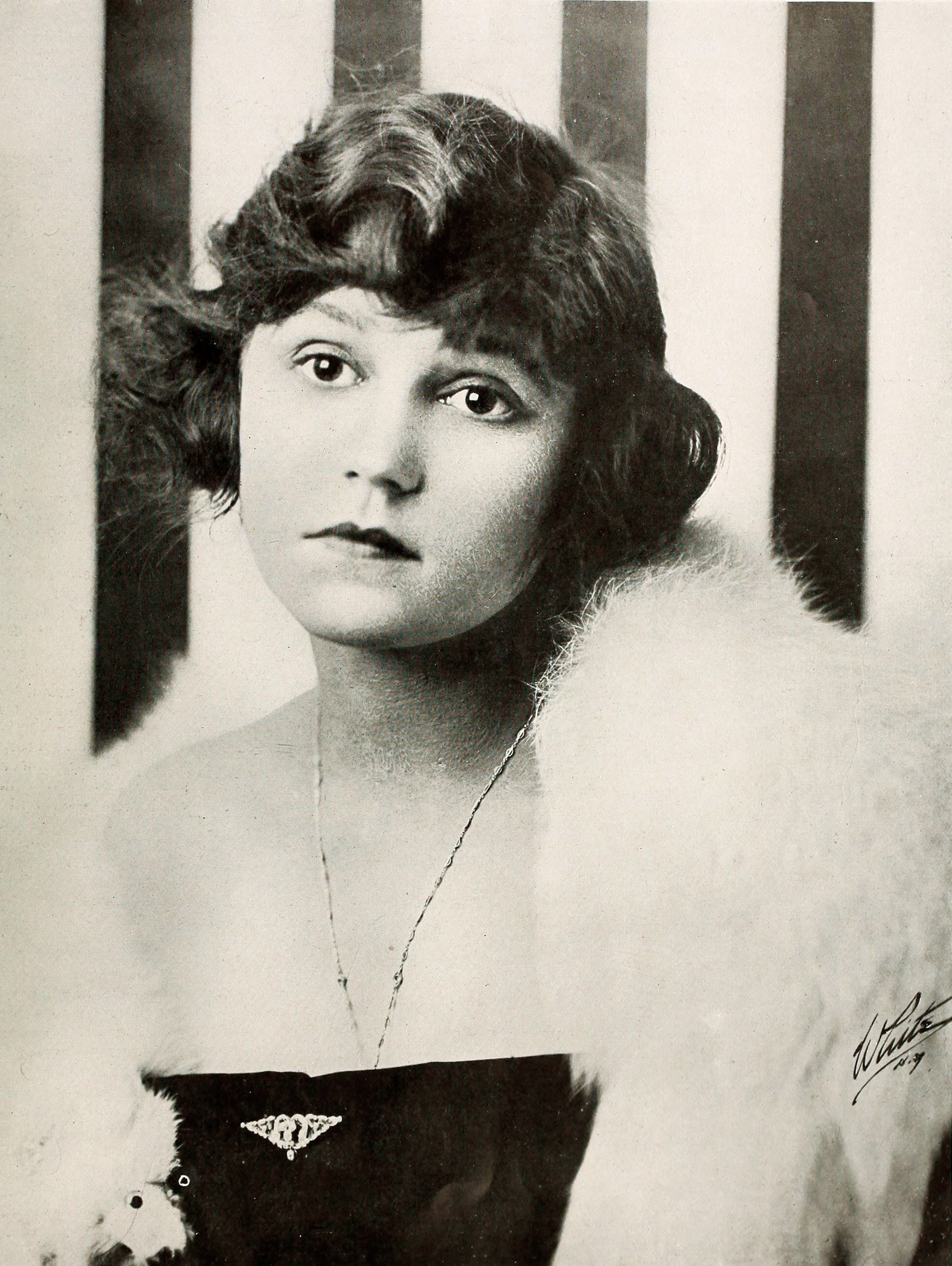
Alice Brady
(1892–1939)

Robert Harron
(1893–1920)

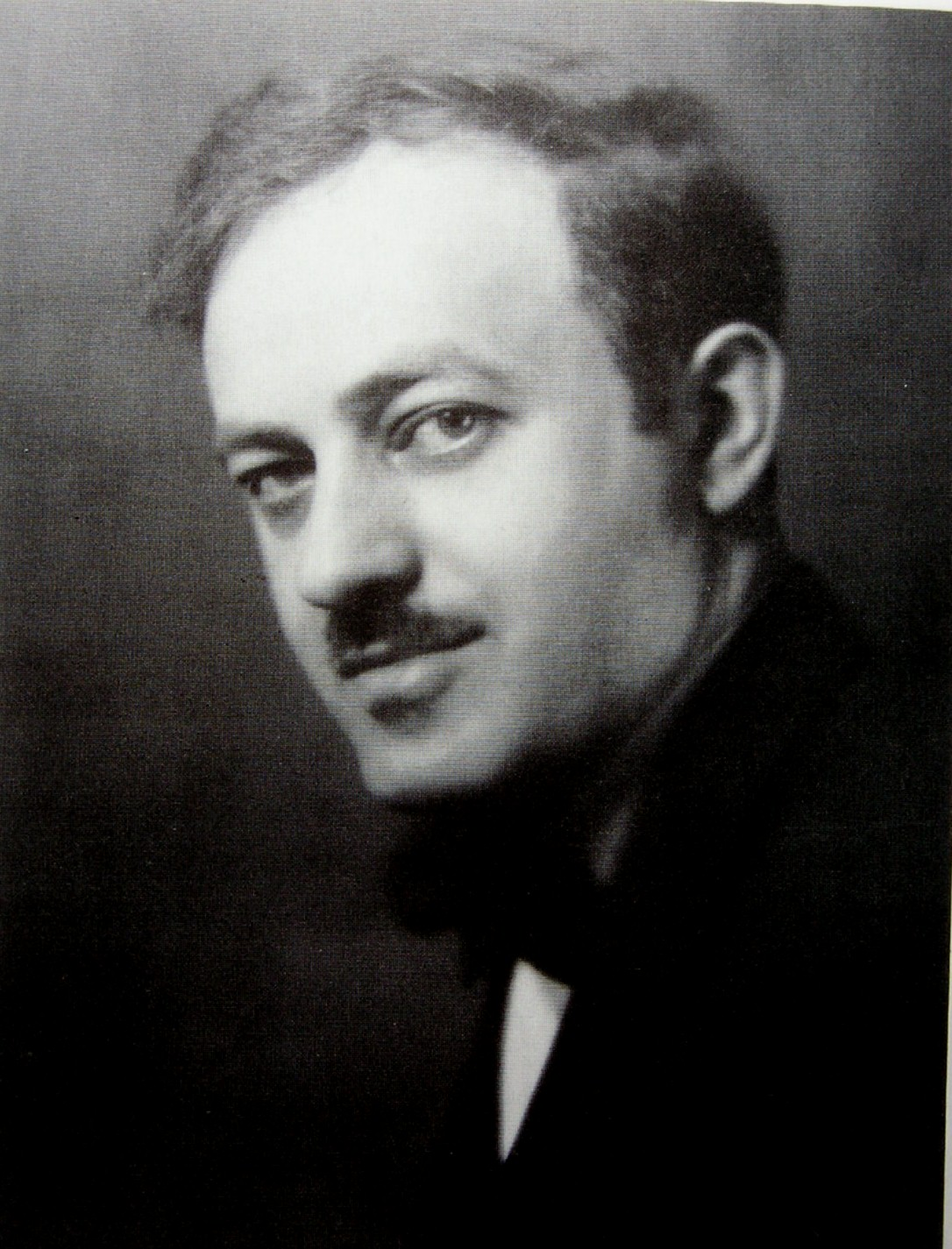
Ben Hecht
(1894–1964)

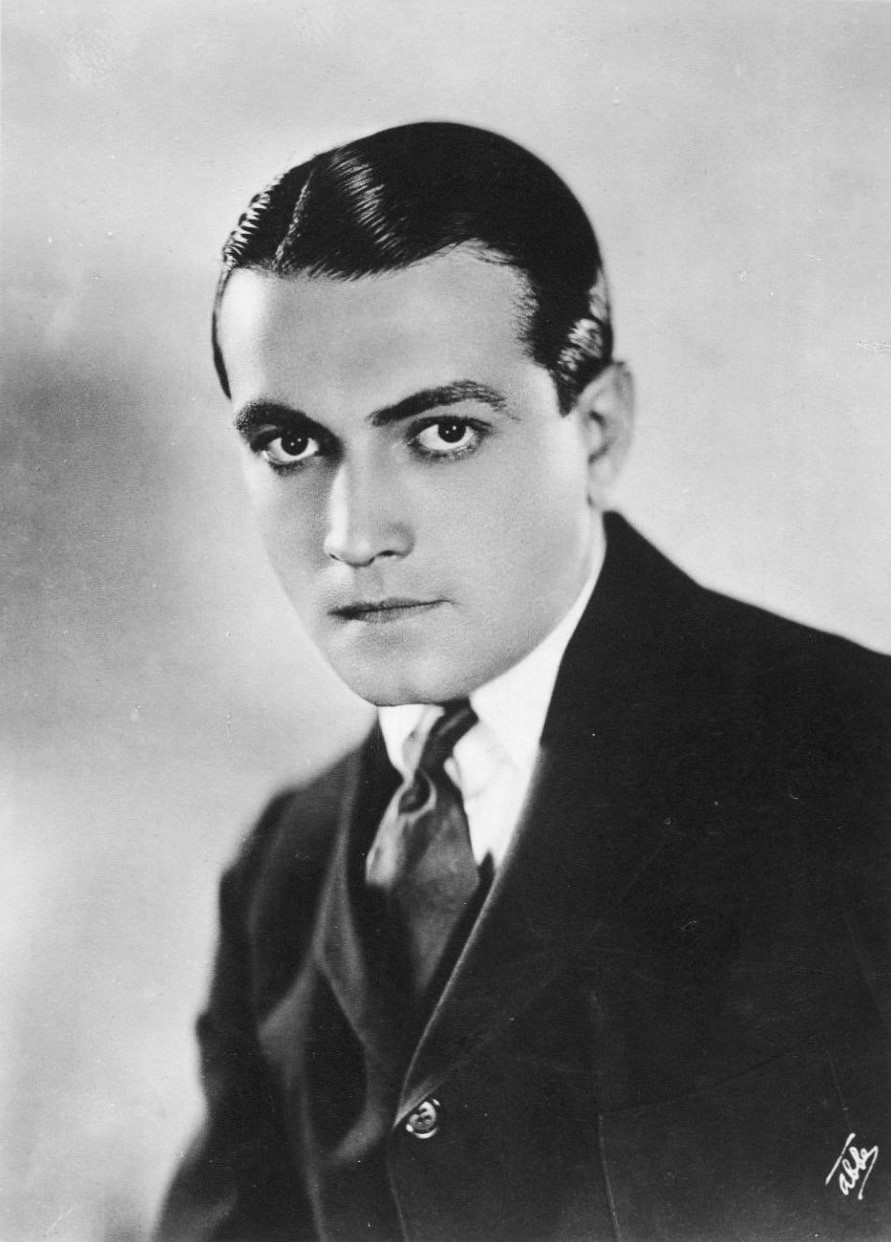
Richard Barthelmess
(1895–1963)

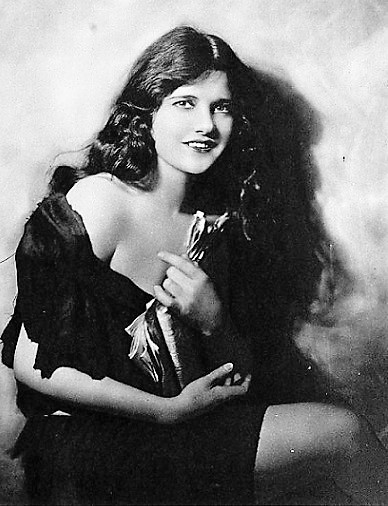
Constance Binney
(1896–1989)

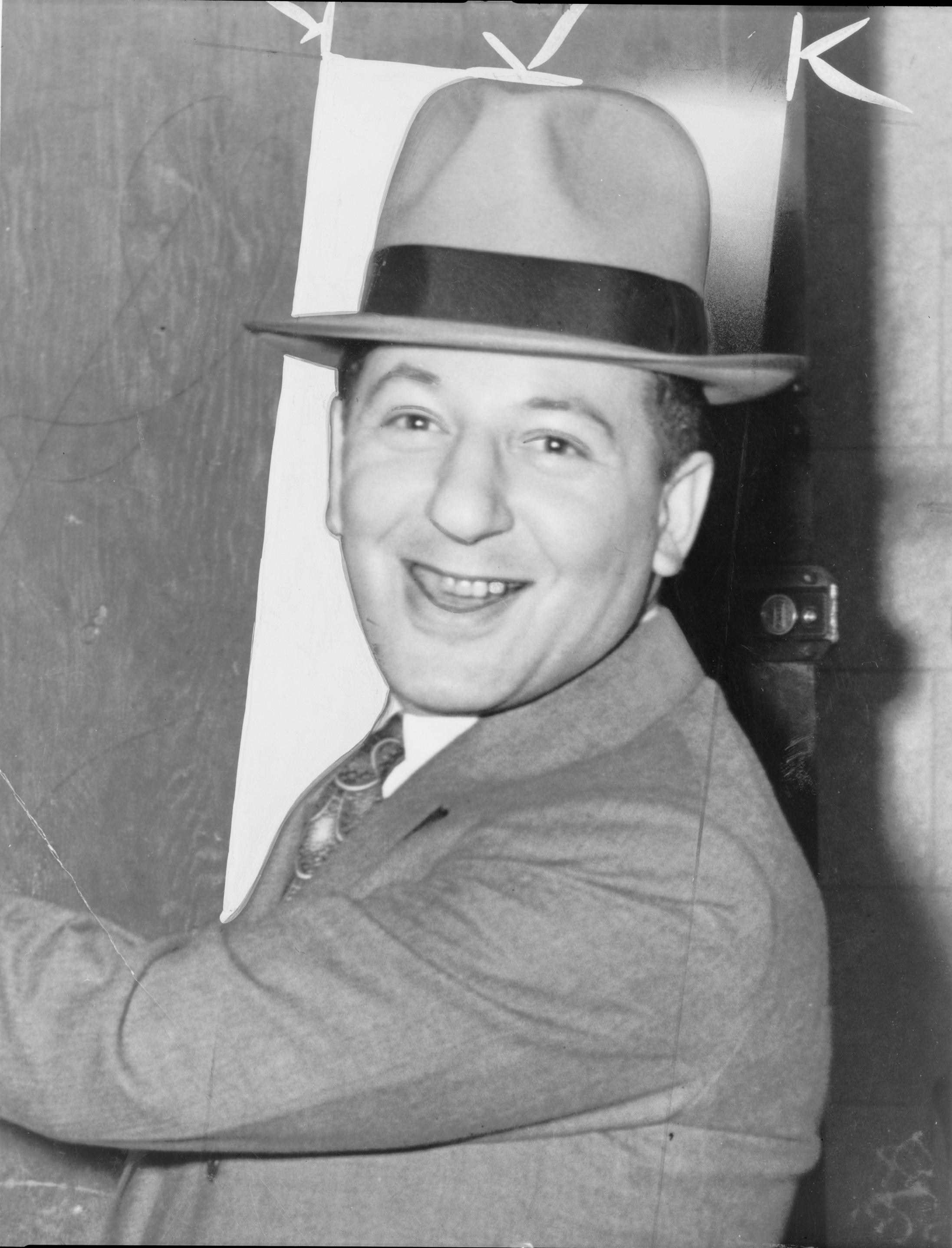
Louis Buchalter
(1897–1944)

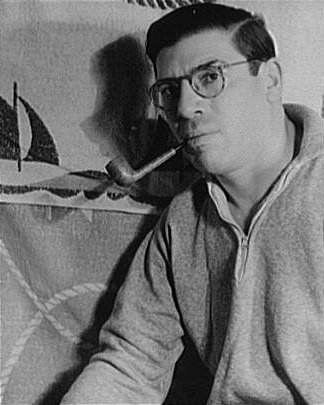
Paul Gallico
(1897–1976)

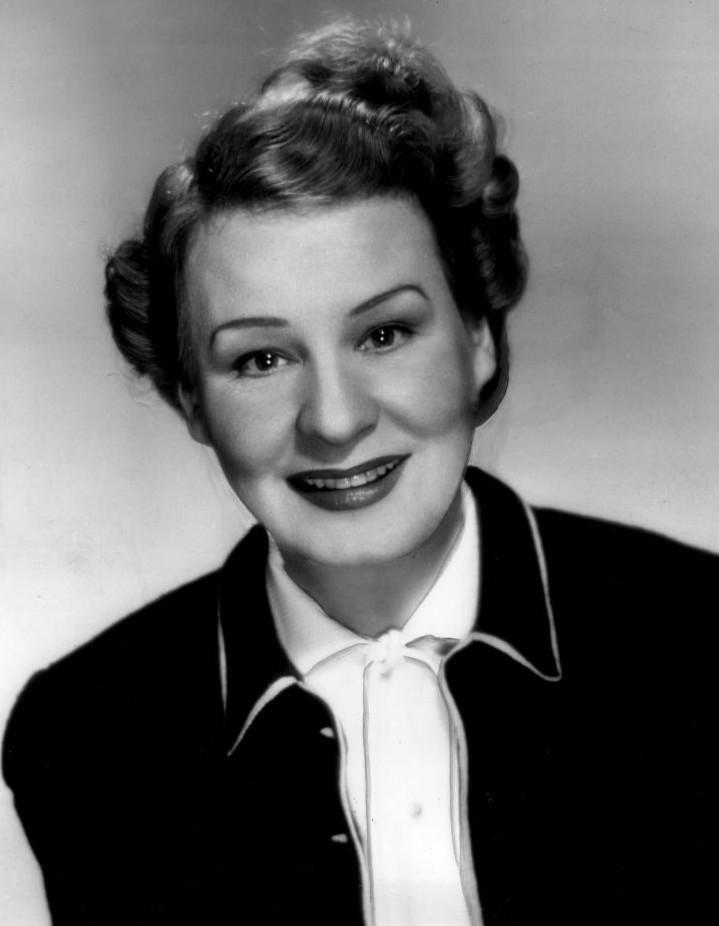
Shirley Booth
(1898–1992)

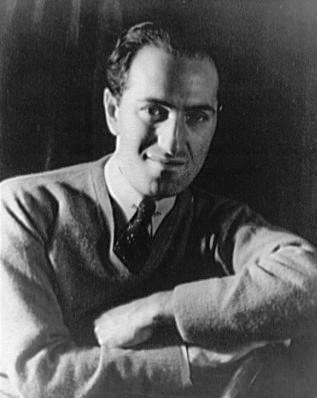
George Gershwin
(1898–1937)

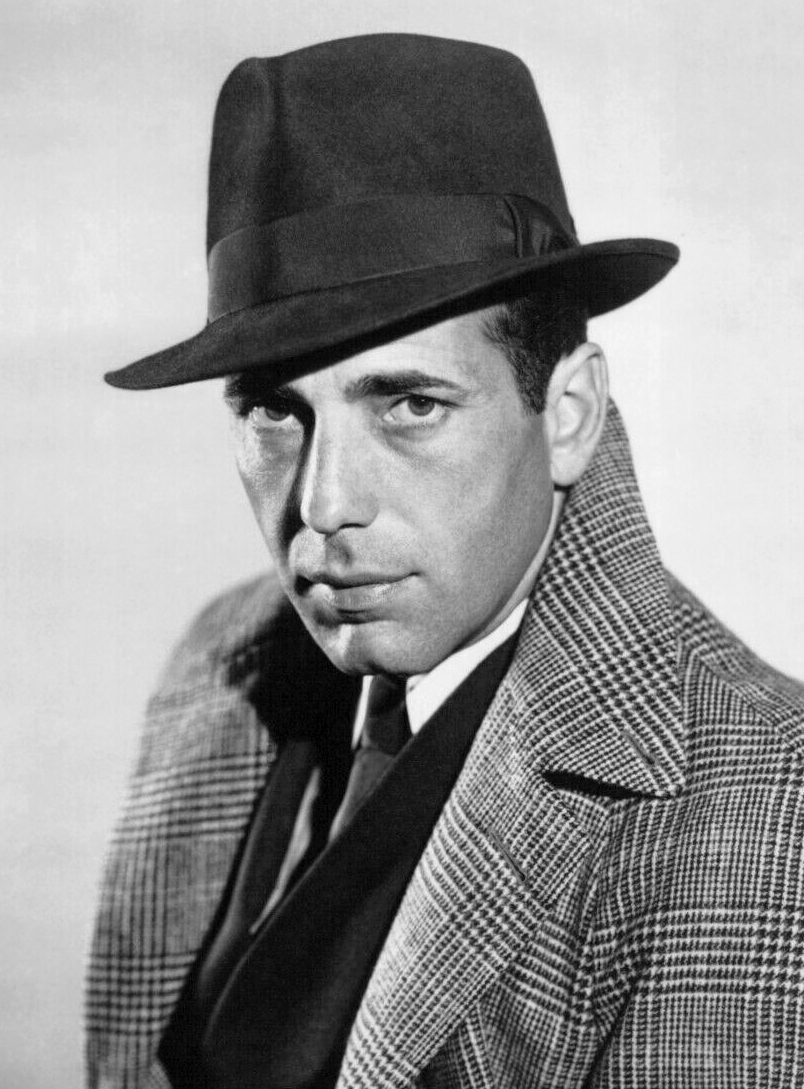
Humphrey Bogart
(1899–1957)

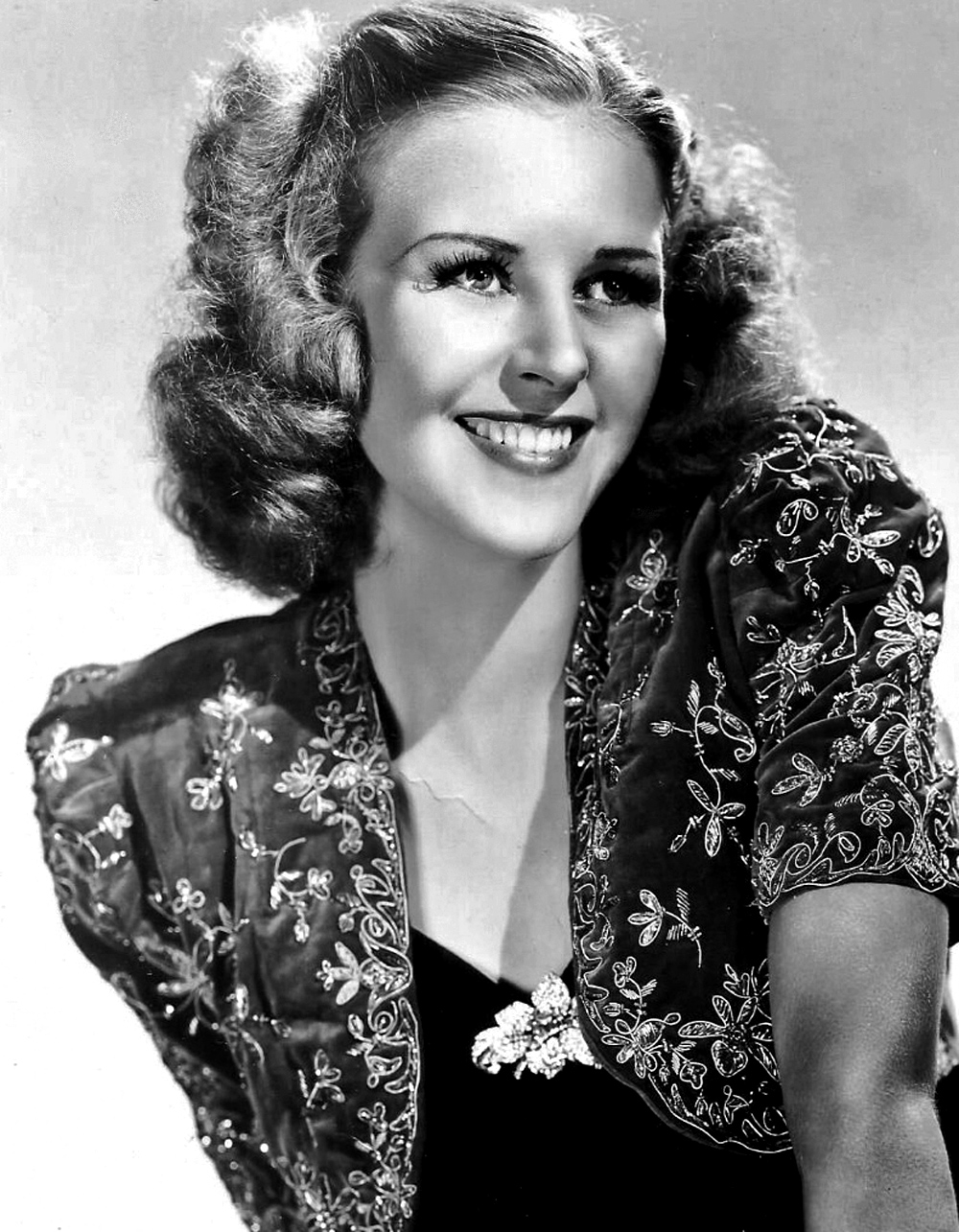
Genevieve Tobin
(1899–1995)

#### 1891
- Fanny Brice (1891–1951), Komikerin, Sängerin und Schauspielerin
- Dorothy Tiffany Burlingham (1891–1979), Psychoanalytikerin
- Arthur Edeson (1891–1970), Kameramann
- Edward J. Flynn (1891–1953), Politiker
- W. Averell Harriman (1891–1986), Politiker, Geschäftsmann und Diplomat
- Sam Jaffe (1891–1984), Schauspieler
- Alfred Lane (1891–1965), Sportschütze
- Archie Mayo (1891–1968), Filmregisseur, Bühnen- und Filmschauspieler
- Henry Miller (1891–1980), Schriftsteller
- Timothy Mather Spelman (1891–1970), Komponist
- Grace Zaring Stone (1891–1991), Schriftstellerin
- Arthur Hays Sulzberger (1891–1968), Herausgeber der New York Times (1935–1957)

#### 1892
- Samuel Barlow (1892–1982), Komponist
- Alice Brady (1892–1939), Theater- und Filmschauspielerin
- Gilmore David Clarke (1892–1982), Bauingenieur und Landschaftsarchitekt
- Mike Connors (1892–1949), australischer Schauspieler und Theaterleiter
- Albert S. D’Agostino (1892–1970), Szenenbildner
- Donald Wills Douglas (1892–1981), Ingenieur und Flugzeugbauer
- Seymour Felix (1892–1961), Showtänzer und Choreograph, Oscarpreisträger 1937
- Philip Joseph Furlong (1892–1989), römisch-katholischer Geistlicher, Weihbischof im US-amerikanischen Militärordinariat
- Ferde Grofé (1892–1972), Komponist, Arrangeur und Dirigent französisch-hugenottischer Abstammung
- Gummo Marx (1892–1977), Komiker und (Familien-)Mitglied der Marx-Brothers
- Elmer Rice (1892–1967), Dramatiker
- Joseph Seiden (1892–1974), Regisseur und Produzent des jiddischen Films
- Pete Smith (1892–1979), Filmproduzent und Oscarpreisträger
- Frank Tuttle (1892–1963), Filmregisseur
- Sumner Welles (1892–1961), Diplomat und stellvertretender Außenminister von 1937 bis 1943

#### 1893
- Mercedes de Acosta (1893–1968), Schriftstellerin, Modedesignerin
- Stephen Joseph Donahue (1893–1982), römisch-katholischer Weihbischof in New York
- Herbert Feis (1893–1972), Historiker
- Joseph Michael Gilmore (1893–1962), römisch-katholischer Bischof von Helena
- Robert Harron (1893–1920), Stummfilmschauspieler
- Florence Henri (1893–1982), Malerin und Fotografin
- Nicholas Nerich (1893–1957), Schwimmer
- Bernard Rogers (1893–1968), Komponist
- Mae West (1893–1980), Filmschauspielerin und Drehbuchautorin

#### 1894
- Joseph Francis Flannelly (1894–1973), römisch-katholischer Weihbischof in New York
- Michael Gold (1894–1967), Schriftsteller und Literaturkritiker
- Ben Hecht (1894–1964), Drehbuchautor
- Arthur Loesser (1894–1969), Pianist, Musikpädagoge und -schriftsteller
- Thomas John McDonnell (1894–1961), römisch-katholischer Koadjutorbischof von Wheeling
- Nita Naldi (1894–1961), Schauspielerin der Stummfilmzeit
- Robert Nathan (1894–1985), Schriftsteller
- Charles Reznikoff (1894–1976), Poet
- Norman Rockwell (1894–1978), Maler und Illustrator
- William Aloysius Scully (1894–1969), römisch-katholischer Bischof von Albany
- Andy Tipaldi (1894–1969), kanadischer Banjospieler

#### 1895
- Irving A. Aaronson (1895–1963), Jazz-Pianist und Bandleader
- Richard Barthelmess (1895–1963), Schauspieler
- John Beckman (1895–1968), Basketballspieler
- Abraham Binder (1895–1966), Komponist
- Oscar Hammerstein II (1895–1960), Produzent und Musicalautor
- Sidney Hickox (1895–1982), Kameramann
- Susanne K. Langer (1895–1985), Philosophin
- Gertrude Purcell (1895–1963), Drehbuchautorin
- Harry Ruby (1895–1974), Drehbuchautor, Komponist und Texter
- Morrie Ryskind (1895–1985), Librettist und Regisseur am Broadway und Drehbuchautor in Hollywood
- Nathan Schachner (1895–1955), Schriftsteller
- Edward Snyder (1895–1982), Kameramann und Spezialeffektkünstler
- Herb Vollmer (1895–1961), Wasserballspieler
- Alice Lake (1895–1967), Schauspielerin

#### 1896
- Constance Binney (1896–1989), Schauspielerin der Stummfilmära
- George Burns (1896–1996), Schauspieler
- Mark W. Clark (1896–1984), General
- Hallowell Davis (1896–1992), Physiologe, Audiologe und Hochschullehrer
- Joe Davis (1896–1978), Musikverleger und Produzent
- Gerald Duffy (1896–1928), Journalist und Drehbuchautor
- Ira Gershwin (1896–1983), Komponist und Liedtexter
- Nat Holman (1896–1995), Basketballspieler und -trainer
- Edwin Justus Mayer (1896–1960), Drehbuchautor und Komödienspezialist
- J. Carrol Naish (1896–1973), Schauspieler
- Sigmund Neufeld (1896–1979), Filmproduzent
- Ida Rolf (1896–1979), Begründerin der nach ihr benannten Rolfing-Behandlung
- Roger Sessions (1896–1985), Komponist

#### 1897
- Detlev Wulf Bronk (1897–1975), Biophysiker und Wissenschaftsmanager
- Louis Buchalter (1897–1944), berühmt berüchtigter Gangster in New York
- Jesse Douglas (1897–1965), Mathematiker
- John Michael Fearns (1897–1977), römisch-katholischer Weihbischof in New York
- Paul Gallico (1897–1976), Schriftsteller
- Stephen V. Grancsay (1897–1980), Waffenkundler
- Louis R. Loeffler (1897–1972), Filmeditor
- Noel Madison (1897–1975), Schauspieler
- Albert Mayer (1897–1981), Stadtplaner und Architekt
- Arthur Ripley (1897–1961), Drehbuchautor, Filmregisseur und -produzent
- Robert Riskin (1897–1955), Drehbuch- und Bühnenautor; Filmproduzent und Regisseur
- Steve Sullivan (1897–1979), Boxer
- Gene Tunney (1897–1978), Boxweltmeister im Schwergewicht

#### 1898
- Shirley Booth (1898–1992), Schauspielerin
- Harold Whaley Brown (1898–1978), Augenarzt
- Doris P. Buck (1898–1980), Science-Fiction-Autorin
- Ruth Bunzel (1898–1990), Anthropologin
- Edward Vincent Dargin (1898–1981), römisch-katholischer Weihbischof in New York
- Bob Fuller (1898–?), Jazzmusiker
- George Gershwin (1898–1937), Komponist, Pianist und Dirigent
- Abe Goldstein (1898–1977), Boxer im Bantamgewicht
- Peggy Guggenheim (1898–1979), Kunstsammlerin und Galeristin
- Fred Hall (1898–1954), Musiker und Dirigent
- Josef Hirn (1898–1971), deutscher Politiker (SPD)
- Fritz Roethlisberger (1898–1974), Wirtschaftswissenschaftler

#### 1899
- Léonie Fuller Adams (1899–1988), Dichterin
- Otis Barton (1899–1992), Tiefseetaucher und Erfinder
- Howard P. Becker (1899–1960), Soziologe
- Humphrey Bogart (1899–1957), Filmschauspieler
- James Cagney (1899–1986), Schauspieler
- Edward L. Cahn (1899–1963), Filmregisseur und Filmeditor
- Gilbert Colgate (1899–1965), Bobsportler und Unternehmer
- Ricardo Cortez (1899–1977), Schauspieler
- George Cukor (1899–1983), Filmregisseur
- Joseph Fuchs (1899–1997), Geiger und Musikpädagoge
- Vincent Gallagher (1899–1983), Ruderer
- Maude Hutchins (1899–1991), Schriftstellerin
- Gene Kardos (1899–1980), Jazzmusiker und Bandleader
- Edwin H. Knopf (1899–1981), Drehbuchautor, Regisseur und Filmproduzent
- Leopold Mannes (1899–1964), Pianist, Komponist, Musikpädagoge und Erfinder
- John Norton (1899–1987), Wasserballspieler
- Bill Springsteen (1899–1985), American-Football-Spieler
- Randall Thompson (1899–1984), Komponist und Musikpädagoge
- Genevieve Tobin (1899–1995), Schauspielerin
- Paul Vogel (1899–1975), oscarprämierter Kameramann

#### 1900
- William E. Barrett (1900–1986), Schriftsteller
- Benjamin Buttenwieser (1900–1991), Bankier
- Thomas Darden (1900–1961), Marineoffizier
- Albert Hackett (1900–1995), Stummfilmschauspieler, Drehbuch- und Bühnenautor
- Don Hartman (1900–1958), Komponist, Filmregisseur, Filmproduzent und Drehbuchautor
- Arthur Herzog Jr. (1900–1983), Komponist, Songwriter
- Frank Hotaling (1900–1977), Filmarchitekt
- Cyril Hume (1900–1966), Drehbuchautor
- Arthur Levitt senior (1900–1980), Jurist und Politiker
- James Aloysius McNulty (1900–1972), römisch-katholischer Bischof von Buffalo
- Abraham J. Multer (1900–1986), Jurist und Politiker
- George Oppenheimer (1900–1977), Drehbuchautor und Liedtexter
- Frederica Sagor Maas (1900–2012), Drehbuchautorin
- Mark Sandrich (1900–1945), Filmregisseur
- Isadore Schwartz (1900–1988), Boxer im Fliegengewicht
- Caroline K. Simon (1900–1993), Juristin und Politikerin
- Frank Paul Sylos (1900–1976), Filmarchitekt
- Joseph A. Valentine (1900–1949), Kameramann
- Albert Weisbord (1900–1977), Gewerkschafter und politischer Aktivist
- Vera West (1900–1947), Kostümbildnerin

## 20. Jahrhundert

### 1901–1910

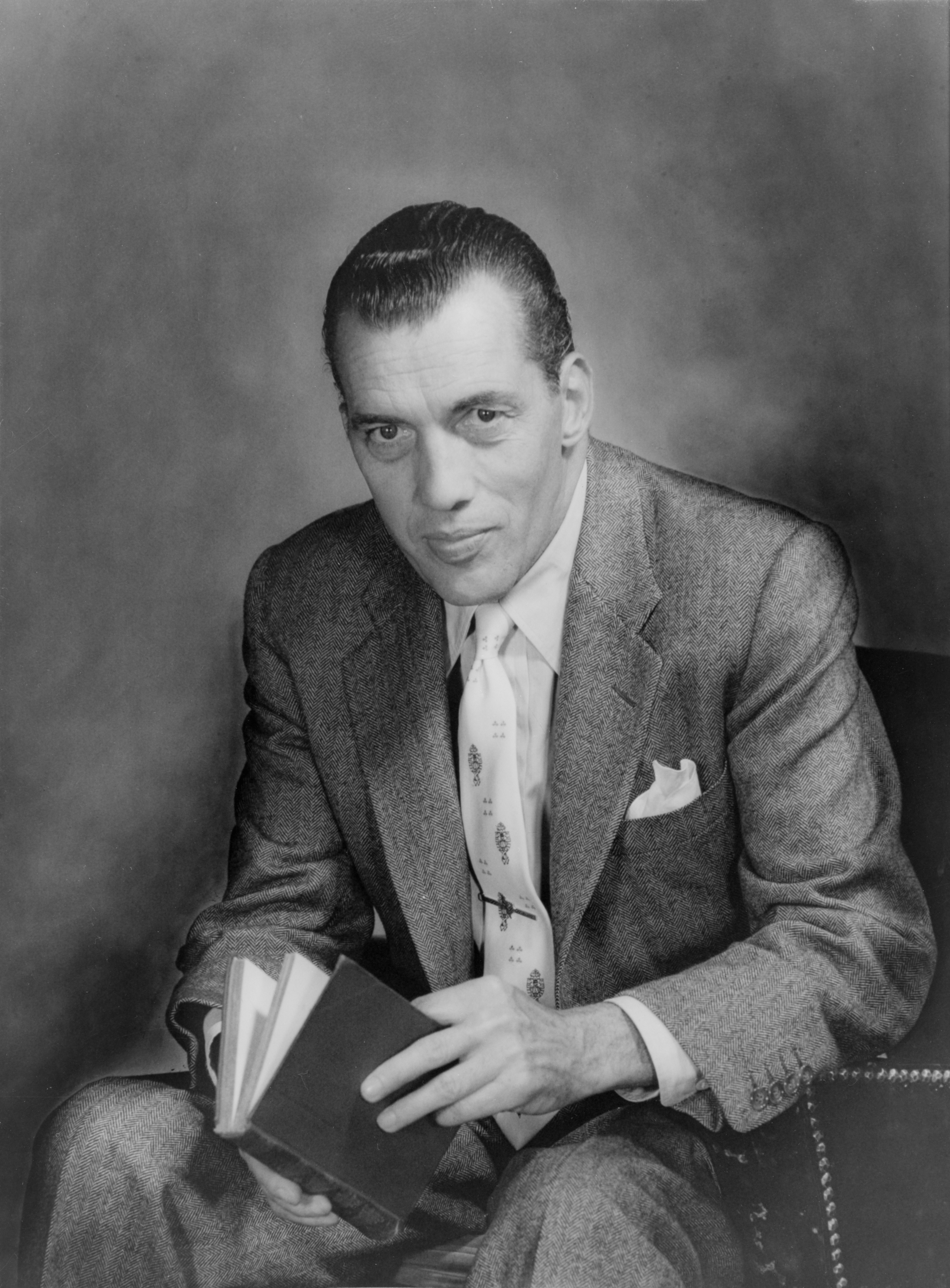
Ed Sullivan
(1901–1974)

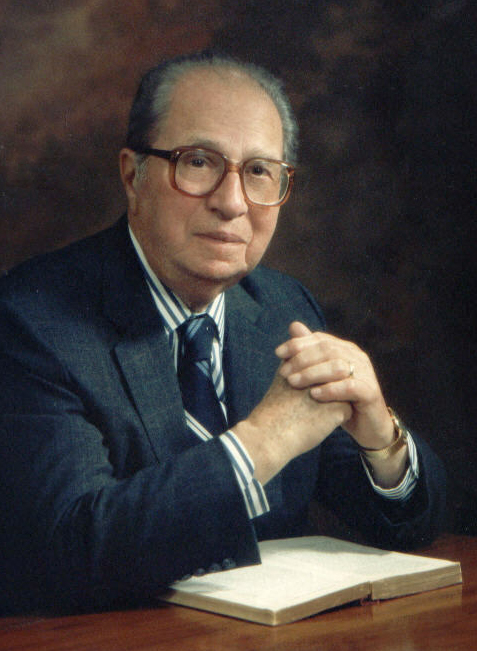
Mortimer Adler
(1902–2001)

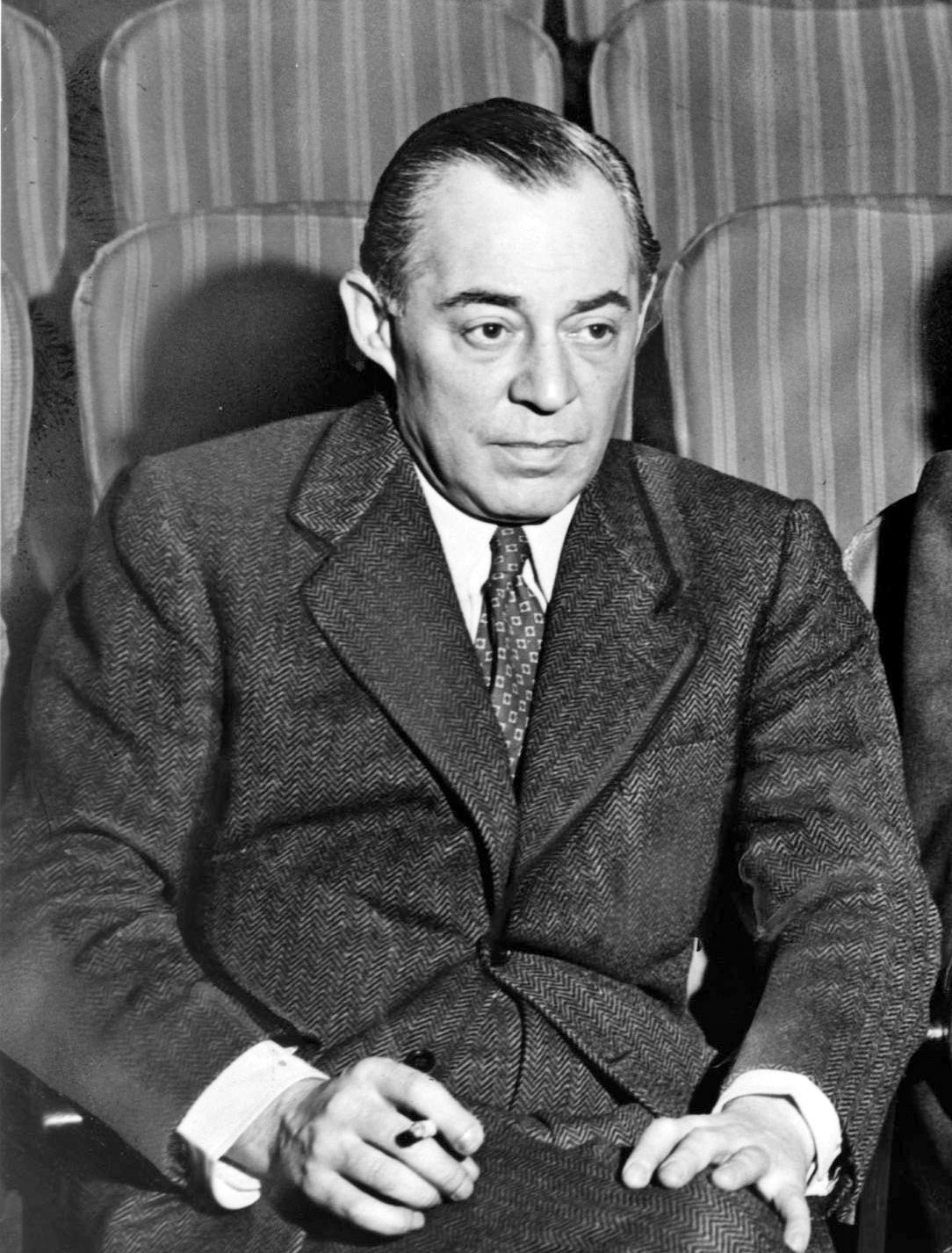
Richard Rodgers
(1902–1979)

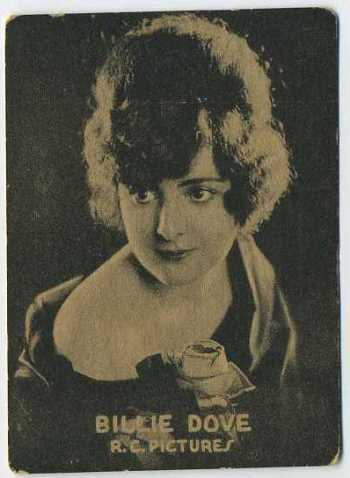
Billie Dove
(1903–1997)

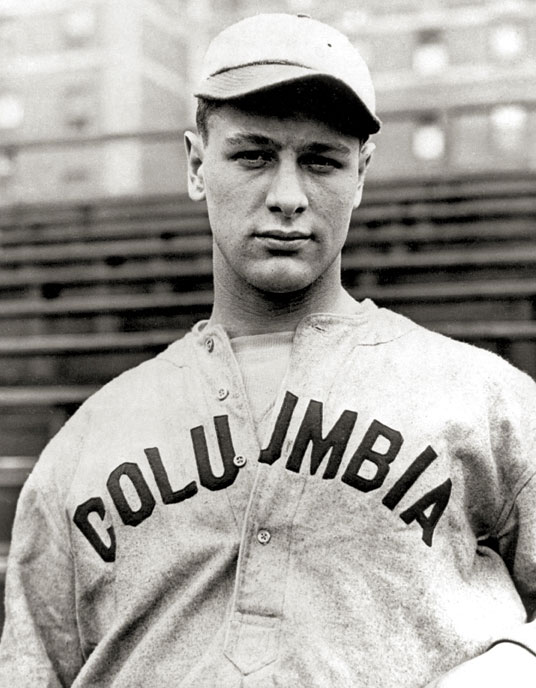
Lou Gehrig
(1903–1941)

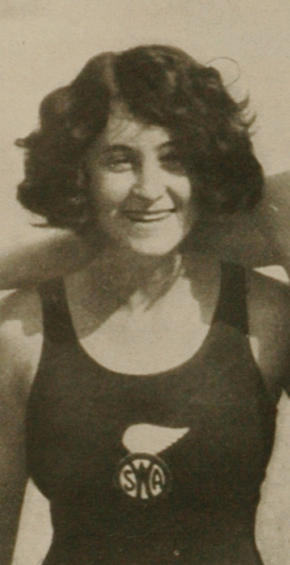
Helen Meany
(1904–1991)

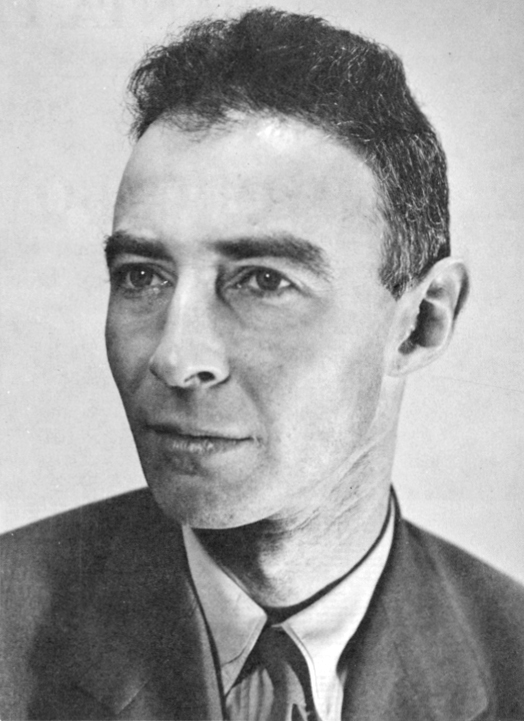
Robert Oppenheimer
(1904–1967)

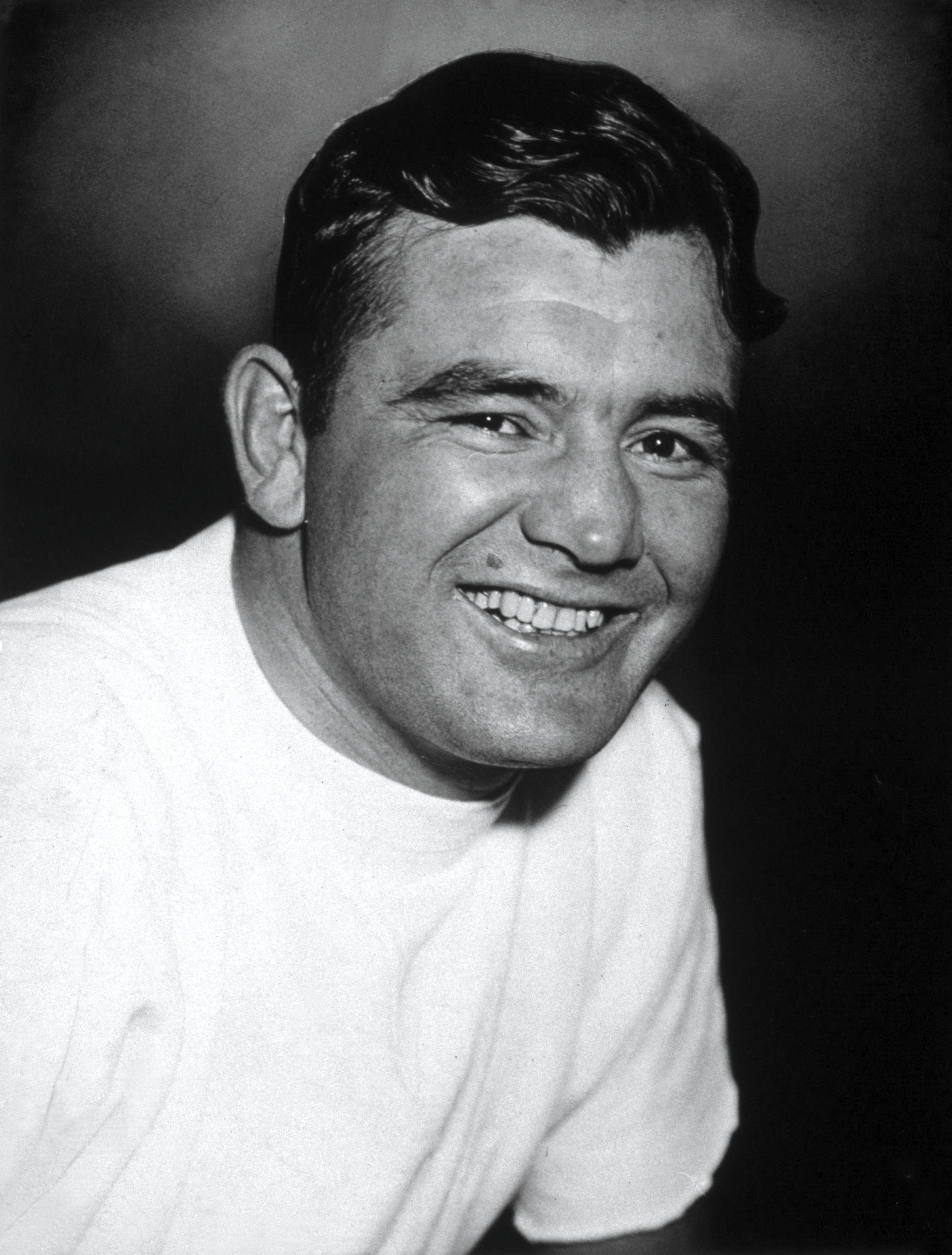
Jim Braddock
(1905–1974)

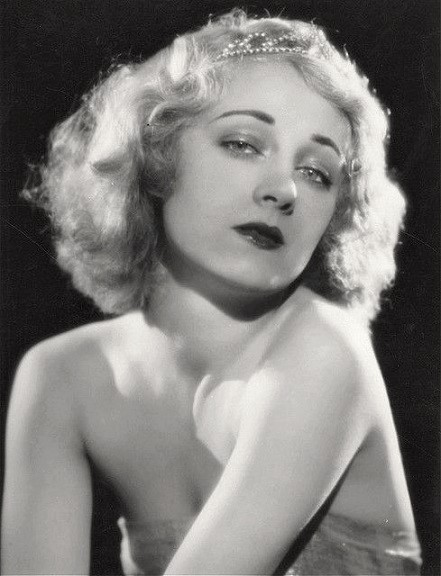
Josephine Dunn
(1906–1983)

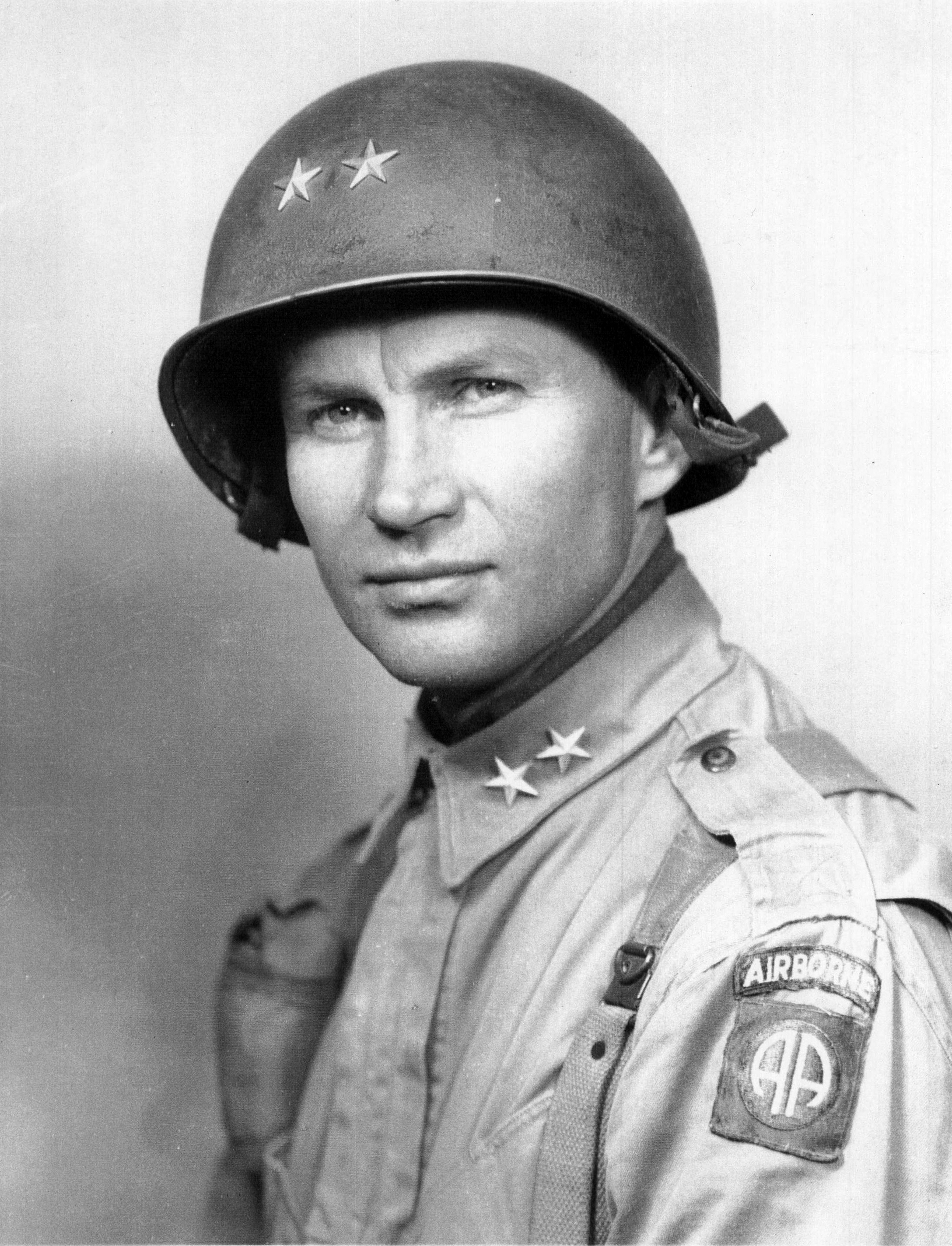
James M. Gavin
(1907–1990)

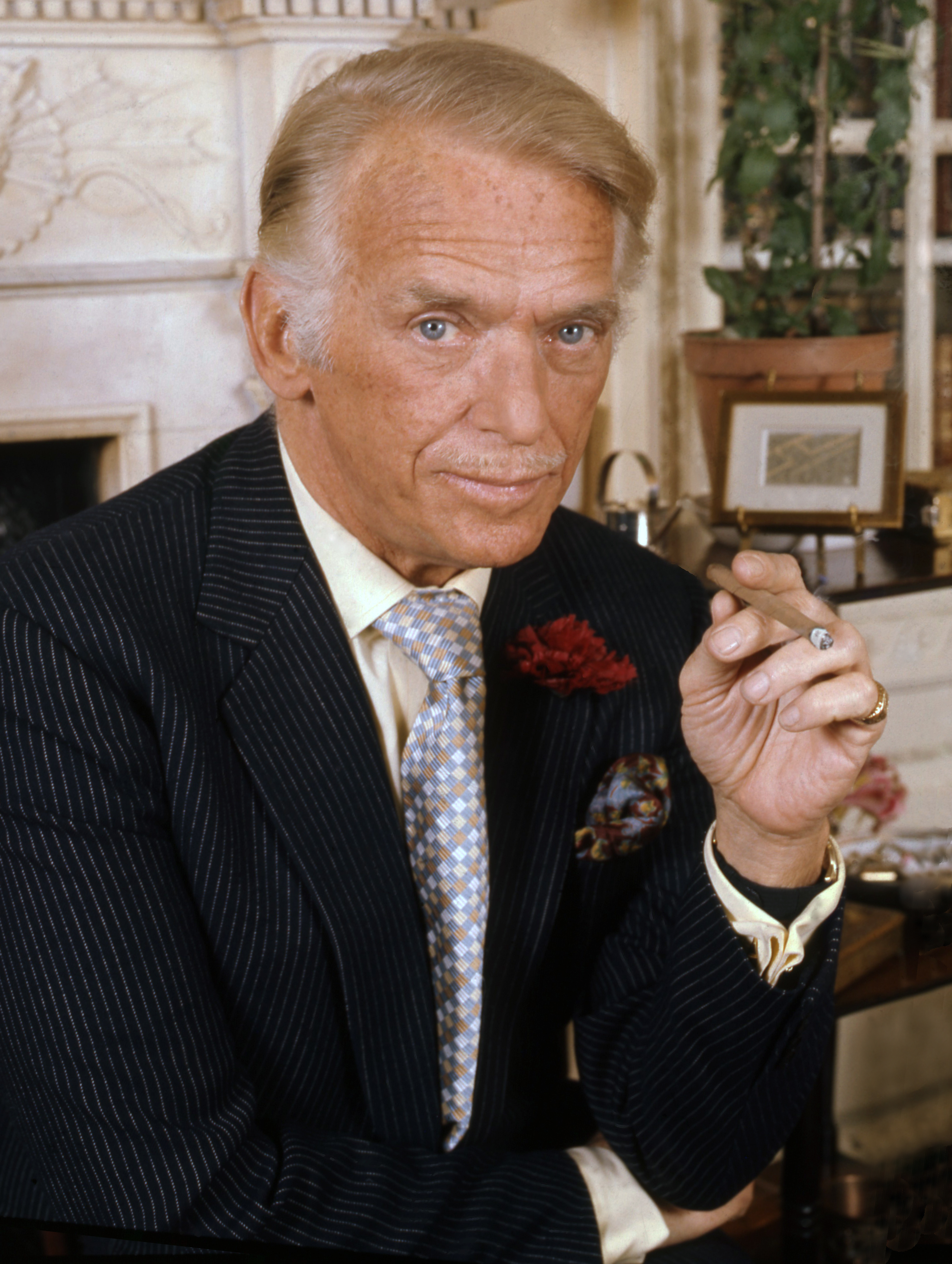
Douglas Fairbanks Jr.
(1909–2000)

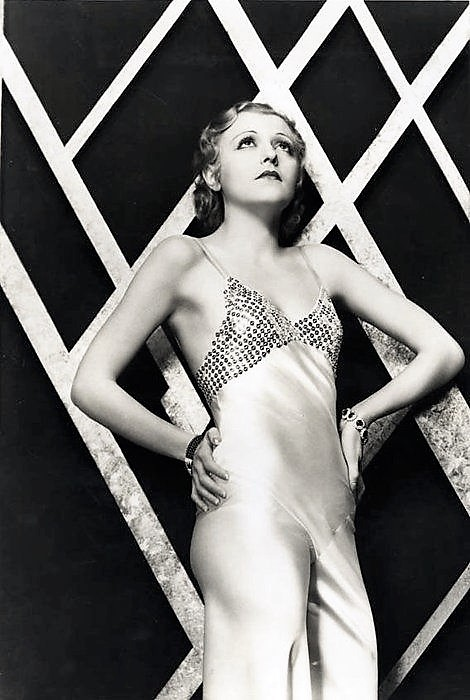
Mary Doran
(1910–1995)

#### 1901
- Harris Dunscombe Colt (1901–1973), Archäologe und Verleger archäologischer Fachliteratur
- James Dunn (1901–1967), Schauspieler
- Frankie Genaro (1901–1966), Boxer
- Virginia Grace (1901–1994), Archäologin
- Laura Guggenbühl (1901–1985), Mathematikerin und Hochschullehrerin
- Adelaide Hall (1901–1993), Jazz-Sängerin
- Sam Jaffe (1901–2000), Schauspielmanager und Filmproduzent
- Howard Koch (1901–1995), Drehbuchautor
- William Kroll (1901–1980), Geiger, Komponist und Musikpädagoge
- Oliver La Farge (1901–1963), Anthropologe und Autor
- Frank Belknap Long (1901–1994), Autor von Horror-, Science-Fiction, Fantasygeschichten, Gedichten und Comics
- Zeppo Marx (1901–1979), Komiker und (Familien-)Mitglied der Marx-Brothers
- Matteo Aloisio Niedhammer y Yaeckle (1901–1970), römisch-katholischer Ordensgeistlicher, Apostolischer Vikar von Bluefields
- George Raft (1901–1980), Schauspieler
- Stephen Ruddy (1901–1964), Schwimmer und Wasserballspieler
- William E. Snyder (1901–1984), Kameramann
- Ed Sullivan (1901–1974), Entertainer und Moderator
- George Tobias (1901–1980), Schauspieler
- Lawrence Edward Watkin (1901–1981), Schriftsteller und Drehbuchautor

#### 1902
- Mortimer Jerome Adler (1902–2001), Philosoph und Schriftsteller
- David Bernard Ast (1902–2007), Zahnarzt und Beamter
- Moe Berg (1902–1972), Baseballspieler
- Rube Bloom (1902–1976), Pianist, Sänger und Komponist
- Daniel Celentano (1902–1980), Maler und Graphiker
- Elizabeth Frances Cope (1902–1982), Mathematikerin
- Edward Eliscu (1902–1998), Schauspieler, Drehbuchautor, Filmkomponist und Liedtexter
- Lulu Hofmann Bechtolsheim (1902–1989), Mathematikerin und Hochschullehrerin
- Hugh O’Neill Hencken (1902–1981), Prähistoriker
- Eric Hoffer (1902–1983), sozialkritischer Philosoph und Autor
- Joe E. Lewis (1902–1971), Sänger, Schauspieler und Komiker
- Richard Rodgers (1902–1979), Musical-Komponist

#### 1903
- Luther Adler (1903–1984), Film- und Theaterschauspieler
- Joseph F. Biroc (1903–1996), Kameramann
- Nancy Carroll (1903–1965), Schauspielerin
- Abram Chasins (1903–1987), Komponist, Pianist und Musikwissenschaftler
- Billie Dove (1903–1997), Schauspielerin
- Lou Gehrig (1903–1941), Baseballspieler
- Adolph Gottlieb (1903–1974), Maler
- David Granger (1903–2002), Bobfahrer
- James Cowan Greenway (1903–1989), Ornithologe
- Nanette Guilford (1903–1990), Opernsängerin
- Lester Lee (1903–1956), Komponist
- Seymour Lipton (1903–1986), Bildhauer
- Joseph Francis McGeough (1903–1970), römisch-katholischer Erzbischof und Diplomat des Heiligen Stuhls
- Abel Meeropol (1903–1986), Schriftsteller und Songwriter
- Ken Murray (1903–1988), Entertainer, Schauspieler und Buchautor
- Fred Niblo Jr. (1903–1973), Drehbuchautor
- Dick Robertson (1903–1979), Bigband-Sänger und Songwriter
- Adrian Rollini (1903–1956), Jazz- und Unterhaltungsmusiker
- Sol C. Siegel (1903–1982), Filmproduzent
- Adele Simpson (1903–1995), Modeschöpferin
- Anthony Veiller (1903–1965), Drehbuchautor, Filmproduzent und Filmregisseur
- Nathanael West (1903–1940), Schriftsteller
- Cornell Woolrich (1903–1968), Krimi-Schriftsteller

#### 1904
- Constance Bennett (1904–1965), Schauspielerin
- Alvah Bessie (1904–1985), Schauspieler, Schriftsteller und Drehbuchautor
- Margaret Bourke-White (1904–1971), Fotoreporterin
- Paul Cadmus (1904–1999), Maler
- Lester Cole (1904–1985), Drehbuchautor
- Lillian Copeland (1904–1964), Leichtathletin und Olympiasiegerin
- Moss Hart (1904–1961), Schriftsteller, Drehbuchautor und Dramatiker
- H. R. Hays (1904–1980),  Dramatiker, Romanautor, Lyriker und Übersetzer
- Howard Kingsbury (1904–1991), Ruderer
- Helen Meany (1904–1991), Wasserspringerin und Olympiasiegerin
- Robert Oppenheimer (1904–1967), Physiker
- James A. Shannon (1904–1994), Mediziner
- Pinky Silverberg (1904–1964), Boxer
- Bernard Vorhaus (1904–2000), US-amerikanisch-britischer Filmregisseur, Filmproduzent und Drehbuchautor

#### 1905
- Carl David Anderson (1905–1991), Physiker
- Eleanor Audley (1905–1991), Schauspielerin und Synchronsprecherin
- Ray Barbuti (1905–1988), Sprinter
- Harry Barris (1905–1962), Jazzmusiker und Schauspieler
- Charles Edward Borden (1905–1978), Archäologe
- Jim Braddock (1905–1974), Boxer
- William Cagney (1905–1988), Schauspieler und Filmproduzent
- Valentine Davies (1905–1961), Drehbuchautor, Filmproduzent und Filmregisseur
- Harry Eagle (1905–1992), Mediziner
- Gertrude Ederle (1905–2003), die erste Frau, die den Ärmelkanal durchschwamm
- Dante Fiorillo (1905–1995), Komponist
- John Gibson (1905–2006), Leichtathlet, 440-Yards-Hürden-Weltrekordler
- Thomas Gomez (1905–1971), Schauspieler
- Isaac Kashdan (1905–1985), Schach-Großmeister und Autor
- John Kirkpatrick (1905–1991), Pianist und Musikwissenschaftler
- Fred Kohlmar (1905–1969), Filmproduzent
- Barnett Newman (1905–1970), Maler
- James Henry Oliver (1905–1981), Althistoriker und Epigraphiker
- Marvin Breckinridge Patterson (1905–2002), Fotojournalistin, Nachrichtensprecherin, Kamerafrau und Philanthropin
- Luther George Simjian (1905–1997), Erfinder und Konstrukteur
- Carleton Sprague Smith (1905–1994), Musik- und Kulturwissenschaftler, Bibliothekar, Hochschullehrer und Flötist
- Lionel Trilling (1905–1975), Literaturkritiker, Schriftsteller und Lehrer
- Christopher Joseph Weldon (1905–1982), römisch-katholischer Geistlicher und Bischof von Springfield
- Lionel White (1905–1985), Schriftsteller und Journalist

#### 1906
- Buddy Adler (1906–1960), Filmproduzent und Drehbuchautor
- William Bendix (1906–1964), Schauspieler
- John Carradine (1906–1988), Schauspieler
- Katherine Cassavetes (1906–1983), Schauspielerin
- Paul Creston (1906–1985), Musiker und Komponist
- Helen Deutsch (1906–1992), Journalistin, Liedtexterin und Drehbuchautorin
- Al Duffy (1906–2006), Jazzgeiger
- Josephine Dunn (1906–1983), Schauspielerin
- Herbert Ferber (1906–1991), Bildhauer
- Grace Hopper (1906–1992), Informatikerin und Computerpionierin
- Sidney Kingsley (1906–1995), Dramatiker
- Normand Lockwood (1906–2002), Komponist und Musikpädagoge
- Sidney Meyers (1906–1969), Regisseur, Drehbuchautor und Filmeditor
- Charles Moran (1906–1978), Unternehmer und Autorennfahrer
- Helaine Newstead (1906–1981), US-amerikanische Philologin
- Henri René (1906–1993), Jazz- und Unterhaltungsmusiker, Musikproduzent
- Bugsy Siegel (1906–1947), Gangster
- Al Stillman (1906–1979), Songwriter
- William Thon (1906–2000), Maler und Kunstpädagoge
- Helen Wainwright (1906–1965), Wasserspringerin
- Frederick Zimmermann (1906–1967), Kontrabassist und Musikpädagoge

#### 1907
- Lora Aborn (1907–2005), Organistin und Komponistin
- Richard Archbold (1907–1976), Zoologe, Pilot und Philanthrop
- Edgar Barrier (1907–1964), Schauspieler
- Lyon Sprague de Camp (1907–2000), Ingenieur, Science-Fiction-Autor, Hobby-Historiker und Verleger
- Benny Carter (1907–2003), Jazzsaxophonist
- Jerome W. Conn (1907–1994), Internist und Endokrinologe
- George E. Diskant (1907–1965), Kameramann
- Gordon Douglas (1907–1993), Filmregisseur
- Sidney Fox (1907–1942), Schauspielerin
- Varian Fry (1907–1967), Journalist und Fluchthelfer in Vichy-Frankreich
- James M. Gavin (1907–1990), Generalleutnant
- Jack Gilford (1907–1990), Schauspieler
- Ruby Goldstein (1907–1984), Boxer und Ringrichter
- Saul Goodman, Paukist, Komponist und Musikpädagoge
- James B. Gordon (1907–1972), Spezialeffektkünstler und Filmtechniker
- Canada Lee (1907–1952), Boxer, Schauspieler und Bürgerrechtler
- John Marley (1907–1984), Schauspieler
- Alan Reed (1907–1977), Schauspieler
- William Shea (1907–1991), Anwalt
- William Steig (1907–2003), Cartoonzeichner
- Hassler Whitney (1907–1989), Mathematiker

#### 1908
- Anne Anastasi (1908–2001), Psychologin
- Milton Berle (1908–2002), Schauspieler, Entertainer und Komiker
- Norman Burnstine (1908–1964), Drehbuchautor
- Elliott Carter (1908–2012), Komponist
- Stanley Cortez (1908–1997), Kameramann
- Joe Grant (1908–2005), Comic-Autor bei Disney
- William W. Howells (1908–2005), Anthropologe
- William Kiernan (1908–1973), Szenenbildner
- Manny Klein (1908–1994), Jazz-Trompeter
- Irving Kolodin (1908–1988), Musikkritiker und Musikhistoriker
- Melvin Spencer Newman (1908–1993), Chemiker
- Arthur O’Connell (1908–1981), Schauspieler
- Bob Olin (1908–1956), Boxer
- Mae Questel (1908–1998), Schauspielerin und Synchronsprecherin
- Aubrey Schenck (1908–1999), Filmproduzent
- Gus Schilling (1908–1957), Schauspieler
- Myron Waldman (1908–2006), Trickfilmanimateur

#### 1909
- Paul Ackerman (1909–1977), Journalist
- Miriam Becker Mazur (1909–2000), Mathematikerin und Hochschullehrerin
- Albert R. Broccoli (1909–1996), Produzent
- Jessie Cross (1909–1986), Sprinterin
- Jo Eisinger (1909–1991), Drehbuchautor
- Julius J. Epstein (1909–2000), Drehbuchautor
- Douglas Fairbanks Jr. (1909–2000), Filmschauspieler
- Jesse Leonard Greenstein (1909–2002), Astronom
- Herbert Haufrecht (1909–1998), Komponist
- Kenneth Hollon (1909–1974), Jazzmusiker
- Dorothy Kingsley (1909–1997), Drehbuchautorin
- Richard Maibaum (1909–1991), Drehbuchautor
- Barney Ross (1909–1967), Boxer
- Sidney Salkow (1909–2000), Regisseur, Drehbuchautor und Produzent
- Elie Siegmeister (1909–1991), Komponist und Dirigent
- Al Singer (1909–1961), Boxer
- Patrick W. Skehan (1909–1980), Semitist und Alttestamentler
- Richard H. Wilhelm (1909–1968), Chemieingenieur

#### 1910
- Paul Bowles (1910–1999), Schriftsteller und Komponist
- Carmine Coppola (1910–1991), Musiker und Komponist
- Frederick de Cordova (1910–2001), Regisseur und Produzent
- Frank De Kova (1910–1981), Schauspieler
- Mary Doran (1910–1995), Schauspielerin
- Philip S. Foner (1910–1994), Historiker
- John Hammond (1910–1987), Plattenproduzent, Musiker und Musikkritiker
- Ace Harris (1910–1964), R&B- und Jazzmusiker
- Charles P. Kindleberger (1910–2003), Nationalökonom und Wirtschaftshistoriker
- George Kojac (1910–1996), Schwimmer
- Alexander Lowen (1910–2008), Psychotherapeut und Autor
- Anita Page (1910–2008), Filmschauspielerin
- Laurance Rockefeller (1910–2004), Milliardär, Mäzen im Bereich Umweltschutz, Ökologie und medizinische Forschung
- George Rosen (1910–1977), Arzt und Medizinhistoriker
- Opilio Kardinal Rossi (1910–2004), vatikanischer Diplomat und Kurienkardinal der römisch-katholischen Kirche
- William Schuman (1910–1992), Komponist
- Artie Shaw (1910–2004), Jazzmusiker
- Julius Shulman (1910–2009), Architekturfotograf
- Paul Sweezy (1910–2004), Ökonom
- Kirby Walker (* um 1910 – nach 1949), Musiker
- Jimmy Walthour, Jr. (1910–1981), Radrennfahrer

### 1911–1920

#### 1911

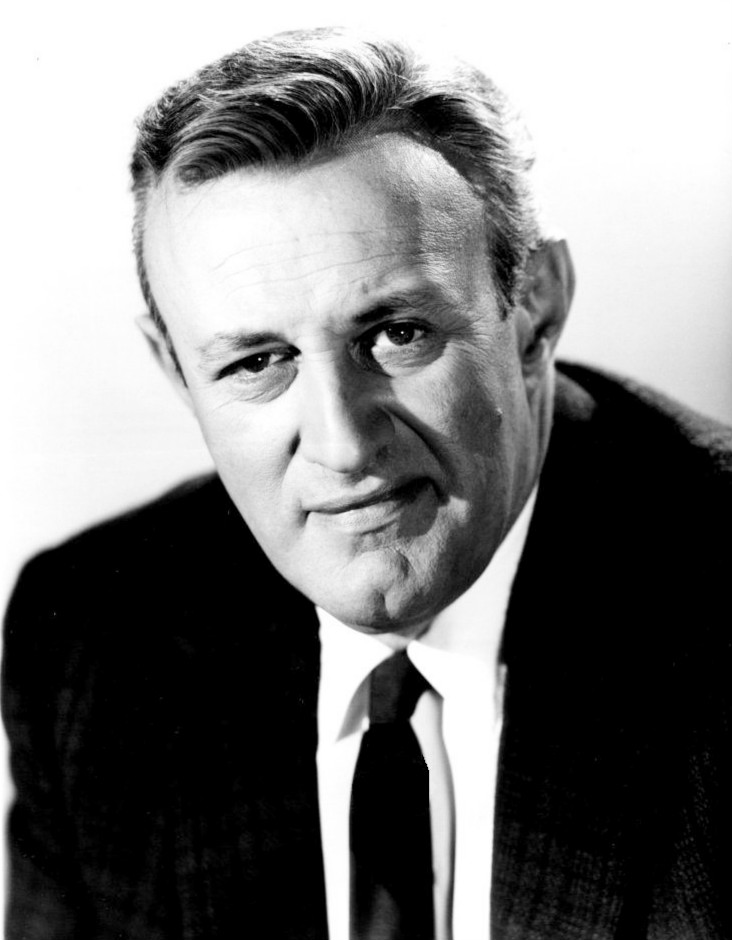
Lee J. Cobb
(1911–1976)

- Raymond Abrashkin (1911–1960), Schriftsteller, Drehbuchautor und Regisseur
- Joseph Barbera (1911–2006), Zeichentrickfilmer und Produzent
- Mike Belloise (1911–1969), Boxer im Federgewicht
- Joseph Borkin (1911–1979), Wirtschaftsanwalt und Autor
- Lee J. Cobb (1911–1976), Schauspieler
- Martin Denny (1911–2005), Jazzpianist
- Len Duncan (1911–1998), Autorennfahrer
- Harry Fisher (1911–2003), Gewerkschafter, Friedensaktivist und Freiwilliger im spanischen Bürgerkrieg
- Billy Fiske (1911–1940), Bobfahrer, Olympiasieger und Kampfpilot
- Gustave M. Gilbert (1911–1977), Professor für Psychologie
- Paul Goodman (1911–1972), Sozialphilosoph und Poet
- John Healy (1911–1986), Filmproduzent
- Bernard Herrmann (1911–1975), Komponist
- Ramey Idriss (1911–1971), Songwriter, Komponist und Musiker
- Ed Kahn (1911–1945), American-Football-Spieler
- Danny Kaye (1911–1987), Schauspieler, Komiker und Sänger
- Stephen McNally (1911–1994), Schauspieler
- Art Mooney (1911–1993), Bandleader
- Hal Mooney (1911–1995), Komponist, Orchesterleiter, Arrangeur
- Joseph Pevney (1911–2008), Filmregisseur, Schauspieler, Filmproduzent und Drehbuchautor
- Helen Schnabel (1911–1974), Pianistin und Musikpädagogin
- Harvey Shapiro (1911–2007), Cellist und Musikpädagoge
- William Howard Stein (1911–1980), Biochemiker
- O. Z. Whitehead (1911–1998), Schauspieler und Autor

#### 1912
- Edmund Anderson (1912–2002), Liedtexter und Musikproduzent
- Alfred Andriola (1912–1983), Comiczeichner
- Julius Axelrod (1912–2004), Mediziner und Neurochemiker
- Miriam Battista (1912–1980), Schauspielerin, Sängerin und Fernsehmoderatorin
- Arthur Victor Berger (1912–2003), Komponist, Musikpädagoge und -kritiker
- Steven Anson Coons (1912–1979), Informatiker und Ingenieur
- Frances Drake (1912–2000), Schauspielerin
- Ted Duncan (1912–1963), Autorennfahrer
- Ann Dvorak (1912–1979), Schauspielerin
- Moses I. Finley (1912–1986), US-amerikanischer und britischer Althistoriker
- Barbara Hutton (1912–1979), Enkelin und Erbin von Frank Winfield Woolworth
- Jerry Jerome (1912–2001), Jazz-Saxophonist
- William Lederer (1912–2009), Autor
- Frank Lovejoy (1912–1962), Schauspieler
- Thomas Mancuso (1912–2004), Mediziner
- Daniel Mann (1912–1991), Regisseur
- Jimmy Phipps (1912–2007), Jazz- und Rhythm-and-Blues-Musiker
- Clarence Profit (1912–1944), Jazz-Pianist
- Red Richards (1912–1998), Jazz-Pianist
- Sid Robin (1912–1985), Textdichter und Komponist der Tin-Pan-Alley-Ära
- Edward H. Robitzek (1912–1984), Lungenfacharzt und Tuberkulose-Experte
- Arthur Rollini (1912–1993), Jazz- und Unterhaltungsmusiker
- Arthur Sarnoff (1912–2000), Zeichner von Coverillustrationen, Kalendern, Werbung und Pin-Ups
- George M. Smith (1912–1993), Gitarrist und Komponist
- Joseph Stein (1912–2010), Dramatiker, Musical- und Drehbuchautor
- Studs Terkel (1912–2008), Schriftsteller und Radiomoderator
- Barbara Tuchman (1912–1989), Reporterin und Historikerin

#### 1913

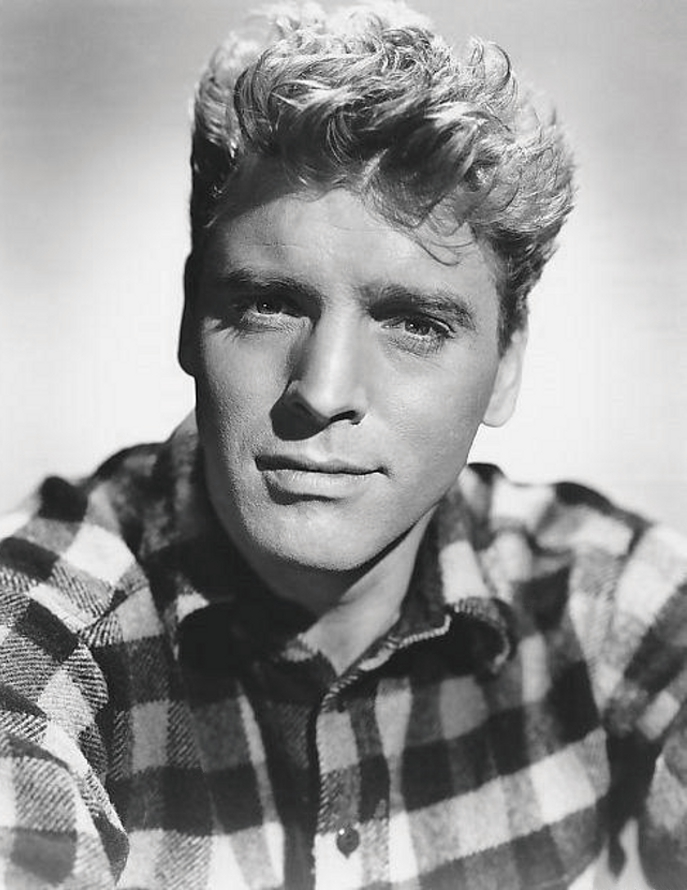
Burt Lancaster
(1913–1994)

- Charlie Barnet (1913–1991), Jazzmusiker
- Alfred Bester (1913–1987), Science-Fiction-Autor
- Carmen Cavallaro (1913–1989), Musiker und Filmschauspieler
- Mildred Cohn (1913–2009), Biochemikerin und Biophysikerin
- Dan Dailey (1913–1978), Schauspieler
- Norman Dello Joio (1913–2008), Komponist und Professor
- Max Desfor (1913–2018), Fotograf
- John Garfield (1913–1952), Schauspieler
- Martin Goldsmith (1913–1994), Drehbuchautor
- Eleanor Holm (1913–2004), Schwimmerin
- Burt Lancaster (1913–1994), Schauspieler
- Helen Levitt (1913–2009), Fotografin und Filmemacherin
- Charles Borromeo McLaughlin (1913–1978), römisch-katholischer Bischof von Saint Petersburg
- Norman Rosten (1913–1995), Schriftsteller
- Delmore Schwartz (1913–1966), Dichter und Erzähler
- Irwin Shaw (1913–1984), Schriftsteller, Dramatiker und Drehbuchautor
- Netty Simons (1913–1994), Komponistin
- Ira Wallach (1913–1995), Drehbuchautor

#### 1914

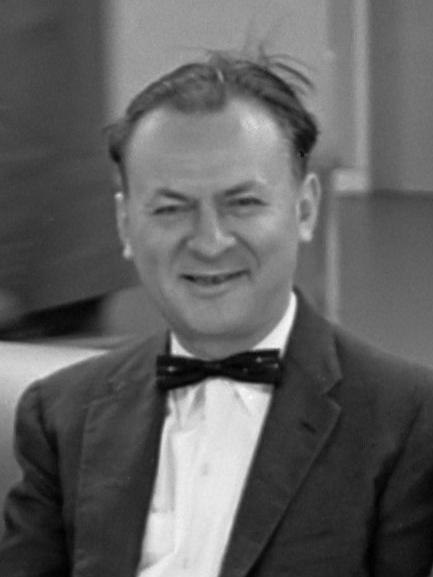
Reuben Fine
(1914–1993)

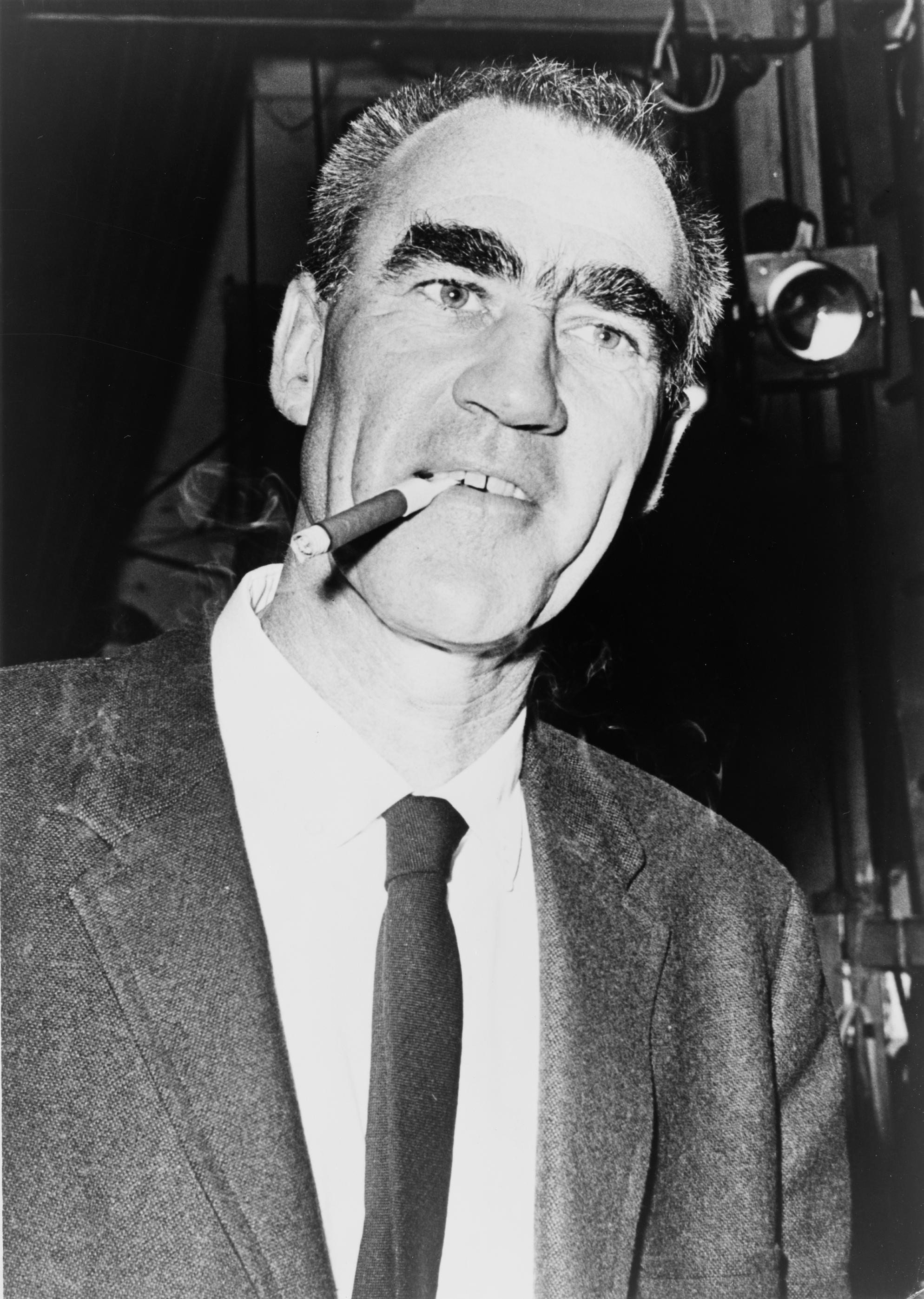
William Gibson
(1914–2008)

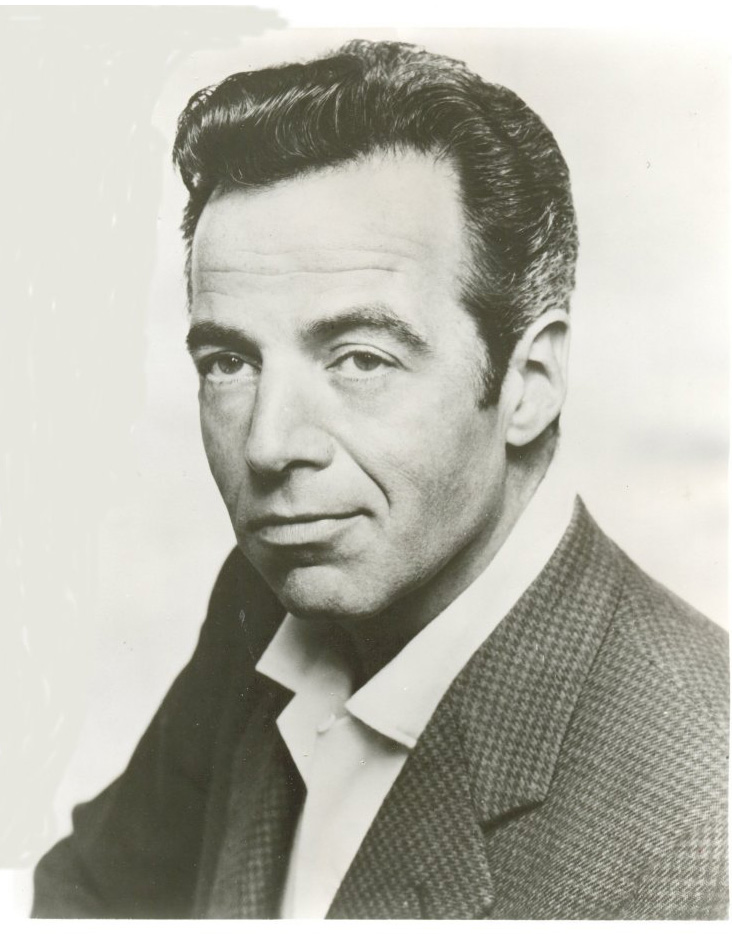
Gerald Mohr
(1914–1968)

- Herbert L. Anderson (1914–1988), Kernphysiker
- Edna Anhalt (1914–1987), Drehbuchautorin und Filmproduzentin
- Charles Berlitz (1914–2003), Schriftsteller
- Irving Brecher (1914–2008), Drehbuchautor und Filmregisseur
- William Castle (1914–1977), Filmregisseur und -produzent
- Norman Cazden (1914–1980), Komponist
- I. Bernard Cohen (1914–2003), Wissenschaftshistoriker
- John Dembeck (1914–1993), kanadischer Geiger und Bratschist
- Arnold Denker (1914–2005), Schachgroßmeister
- Thomas Andrew Donnellan (1914–1987), römisch-katholischer Erzbischof von Atlanta
- Raoul Pene Du Bois (1914–1985), Kostümbildner
- Howard Fast (1914–2003), Schriftsteller
- Lou Fine (1914–1971), Comiczeichner und Illustrator
- Reuben Fine (1914–1993), Schachspieler und Psychoanalytiker
- Hugo Fiorato (1914–2012), Geiger und Dirigent
- William Gibson (1914–2008), Dramatiker
- Charlotte Henry (1914–1980), Schauspielerin
- Walter Iooss (1914–1987), Kontrabassist
- Rufus Isaacs (1914–1981), Mathematiker
- Elvin A. Kabat (1914–2000), Chemiker und Immunologe
- Bernard Malamud (1914–1986), Schriftsteller
- Anne Clark Martindell (1914–2008), Diplomatin und Politikerin
- Gerald Mohr (1914–1968), Radiosprecher und Filmschauspieler
- Paul Nixon (1914–2008), Radrennfahrer
- Paul Rand (1914–1996), Designer von Firmenlogos
- Martin Ritt (1914–1990), Filmregisseur
- Max J. Rosenberg (1914–2004), Filmproduzent
- Jonas Salk (1914–1995), Arzt und Immunologe
- Budd Schulberg (1914–2009), Schriftsteller und Drehbuchautor
- Malcolm Wilson (1914–2000), Politiker, Gouverneur von New York

#### 1915

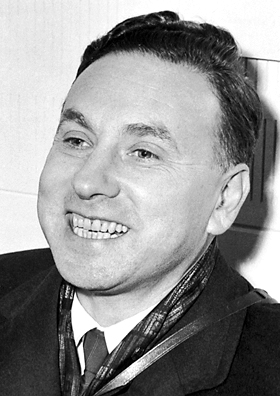
Robert Hofstadter
(1915–1990)

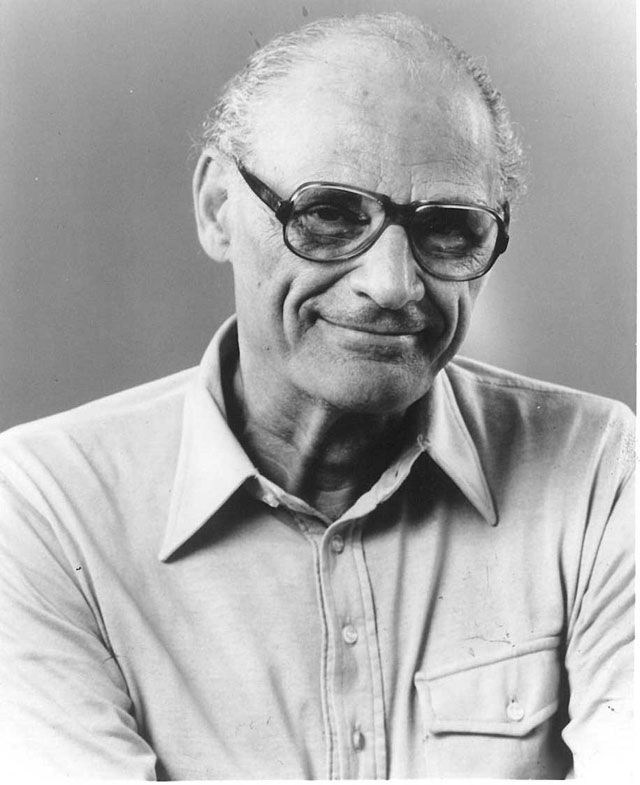
Arthur Miller
(1915–2005)

- Milton Abramowitz (1915–1958), Mathematiker
- Jerome Bruner (1915–2016), Entwicklungspsychologe
- Paul Castellano (1915–1985), Mafioso
- Joy Davidman (1915–1960), Schriftstellerin
- Lucy Dawidowicz (1915–1990), Historikerin
- Dean Dixon (1915–1976), Dirigent
- Eddie Dougherty (1915–1994), Jazz-Schlagzeuger
- Alice Faye (1915–1998), Schauspielerin und Sängerin
- Doris Fisher (1915–2003), Sängerin und Komponistin
- Oscar Handlin (1915–2011), Historiker
- Daphne Hellman (1915–2002), Jazzharfenistin
- Robert Hofstadter (1915–1990), Physiker, Nobelpreisträger (1961)
- Theodore Holstein (1915–1985), Physiker
- Bob Kane (1915–1998), Comiczeichner, -autor und -redakteur
- Jennings Lang (1915–1996), Filmproduzent
- Robert Lax (1915–2000), Autor, Lyriker und Publizist
- Jeannine Le Brun (1915–1977), Fotografin
- Ernest Lehman (1915–2005), Schauspielerin
- Anita Louise (1915–1970), Schauspielerin
- Joe Mantell (1915–2010), Schauspieler
- Arthur Miller (1915–2005), Schriftsteller
- Patricia Morison (1915–2018), Schauspielerin
- Edmond O’Brien (1915–1985), Schauspieler
- David Rockefeller Sr. (1915–2017), Bankier, Milliardär und Staatsmann
- Oscar Schachter (1915–2003), Jurist
- Ruth Sivard (1915–2015), Wirtschaftswissenschaftlerin
- Alvy West (1915–2012), Jazzmusiker
- Herman Wouk (1915–2019), Autor

#### 1916
- Slim Aarons (1916–2006), Fotograf

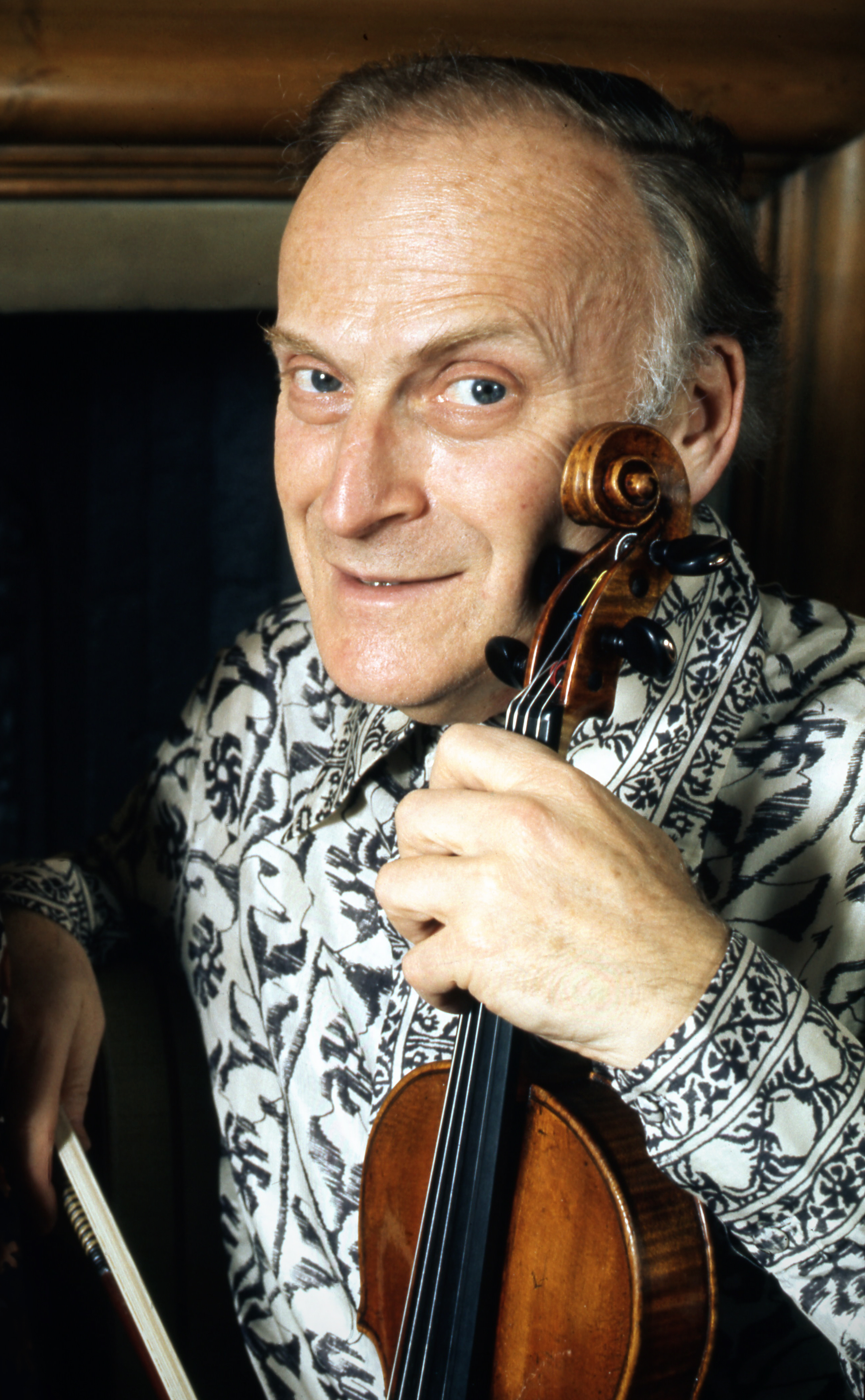
Yehudi Menuhin
(1916–1999)

- Lucille Bliss (1916–2012), Schauspielerin und Synchronsprecherin
- Joe Bushkin (1916–2004), Jazzpianist
- Eyvind Earle (1916–2000), Maler, Autor und Illustrator
- Richard Fleischer (1916–2006), Film-Regisseur und Oscar-Preisträger
- Frank Freidel (1916–1993), Historiker
- Jacque Fresco (1916–2017), Sozialreformer
- Charles Kittel (1916–2019), Physiker und Hochschullehrer
- Howard W. Koch (1916–2001), Filmproduzent und Filmregisseur
- Harry Lampert (1916–2004), Cartoonist und Autor
- Wellington Mara (1916–2005), Besitzer der New York Giants
- Yehudi Menuhin (1916–1999), Violinist und Dirigent
- Ralph Nelson (1916–1987), Regisseur und Drehbuchautor
- Harold Norse (1916–2009), Lyriker der Beat-Generation
- Victor Rendina (1916–1985), Schauspieler
- Harold Robbins (1916–1997), Schriftsteller
- Walt Whitman Rostow (1916–2003), Ökonom, Wirtschaftshistoriker und Regierungsmitglied
- Mortimer Sackler (1916–2010), Arzt und Unternehmer
- Terry Snyder (1916–1963), Jazzmusiker
- Anselm L. Strauss (1916–1996), Soziologe
- Anthony L. Turkevich (1916–2002), Chemiker
- Phil Walters (1916–2000), Segler und Autorennfahrer

#### 1917

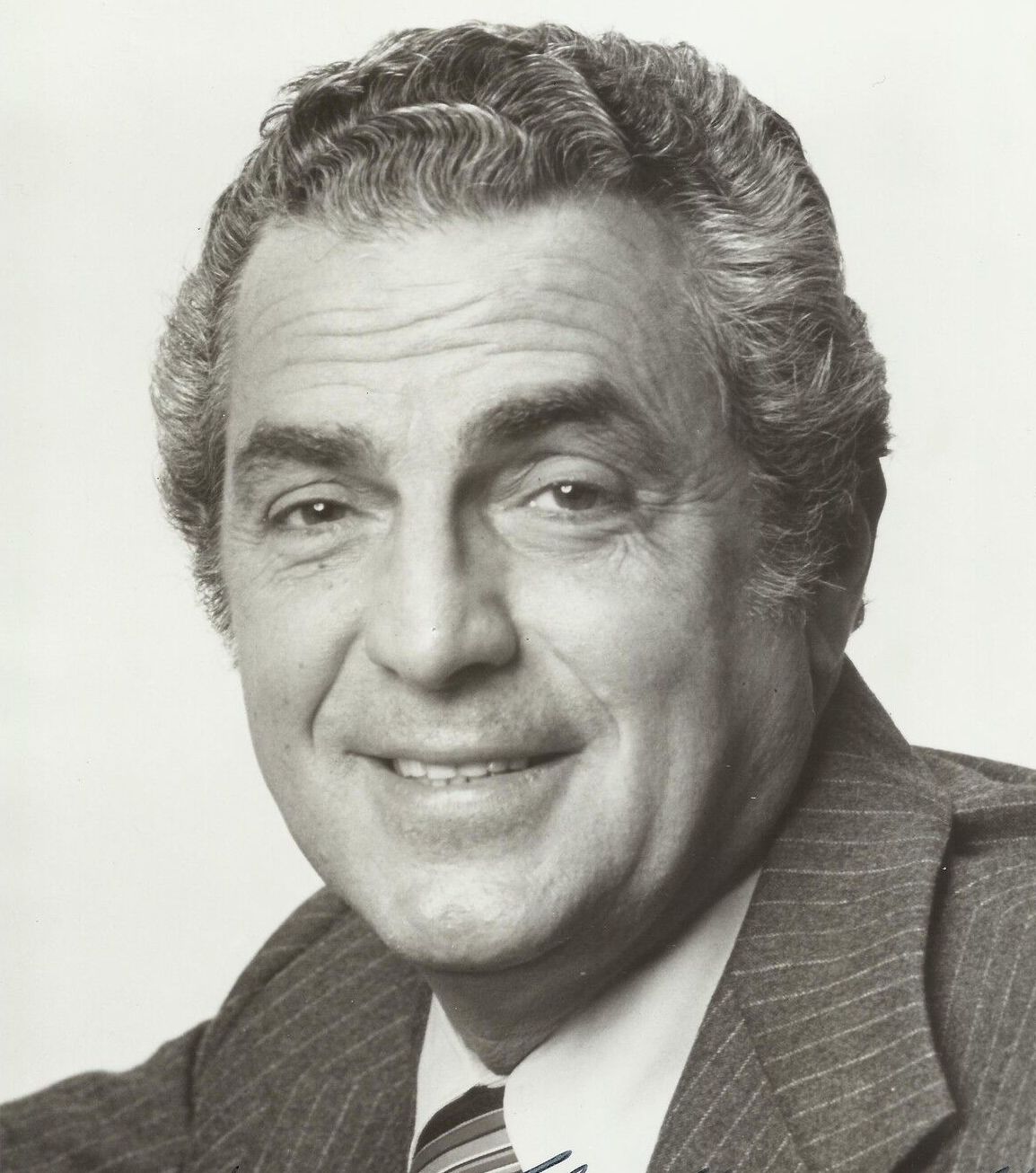
Mario Biaggi
(1917–2015)

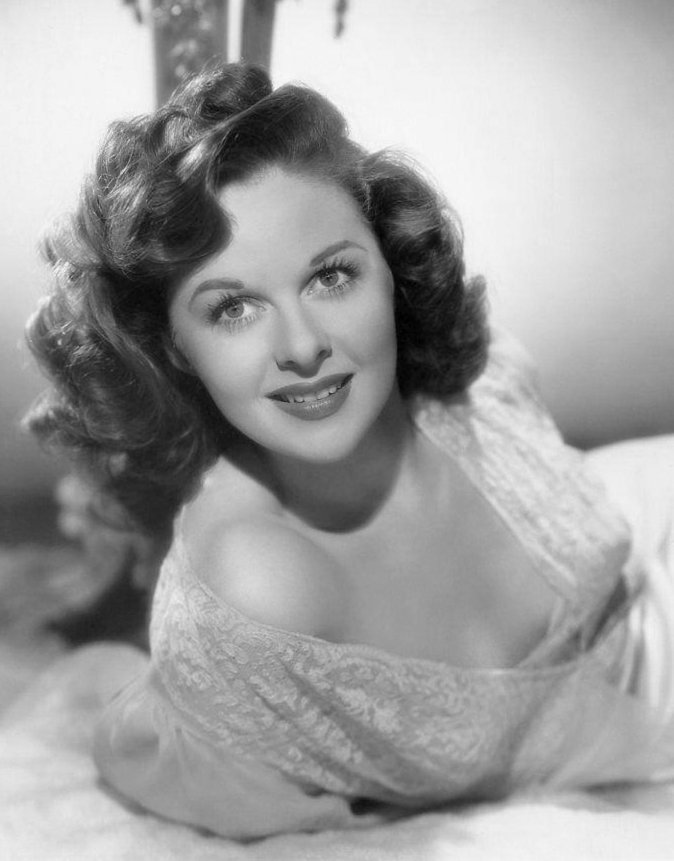
Susan Hayward
(1917–1975)

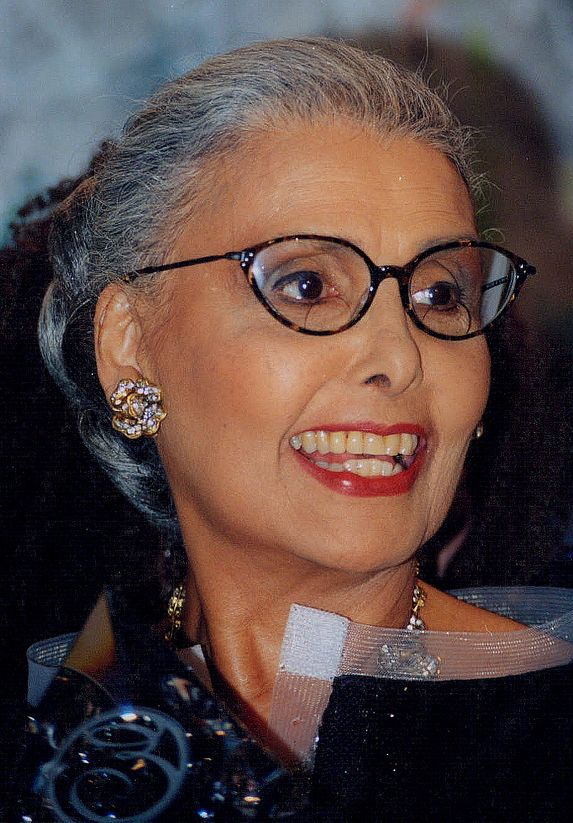
Lena Horne
(1917–2010)

- June Allyson (1917–2006), Schauspielerin
- Sally Amato (1917–2000), Sängerin und Schauspielerin
- Robert Anderson (1917–2009), Schriftsteller, Dramatiker und Drehbuchautor
- Red Auerbach (1917–2006), Basketballtrainer
- Lillian Bassman (1917–2012), Malerin und Fotografin
- Mario Biaggi (1917–2015), Jurist und Politiker
- Jane Bowles (1917–1973), Schriftstellerin und Dramatikerin
- Edwin Bernard Broderick (1917–2006), römisch-katholischer Bischof von Albany
- Dik Browne (1917–1989), Comiczeichner
- Lloyd Cutler (1917–2005), Anwalt
- Will Eisner (1917–2005), Comic-Zeichner
- John B. Fenn (1917–2010), Chemiker; Nobelpreisträger 2002
- Herman Feshbach (1917–2000), theoretischer Physiker
- Katharine Graham (1917–2001), Verlegerin, Herausgeberin und Autorin
- Hurd Hatfield (1917–1998), irischer Film- und Theaterschauspieler US-amerikanischer Herkunft
- Herbert A. Hauptman (1917–2011), Mathematiker und Biophysiker
- Susan Hayward (1917–1975), Filmschauspielerin
- Celeste Holm (1917–2012), Schauspielerin
- Lena Horne (1917–2010), Sängerin und Schauspielerin
- Lucy Jarvis (1917–2020), Fernsehproduzentin
- Henry Jerome (1917–2011), Bigband-Leader, Musikproduzent
- Jack Kirby (1917–1994), Comiczeichner
- Arthur Laurents (1917–2011), Schriftsteller
- Robert Merrill (1917–2004), Opernsänger
- Buddy Rich (1917–1987), Jazz-Schlagzeuger
- Charlie Shavers (1917–1971), Jazztrompeter
- Bea Wain (1917–2017), Pop- und Swingsängerin und Moderatorin
- Vernon A. Walters (1917–2002), Diplomat, stellvertretender CIA-Direktor und Botschafter der Vereinigten Staaten in Deutschland

#### 1918

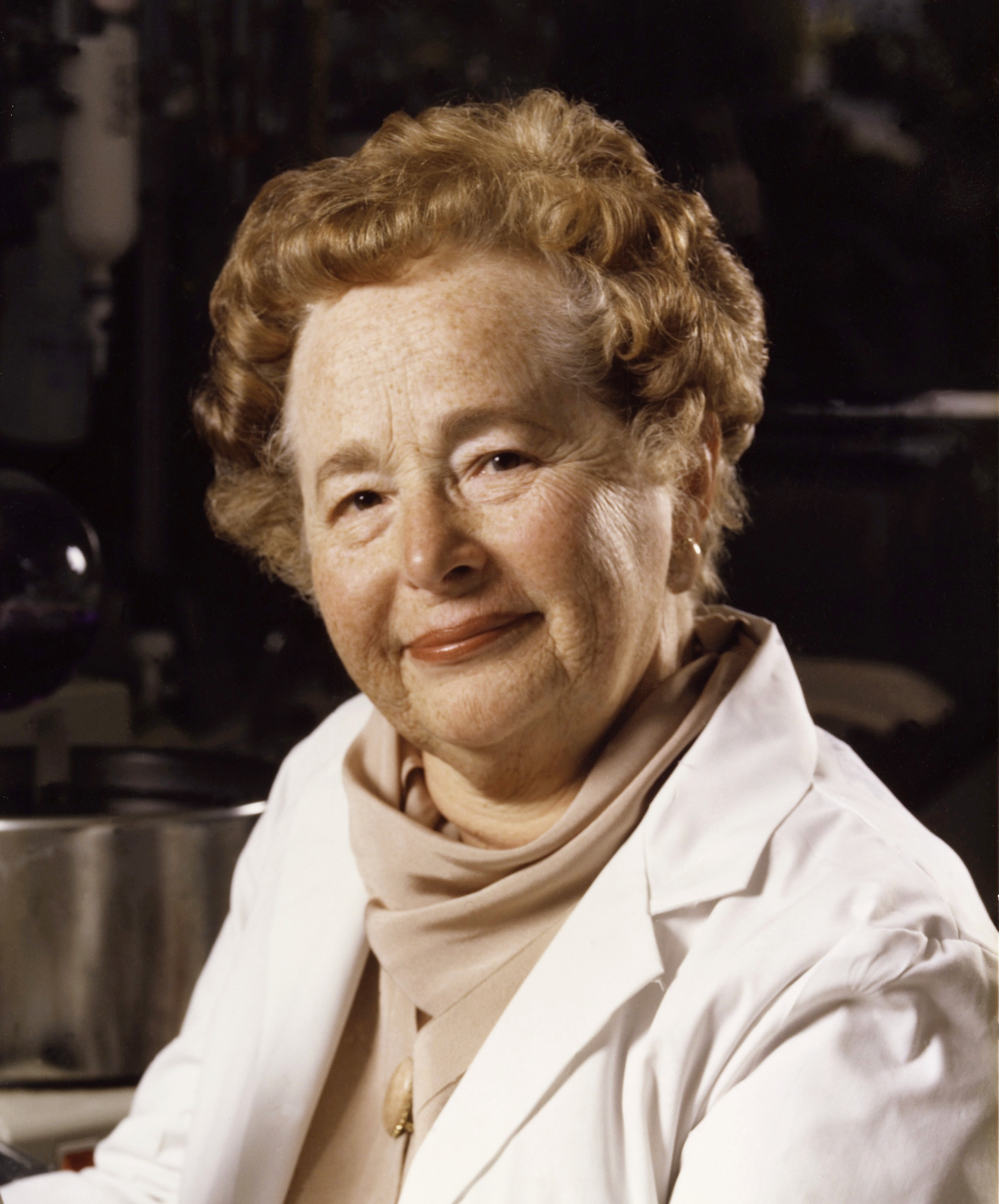
Gertrude Belle Elion
(1918–1999)

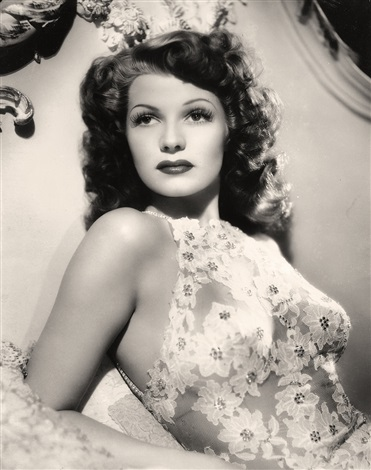
Rita Hayworth
(1918–1987)

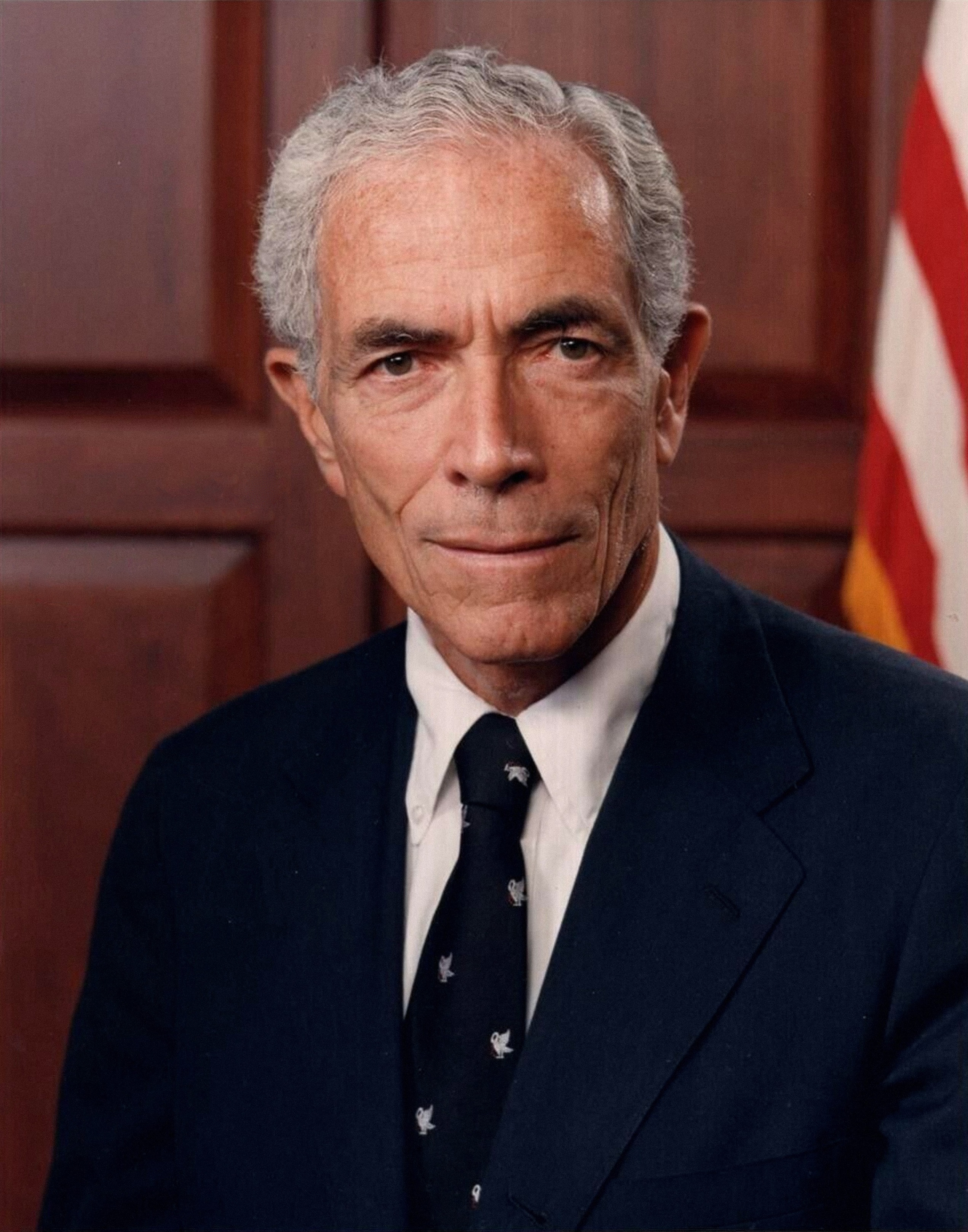
Claiborne Pell
(1918–2009)

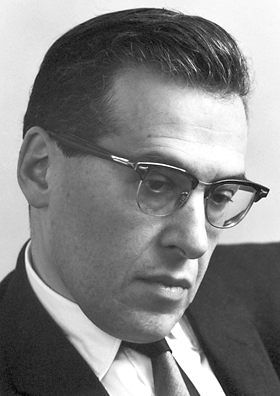
Julian Seymour Schwinger
(1918–1994)

- Solomon Aaron Berson (1918–1972), Mediziner
- Joey Bishop (1918–2007), Sänger, Schauspieler und Showmaster
- Barry S. Brook (1918–1997), Musikwissenschaftler und Hochschullehrer
- Daniel Drucker (1918–2001), Ingenieurwissenschaftler
- Gertrude Belle Elion (1918–1999), Biochemikerin, Pharmakologin und Nobelpreisträgerin (1988)
- Stephen Elliott (1918–2005), Schauspieler
- Morris Engel (1918–2005), Photograph, Kameramann, Drehbuchautor und Regisseur
- Richard Feynman (1918–1988), Physiker und Nobelpreisträger (1965)
- Sidney Forrest (1918–2013), Klarinettist und Musikpädagoge
- Daniel Glaser (1918–2017), Soziologe und Kriminologe
- Irwin Hasen (1918–2015), Comiczeichner
- Rita Hayworth (1918–1987), Schauspielerin
- Henry Hurwitz (1918–1992), Physiker
- Chubby Jackson (1918–2003), Jazzbassist
- Jerome Karle (1918–2013), Physikochemiker
- Bruria Kaufman (1918–2010), theoretische Physikerin
- Lester Koenig (1918–1977), Musikproduzent
- Phil Kraus (1918–2012), Perkussionist
- Madeleine L’Engle (1918–2007), Schriftstellerin
- Alan Jay Lerner (1918–1986), Autor und Liedtexter
- Robert H. Lochner (1918–2003), Journalist und Übersetzer
- Herb Lubalin (1918–1981), Typograf und Grafiker
- Walter J. Moore (1918–2001), Chemiker
- Arnold Newman (1918–2006), Porträtfotograf
- Lewis Nixon (1918–1995), Captain der US Army
- Claiborne Pell (1918–2009), Politiker, Senator von Rhode Island (1961–97)
- Martin Pope (1918–2022), Chemiker
- Philip Rastelli (1918–1991), Mafioso
- Naomi Replansky (1918–2023), Lyrikerin
- Julian Seymour Schwinger (1918–1994), Physiker
- Philip Skell (1918–2010), Chemiker
- Mickey Spillane (1918–2006), Krimi-Schriftsteller
- Theodore Sturgeon (1918–1985), Science-Fiction-Autor
- Teresa Wright (1918–2005), Schauspielerin
- Efrem Zimbalist Jr. (1918–2014), Schauspieler

#### 1919
- Martin Balsam (1919–1996), Schauspieler
- Daniel Bell (1919–2011), Soziologe
- Elkan Blout (1919–2006), Biochemiker
- Red Buttons (1919–2006), Schauspieler und Komödiant
- Shirley Clarke (1919–1997), Regisseurin und Filmproduzentin
- William Copley (1919–1996), Maler
- Don Cornell (1919–2004), Sänger in den 1940er- und 1950er-Jahren
- Lawrence Dobkin (1919–2002), Schauspieler, Filmregisseur, Filmproduzent und Drehbuchautor
- Larry Eisenberg (1919–2018), Science-Fiction-Autor
- Bernard Feld (1919–1993), Physiker
- Leon Festinger (1919–1989), Sozialpsychologe
- Nelson Gidding (1919–2004), Drehbuchautor und Schriftsteller
- Rocky Graziano (1919–1990), Boxer
- Fred Katz (1919–2013), Kulturanthropologe, Komponist und Cellist
- Leon Kirchner (1919–2009), Komponist
- Louis S. Kornicker (1919–2018), Zoologe
- Kay Medford (1919–1980), Schauspielerin
- Robert R. Merhige Jr. (1919–2005), Jurist und Bundesrichter
- Tony Miranda (1919–2001), Hornist
- Robert M. Morgenthau (1919–2019), Jurist und Staatsanwalt
- Howard Morris (1919–2005), Komiker
- John Cullen Murphy (1919–2004), Comiczeichner
- George Neikrug (1919–2019), Cellist und Streicherpädagoge
- Jerome David Salinger (1919–2010), Schriftsteller
- Pete Seeger (1919–2014), Folk-Musiker
- Stephen Seymour (1919–1973), Szenenbildner
- Raymond Smullyan (1919–2017), Mathematiker und Logiker
- Jonathan Sternberg (1919–2018), Dirigent und Musikpädagoge
- John Taras (1919–2004), Choreograf und Ballettmeister
- Phil Terranova (1919–2000), Boxer
- Max Waldman (1919–1981), Fotograf

#### 1920

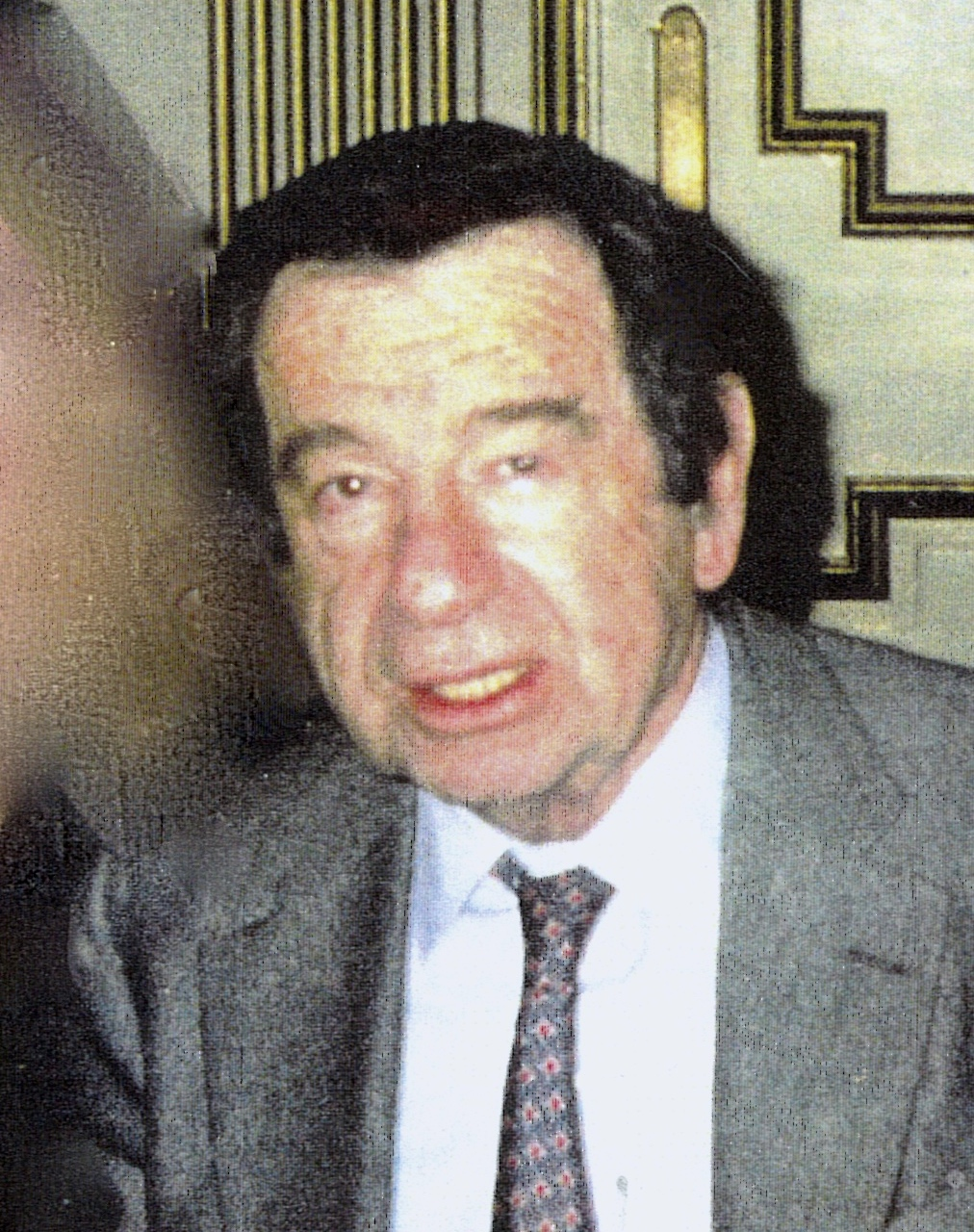
Walter Matthau
(1920–2000)

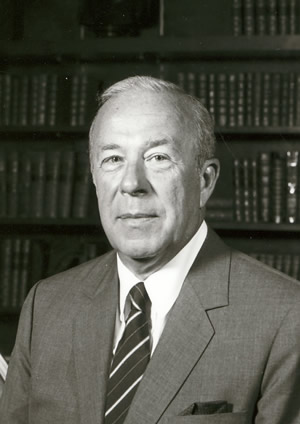
George P. Shultz
(1920–2021)

- Ray Abrams (1920–1992), Jazz-Tenorsaxophonist
- Bella Abzug (1920–1998), Politikerin
- Tige Andrews (1920–2007), Schauspieler
- Kenneth Bald (1920–2019), Comiczeichner
- Norma Barzman (1920–2023), US-amerikanische Drehbuchautorin
- John Tyler Bonner (1920–2019), Biologe
- Harry Braverman (1920–1976), Kommunist und politischer Autor
- Jack Cover (1920–2009), Wissenschaftler und Erfinder der Elektroschockpistole (Taser)
- Irene Dailey (1920–2008), Schauspielerin
- John Dall (1920–1971), Schauspieler
- Morton Deutsch (1920–2017), Sozialpsychologe und Konfliktforscher
- Constance Dowling (1920–1969), Schauspielerin
- Gordon Gould (1920–2005), Physiker
- Alvin W. Gouldner (1920–1980), Soziologe
- Red Holzman (1920–1998), Basketballtrainer
- Marjorie Hyams (1920–2012), Jazzmusikerin und Arrangeurin
- Irving Kristol (1920–2009), Soziologe
- Melvin Lasky (1920–2004), Publizist
- Jack Lord (1920–1998), Schauspieler und Filmemacher
- Walter Matthau (1920–2000), Schauspieler
- Harold Michelson (1920–2007), Szenenbildner, Artdirector und Storyboardzeichner
- Charles Muscatine (1920–2010), Literaturwissenschaftler
- Howard Nemerov (1920–1991), Literaturdozent und Dichter
- Mario Puzo (1920–1999), italoamerikanischer Schriftsteller
- Mickey Rooney (1920–2014), Film- und Bühnenschauspieler
- Reginald Rose (1920–2002), Schriftsteller
- Raymond Sackler (1920–2017), Arzt und Unternehmer
- Bob Shad (1920–1985), Musikproduzent und Labelbetreiber
- George P. Shultz (1920–2021), Diplomat und Außenminister der USA (1982–1989)

### 1921–1930

#### 1921

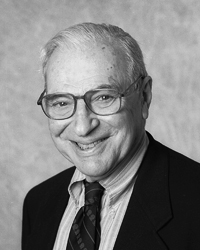
Kenneth Arrow
(1921–2017)

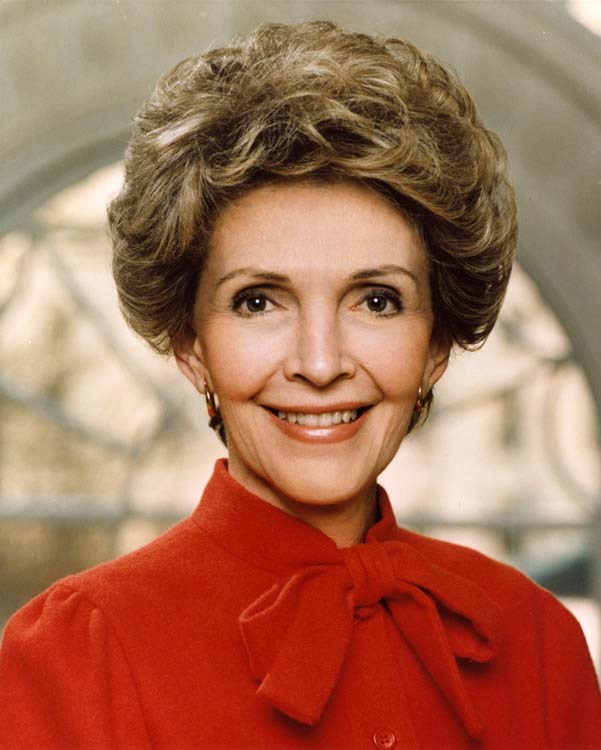
Nancy Reagan
(1921–2016)

- Richard Adler (1921–2012), Komponist und Liedtexter
- Steve Allen (1921–2000), Komiker und Musiker
- Iris Apfel (1921–2024), Geschäftsfrau, Innenarchitektin und Modeikone
- Kenneth Arrow (1921–2017), Ökonom
- Donald Barr (1921–2004), Pädagoge und Science-Fiction-Autor
- George Barrow (1921–2013), Jazzmusiker
- Diana Barrymore (1921–1960), Schauspielerin
- Seymour Benzer (1921–2007), Biophysiker
- Murray Bookchin (1921–2006), Anarchist
- Terence Kardinal Cooke (1921–1983), römisch-katholischer Erzbischof von New York
- Hal David (1921–2012), Songtexter
- Dan Frazer (1921–2011), Schauspieler
- David Gale (1921–2008), Mathematiker und Ökonom
- Bill Gold (1921–2018), Grafiker
- Judy Holliday (1921–1965), Schauspielerin und Sängerin
- Andrew Imbrie (1921–2007), Komponist
- Constance Keene (1921–2005), Pianistin und Musikpädagogin
- Allen Kent (1921–2014), Professor für Informationstechnologie und Autor
- Jake LaMotta (1921/22–2017), italo-amerikanischer Mittelgewichtsboxer
- Harry Landers (1921–2017), Schauspieler
- Kalil Madi (1921–2007), Jazzmusiker
- Beatrice Mintz (1921–2022), Genetikerin, Embryologin und Krebsforscherin
- Walter Mirisch (1921–2023), Filmproduzent
- Nancy Reagan (1921–2016), Schauspielerin und First Lady
- Roy Schechter (1921–2016), Flieger und Autorennfahrer
- Richard B. Setlow (1921–2015), Biophysiker
- Jan Sterling (1921–2004), Bühnen- und Filmschauspielerin
- Milton Subotsky (1921–1991), Filmproduzent, Drehbuchautor und Liedtexter
- Albert Tepper (1921–2010), Komponist und Musikpädagoge
- Joan Tetzel (1921–1977), Schauspielerin
- Frankie Thomas (1921–2006), Schauspieler und Autor
- Bobby Wanzer (1921–2016), Basketballspieler
- George David Weiss (1921–2010), Songwriter und Komponist
- Richard Wilbur (1921–2017), Dichter und zweifacher Pulitzer-Preisträger
- Evelyn M. Witkin (1921–2023), Genetikerin
- Rosalyn Sussman Yalow (1921–2011), Physikerin und Nuklearmedizinerin; Medizin-Nobelpreisträgerin (1977)

#### 1922

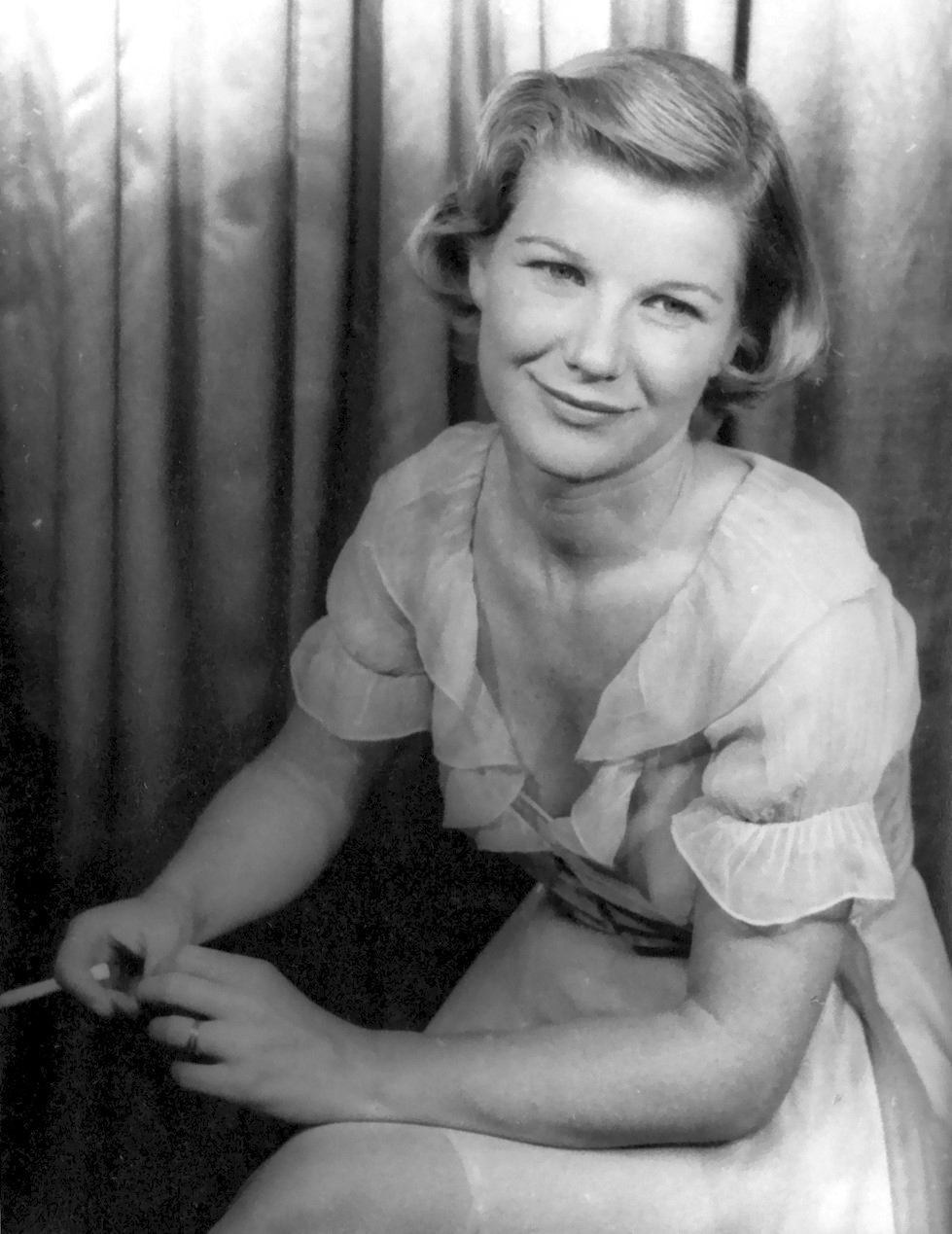
Barbara Bel Geddes
(1922–2005)

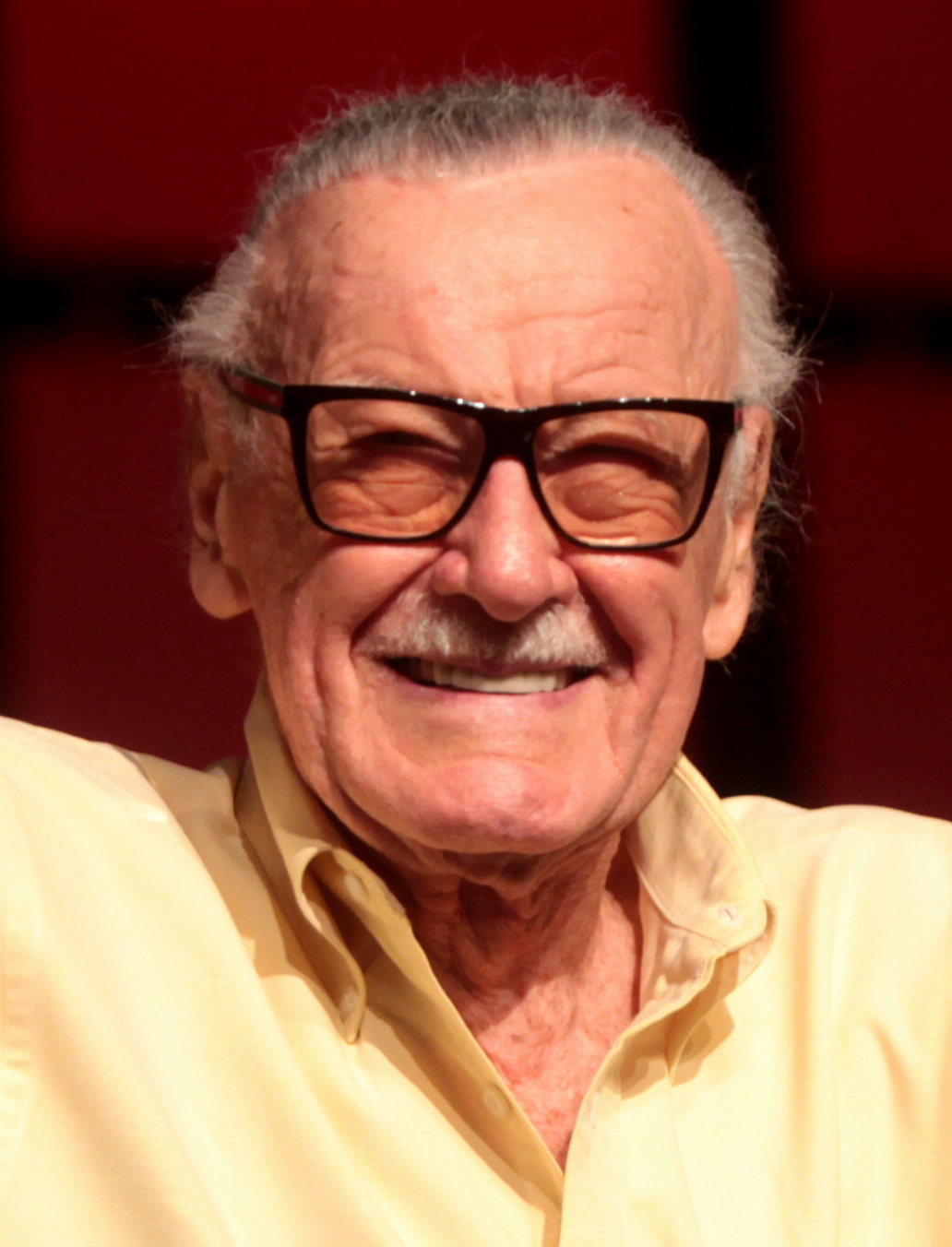
Stan Lee
(1922–2018)

- Norman Abbott (1922–2016), Regisseur und Produzent
- Beatrice Arthur (1922–2009), Schauspielerin
- Danny Bank (1922–2010), Jazzmusiker
- Meche Barba (1922–2000), mexikanische Schauspielerin und Tänzerin
- Barbara Bel Geddes (1922–2005), Schauspielerin
- Elmer Bernstein (1922–2004), Filmmusik-Komponist
- Esther M. Conwell (1922–2014), Physikerin
- Joan Copeland (1922–2022), Schauspielerin
- Lou Duva (1922–2017), Boxer, Boxtrainer und -manager
- William Gaddis (1922–1998), Schriftsteller
- Ruth Gay (1922–2006), Bibliothekarin, Historikerin, Autorin und Journalistin
- Leonard Gershe (1922–2002), Dramatiker und Drehbuchautor
- Billy Graham (1922–1992), Boxer
- Gerald Green (1922–2006), Schriftsteller
- Arnold Hano (1922–2021), Autor und Sportjournalist
- Donald Hewitt (1922–2009), Journalist und Fernsehproduzent
- Gertrude Himmelfarb (1922–2019), Historikerin
- William Kapell (1922–1953), Pianist
- Donald Keene (1922–2019), Japanologe und Schriftsteller japanischer Literatur
- Stan Lee (1922–2018), Comicautor
- Len Lesser (1922–2011), Schauspieler
- Audrey Meadows (1922–1996), Schauspielerin
- Grace Paley (1922–2007), Schriftstellerin
- Howard Reiss (1922–2015), Physikochemiker
- Regina Resnik (1922–2013), Opernsängerin
- Jane Cronin Scanlon (1922–2018), Mathematikerin
- Evelyn E. Smith (1922–2000), Autorin von Kreuzworträtseln, Krimis und Science-Fiction
- Gerry Wiggins (1922–2008), Jazzpianist und -organist
- Paul Winchell (1922–2005), Komiker, Schauspieler und Bauchredner
- Sol Yaged (1922–2019), Jazz-Klarinettist

#### 1923

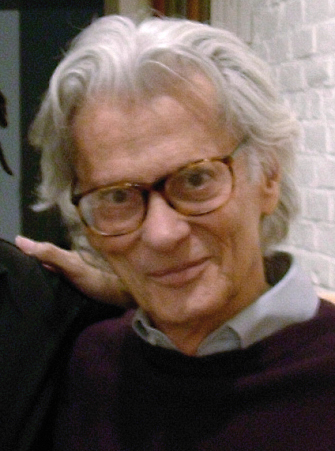
Richard Avedon
(1923–2004)

- Don Adams (1923–2005), Schauspieler
- Diane Arbus (1923–1971), Fotografin
- Richard Avedon (1923–2004), Fotograf
- Anthony Joseph Bevilacqua (1923–2012), römisch-katholischer Kardinal und Erzbischof von Philadelphia
- James L. Buckley (1923–2023), Jurist und Politiker
- Maria Callas (1923–1977), griechische Sopranistin
- Paddy Chayefsky (1923–1981), Autor
- Lucille Dixon (1923–2004), Musikerin und Bandleaderin
- Alan Dugan (1923–2003), Dichter und Hochschullehrer
- Paula Fox (1923–2017), Schriftstellerin
- Estelle Getty (1923–2008), Schauspielerin
- Charles Grenzbach (1923–2004), Tontechniker
- Joseph Heller (1923–1999), Schriftsteller
- Julian Hochberg (1923–2022), Wahrnehmungspsychologe
- Ray Kidder (1923–2019), Physiker
- Cyril M. Kornbluth (1923–1958), Science-Fiction-Autor und Mitglied der Futurians
- Tuli Kupferberg (1923–2010), Beatnik-Poet, Autor, Cartoonist und Herausgeber sowie Mitbegründer der Rockband The Fugs
- Bill Lloyd (* 1923), Autorennfahrer
- Dina Merrill (1923–2017), Schauspielerin und Unternehmerin
- David Rayfiel (1923–2011), Drehbuchautor
- Tony Schwartz (1923–2008), Politikberater
- Jean Stapleton (1923–2013), Schauspielerin
- Ludmila Ulehla (1923–2009), Komponistin, Musikpädagogin und Autorin

#### 1924

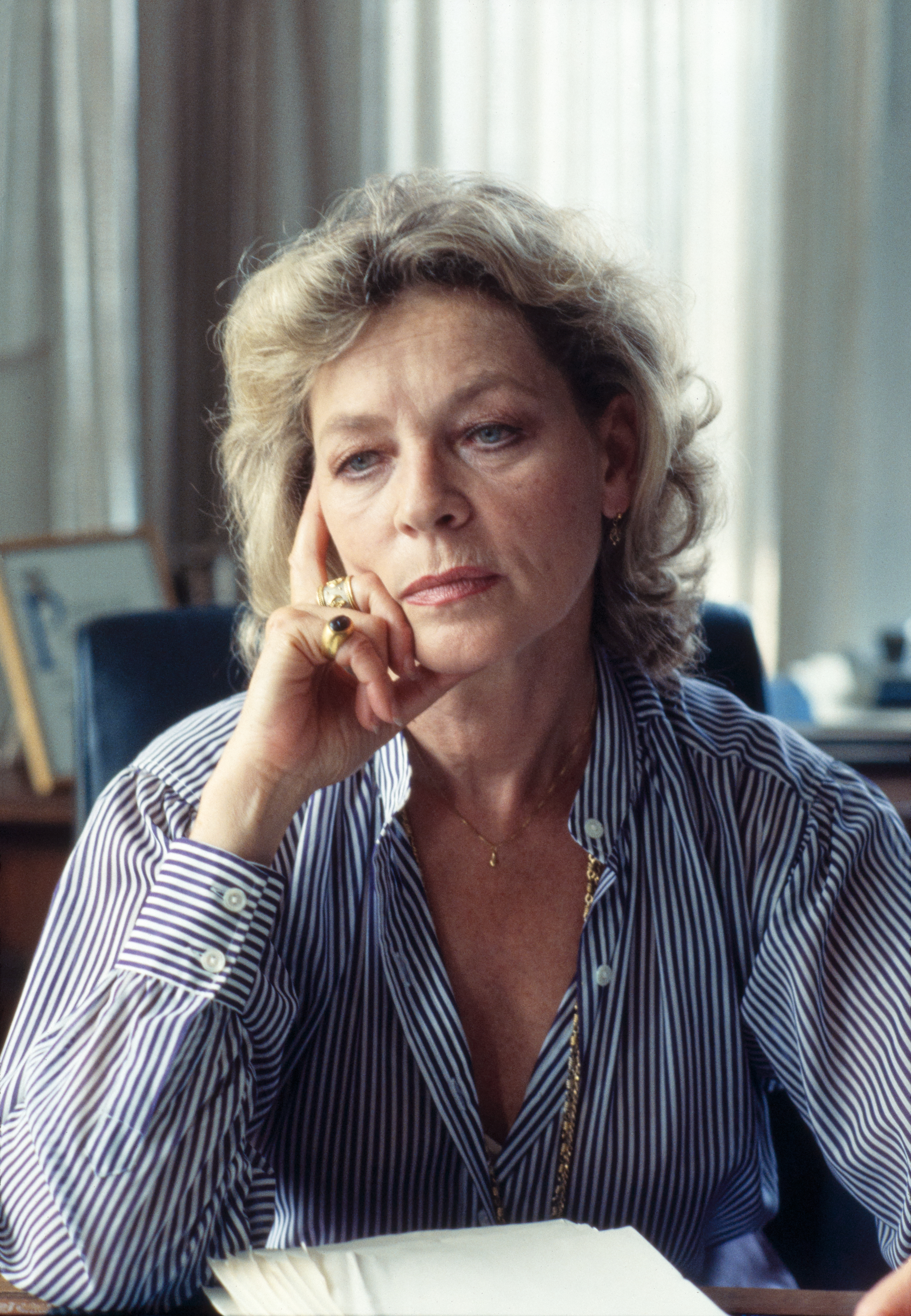
Lauren Bacall
(1924–2014)

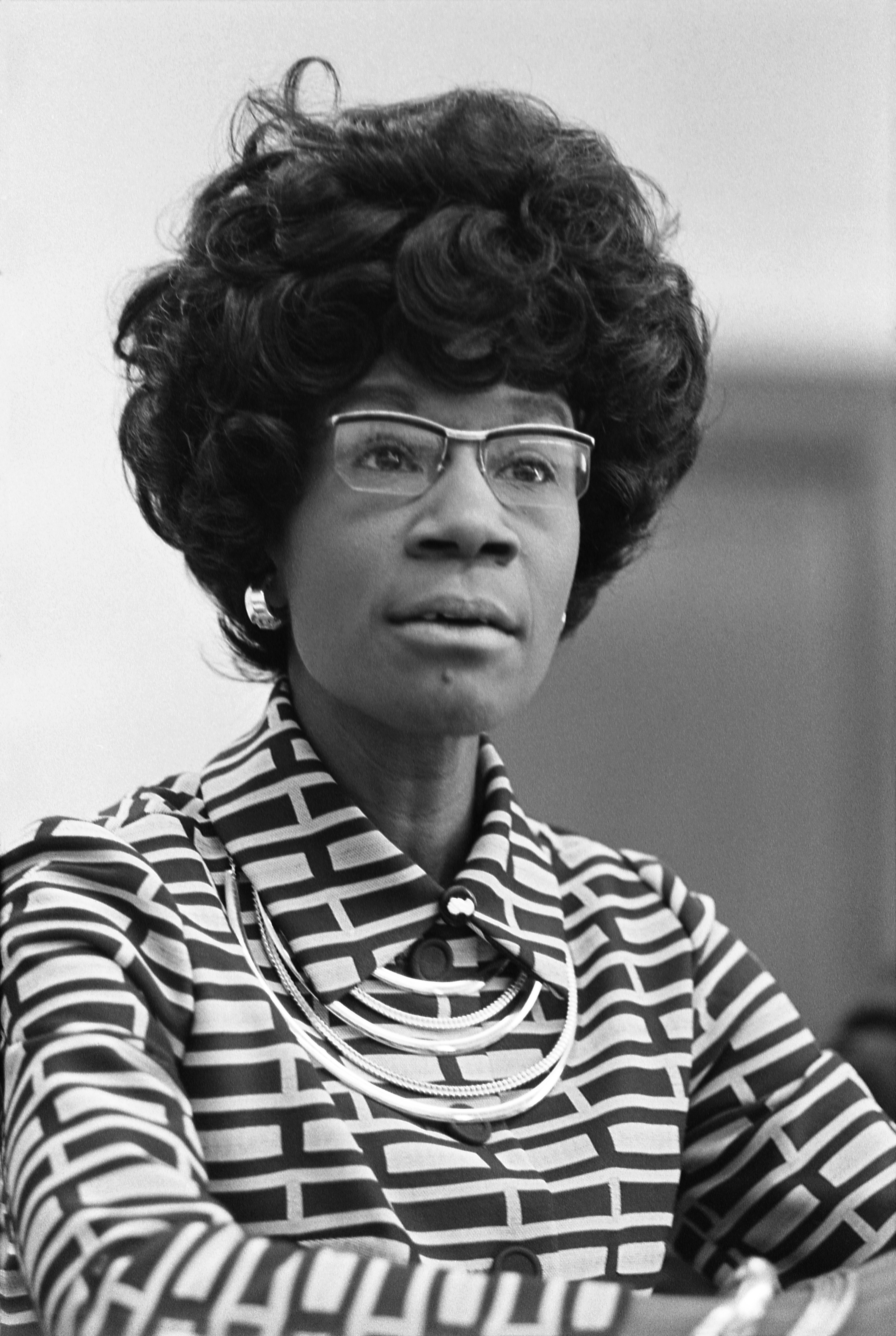
Shirley Chisholm
(1924–2005)

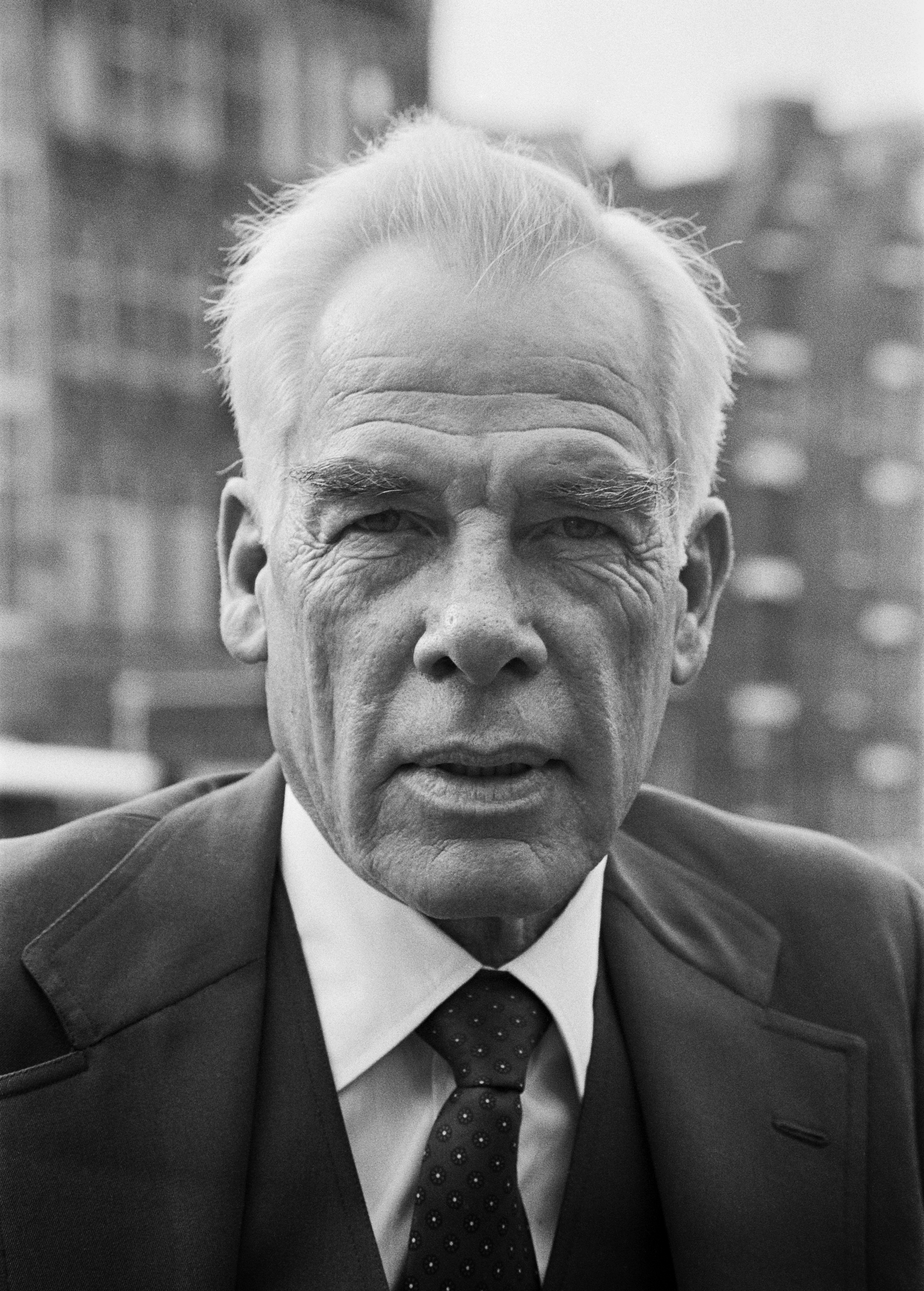
Lee Marvin
(1924–1987)

- Michael Avallone (1924–1999), Schriftsteller
- Lauren Bacall (1924–2014), Schauspielerin
- Ladislava Bakanic (1924–2021), Turnerin
- Daniel Casriel (1924–1983), Arzt, Psychiater und Psychoanalytiker
- Shirley Chisholm (1924–2005), Politikerin
- Frank Corsaro (1924–2017), Regisseur
- Jonathan Cott (1924–2012), Schauspieler
- Michael Goldberg (1924–2007), Maler
- Jack Heid (1924–1987), Bahnradsportler
- Lejaren Hiller (1924–1994), Komponist
- Maurice Karnaugh (1924–2022), Physiker
- Martin J. Klein (1924–2009), Physiker und Wissenschaftshistoriker
- Sonny Lester (1924–2018), Musikproduzent
- Lee Marvin (1924–1987), Schauspieler
- Frank McCarthy (1924–2002), Künstler und Illustrator
- Sylvia Miles (1924–2019), Schauspielerin
- Charlie Perry (1924–1998), Jazz-Schlagzeuger
- Bud Powell (1924–1966), Jazz-Pianist
- Nancy B. Reich (1924–2019), Musikwissenschaftlerin
- Julian Roosevelt (1924–1986), Segler
- Peter Sandloff (1924–2009), deutscher Komponist und Filmkomponist
- George Savalas (1924–1985), Schauspieler und Bruder von Telly Savalas (1922–1994)
- George Segal (1924–2000), Künstler
- Bobby Short (1924–2005), Sänger und Pianist
- Charles Simmons (1924–2017), Schriftsteller
- Joseph Smagorinsky (1924–2005), Meteorologe
- Robert M. Solow (1924–2023), Ökonom und Nobelpreisträger
- Elias Tanenbaum (1924–2008), Komponist und Musikpädagoge
- Cicely Tyson (1924–2021), Schauspielerin und Fotomodel
- Gloria Laura Vanderbilt (1924–2019), Schauspielerin, Malerin, Designerin und Autorin
- Henry T. Weinstein (1924–2000), Filmproduzent
- Stanley Wolfe (1924–2009), Komponist und Musikpädagoge

#### 1925

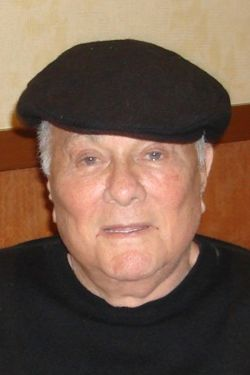
Tony Curtis
(1925–2010)

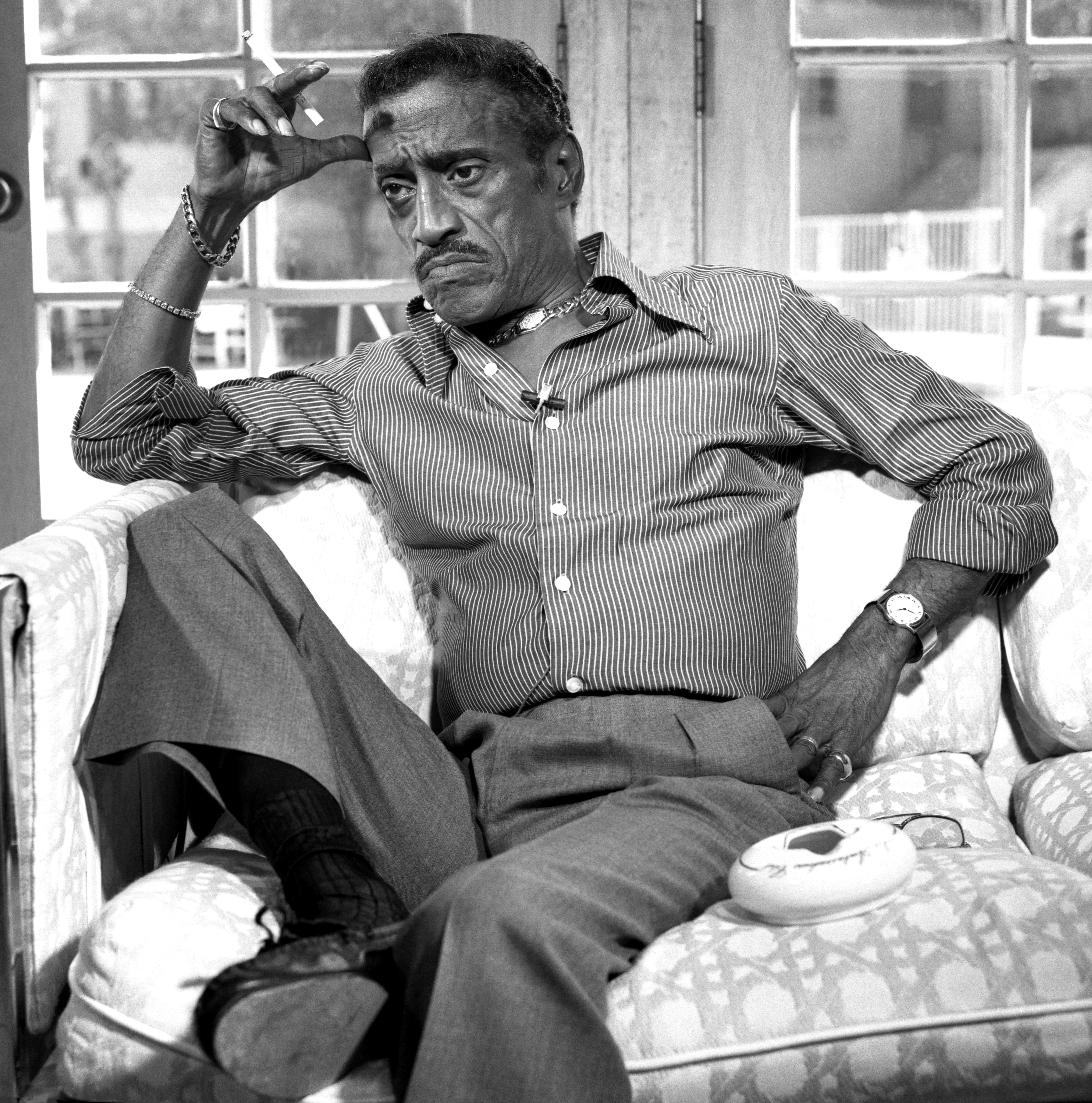
Sammy Davis, Jr.
(1925–1990)

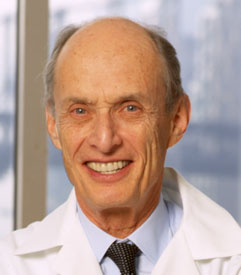
Paul Greengard
(1925–2019)

- Lee Abrams (1925–1992), Jazz-Schlagzeuger
- Adele Addison (* 1925), Sopranistin
- Maurice Binder (1925–1991), Filmschaffender, Designer der James-Bond-Vorspänne
- Baruch Samuel Blumberg (1925–2011), Mediziner
- Geraldine Brooks (1925–1977), Schauspielerin
- William F. Buckley, Jr. (1925–2008), Autor, Journalist und Kommentator
- Bernard Budiansky (1925–1999), Ingenieurwissenschaftler
- T. Carmi (1925–1994), israelischer Dichter
- Al Cohn (1925–1988), Jazz-Saxophonist
- Tony Curtis (1925–2010), Schauspieler
- Sammy Davis, Jr. (1925–1990), Entertainer
- Eugene Garfield (1925–2017), Informationswissenschaftler
- Frank D. Gilroy (1925–2015), Autor und Regisseur
- Roy Jay Glauber (1925–2018), Physiker und Nobelpreisträger (2005)
- Lee Grant (* 1925), Schauspielerin
- Paul Greengard (1925–2019), Biochemiker, Nobelpreisträger für Medizin
- Harry Guardino (1925–1995), Schauspieler
- Eugene Istomin (1925–2003), Pianist
- George Kennedy (1925–2016), Schauspieler
- Bruce Kirby (1925–2021), Schauspieler
- Jerome Kohlberg, Jr. (1925–2015), Geschäftsmann und Milliardär
- Dave Kurtzer (1925–2014), Fagottist, Oboist, Saxophonist
- George J. Laurer (1925–2019), Ingenieur und Erfinder
- Jan Merlin (1925–2019), Schauspieler und Drehbuchautor
- Robert Mulligan (1925–2008), Filmregisseur
- Al Porcino (1925–2013), Jazztrompeter
- Ogden R. Reid (1925–2019), Politiker, US-Botschafter in Israel und Abgeordneter im Repräsentantenhaus
- James Salter (1925–2015), Schriftsteller
- Gunther Schuller (1925–2015), Hornist und Komponist
- John Joseph Snyder (1925–2019), römisch-katholischer Bischof von Saint Augustine
- Donn A. Starry (1925–2011), General und Militärhistoriker
- Morton „Morty“ Trautman (≈1925–2012), Musiker
- Mal Waldron (1925–2002), Jazzpianist
- Cara Williams (1925–2021), Schauspielerin

#### 1926

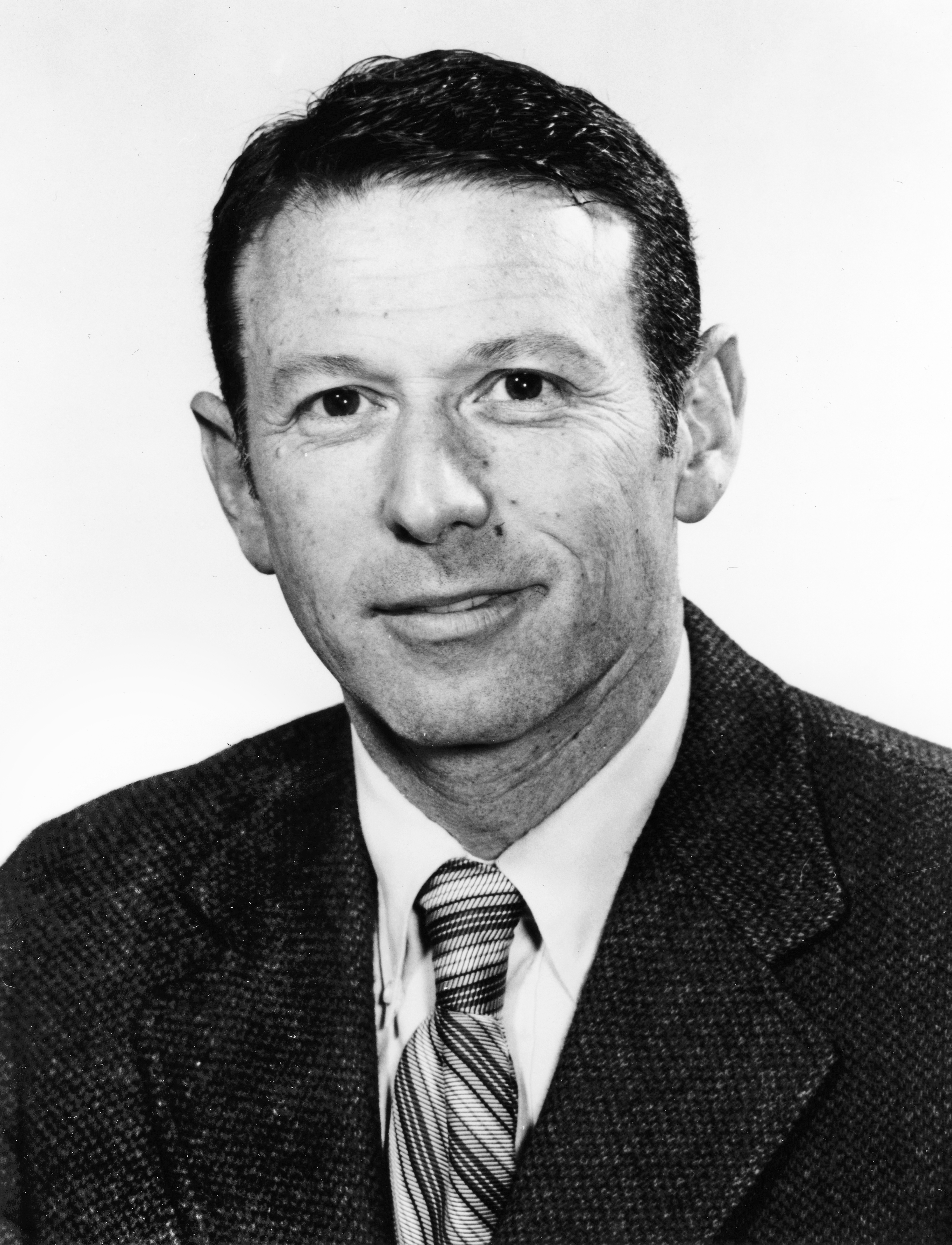
Paul Berg
(1926–2023)

- Frank Aletter (1926–2009), Schauspieler
- Rae Allen (1926–2022), Schauspielerin
- Annette Kar Baxter (1926–1983), Historikerin, Pionierin der Frauengeschichte
- Tony Bennett (1926–2023), Jazzsänger und Entertainer
- Paul Berg (1926–2023), Biochemiker und Molekularbiologe
- Norman Birnbaum (1926–2019), Soziologe und Autor
- Val Bisoglio (1926–2021), Schauspieler
- George Brecht (1926–2008), Fluxus-Künstler
- Martin Bregman (1926–2018), Filmproduzent
- Frederick Buechner (1926–2022), Schriftsteller und Theologe
- Gene Colan (1926–2011), Comiczeichner
- J. P. Donleavy (1926–2017), irisch-US-amerikanischer Schriftsteller
- Robert Falkenburg (1926–2022), US-amerikanischer und brasilianischer Tennisspieler
- Morton Feldman (1926–1987), Komponist
- Robert Fogel (1926–2013), Ökonom und Nobelpreisträger
- Helen Gallagher (1926–2024), Schauspielerin, Tänzerin und Sängerin
- Norman Geschwind (1926–1984), Neurologe und Neurowissenschaftler
- Alan Greenspan (* 1926), Wirtschaftswissenschaftler
- Fred Gwynne (1926–1993), Schauspieler und Autor
- Ernie Henry (1926–1957), Altsaxophonist
- Roger O. Hirson (1926–2019), Drehbuch- und Theaterautor
- William Klein (1926–2022), Maler, Filmregisseur und Fotograf
- Seymour Lawrence (1926–1994), Verleger
- Evelyn Lear (1926–2012), Opern- und Operettensängerin
- Paul A. Marks (1926–2020), Mediziner
- Ed McBain (1926–2005), Schriftsteller und Drehbuchautor
- Bernard Nathanson (1926–2011), Arzt und Lebensrechtsaktivist
- Jerome K. Percus (1926–2021), Physiker und Mathematiker
- Jack Priestley (1926–1993), Kameramann
- Don Rickles (1926–2017), Komiker und Schauspieler
- Murray Rosenblatt (1926–2019), Mathematischer Statistiker und Professor an der UCSD
- Jerry Ross (1926–1955), Komponist und Liedtexter
- Murray Schisgal (1926–2020), Autor, Drehbuchautor und Dramatiker
- Sol Schlinger (1926–2017), Jazzmusiker
- Morgan Sterne (1926–2011), Schauspieler
- Arthur Ochs Sulzberger (1926–2012), Zeitungsherausgeber
- Fernando Valenti (1926–1990), Cembalist
- Charles Van Doren (1926–2019), Kandidat bei der Quiz-Show Twenty-One auf NBC
- Fran Warren (1926–2013), Jazz- und Popsängerin
- Randy Weston (1926–2018), Jazzmusiker

#### 1927

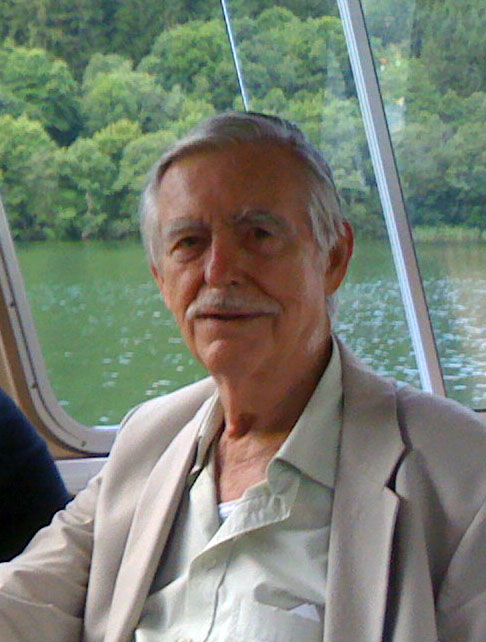
Halton Arp
(1927–2013)

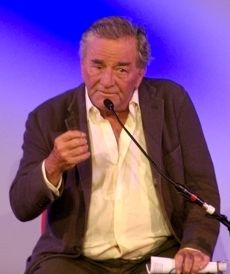
Peter Falk
(1927–2011)

- Ahmed Abdul-Malik (1927–1993), Jazzmusiker
- Halton Arp (1927–2013), Astronom
- Harry Belafonte (1927–2023), Sänger und Schauspieler
- Ed Benguiat (1927–2020), Kalligraph, Grafikdesigner und Schriftgestalter
- Joan Birman (* 1927), Mathematikerin
- Harold Brown (1927–2019), Atomphysiker und Politiker
- Martin Canin (1927–2000), Maler
- Jack Cassidy (1927–1976), Sänger und Fernsehschauspieler
- Mary Higgins Clark (1927–2020), Autorin von Kriminalromanen
- James Clements (1927–2005), Ornithologe
- Roy Cohn (1927–1986), Jurist
- Dovima (1927–1990), Fotomodell
- Mike Esposito (1927–2010), Comiczeichner
- Peter Falk (1927–2011), Schauspieler
- Jeremy Gaige (1927–2011), Schachjournalist und -historiker
- Richard Hugo Gallagher (1927–1997), Bauingenieur
- Harvey Murray Glatman (1927–1959), Serienmörder
- Joan Gould (1927–2022), Journalistin und Schriftstellerin
- Donald Grody (1927–2011), Schauspieler, Dramatiker und Gewerkschafter
- Marvin Harris (1927–2001), Anthropologe
- Arthur Herzog (1927–2010), Schriftsteller und Journalist
- Samuel P. Huntington (1927–2008), Politikwissenschaftler und Autor
- Sherwood Johnston (1927–2000), Autorennfahrer
- Charlie Kennedy (1927–2009), Jazzmusiker
- Alan King (1927–2004), Schauspieler
- Alfred Leslie (1927–2023), Maler und Filmemacher
- Robert Ludlum (1927–2001), Schriftsteller, Schauspieler und Produzent
- Howie Mann (1927–2001), Jazz-Schlagzeuger und Bandleader
- Peggy McCay (1927–2018), Schauspielerin
- W. S. Merwin (1927–2019), Schriftsteller und Übersetzer
- Edward H. Meyer, Manager
- Jack Minker (1927–2021), Informatiker
- Marvin Minsky (1927–2016), Forscher auf dem Gebiet der künstlichen Intelligenz
- Red Mitchell (1927–1992), Jazzbassist
- Gerry Mulligan (1927–1996), Jazzmusiker und Komponist
- Pauline Newman (* 1927), Bundesrichterin
- Mo Ostin (1927–2022), Musikmanager
- Martin L. Perl (1927–2014), Physiker und Nobelpreisträger
- Brock Peters (1927–2005), Schauspieler und Sänger
- Robert Rosenblum (1927–2006), Kunsthistoriker
- Harriet Serr (1927–1989), Pianistin und Musikpädagogin
- Neil Simon (1927–2018), Dramatiker und Drehbuchautor
- Samuel Smith (1927–2005), Chemiker und Erfinder
- Jerry Stiller (1927–2020), Schauspieler
- Austin Bernard Vaughan (1927–2000), römisch-katholischer Geistlicher und Weihbischof in New York
- Arnold Zellner (1927–2010), Ökonom

#### 1928

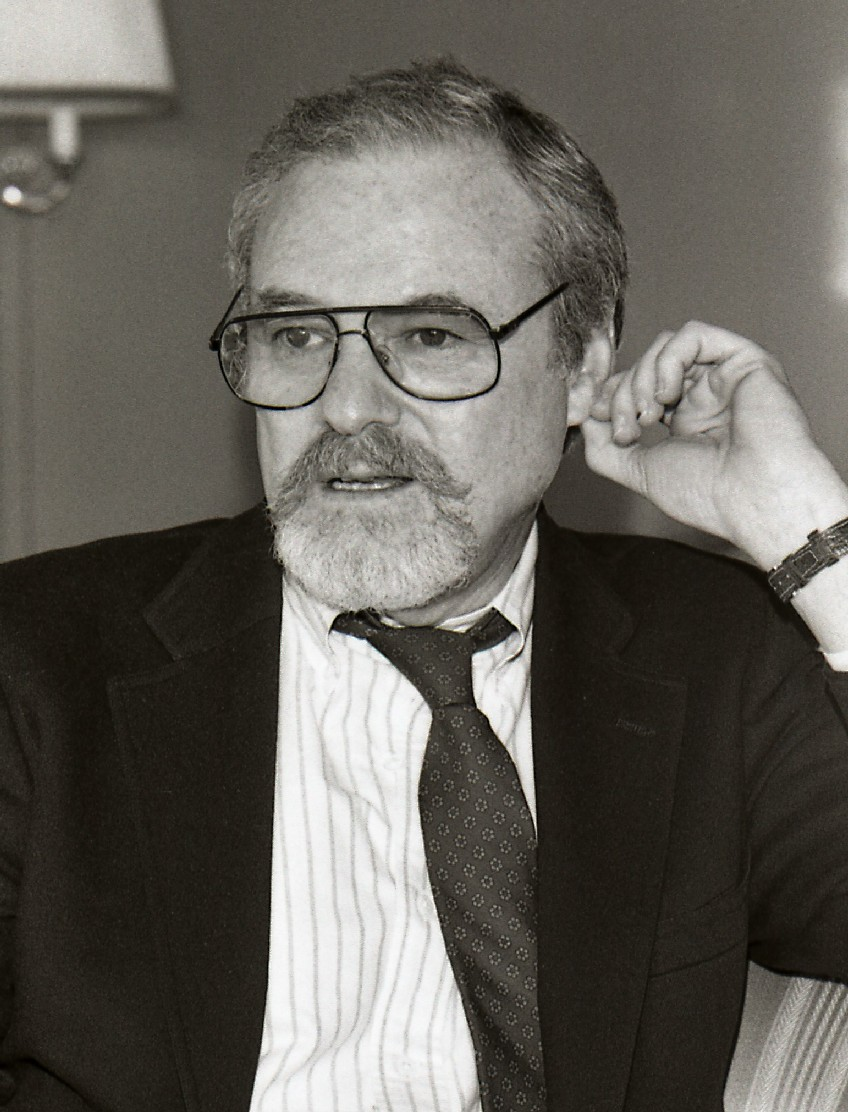
Alan J. Pakula
(1928–1998)

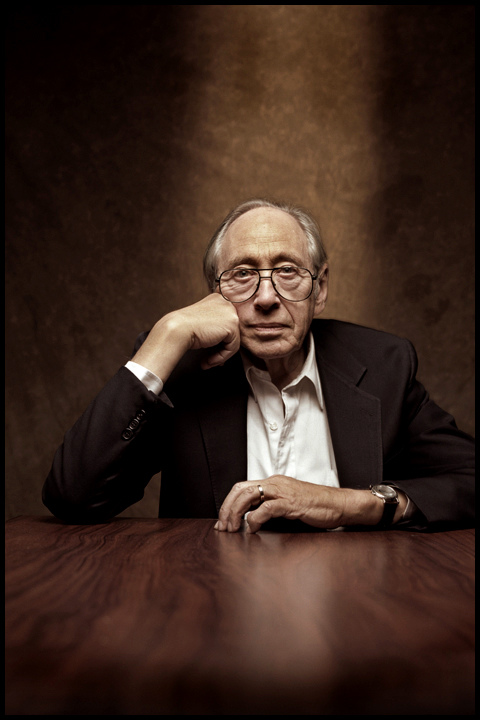
Alvin Toffler
(1928–2016)

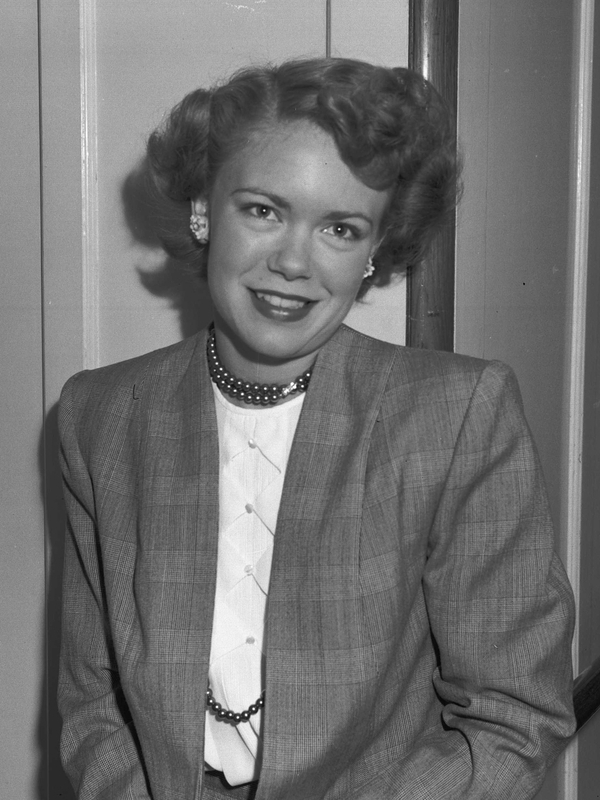
Camilla Wicks
(* 1928)

- Marilyn Bergman (1928–2022), Liedtexterin und Komponistin
- Bruce Bilson (* 1928), Regisseur, Drehbuchautor und Filmproduzent
- William Peter Blatty (1928–2017), Autor, Drehbuchautor und Regisseur
- Leo Breiman (1928–2005), Statistiker
- Alexander Breslow (1928–1980), Pathologe
- Robert Brout (1928–2011), US-amerikanisch-belgischer Physiker
- Raymond Edward Brown (1928–1998), Neutestamentler
- Robert Byrne (1928–2013), Schachspieler
- Paul Calle (1928–2010), Künstler
- Terry Carter (1928–2024), Schauspieler
- Bob Cousy (* 1928), Basketballspieler und -trainer
- Gerard Damiano (1928–2008), Filmregisseur
- Vic Damone (1928–2018), Sänger und Schauspieler
- Martin Davis (1928–2023), Logiker und Informatiker
- Fred Ebb (1928–2004), Songschreiber
- Vince Edwards (1928–1996), Schauspieler und Regisseur
- Whitey Ford (1928–2020), Baseballspieler in der Major League Baseball
- Anthony Franciosa (1928–2006), Schauspieler
- Helen Frankenthaler (1928–2011), Malerin
- Frank Frazetta (1928–2010), Fantasy- und Science-Fiction-Illustrator
- Gerald Fried (1928–2023), Komponist und Musiker
- Morty Geist (1928–2017), Jazz- und Unterhaltungsmusiker
- Estelle Harris (1928–2022), Schauspielerin, Synchronsprecherin und Komikerin
- Harvey Hart (1928–1989), Filmregisseur und Filmproduzent
- Judith Krantz (1928–2019), Schriftstellerin
- Joseph Kruskal (1928–2010), Mathematiker und Statistiker
- Stanley Kubrick (1928–1999), Filmregisseur, Produzent und Drehbuchautor
- Tom Lehrer (1928–2025), Sänger, Liedermacher, Satiriker und Mathematiker
- Al Lettieri (1928–1975), italoamerikanischer Schauspieler
- Virginia López (1928–2024), puerto-ricanische Sängerin
- Ramsay MacMullen (1928–2022), Althistoriker
- Stephen Marlowe (1928–2008), Schriftsteller
- Maggie McNamara (1928–1978), Schauspielerin
- Mace Neufeld (1928–2022), Filmproduzent
- Alan J. Pakula (1928–1998), Filmemacher
- Harold Prince (1928–2019), Theaterregisseur und -produzent
- Charles Reich (1928–2019), Sozial- und Rechtswissenschaftler, Autor und Professor an der Yale Law School
- Ray Santos (1928–2019), Musiker und Musikproduzent der Latin Music
- Andrew Sarris (1928–2012), Filmkritiker
- Dolph Schayes (1928–2015), Basketballspieler und -trainer
- Maurice Sendak (1928–2012), Illustrator und Kinderbuchautor
- Robert Sheckley (1928–2005), Schriftsteller
- Michael G. Sotirhos (1928–2019), Diplomat
- Richard Stone (1928–2019), Diplomat, Politiker der Demokratischen Partei und Senator
- William Sydeman (1928–2021), Komponist und Musikpädagoge
- Alvin Toffler (1928–2016), Futurologe
- Richard G. Van Gelder (1928–1994), Mammaloge
- Emily Vermeule (1928–2001), Klassische Archäologin
- Fred Weintraub (1928–2017), Nachtclubunternehmer, Filmproduzent und Drehbuchautor
- Camilla Wicks (1928–2020), Geigerin und Musikpädagogin
- Bob Wilber (1928–2019), Jazz-Klarinettist
- Paul Willen (1928–2022), Architekt
- Garry Winogrand (1928–1984), Fotograf

#### 1929

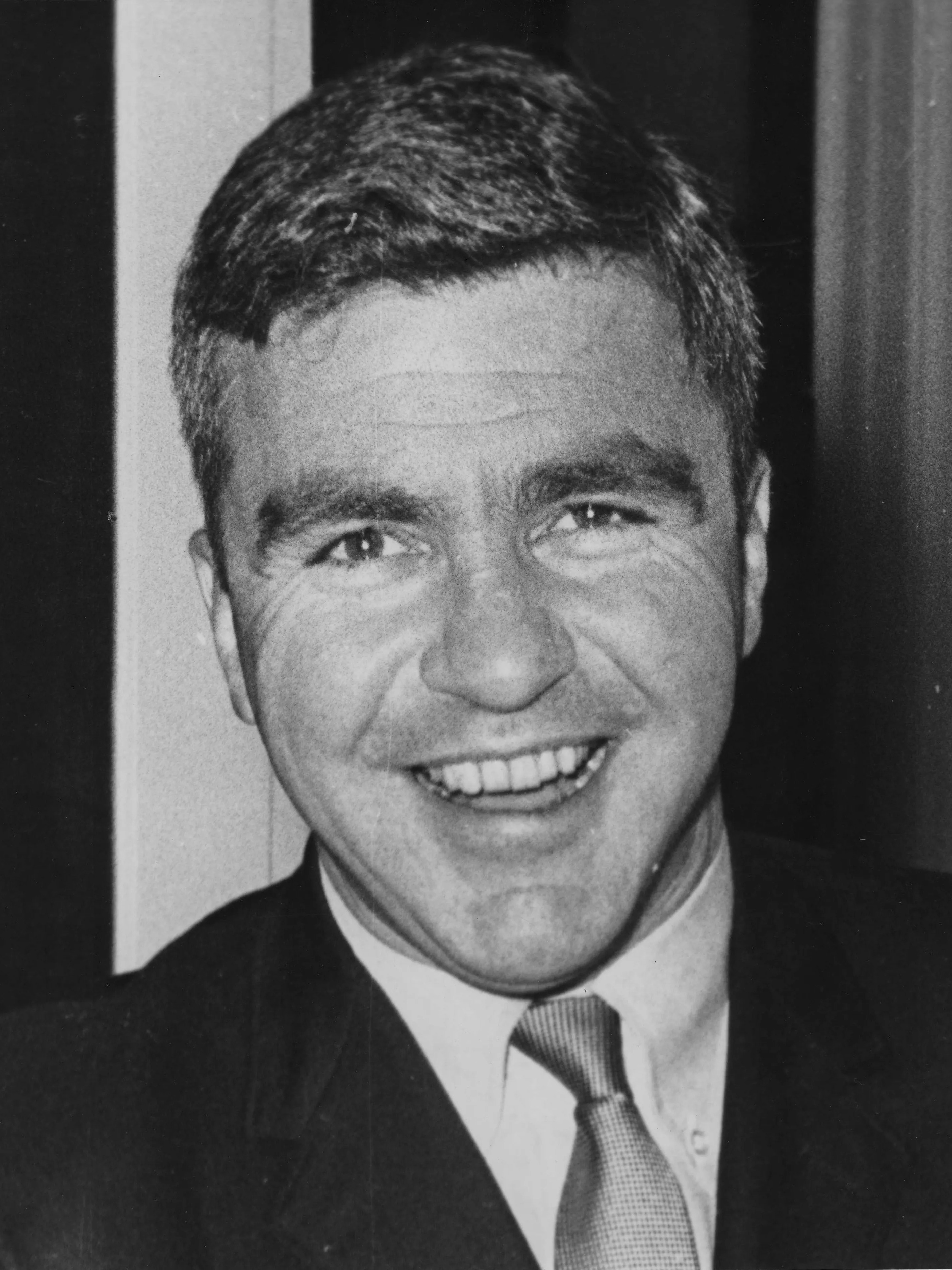
Sam Steiger
(1929–2012)

- Pat Cooper (1929–2023), Schauspieler und Komiker
- Pat Crawford Brown (1929–2019), Schauspielerin
- Timothy Carey (1929–1994), Schauspieler und Regisseur
- John Cassavetes (1929–1989), Regisseur, Drehbuchautor, Produzent und Schauspieler
- Marvin J. Chomsky (1929–2022), Filmregisseur und Filmproduzent
- Michael D. Coe (1929–2019), Anthropologe und Altamerikanist
- Cy Coleman (1929–2004), Komponist
- Gerald M. Edelman (1929–2014), Mediziner und Nobelpreisträger (1972)
- Gloria Emerson (1929–2004), Journalistin
- Julian Euell (1929–2019), Bassist des Modern Jazz und Soziologe
- Harold Farberman (1929–2018), Komponist und Dirigent
- Edward S. Feldman (1929–2020), Film- und Fernsehproduzent
- David Foster (1929–2019), Filmproduzent
- Marilyn French (1929–2009), Schriftstellerin, Literaturwissenschaftlerin und Feministin
- Irwin Fridovich (1929–2019), Biochemiker
- Murray Gell-Mann (1929–2019), Physiker und Nobelpreisträger
- Milton Glaser (1929–2020), Grafikdesigner, Illustrator und Lehrer
- Gene Hairston (1929–2014), Boxer
- Nicholas von Hoffman (1929–2018), Journalist, Buchautor und Kolumnist
- John Hollander (1929–2013), Lyriker
- Willie Jones (1929–1993), Jazzmusiker
- Robert W. Kates (1929–2018), Geograph und Umweltwissenschaftler
- Karl Katz (1929–2017), Kunsthistoriker, Museumsleiter und Filmproduzent
- Ira Levin (1929–2007), Schriftsteller
- Gloria Lynne (1929–2013), Jazz- und Soulsängerin
- Anne Meara (1929–2015), Schauspielerin
- Vic Morrow (1929–1982), Schauspieler
- Seymour Sack (1929–2011), Physiker
- Denis Sanders (1929–1987), Filmemacher und Oscarpreisträger
- Beverly Sills (1929–2007), Opernsängerin
- John Slonczewski (1929–2019), Festkörperphysiker
- Frank Springer (1929–2009), Comiczeichner
- Sam Steiger (1929–2012), Politiker
- Art Taylor (1929–1995), Jazz-Schlagzeuger
- Cecil Taylor (1929–2018), Jazz-Pianist
- Judith Jarvis Thomson (1929–2020), Philosophin und Professorin am MIT
- Willie Torres (1929–2020), puerto-ricanischer Sänger

#### 1930

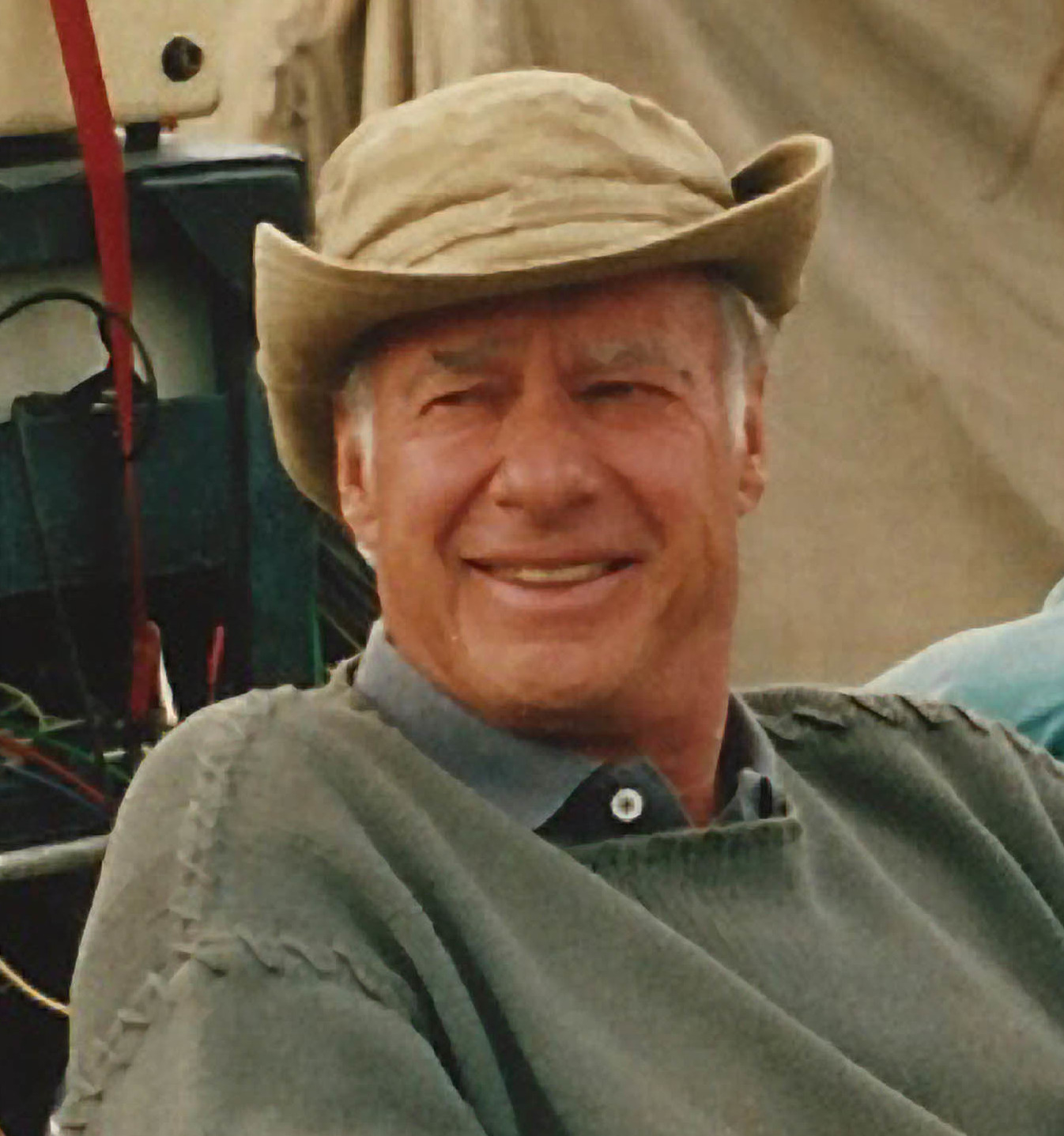
John Frankenheimer
(1930–2002)

- Cecile Abish (* 1930), Installations- und Landart-Künstlerin und Fotografin
- Souren Baronian (* 1930), Musiker
- Harold Bloom (1930–2019), Literaturwissenschaftler und -kritiker
- Nicholas F. Brady (* 1930), Politiker
- Donald Byrne (1930–1976), Schachspieler
- Martin Canin (1930–2019), Pianist und Musikpädagoge
- James Coco (1930–1987), Schauspieler
- Leon Neil Cooper (1930–2024), Physiker und Nobelpreisträger (1972)
- Richard Davalos (1930–2016), Schauspieler
- Paul Davidson (1930–2024), Ökonom
- Eric Dixon (1930–1989), Jazzmusiker, Arrangeur und Komponist
- Richard Donner (1930–2021), Regisseur und Schauspieler
- Mildred Dresselhaus (1930–2017), Physikerin
- Robert Evans (1930–2019), Filmproduzent, Schauspieler und Moderator
- John Frankenheimer (1930–2002), Regisseur und Produzent
- Ben Gazzara (1930–2012), Schauspieler
- Bruce Geller (1930–1978), Drehbuchautor, Filmproduzent und Filmregisseur
- Joey Giardello (1930–2008), Mittelgewichtsboxer
- Bob Guccione (1930–2010), Zeitschriftengründer und -herausgeber
- Benjamin Harkarvy (1930–2002), Tanzlehrer, Ballettmeister und Choreograph
- Buck Henry (1930–2020), Schauspieler, Regisseur und Drehbuchautor
- Paul Horn (1930–2014), Jazzmusiker
- Clifford Irving (1930–2017), Autor
- David Kahn (1930–2024), Historiker, Journalist und Autor
- Myron Levoy (1930–2019), Schriftsteller
- Jackie Loughery (1930–2024), Schauspielerin und Schönheitskönigin
- William MacSems (1930–2024), Komponist, Dirigent und Musikpädagoge
- Herbie Mann (1930–2003), Jazzflötist
- Sabu Martinez (1930–1979), Perkussionist
- Theodore McCarrick (1930–2025), römisch-katholischer Erzbischof von Washington (2000–06)
- Frank McCourt (1930–2009), Schriftsteller
- Richard R. Nelson (1930–2025), Wirtschaftswissenschaftler
- Donald Newman (1930–2007), Mathematiker
- Maurice Peress (1930–2017), Dirigent
- Megan Rice (1930–2021), Nonne und Friedensaktivistin
- Faith Ringgold (1930–2024), Malerin, Schriftstellerin, Performancekünstlerin
- Sonny Rollins (* 1930), Tenorsaxophonist
- Arnold Soboloff (1930–1979), Schauspieler, Sänger, Tänzer
- Stephen Sondheim (1930–2021), Musicalkomponist und -texter
- René Arnold Valero (1930–2019), römisch-katholischer Geistlicher, Titularbischof von Vicus Turris und Weihbischof in Brooklyn
- Immanuel Wallerstein (1930–2019), Sozialwissenschaftler
- Michael Zwerin (1930–2010), Jazzmusiker

### 1931–1940

#### 1931
- Bob Arum (* 1931), Boxpromoter

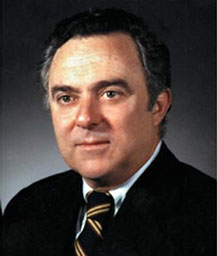
Joseph A. Califano
(* 1931)

- David Bevington (1931–2019), Literaturwissenschaftler
- Bernie Brillstein (1931–2008), Film- und Fernsehproduzent
- Morton Brown (1931–2024), Mathematiker
- Joseph A. Califano (* 1931), Rechtsanwalt und Politiker
- Joe Cuba (1931–2009), puerto-ricanischer Musiker
- Carmen Dell’Orefice (* 1931), Model und Schauspielerin
- E. L. Doctorow (1931–2015), Autor und Herausgeber
- Robert Donner (1931–2006), Schauspieler
- Audrey Flack (1931–2024), Malerin
- Ron Galella (1931–2022), Paparazzo
- Robert Gottlieb (1931–2023), Schriftsteller und Journalist
- Lois Gould (1931–2002), Schriftstellerin
- Jerry Herman (1931–2019), Komponist des Broadway-Musik-Theaters
- Ellen Holly (1931–2023), Schauspielerin
- Nan Hoover (1931–2008), niederländische Medienkünstlerin
- Tab Hunter (1931–2018), Schauspieler und Popsänger
- Donald Kennedy (1931–2020), Biologe und Herausgeber
- John Kerr (1931–2013), Schauspieler
- Jeannette Lander (1931–2017), deutsche Schriftstellerin
- Jackie McLean (1931–2006), Jazzmusiker
- Linda Nochlin (1931–2017), Kunsthistorikerin
- Joseph O’Hare (1931–2020), Jesuit, Präsident der Fordham University
- Neil Postman (1931–2003), Medienwissenschaftler und -kritiker
- Lindy Remigino (1931–2018), Sprinter
- Burton Richter (1931–2018), Physiker
- Mary Rodgers (1931–2014), Musical-Komponistin und Schriftstellerin
- Richard Rorty (1931–2007), Philosoph und Komparatist
- Christopher Ross (1931–2023), Bildhauer und Sammler
- Philippa Schuyler (1931–1967), Pianistin, Journalistin und Autorin
- Larry Silverstein (* 1931), Immobilienunternehmer
- Maxine Singer (1931–2024), Biochemikerin und Molekularbiologin
- Hamilton Othanel Smith (* 1931), Biochemiker, Molekulargenetiker und Nobelpreisträger für Medizin
- Lee Tanner (1931–2013), Fotograf
- Artur Weisberg (1931–2009), Fagottist, Dirigent, Musikpädagoge und Komponist

#### 1932

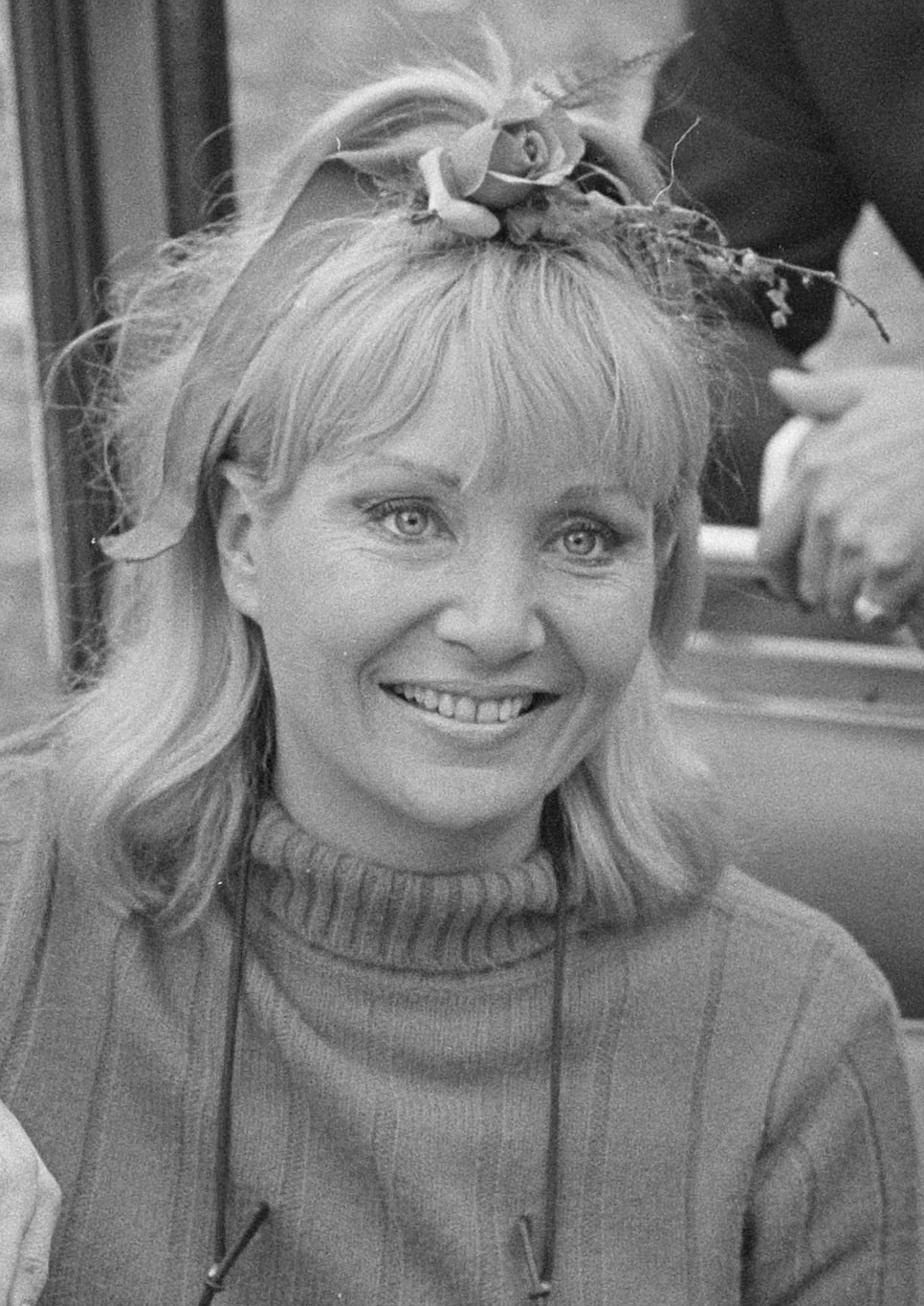
Susan Oliver
(1932–1990)

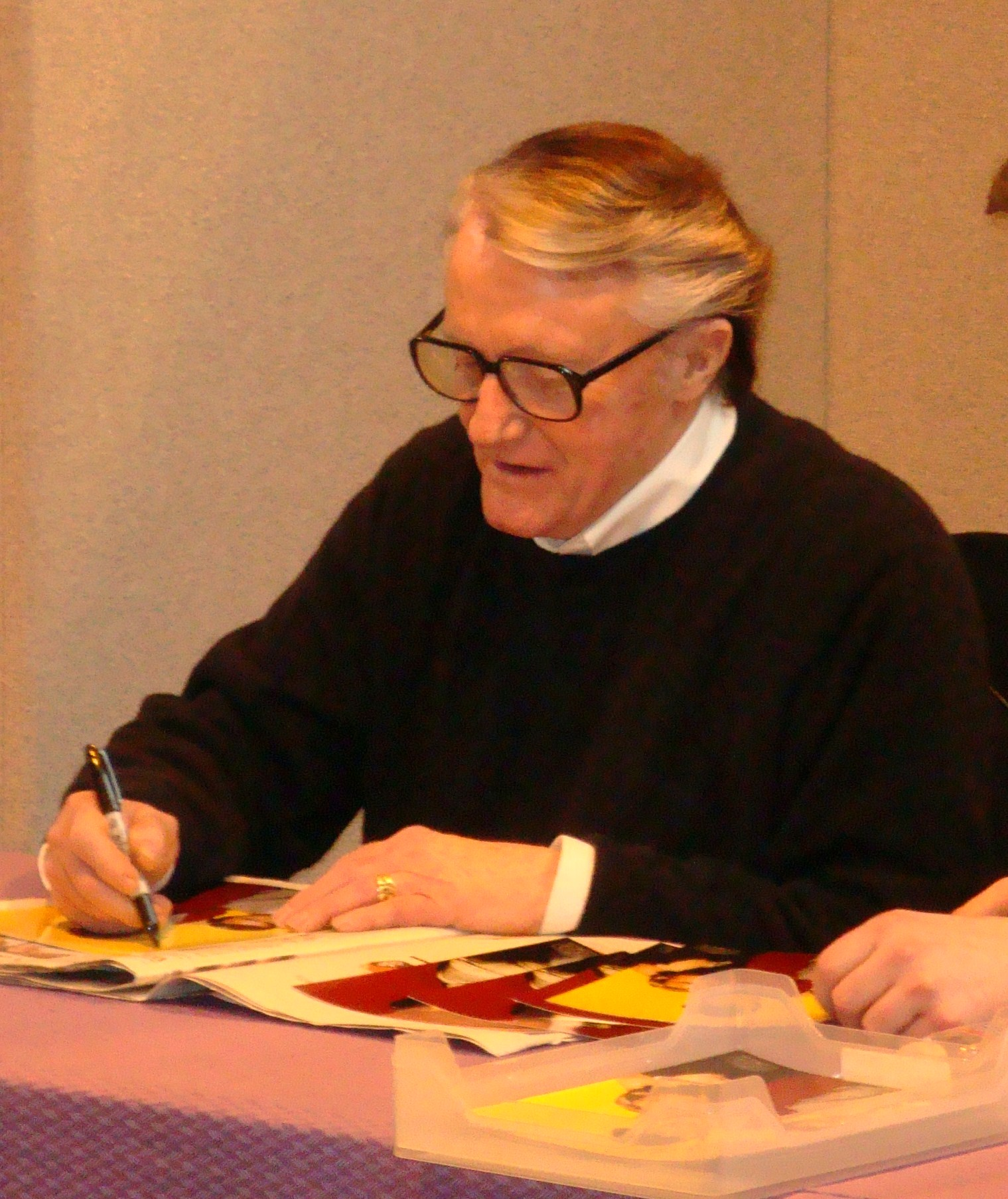
Robert Vaughn
(1932–2016)

- Marcus Alexis (1932–2009), Wirtschaftsprofessor
- Elaine Barkin (1932–2023), Komponistin und Musikpädagogin
- Edd Byrnes (1932–2020), Schauspieler und Sänger
- Roger C. Carmel (1932–1986), Schauspieler und Synchronsprecher
- Sonny Costanzo (1932–1993), Jazzposaunist und Bigband-Leader
- Marty Engel (1932–2022), Leichtathlet
- Larry Evans (1932–2010), Schachspieler, -autor und -journalist
- Sheldon Lee Glashow (* 1932), Physiker und Nobelpreisträger
- Bo Goldman (1932–2023), Drehbuchautor
- Daniel Kleppner (1932–2025), Physiker
- Alan Levy (1932–2004), Journalist
- Martin Mailman (1932–2000), Komponist und Professor
- Ernest Martin (* 1932), Theaterregisseur, Intendant und Schauspieler
- Richard Mulligan (1932–2000), Schauspieler
- Susan Oliver (1932–1990), Filmschauspielerin, Filmregisseurin und Pilotin
- Anthony Perkins (1932–1992), Schauspieler und Regisseur
- Edward J. Philbin (1932–2014), Militär und Regierungsbeamter
- Bob Said (1932–2002), Autorennfahrer und Filmproduzent
- Melvin Schwartz (1932–2006), Physiker
- Donald Solitar (1932–2008), Mathematiker
- Robert Vaughn (1932–2016), Schauspieler
- Sidney Verba (1932–2019), Autor, Politologe und Inhaber der Carl-H.-Pforzheimer Professur an der Harvard University
- Stanley Walden (* 1932), Komponist
- John Williams (* 1932), Komponist

#### 1933

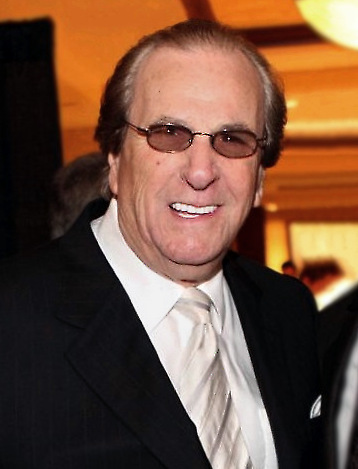
Danny Aiello
(1933–2019)

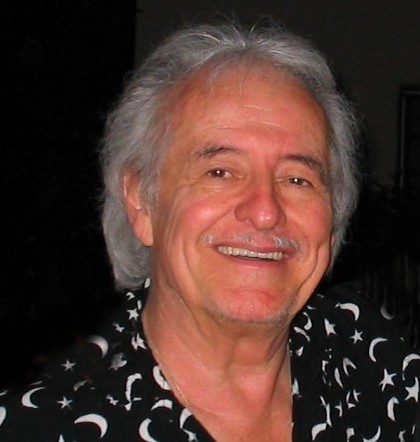
Henry Darrow
(1933–2021)

- Danny Aiello (1933–2019), Schauspieler
- Stanley Aronowitz (1933–2021), Soziologe und politischer Aktivist
- Borah Bergman (1933–2012), Jazzpianist
- Arthur Butz (* 1933), Elektroingenieur und Holocaustleugner
- Adolph Caesar (1933–1986), Schauspieler
- Guy Coheleach (* 1933), Wildtiermaler
- Alex Cord (1933–2021), Schauspieler und Autor
- Henry Darrow (1933–2021), Schauspieler
- Dom DeLuise (1933–2009), Schauspieler
- Ted Donaldson (1933–2023), Schauspieler
- Kenneth B. Eisenthal (1933–2024), Physikochemiker
- Lee Evans (1933–2023), Jazz- und Unterhaltungsmusiker
- Louis Farrakhan (* 1933), Führer der afroamerikanischen religiös-politischen Bewegung Nation of Islam
- Mark Forest (1933–2022), Bodybuilder, Schauspieler und Opernsänger
- Sihugo Green (1933–1980), Basketballspieler
- Daniel Greenberger (* 1933), Physiker
- Elizabeth Hubbard (1933–2023), Schauspielerin
- Laurence M. Janifer (1933–2002), Science-Fiction-Autor
- Mychal Judge (1933–2001), römisch-katholischer Priester
- Dick Kallman (1933–1980), Schauspieler und Sänger
- Alison Knowles (* 1933), Künstlerin der Fluxus-Bewegung
- David Lewin (1933–2003), Musiktheoretiker, Musikwissenschaftler, Pianist und Komponist
- Bruce J. Malina (1933–2017), römisch-katholischer Theologe
- Stanley Milgram (1933–1984), Psychologe
- George Morfogen (1933–2019), Schauspieler und Filmproduzent
- John F. Nolan (1933–2000), Schauspieler
- Bob Rafelson (1933–2022), Filmregisseur
- Ronald Roseman (1933–2000), Oboist, Musikpädagoge und Komponist
- Eric Salzman (1933–2017), Komponist
- Mike Seeger (1933–2009), Folkmusiker und Folklorist
- Robert Shea (1933–1994), Schriftsteller
- Susan Sontag (1933–2004), Schriftstellerin, Essayistin und Publizistin
- Mike Stoller (* 1933), Musikproduzent und Songwriter
- Steven Weinberg (1933–2021), Physiker und Nobelpreisträger (1979)
- Donald E. Westlake (1933–2008), Schriftsteller
- Philip Zimbardo (1933–2024), Psychologe

#### 1934

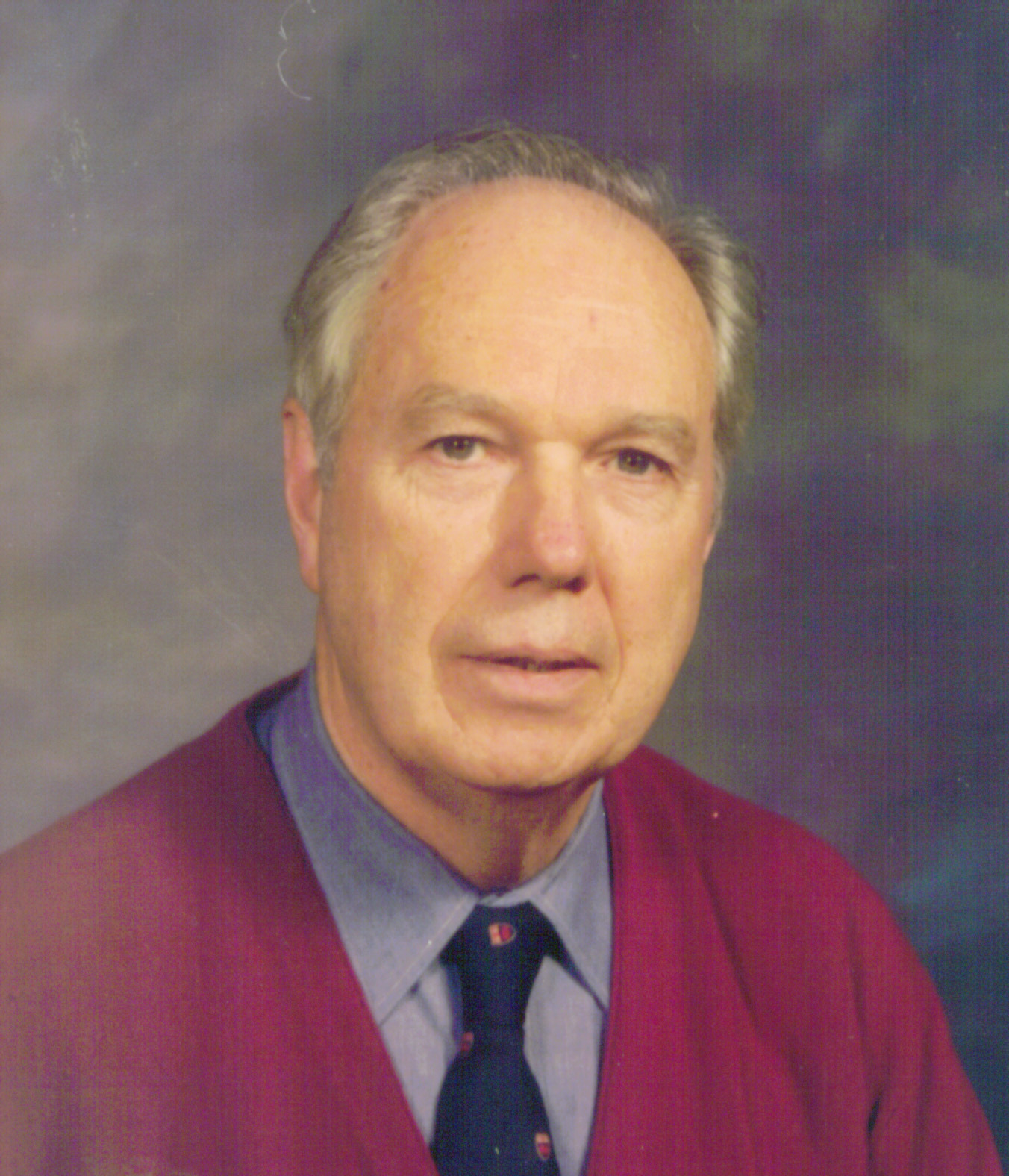
Michael J. Flynn
(* 1934)

- Alan Arkin (1934–2023), Schauspieler und Regisseur
- Abraham Ashkenasi (1934–2016), Politikwissenschaftler
- Willie Bobo (1934–1983), Perkussionist
- Samuel Bonis (* 1934), Geologe und Vulkanologe
- Carmine Caridi (1934–2019), Schauspieler
- Leonard Dinnerstein (1934–2019), Historiker
- Diane DiPrima (1934–2020), Schriftstellerin
- Franklin Fisher (1934–2019), Wirtschaftswissenschaftler und Hochschullehrer und Professor am MIT
- Michael J. Flynn (* 1934), Elektrotechniker und Professor
- Herb Gardner (1934–2003), Schriftsteller
- Louis Giani (1934–2021), Ringer
- Leonard Goldberg (1934–2019), Film- und Fernsehproduzent
- Joan Hackett (1934–1983), Schauspielerin
- David Halberstam (1934–2007), Journalist und Schriftsteller
- Charles Jenkins Sr. (* 1934), Sprinter und Olympiasieger
- Paul Kay (* 1934), Linguist und Anthropologe
- Leonard Kleinrock (* 1934), Elektroingenieur und Informatiker
- Steve Lacy (1934–2004), Jazz-Musiker und Sopransaxophonist
- Audre Lorde (1934–1992), Schriftstellerin und Aktivistin
- Tina Louise (* 1934), Schauspielerin
- Patricia Marand (1934–2008), Schauspielerin
- Andrew McKelvey (1934–2008), Unternehmer
- Robert Moog (1934–2005), Pionier der elektronischen Musik, Erfinder eines der ersten Synthesizer
- Carl Sagan (1934–1996), Astronom, Fernsehmoderator und Schriftsteller
- Lesley Sibner (1934–2013), Mathematikerin
- Robert Siegler (1934–2019), Filmregisseur, Filmproduzent und Objektkünstler
- John Varick Tunney (1934–2018), Politiker
- Joyce Van Patten (* 1934), Theater- und Filmschauspielerin

#### 1935

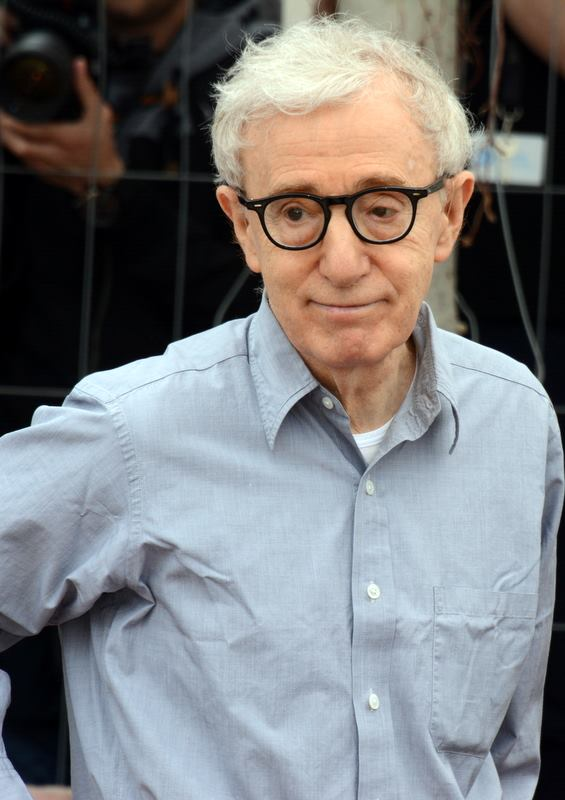
Woody Allen
(* 1935)

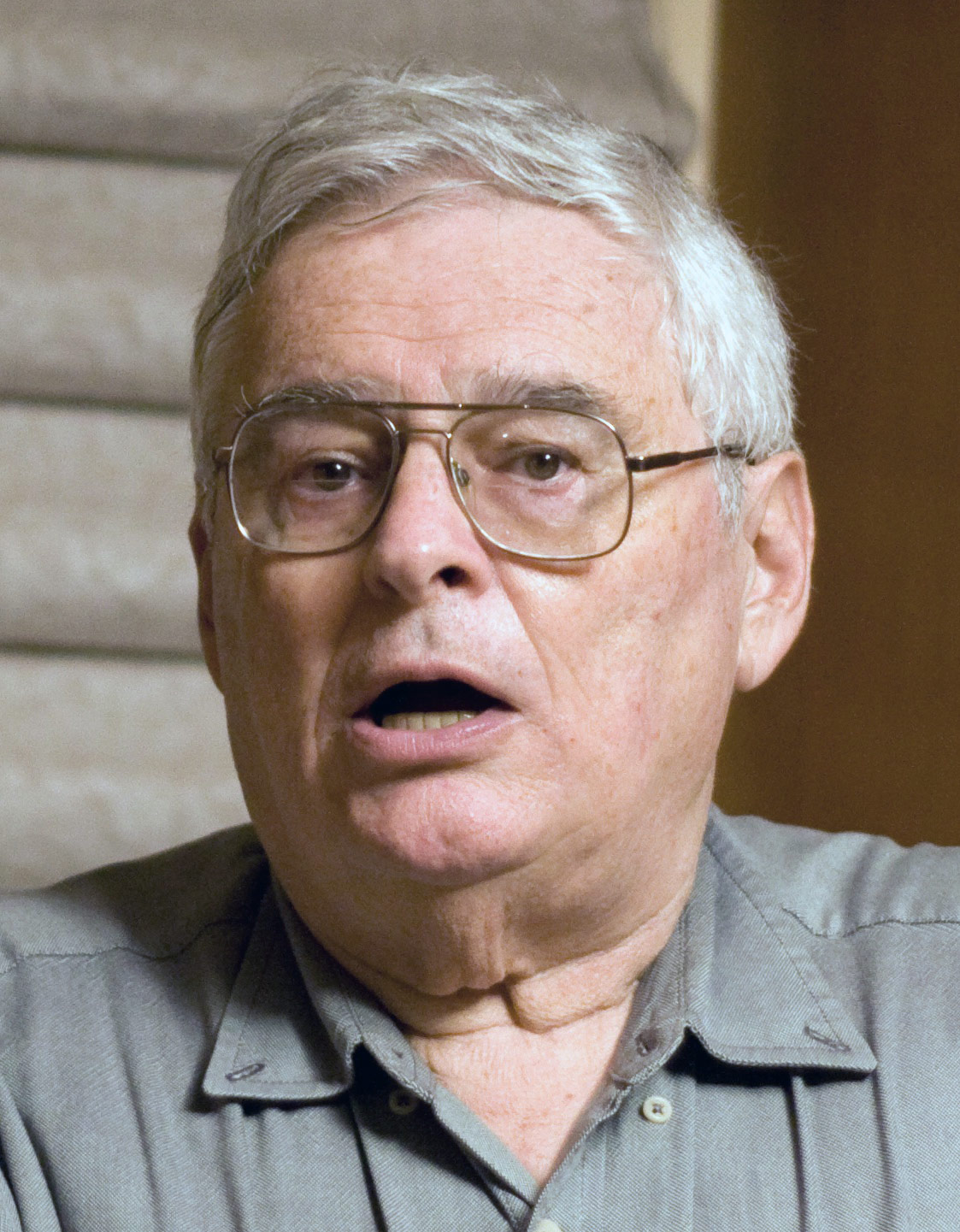
Jerry Fodor
(1935–2017)

- Sayyd Abdul Al-Khabyyr (1935–2017), Musiker
- Peter Achinstein (* 1935), Philosoph und Wissenschaftshistoriker
- Stephen Addiss (1935–2022), Kunst- und Musikwissenschaftler, Hochschullehrer, Musiker, Komponist, Lyriker, Maler, Grafiker, Kalligraph und Keramiker
- Jed Allan (1935–2019), Schauspieler
- Woody Allen (* 1935), Komiker, Schauspieler und Regisseur
- Gordon Baym (* 1935), theoretischer Physiker
- Michael Chapman (1935–2020), Kameramann, Regisseur und Schauspieler
- Mimi Cozzens (1935–2021), Schauspielerin
- Arnold Federbush (1935–1993), Science-Fiction-Autor
- Jerry Fodor (1935–2017), Philosoph und Kognitionswissenschaftler
- Kitty Genovese (1935–1964), Mordopfer
- Isidore Haiblum (1935–2012), Science-Fiction- und Krimiautor
- Michael Kahn (* 1935), Filmeditor
- Gilbert Kalish (* 1935), Pianist und Musikpädagoge
- Thomas Kean (* 1935), Politiker
- Arnold Kopelson (1935–2018), Filmproduzent
- Erich Kunzel (1935–2009), Dirigent
- Robert Littell (* 1935), Schriftsteller
- Richard A. Lupoff (1935–2020), Schriftsteller
- Ronnie Mathews (1935–2008), Jazzpianist
- Jerry Orbach (1935–2004), Schauspieler
- Roger Payne (1935–2023), Zoologe
- Barry Rogers (1935–1991), Posaunist und Musikproduzent
- Kenny Rogers (* ≈1935), Jazzmusiker
- Anne Roiphe (* 1935), US-amerikanische Schriftstellerin
- Hiroshi Wakasugi (1935–2009), japanischer Dirigent
- Michael Walzer (* 1935), Sozialphilosoph und bedeutender Intellektueller

#### 1936

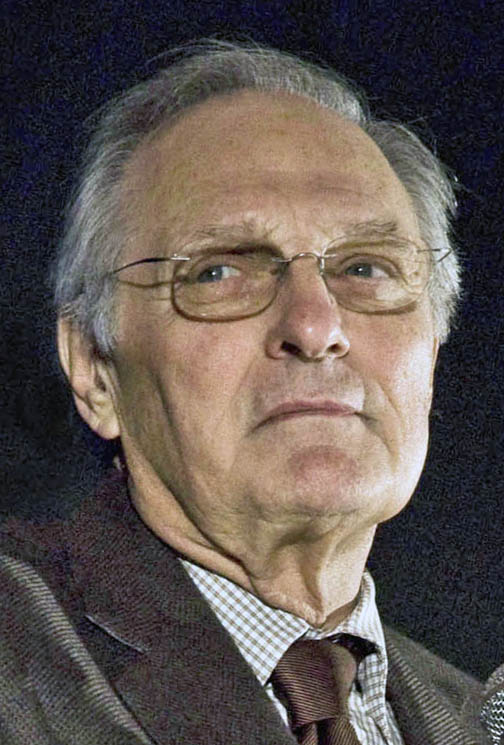
Alan Alda
(* 1936)

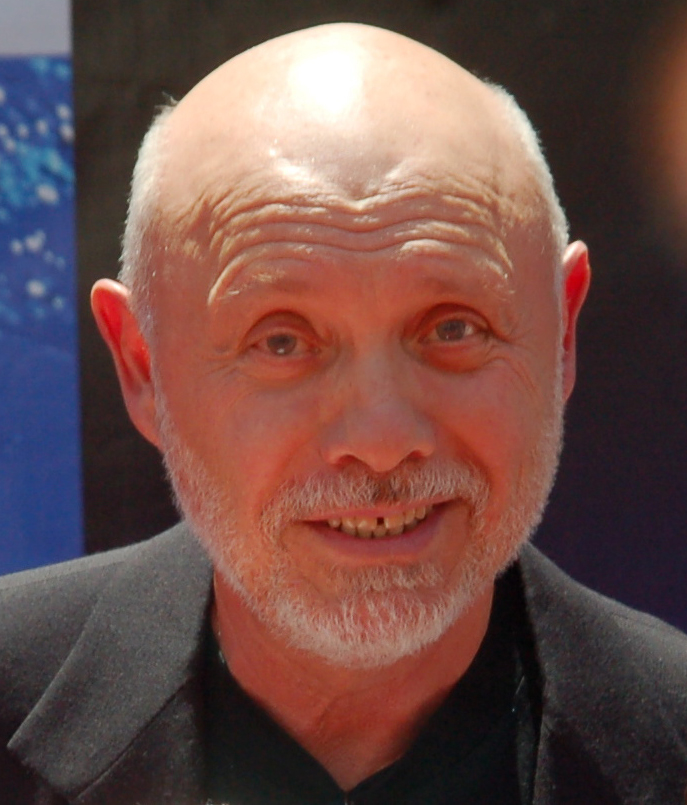
Hector Elizondo
(* 1936)

- Alan Alda (* 1936), Schauspieler, Drehbuchautor und Regisseur
- David Bathrick (1936–2020), Germanist
- C. D. B. Bryan (1936–2009), Autor und Journalist
- Joe Buzzetta (1936–2023), Unternehmer und Autorennfahrer
- Ron Carey (1936–2008), Gewerkschafter
- Carl Heinz Choynski (* 1936), deutscher Schauspieler
- Larry Cohen (1936–2019), Regisseur, Produzent und Drehbuchautor
- Bobby Darin (1936–1973), Popmusiker
- Carl Davis (1936–2023), Komponist
- Don DeLillo (* 1936), Schriftsteller
- Hector Elizondo (* 1936), puerto-ricanischer Schauspieler
- Stanley Engerman (1936–2023), Wirtschaftswissenschaftler
- Robert Floyd (1936–2001), Informatiker
- Shirley Bunnie Foy (1936–2016), Jazzsängerin
- John Giorno (1936–2019), Performancekünstler und Poet
- Lelia Goldoni (1936–2023), Schauspielerin
- Joan Jonas (* 1936), Video- und Performance-Künstlerin
- Carl Kaufmann (1936–2008), deutscher Leichtathlet
- Evelyn Fox Keller (1936–2023), Physikerin und Biologin, Autorin
- Herbert S. Klein (* 1936), Historiker
- Burt Levy (1936–2010), Komponist und Musikpädagoge
- Mary Tyler Moore (1936–2017), Schauspielerin
- Shelley Morrison (1936–2019), Schauspielerin
- Eddie Palmieri (1936–2025), Sänger, Pianist und Orchesterleiter
- Michael Rabin (1936–1972), Violinist
- Jimmy Sabater (1936–2012), Latin-Jazz-Musiker und Songwriter
- Joanna Simon (1936–2022), Opernsängerin
- Joe Spinell (1936–1989), Schauspieler
- Ronald Tavel (1936–2009), Bühnen- und Drehbuchautor
- Roderick Thorp (1936–1999), Schriftsteller
- Barbara Turner (1936–2016), Drehbuchautorin
- Arnold Vitarbo (1936–2022), Sportschütze
- Henry Christian Wente (1936–2020), Mathematiker
- Chris White (1936–2014), Jazz-Bassist
- Paul Zindel (1936–2003), Schriftsteller

#### 1937

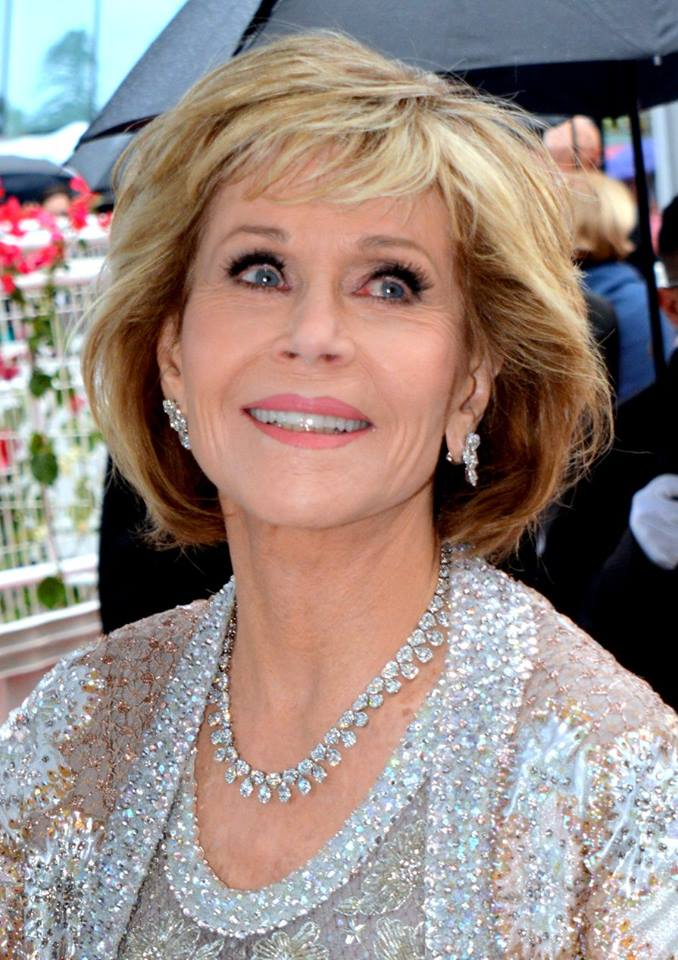
Jane Fonda
(* 1937)

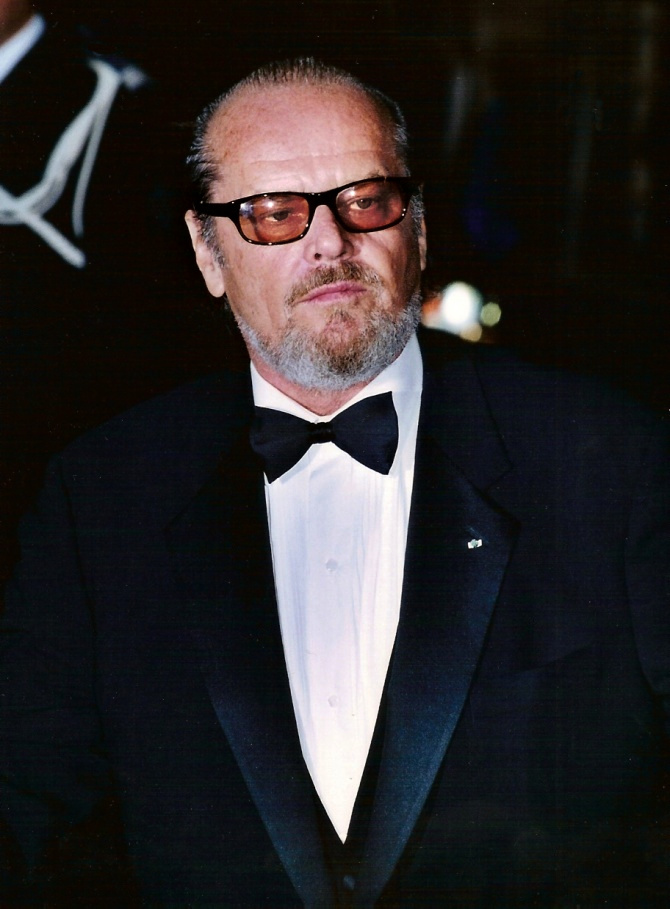
Jack Nicholson
(* 1937)

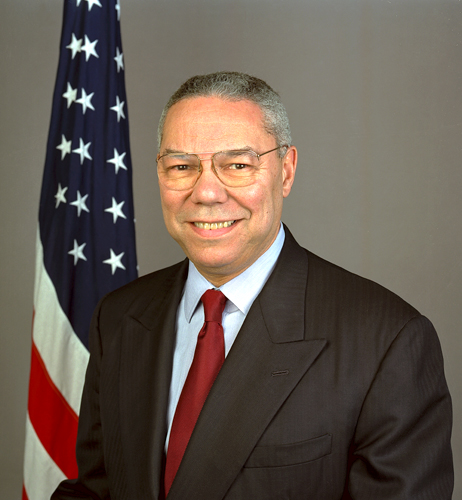
Colin Powell
(1937–2021)

- Donald Arthur (1937–2016), Schauspieler, Opernsänger und Synchronsprecher
- Angelo Badalamenti (1937–2022), italo-amerikanischer Komponist
- Maryanne Trump Barry (1937–2023), Juristin
- Karol J. Bobko (1937–2023), US-amerikanischer Astronaut litauisch-polnischer Herkunft
- George Carlin (1937–2008), Komiker, Schauspieler, Sozialkritiker und Autor
- Frank J. Coppa (1937–2021), Historiker
- Cora Diamond (* 1937), Philosophin
- Jane Fonda (* 1937), Filmschauspielerin
- Lorraine Gary (* 1937), Schauspielerin
- Frank Gorman (* 1937), Wasserspringer
- John Hartford (1937–2001), Songwriter
- Jean Houston (* 1937), Autorin, Philosophin und Kulturwissenschaftlerin
- Doug Jones (1937–2017), Boxer
- Richard Jordan (1937–1993), Schauspieler
- Leo Kadanoff (1937–2015), Physiker
- Al Kasha (1937–2020), Komponist und Songschreiber
- Ron Leibman (1937–2019), Schauspieler
- William Lombardy (1937–2017), Schach-Großmeister
- Winston Lord (* 1937), Regierungsbeamter und Diplomat
- Nita Lowey (1937–2025), US-Kongressabgeordnete
- Jack Nicholson (* 1937), Schauspieler
- Colin Powell (1937–2021), Offizier, General, Politiker und Außenminister der USA (2001–2005)
- Marc Rieffel (* 1937), Mathematiker
- Gene Scott (1937–2006), Tennisspieler
- Robert H. Socolow (* 1937), Physiker
- Peter White (1937–2023), Schauspieler
- Lenny Wilkens (* 1937), Basketballspieler und -trainer
- Jack Zipes (* 1937), Literaturwissenschaftler, Märchenforscher und Übersetzer

#### 1938
- Robert Abrams (* 1938), Politiker
- Joey Archer (1938–2025), Boxer

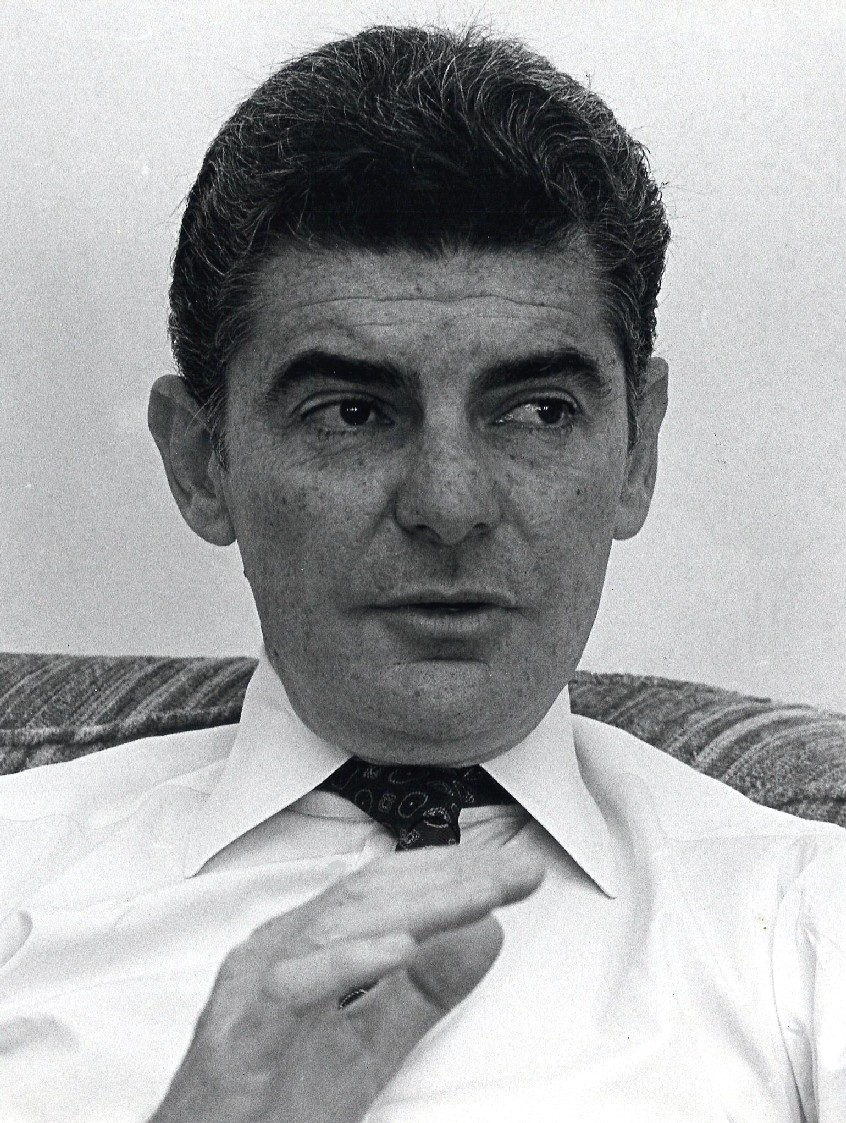
Richard Benjamin
(* 1938)

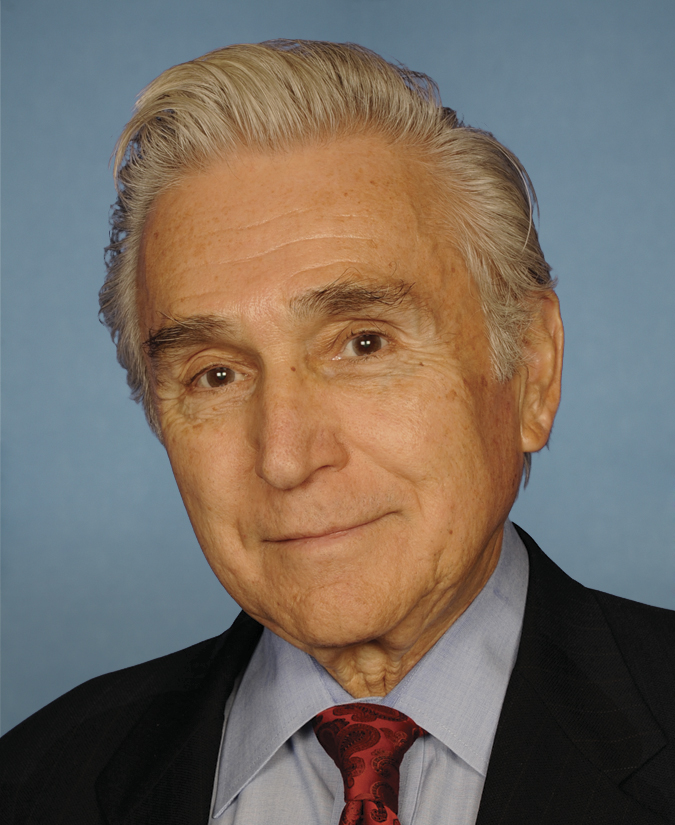
Maurice Hinchey
(1938–2017)

- Anna Held Audette (1938–2013), Malerin und Fotografin
- David Baltimore (* 1938), Mikrobiologe
- Jeff Barry (* 1938), Sänger, Komponist, Songwriter und Musikproduzent
- Peter Beard (1938–2020), Fotograf, Künstler und Autor
- Richard Benjamin (* 1938), Schauspieler und Regisseur
- Lester Bird (1938–2021), antiguanischer Politiker und Premierminister von Antigua und Barbuda
- Joseph Brooks (1938–2011), Drehbuchautor, Regisseur, Filmproduzent und Komponist
- John Corigliano (* 1938), Komponist
- Joe Dassin (1938–1980), französischer Chanson-Sänger US-amerikanischer Herkunft
- Spencer Dryden (1938–2005), Schlagzeuger
- Richard Ellis (1938–2024), Meeresbiologe
- Ann Marie Flynn (1938–2021), Hochspringerin
- John Guare (* 1938), Bühnenautor
- Maurice Hinchey (1938–2017), Politiker und Mitglied des Repräsentantenhauses
- Robert E. Kahn (* 1938), Informatiker
- Bernard L. Madoff (1938–2021), Unternehmer, Anlagebetrüger und Börsenmakler
- Jon Mayer (* 1938), Jazzmusiker
- Joel Meyerowitz (* 1938), Fotograf
- Emerson John Moore (1938–1995), römisch-katholischer Weihbischof im Erzbistum New York
- Paul Morrissey (1938–2024), Filmregisseur
- Diana Muldaur (* 1938), Schauspielerin
- Penny Pitou (* 1938), Skirennläuferin
- James B. Pollack (1938–1994), Astrophysiker und Planetologe
- Mort Shuman (1938–1991), Songschreiber und Sänger
- Charles Wuorinen (1938–2020), Komponist
- Paul D. Zimmerman (1938–1993), Filmkritiker und Drehbuchautor

#### 1939
- Stephen Adler (* 1939), Physiker

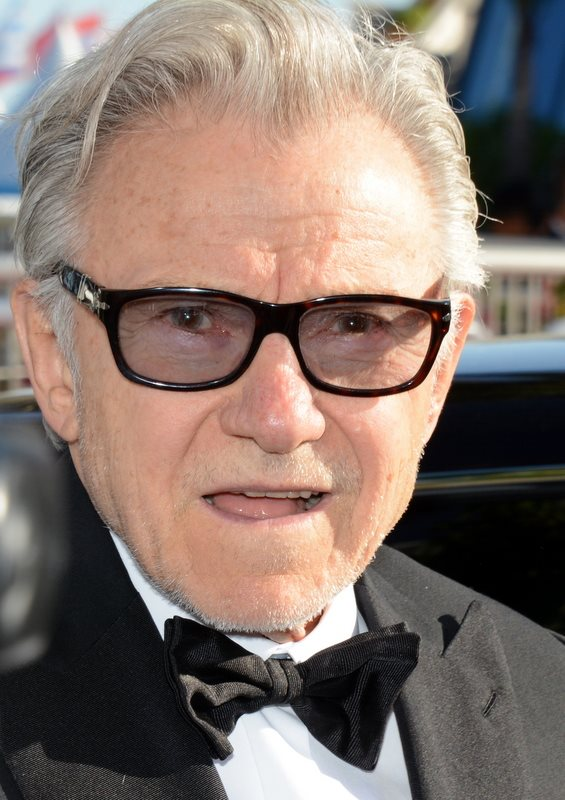
Harvey Keitel
(* 1939)

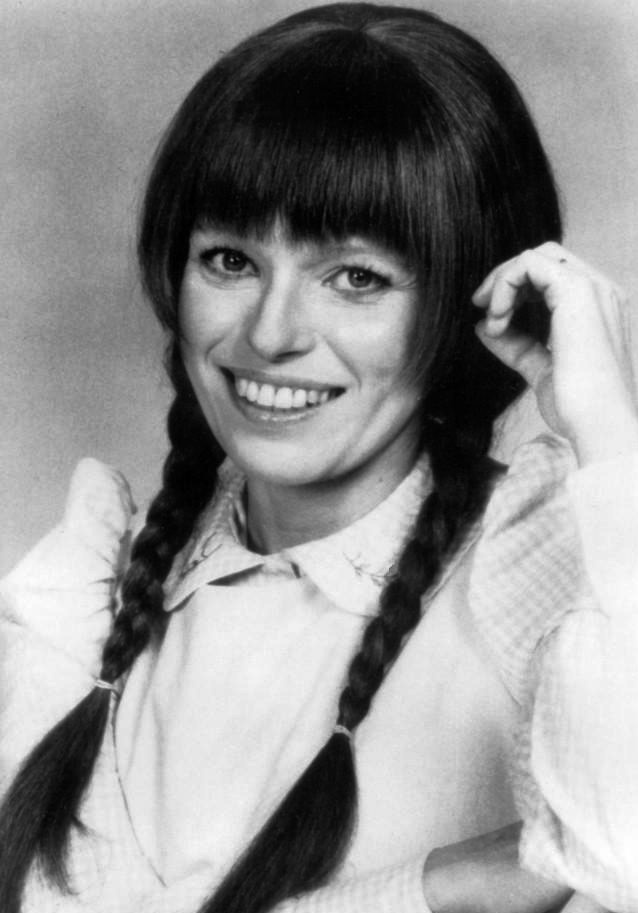
Louise Lasser
(* 1939)

- Denise Alexander (1939–2025), Schauspielerin
- Benjamin R. Barber (1939–2017), Politikwissenschaftler und Hochschullehrer
- Rosalyn Baxandall (1939–2015), Aktivistin und Historikerin der Frauenbewegung
- Herb Bushler (* 1939), Jazzbassist
- Peter Camejo (1939–2008), Politiker und Umweltschützer
- Tom Carnase (* 1939), Schriftgestalter
- Suzy McKee Charnas (1939–2023), Autorin
- Michael Cimino (1939–2016), Filmregisseur
- Barbara Colby (1939–1975), Schauspielerin
- Robert Darnton (* 1939), Historiker
- Edward Djerejian (* 1939), Diplomat
- Daniel Druckman (* 1939), Politik- und Sozialwissenschaftler
- Martin S. Feldstein (1939–2019), Ökonom und Professor für Wirtschaftswissenschaften an der Harvard University
- Bernard Glassman (1939–2018), Zenmeister und Sachbuchautor
- John Gordon (1939–2003), Jazzmusiker
- Sheila A. Greibach (* 1939), Mathematikerin
- Larry Harlow (1939–2021), Jazz- und Salsamusiker und Musikproduzent
- Jack Herer (1939–2010), Hanfaktivist und Autor
- Steny Hoyer (* 1939), Politiker
- Sondra James (1939–2021), Schauspielerin und Synchronsprecherin
- Harvey Keitel (* 1939), Schauspieler
- Louise Lasser (* 1939), Schauspielerin
- Arthur Martinez (* 1939), Geschäftsmann, früherer CEO von Sears
- Bernard J. Matkowsky (1939–2020), Mathematiker
- Bob May (1939–2009), Schauspieler und Stuntman
- J. Richard McIntosh (* 1939), Zellbiologe und Biophysiker
- Fred Milano (1939–2012), Sänger
- Sal Mineo (1939–1976), italoamerikanischer Schauspieler und Sänger
- Mike Morgenstern (* 1939), Jazzmusiker
- John O’Keefe (* 1939), britisch-US-amerikanischer Neurowissenschaftler und Nobelpreisträger
- John Pfahl (1939–2020), Fotograf
- Peter Revson (1939–1974), Rennfahrer
- John Rulon-Miller (1939–2022), Autorennfahrer
- Doris Schattschneider (* 1939), Mathematikerin
- Joel Schumacher (1939–2020), Regisseur, Drehbuchautor und Produzent
- Lynne Sharon Schwartz (* 1939), Schriftstellerin
- Phil Spector (1939–2021), Musikproduzent
- Ian Underwood (* 1939), Musiker
- Ed Xiques (1939–2020), Jazzmusiker

#### 1940

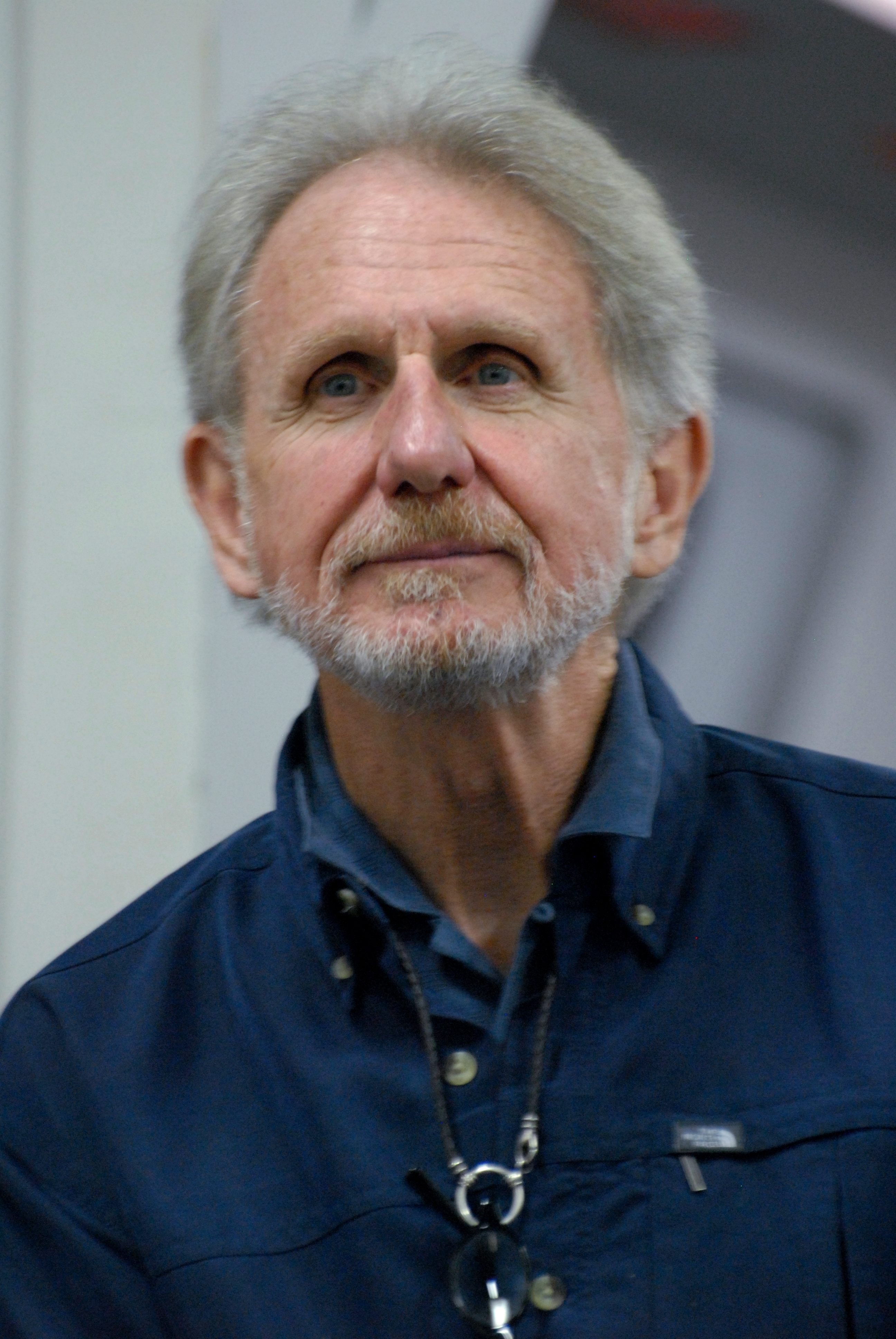
René Auberjonois
(1940–2019)

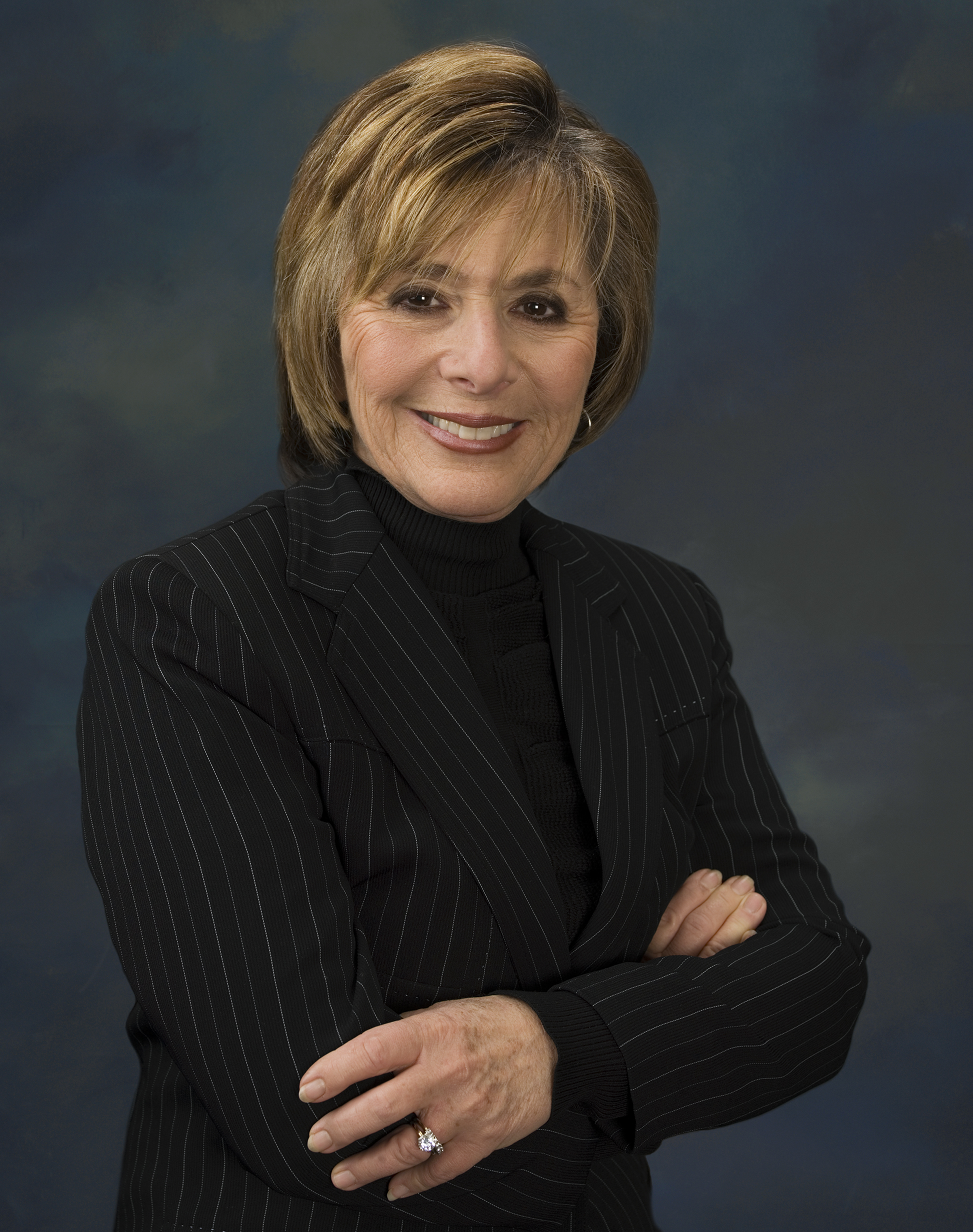
Barbara Boxer
(* 1940)

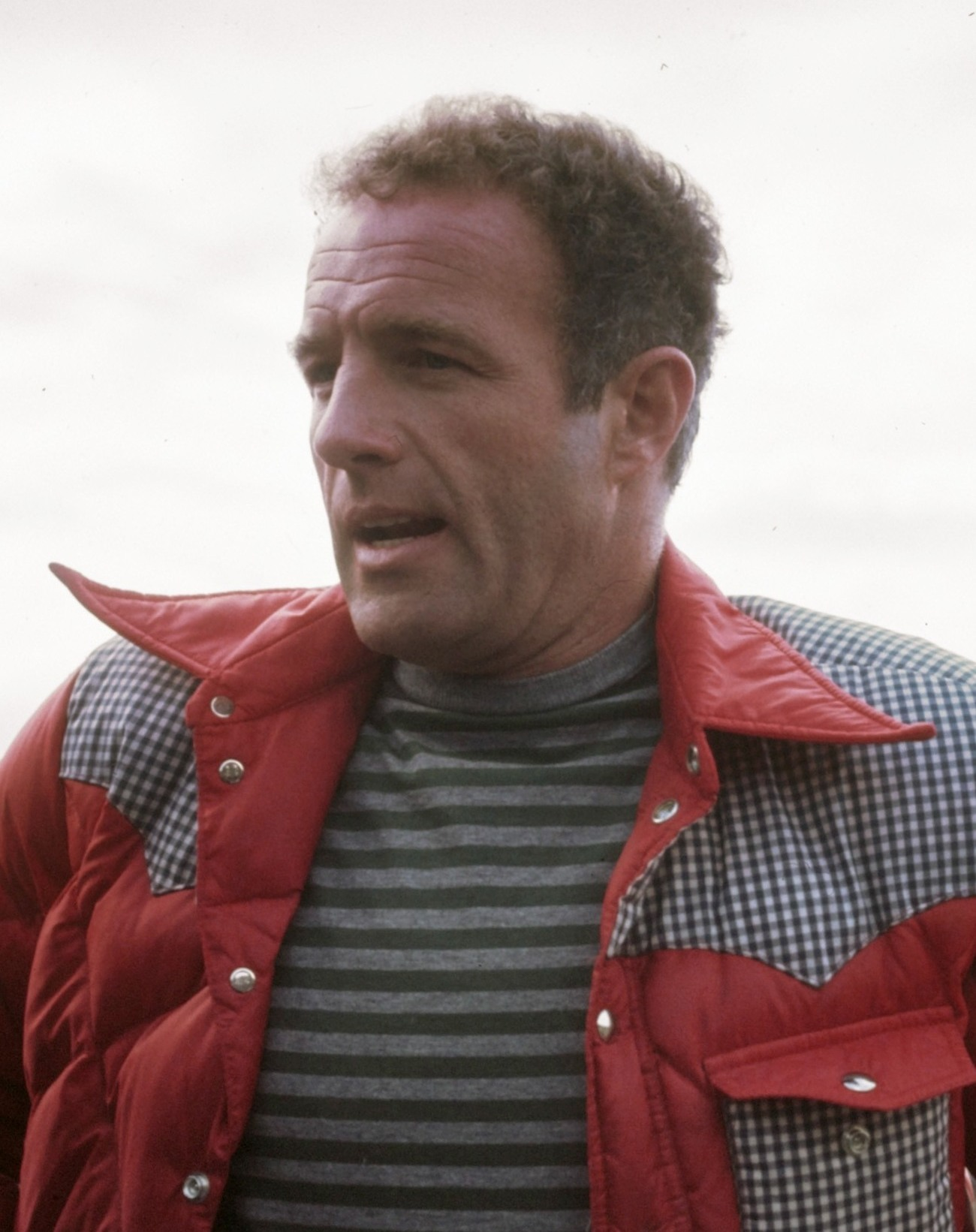
James Caan
(1940–2022)

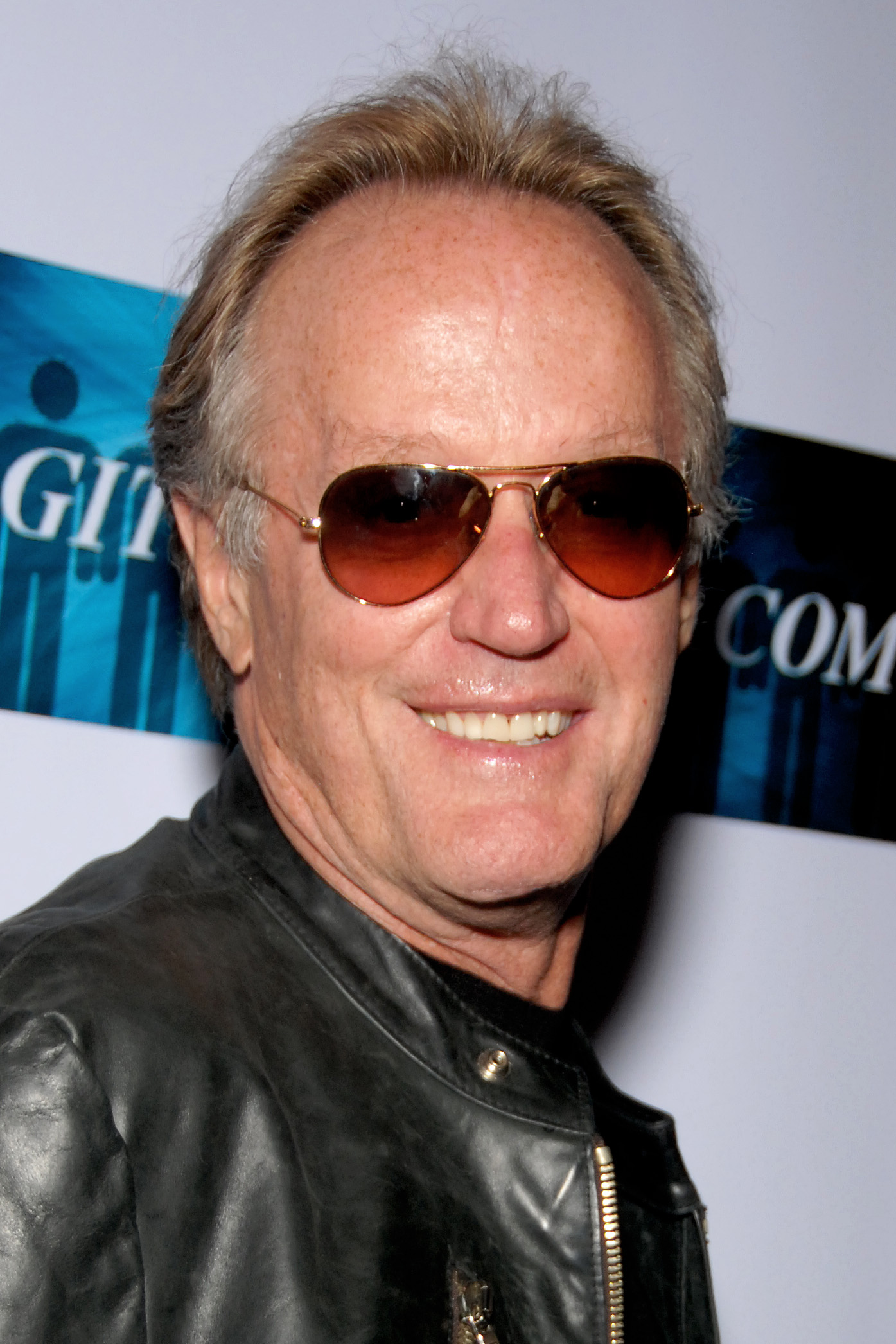
Peter Fonda
(1940–2019)

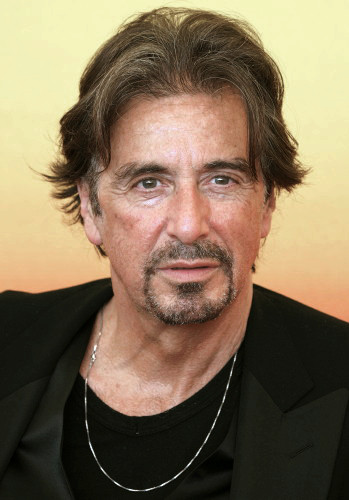
Al Pacino
(* 1940)

- Vito Acconci (1940–2017), Architekt
- Joel Agee (* 1940), Schriftsteller und Übersetzer
- Lisle Atkinson (1940–2019), Jazz-Bassist
- René Auberjonois (1940–2019), Schauspieler
- Peter Benchley (1940–2006), Autor
- Barbara Boxer (* 1940), Politikerin
- James Caan (1940–2022), Schauspieler
- Robin Cook (* 1940), Arzt und Schriftsteller
- Ed Curran (* 1940), Jazzmusiker
- Gertrude Degenhardt (* 1940), deutsche Zeichnerin und Lithografin
- Peter A. Diamond (* 1940), Ökonom
- Joseph J. DioGuardi (* 1940), Politiker
- Wendy Doniger (* 1940), Religionshistorikerin und Sanskritologin
- Carole Fink (* 1940), Historikerin
- William Finley (1940–2012), Schauspieler
- Frances FitzGerald (* 1940), Autorin und Journalistin
- Peter Fonda (1940–2019), Schauspieler
- Charles Fox (* 1940), Komponist und Songwriter
- Sid Ganis (* 1940), Filmproduzent und Schauspieler
- Peter Gregg (1940–1980), Autorennfahrer
- Muriel Grossfeld (1940–2021), Turnerin
- Nancy Grossman (* 1940), Künstlerin
- Anthony Heilbut (* 1940), Schriftsteller
- James C. Katz (* 1940), Filmrestaurator und Filmproduzent
- Lainie Kazan (* 1940), Schauspielerin
- Linda Keen (* 1940), Mathematikerin
- David Lahm (* 1940), Jazzmusiker
- Harold Lederman (1940–2019), Punktrichter und Boxkommentator
- Gloria Leonard (1940–2014), Pornodarstellerin
- Frank Lorenzo (* 1940), Manager
- John S. Marr (* 1940), Mediziner und Schriftsteller
- Ezra Mendelsohn (1940–2015), Historiker
- Dennis Moorman (1940–2002), Jazzpianist, Arrangeur und Hochschullehrer
- Al Pacino (* 1940), Schauspieler, Regisseur und Produzent
- Kenny Rankin (1940–2009), Pop- und Jazzsänger und Songschreiber
- Joe Rigby (1940–2019), Jazzmusiker
- George A. Romero (1940–2017), Regisseur, Autor und Schauspieler
- Larry Rosen (1940–2015), Musikproduzent und Medien-Unternehmer
- Dennis Smith (1940–2022), Autor
- Edward Soja (1940–2015), Geograph und Stadtforscher
- Norman Spinrad (* 1940), Science-Fiction-Autor
- Steve Swallow (* 1940), Jazzmusiker
- Jane Tompkins (* 1940), Literaturwissenschaftlerin
- John Vinocur (1940–2022), Journalist
- John M. Wallace (* 1940), Geophysiker und Meteorologe
- Cynthia Weil (1940–2023), Komponistin und Musikproduzentin
- Hannah Wilke (1940–1993), Künstlerin
- Susan Zuccotti (* 1940), Historikerin

### 1941–1950

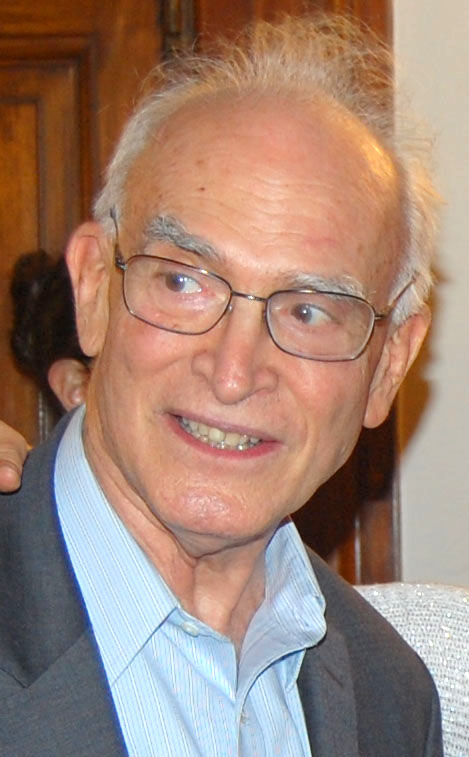
Philip Gossett
(1941–2017)

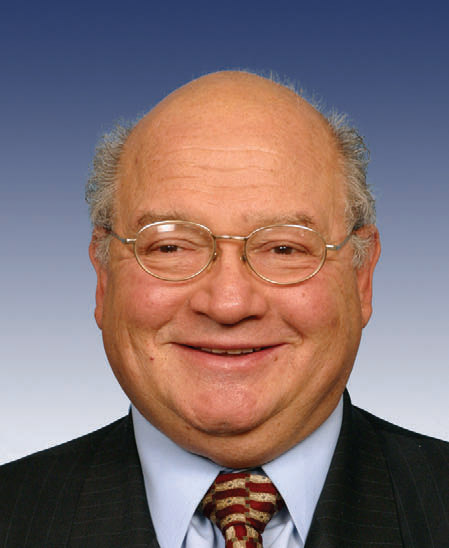
Gary Ackerman
(* 1942)

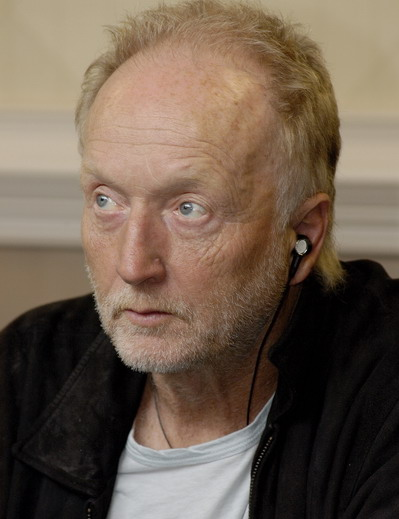
Tobin Bell
(* 1942)

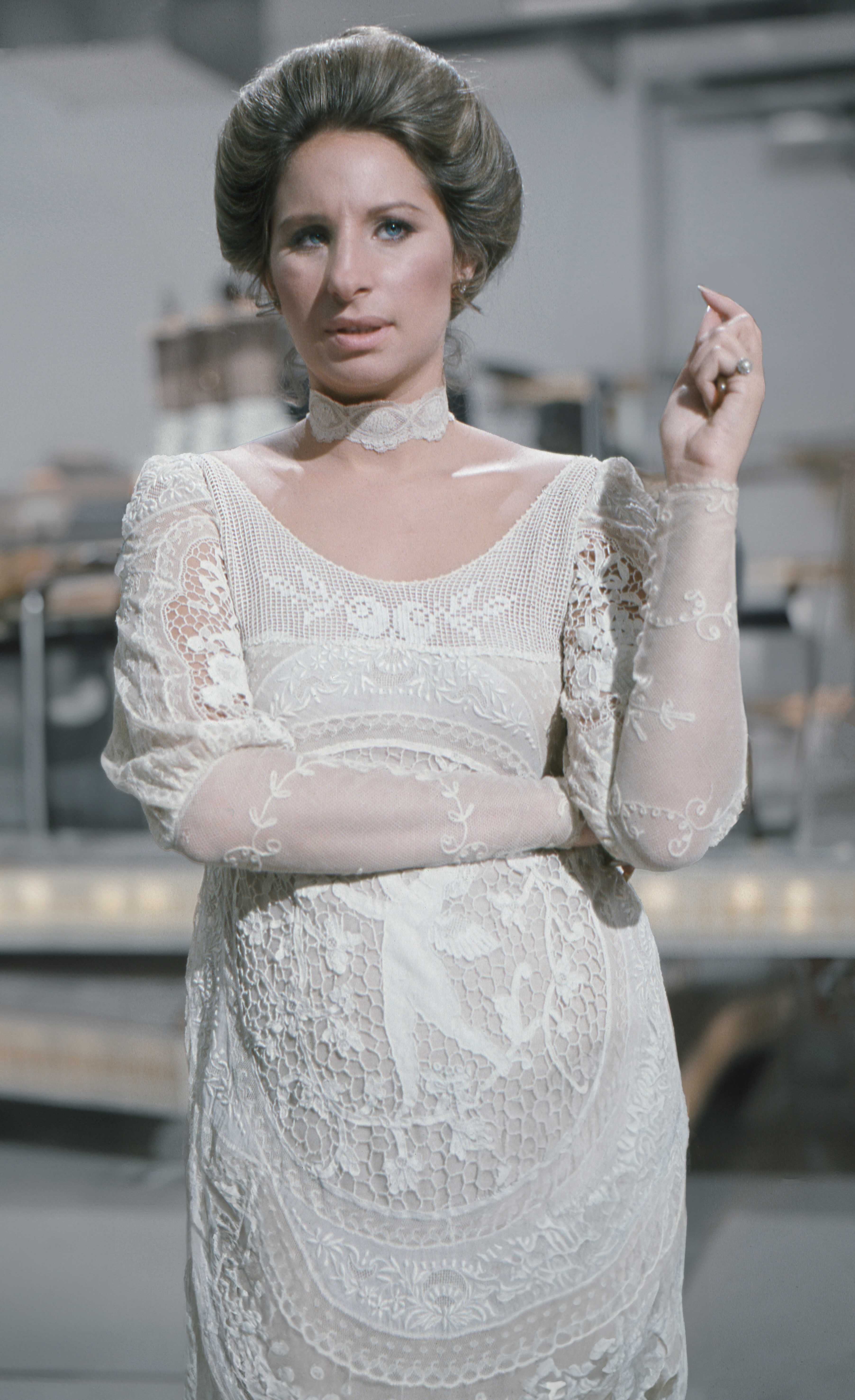
Barbra Streisand
(* 1942)

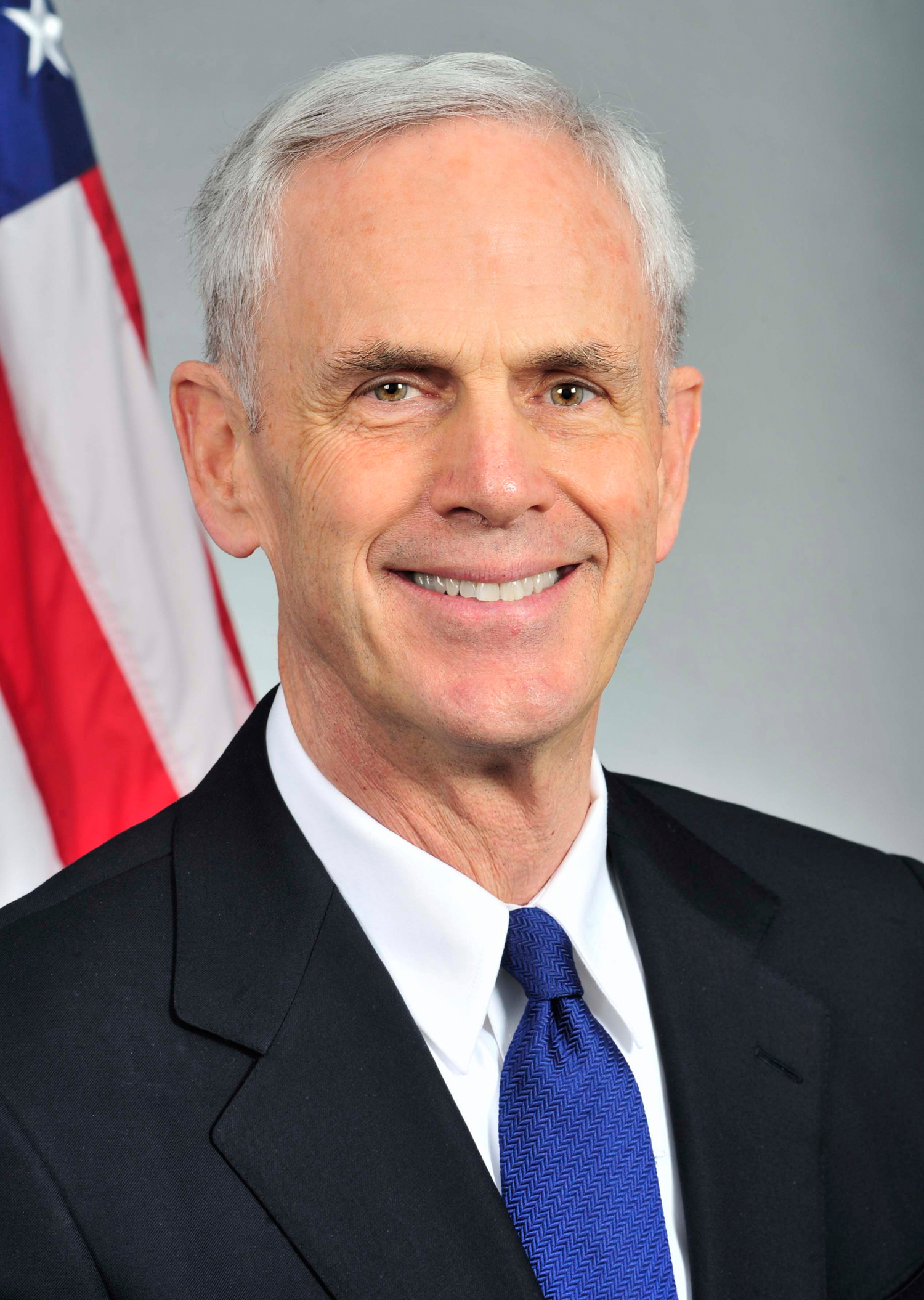
John Bryson
(1943–2025)

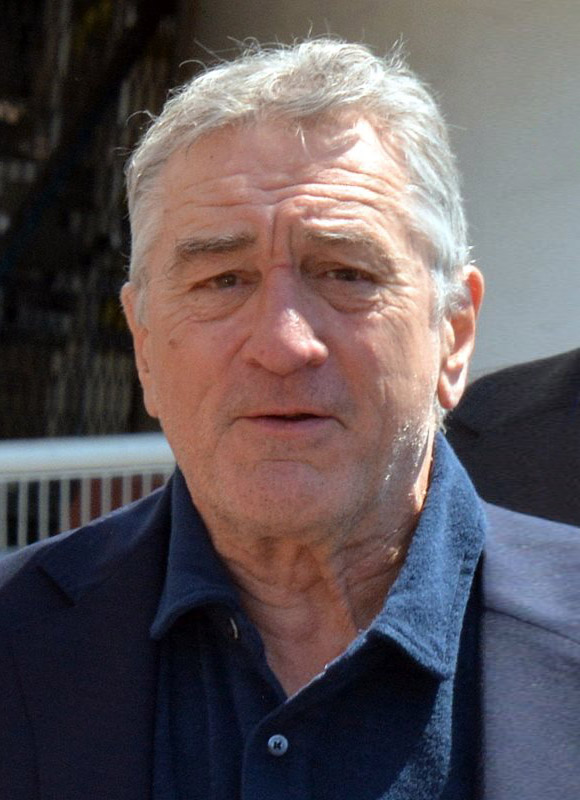
Robert De Niro
(* 1943)

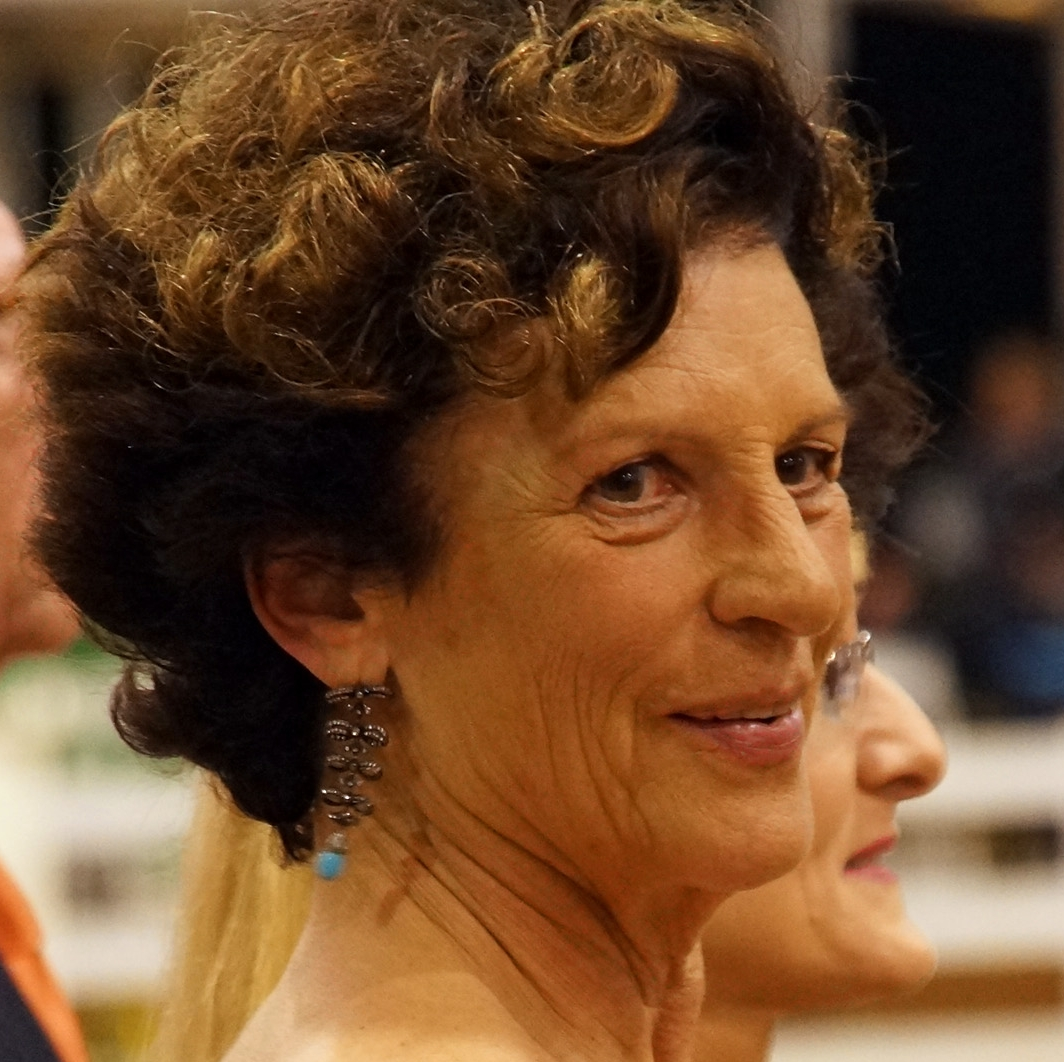
Antonia Johnson
(* 1943)

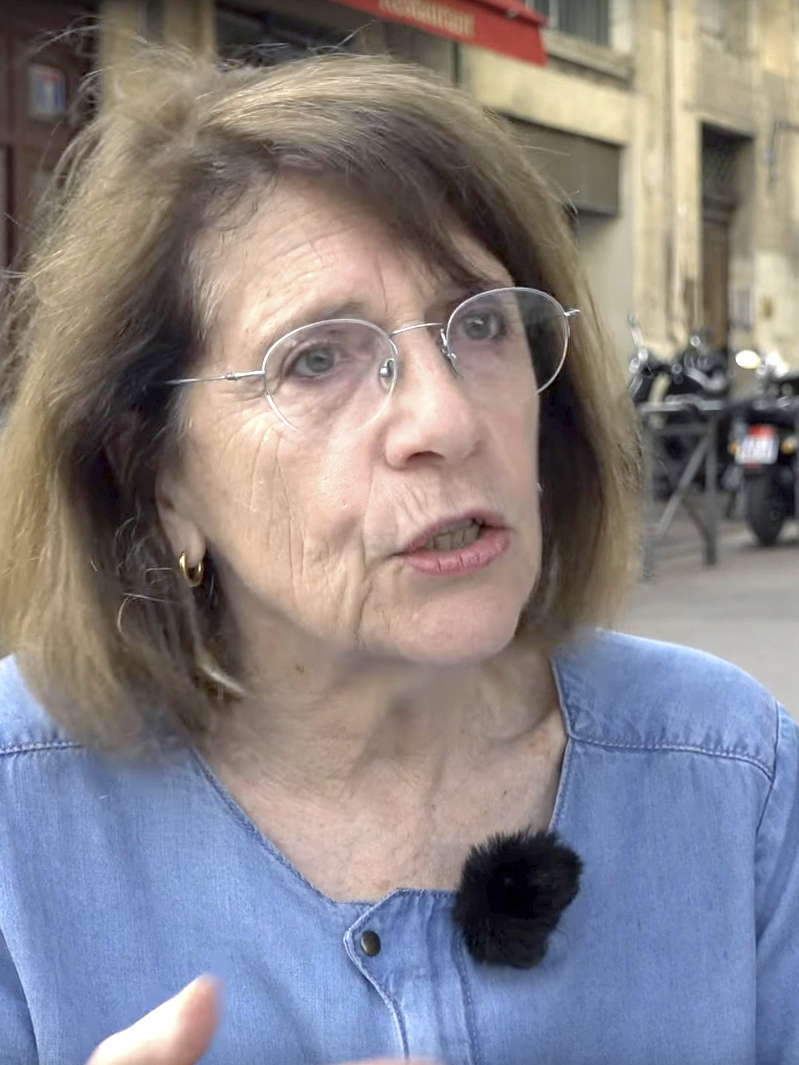
Leslie Kaplan
(* 1943)

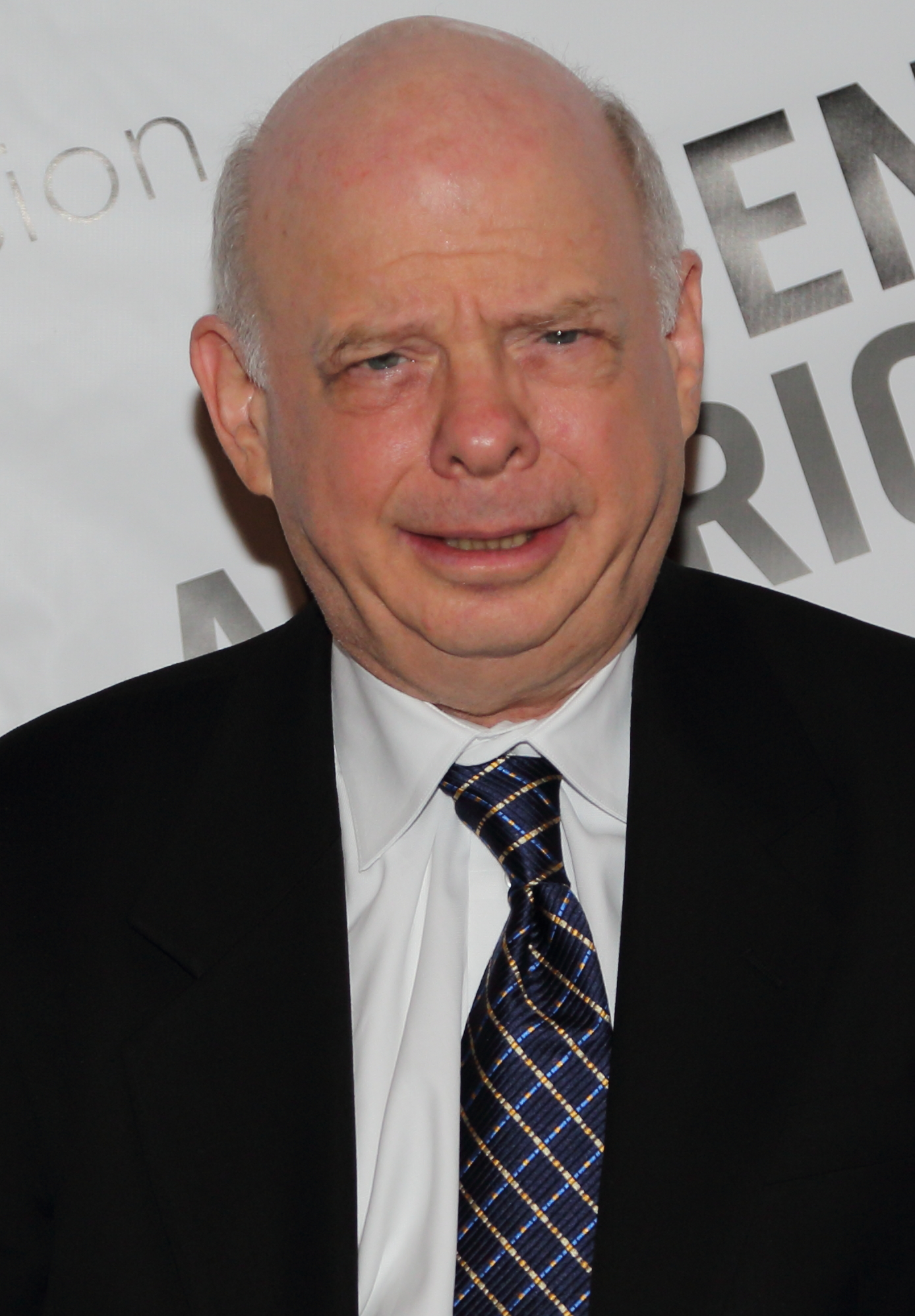
Wallace Shawn
(* 1943)

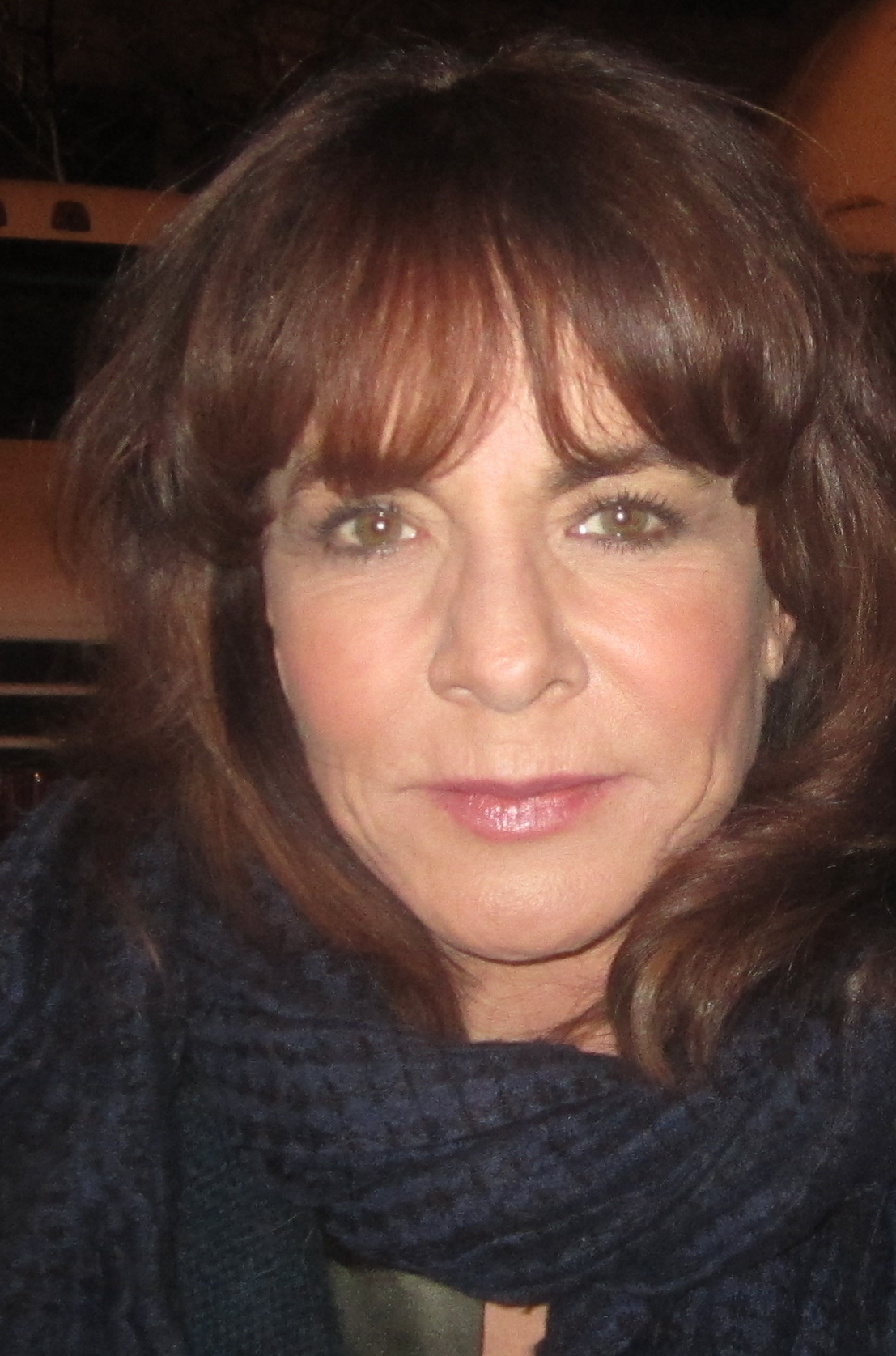
Stockard Channing
(* 1944)

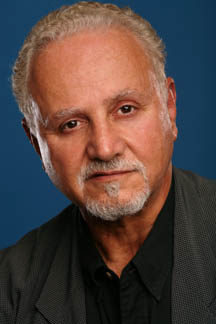
Felice Picano
(1944–2025)

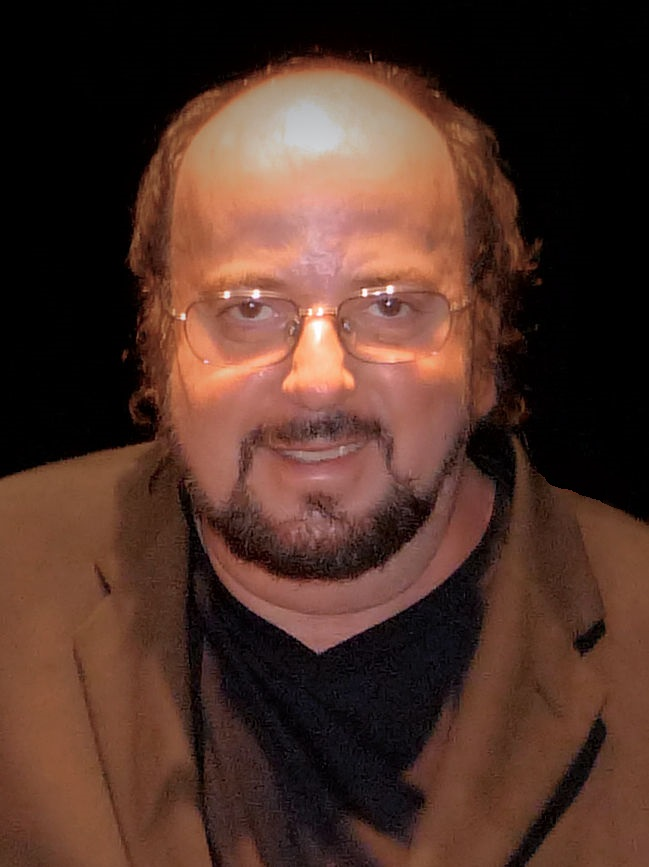
James Toback
(* 1944)

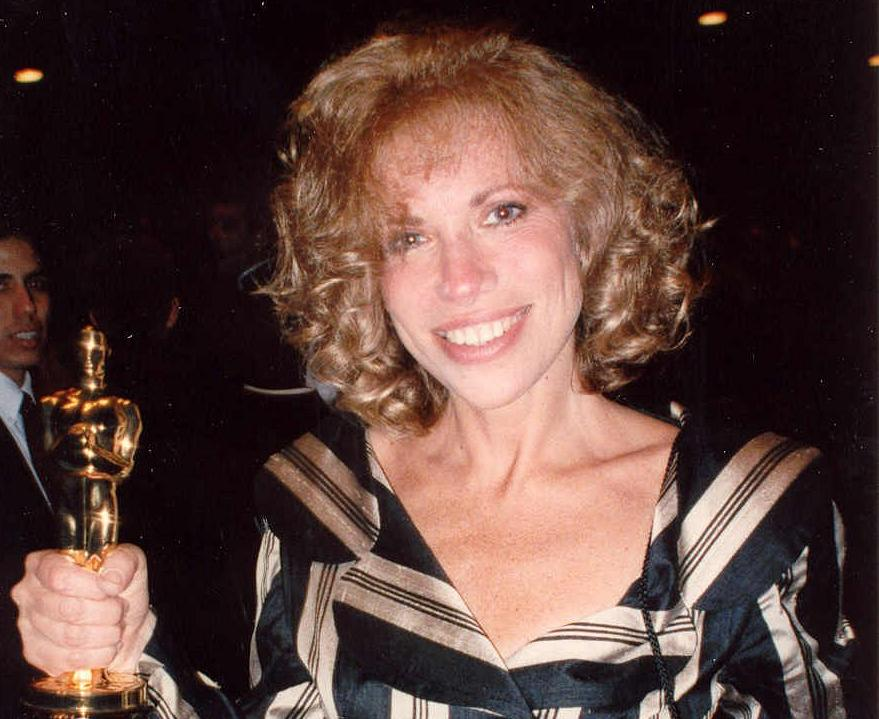
Carly Simon
(* 1945)

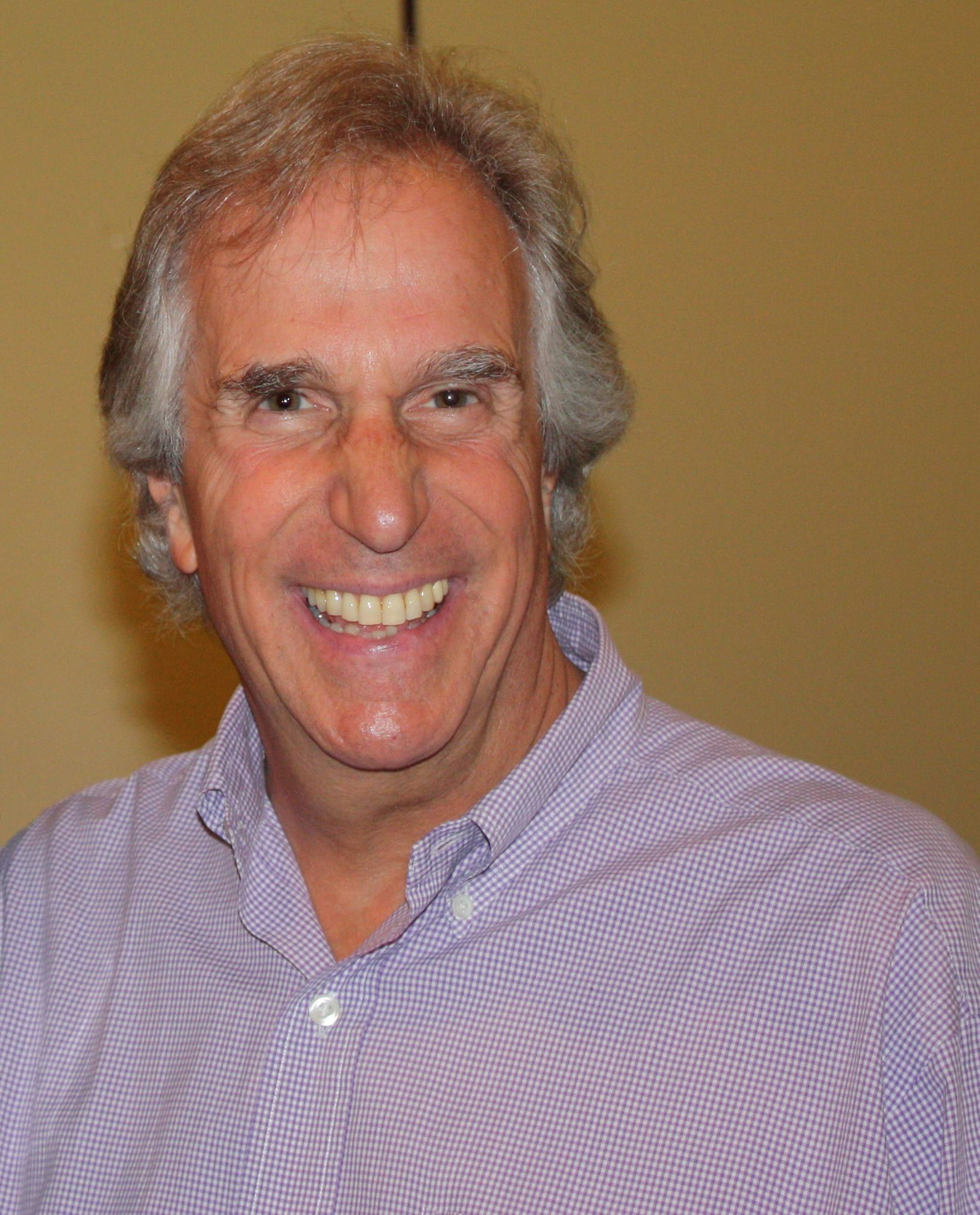
Henry Winkler
(* 1945)

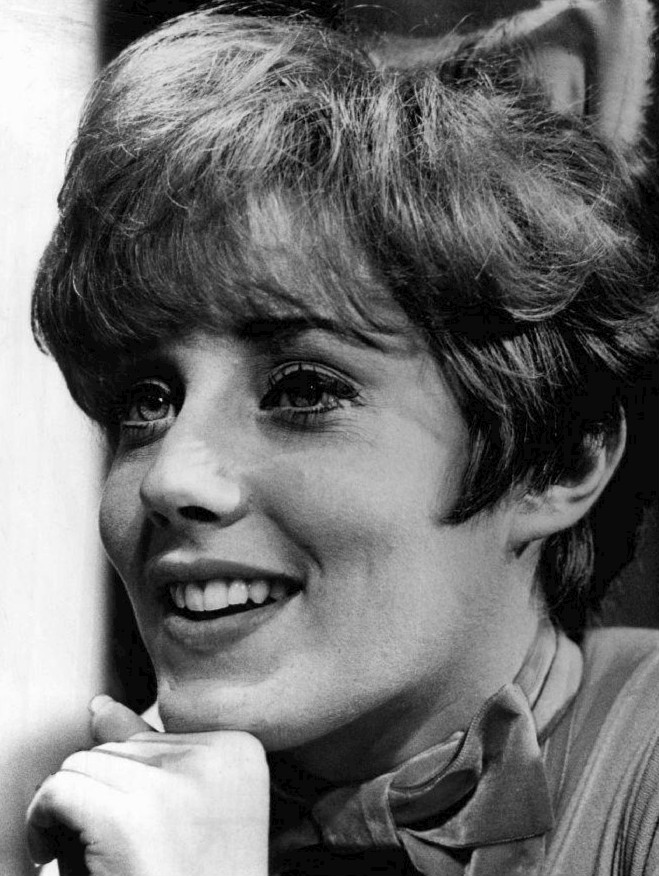
Lesley Gore
(1946–2015)

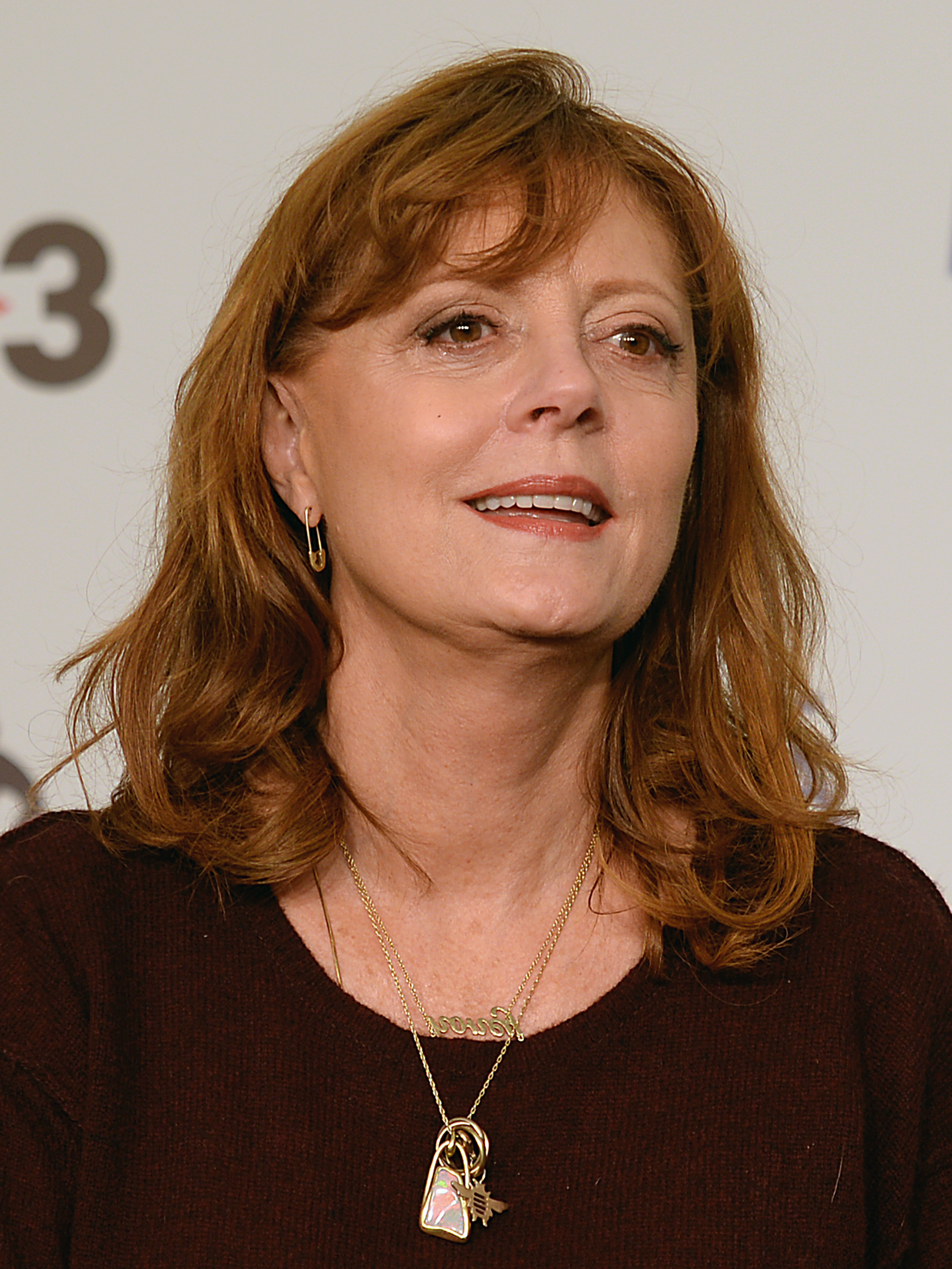
Susan Sarandon
(* 1946)

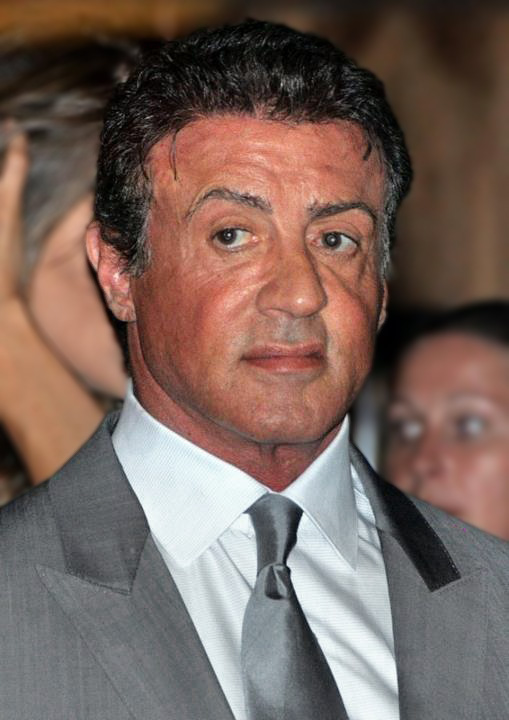
Sylvester Stallone
(* 1946)

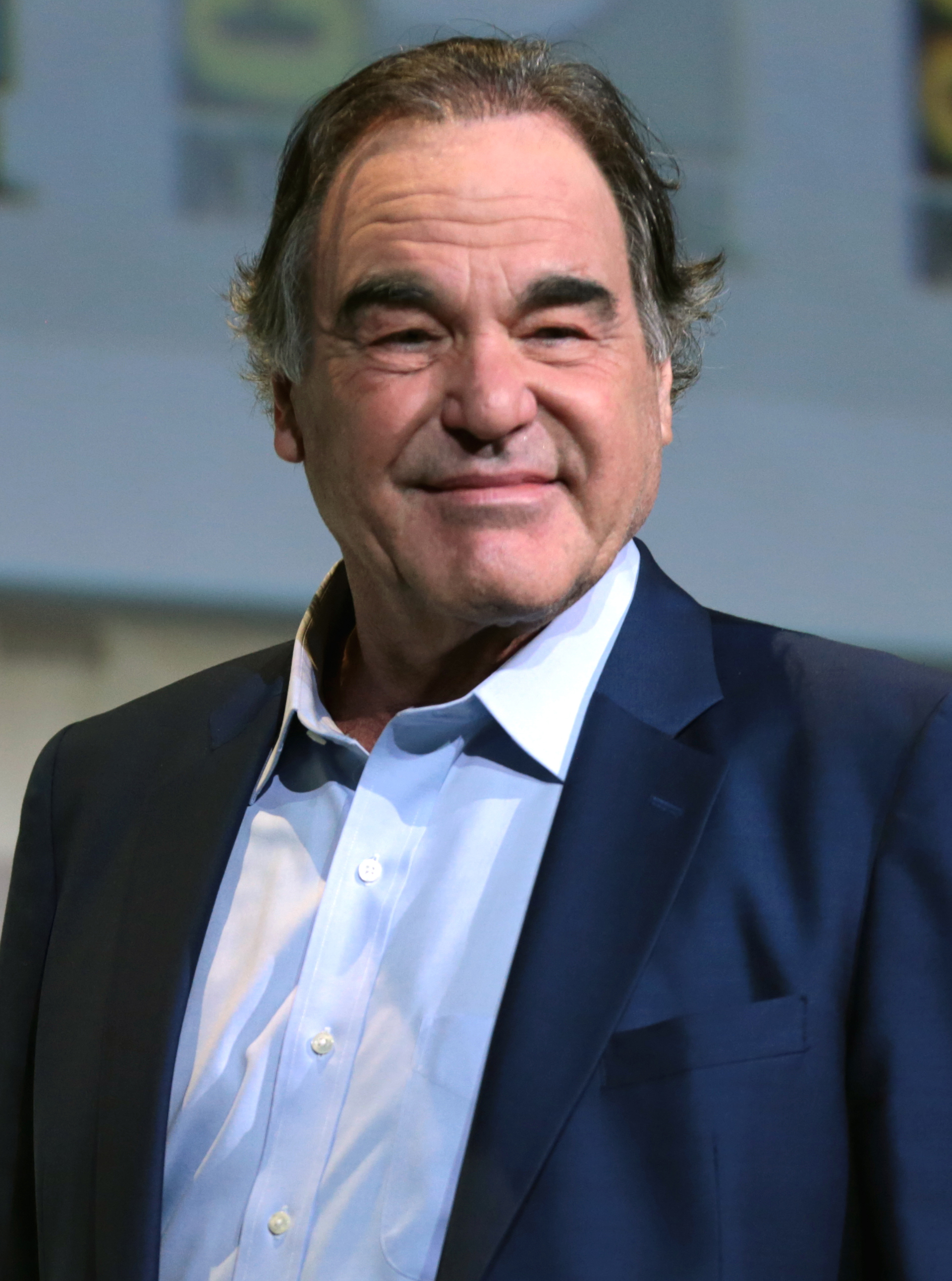
Oliver Stone
(* 1946)

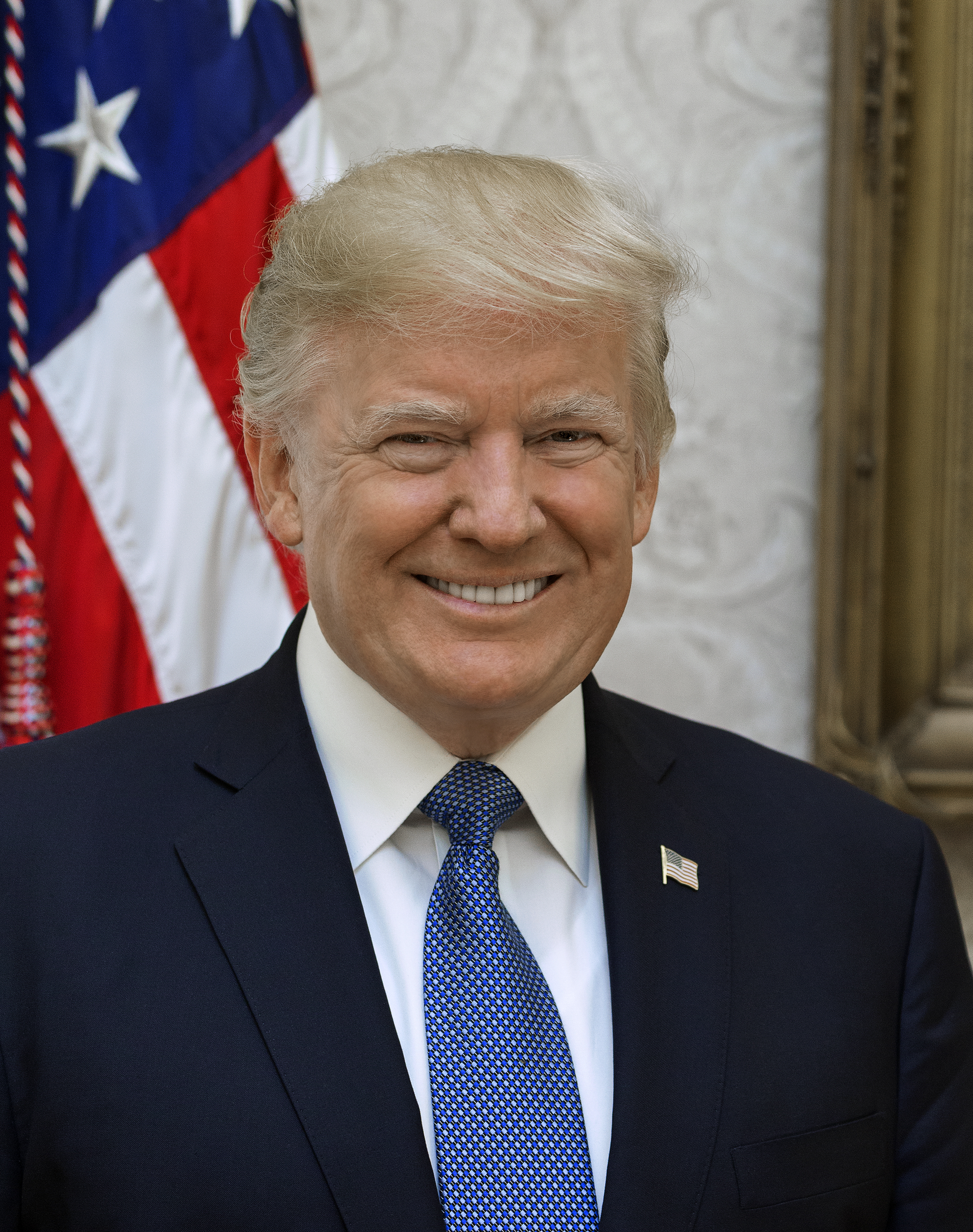
Donald Trump
(* 1946)

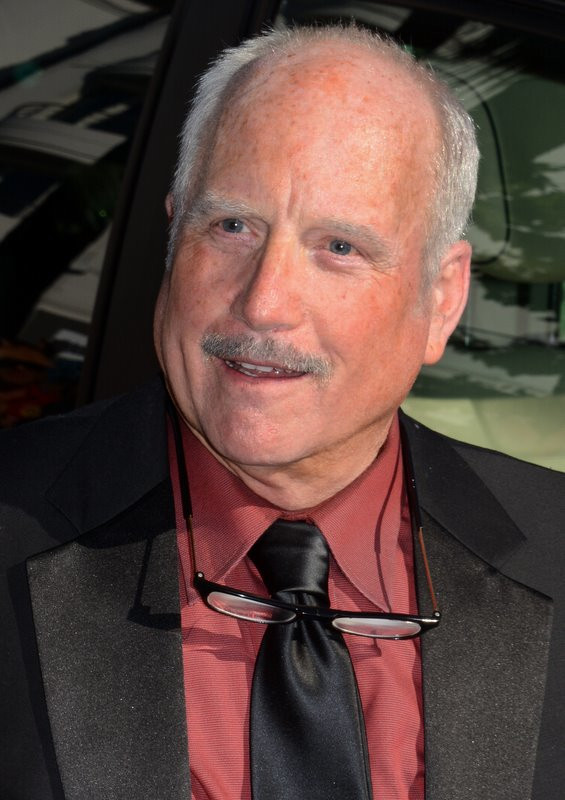
Richard Dreyfuss
(* 1947)

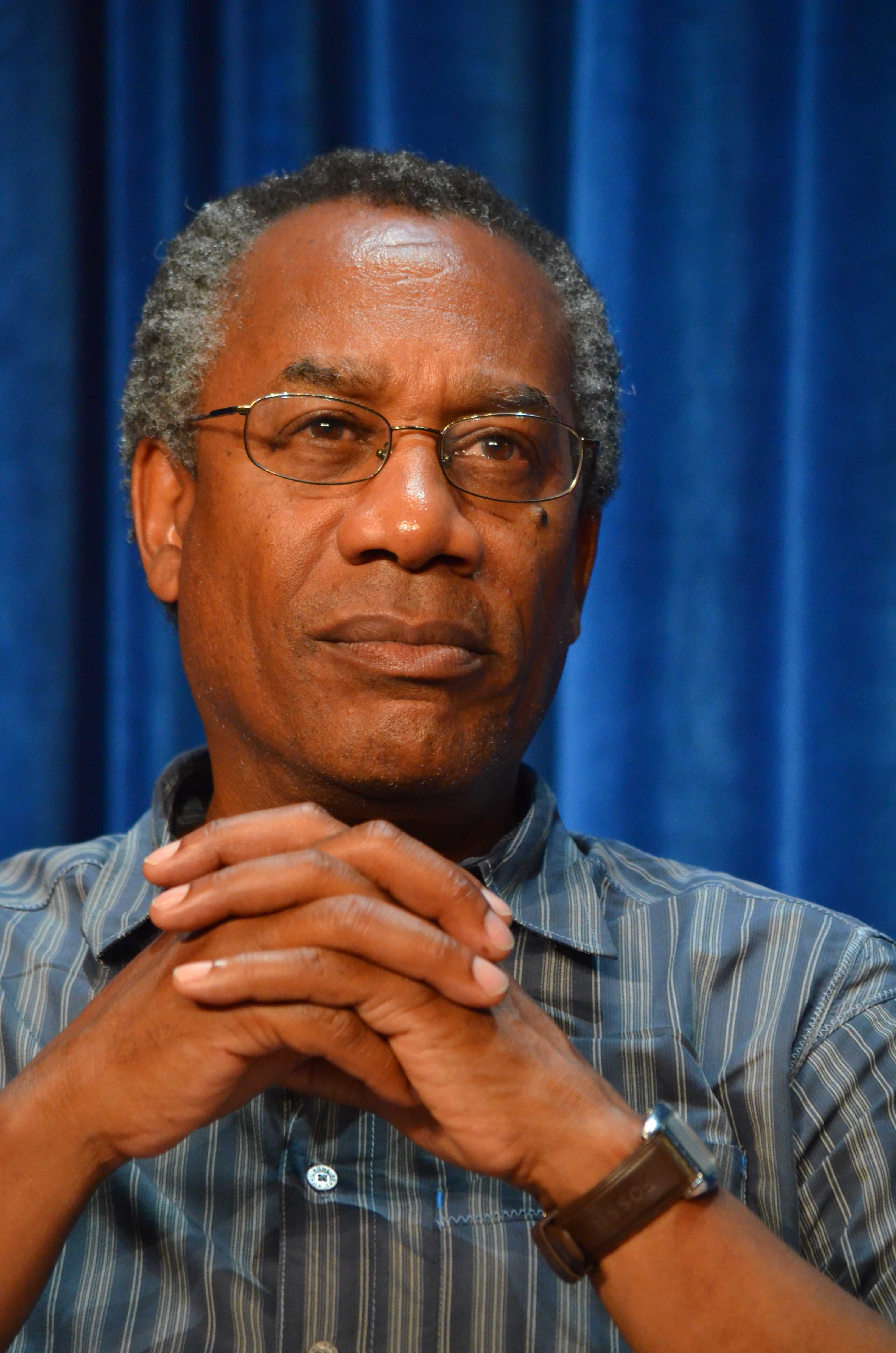
Joe Morton
(* 1947)

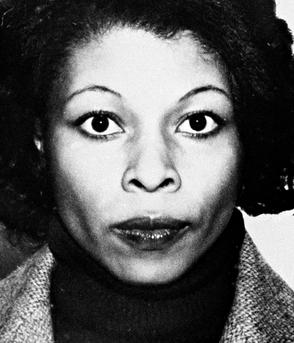
Assata Shakur
(* 1947)

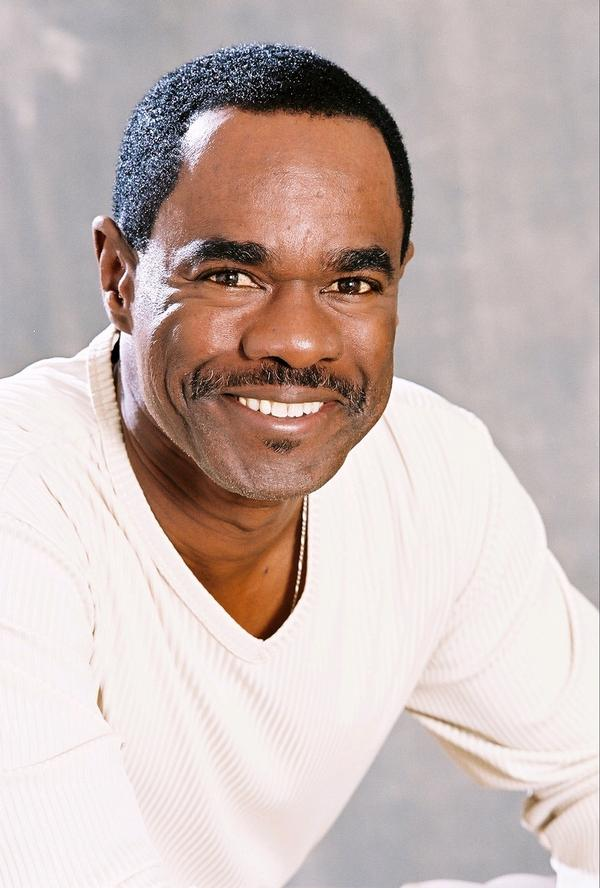
Glynn Turman
(* 1947)

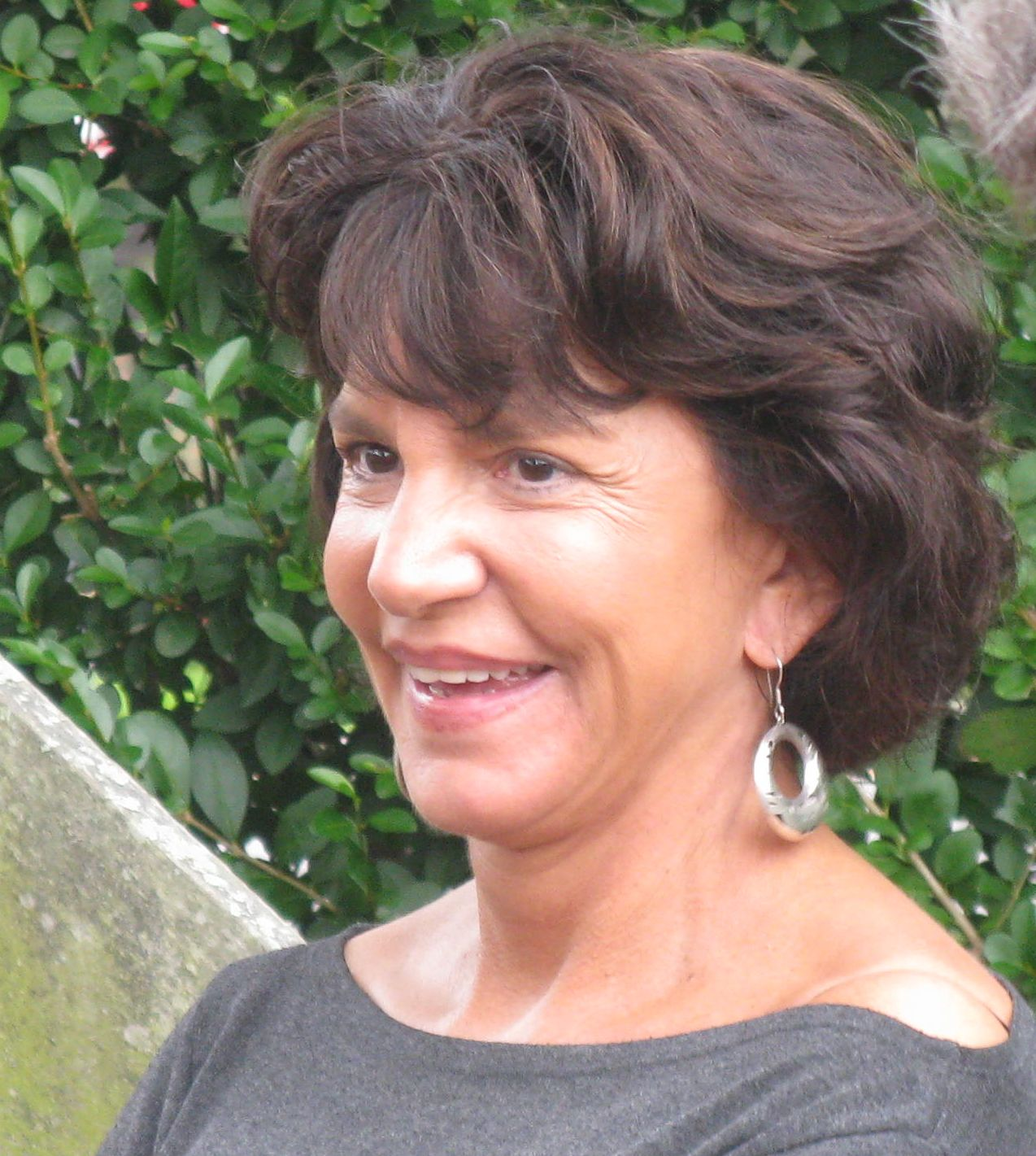
Mercedes Ruehl
(* 1948)

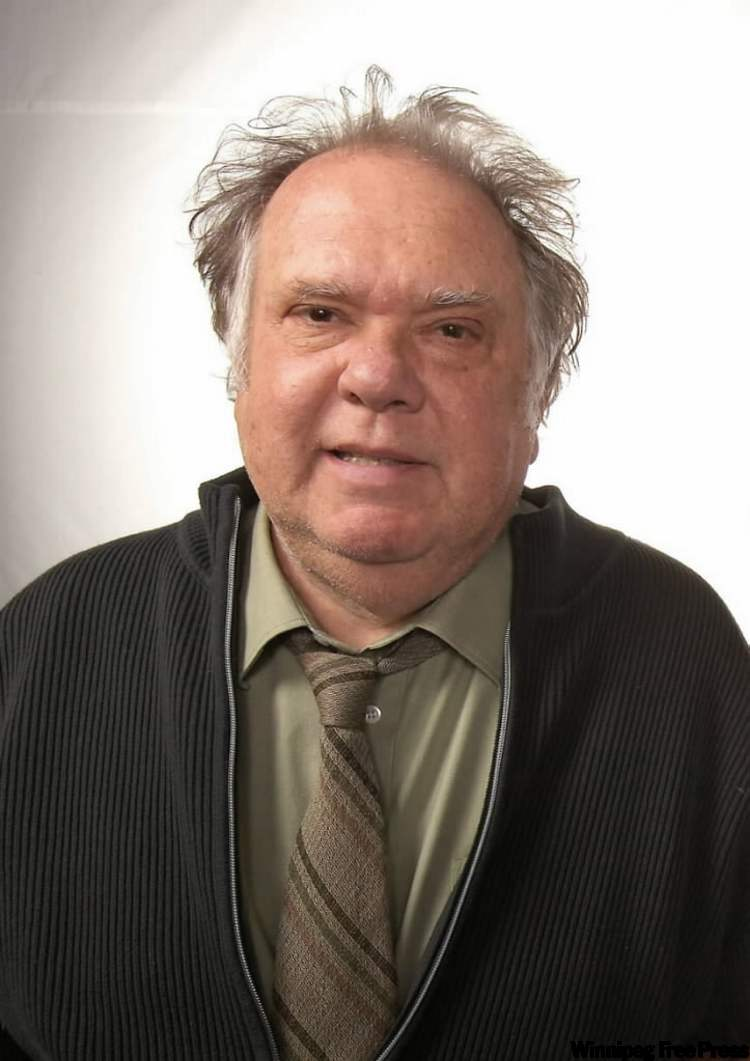
Maury Chaykin
(1949–2010)

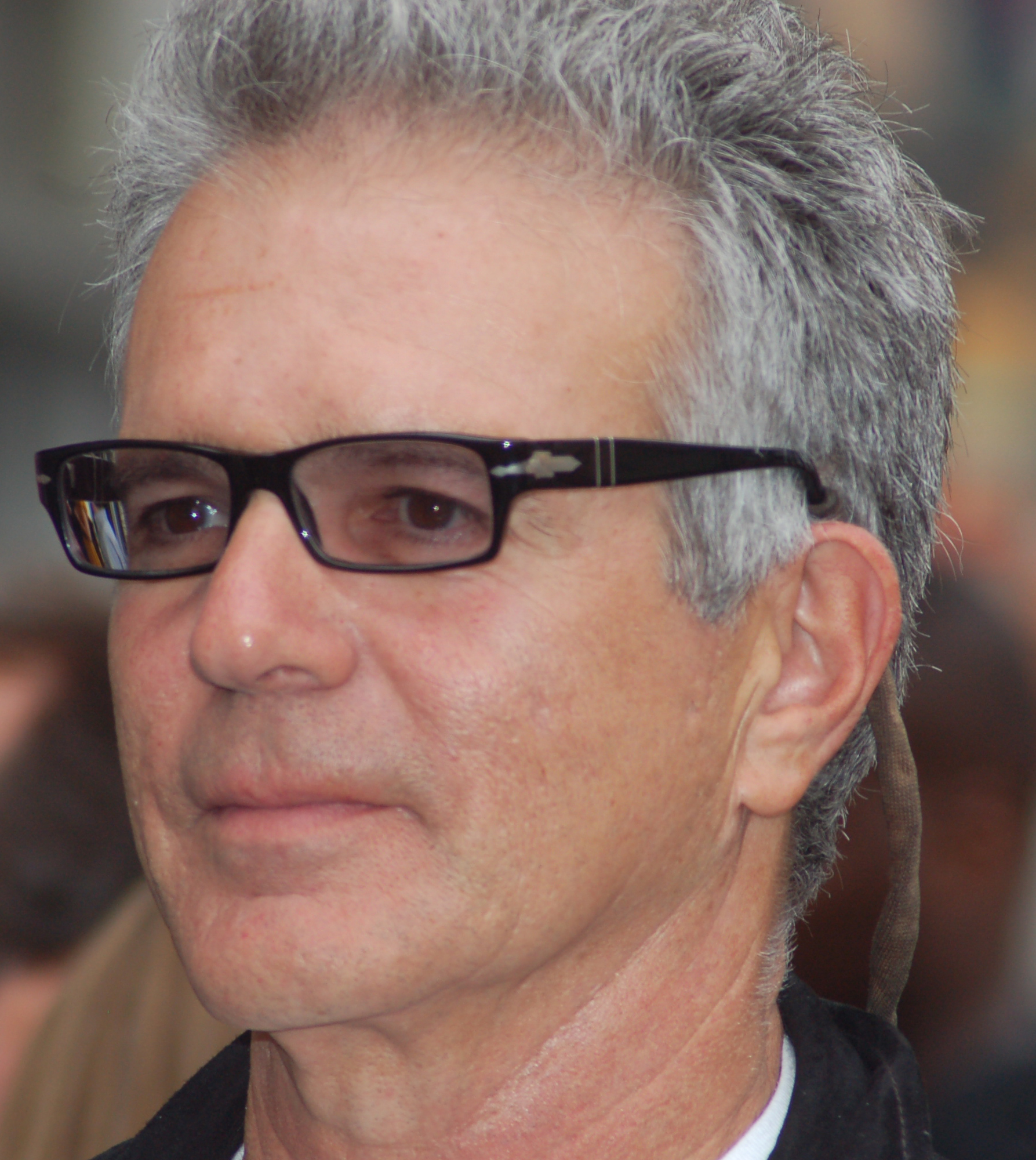
Anthony John Denison
(* 1949)

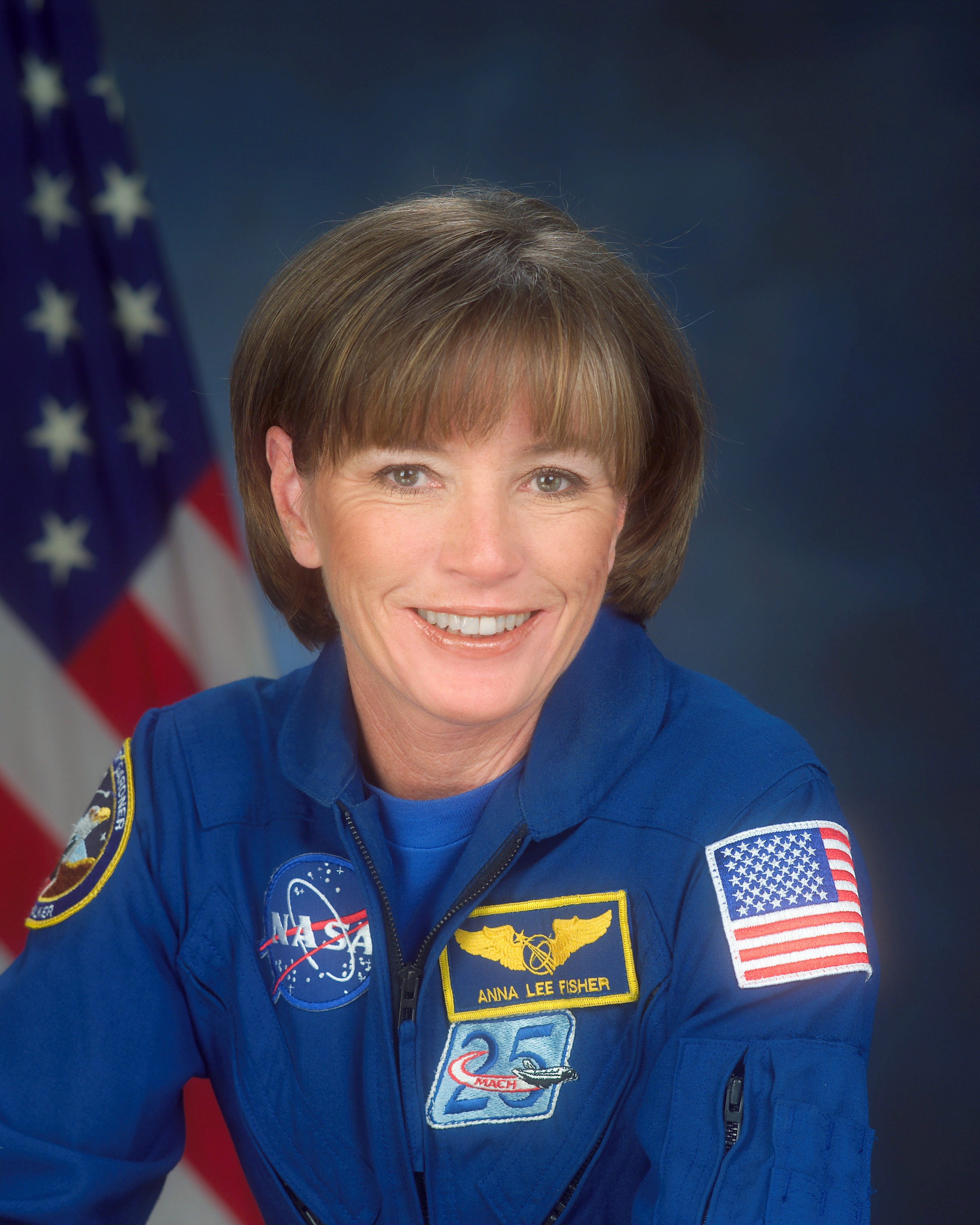
Anna Lee Fisher
(* 1949)

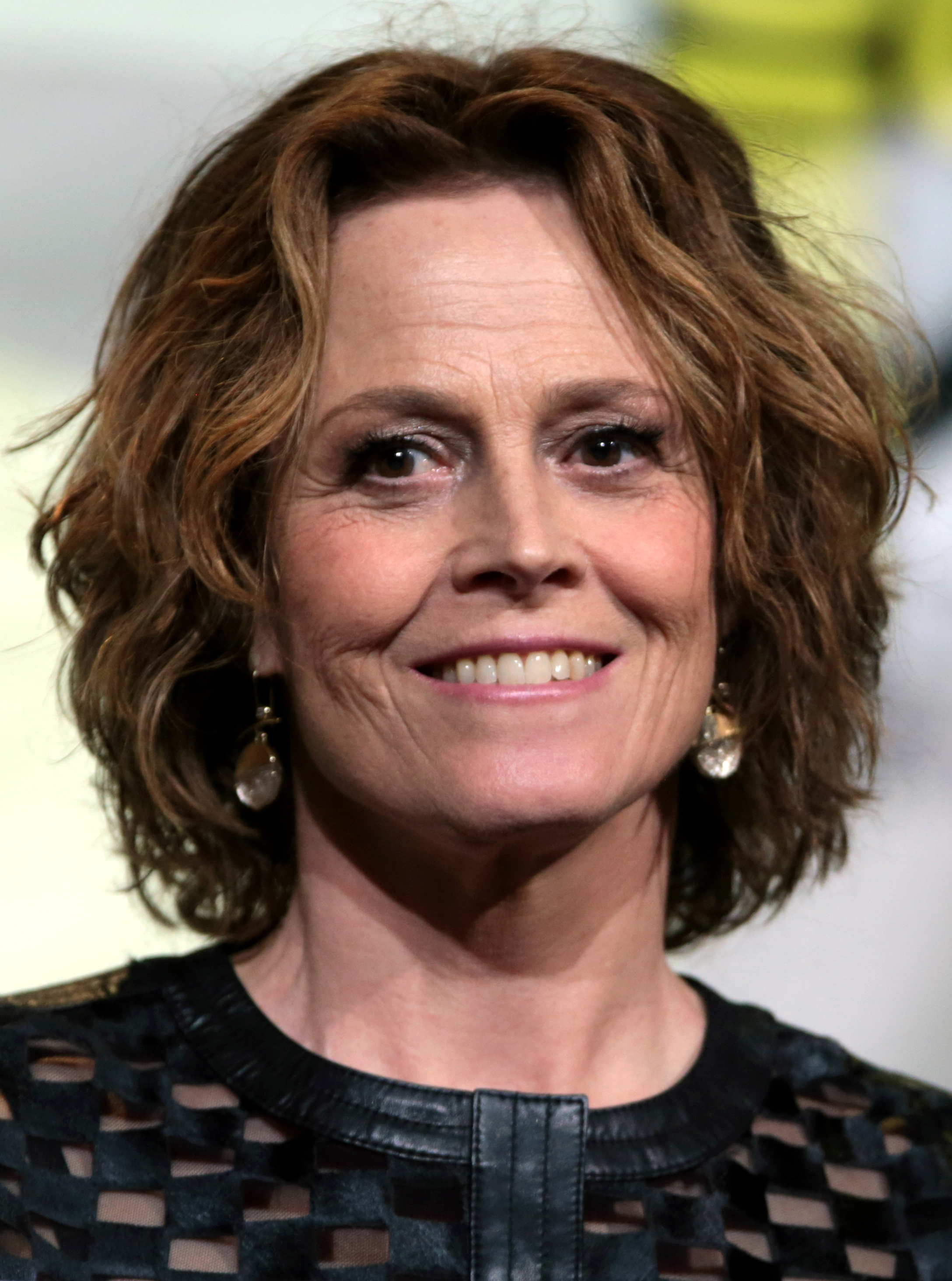
Sigourney Weaver
(* 1949)

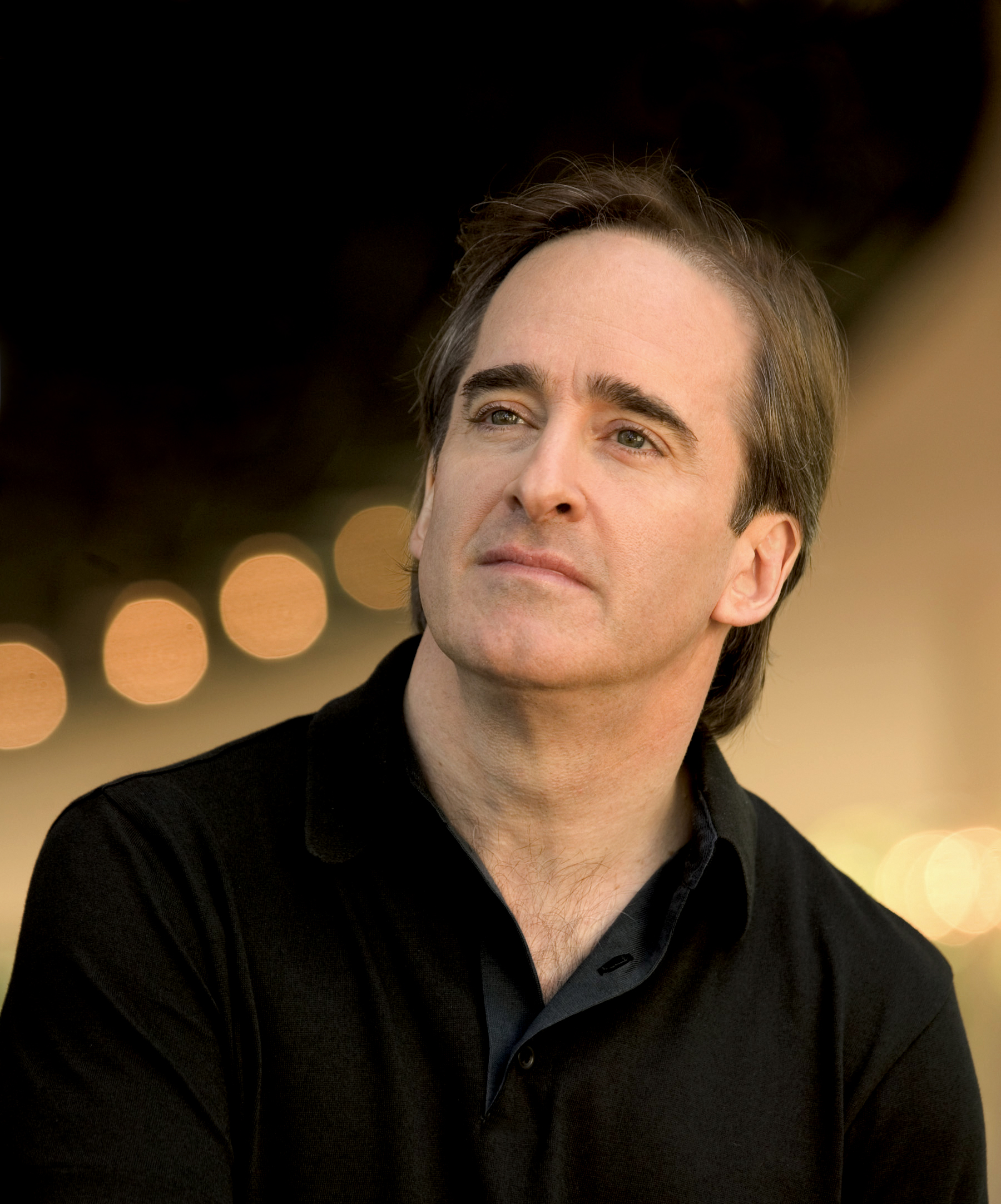
James Conlon
(* 1950)

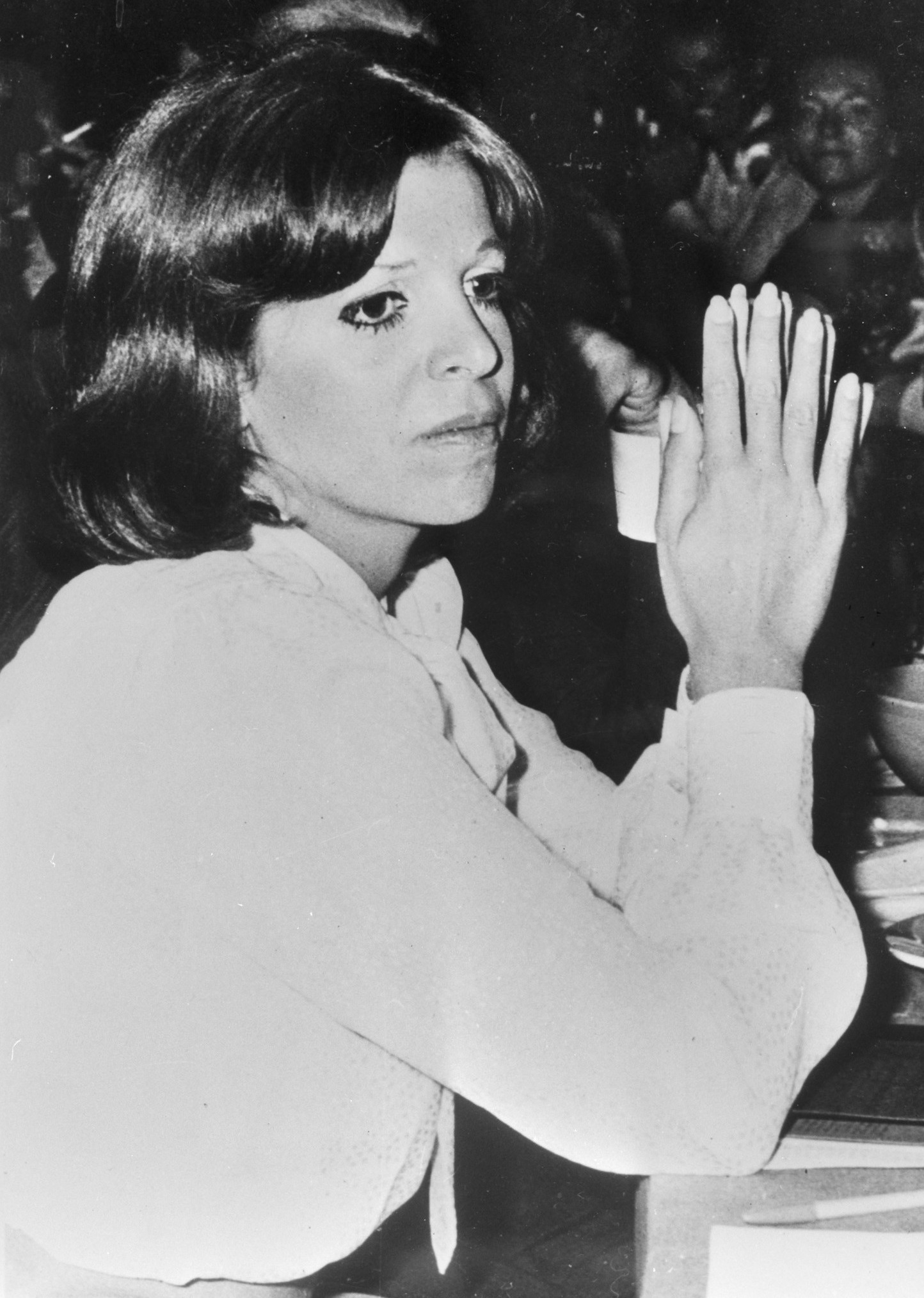
Christina Onassis
(1950–1988)

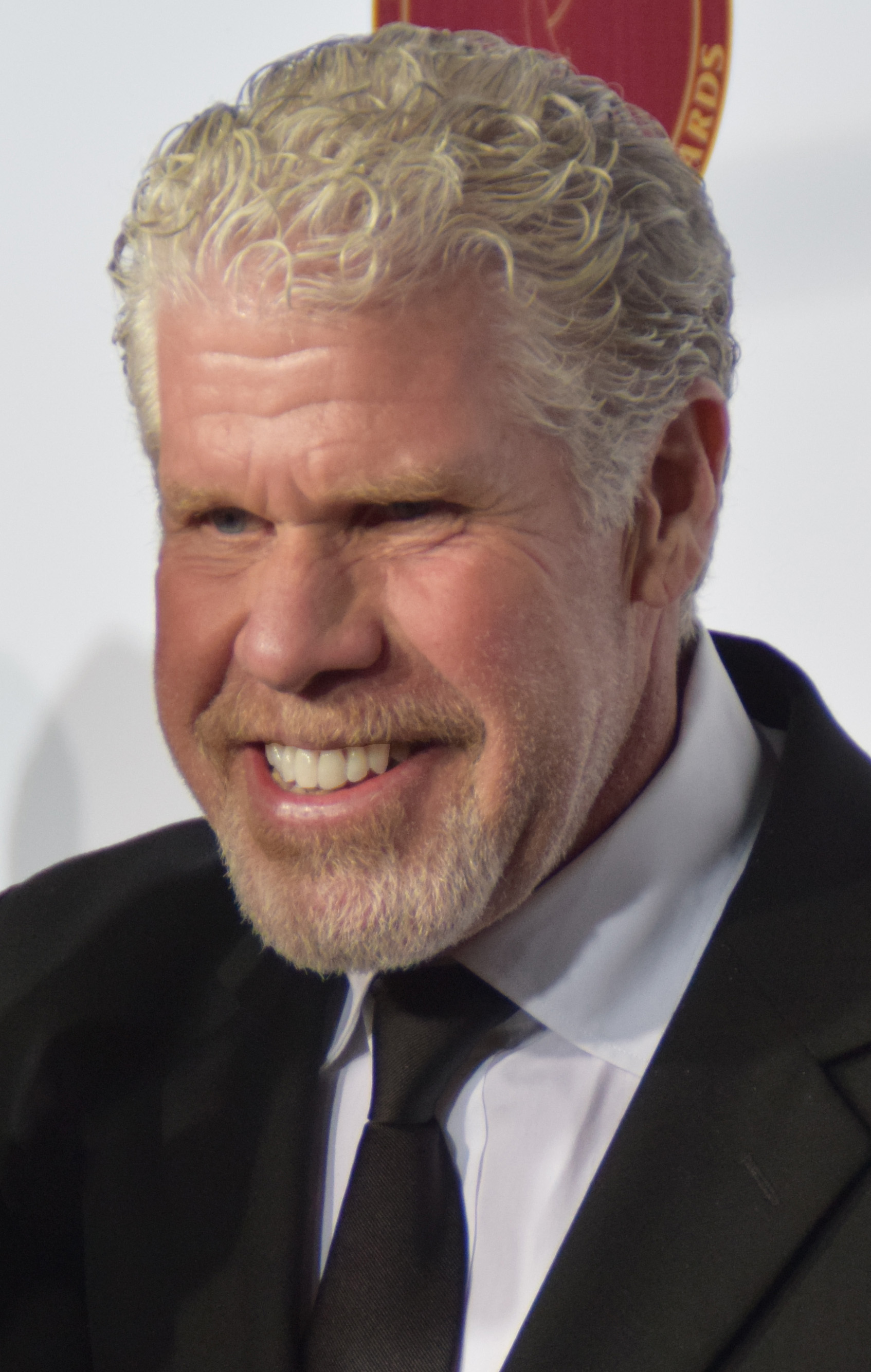
Ron Perlman
(* 1950)

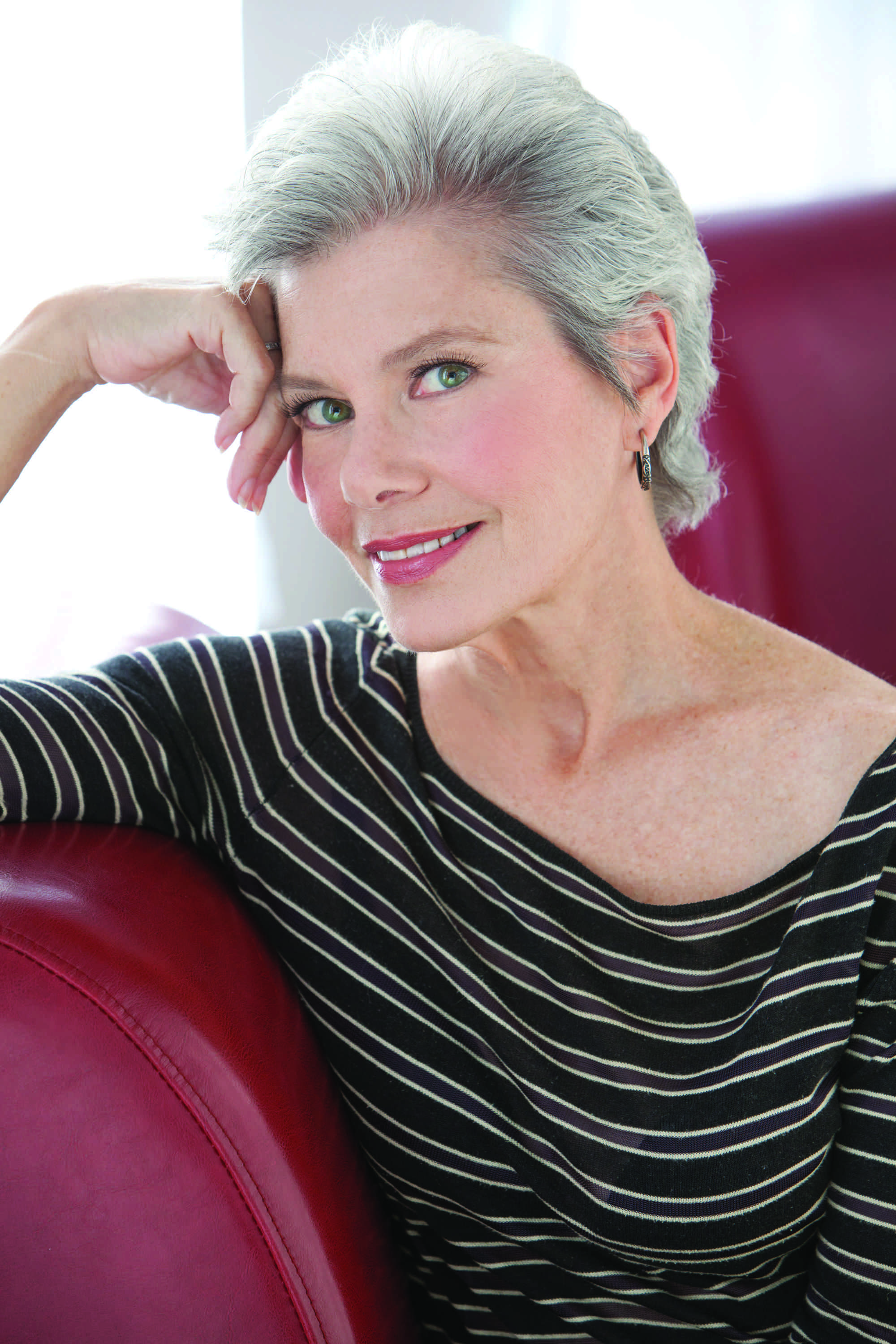
Candida Royalle
(1950–2015)

#### 1941
- Neal Adams (1941–2022), Zeichner und Graphiker
- Joan Baez (* 1941), Folk-Sängerin
- Earl Boen (1941–2023), Schauspieler und Synchronsprecher
- Sandy Bull (1941–2001), Musiker
- Blanche Wiesen Cook (* 1941), Historikerin und Schriftstellerin
- Sean S. Cunningham (* 1941), Regisseur und Filmproduzent
- Christopher Czaja Sager (* 1941), Pianist
- Eddie Daniels (* 1941), Jazzklarinettist und -saxophonist
- Neil Diamond (* 1941), Sänger und Songwriter
- Charles Donahue (* 1941), Rechtshistoriker
- Nora Ephron (1941–2012), Drehbuchautorin und Filmregisseurin
- Patricia Field (* 1941), Kostümbildnerin, Stylistin und Modedesignerin
- Eddie Gale (1941–2020), Jazztrompeter
- Art Garfunkel (* 1941), Sänger und Schauspieler
- Ellen Geer (* 1941), Schauspielerin
- Philip Gossett (1941–2017), Musikwissenschaftler und Professor
- Stephen Jay Gould (1941–2002), Paläontologe, Geologe und Evolutionsforscher
- Richie Havens (1941–2013), Folk-Sänger
- Noah Hershkowitz (1941–2020), Physiker und Professor an der University of Iowa und der University of Wisconsin-Madison
- Richard Holbrooke (1941–2010), Diplomat, UN-Botschafter und Botschafter in Deutschland
- Gilbert Kaplan (1941–2016), Unternehmer und Wirtschaftsjournalist
- Sally Kirkland (* 1941), Schauspielerin und Filmproduzentin
- Leslie Lamport (* 1941), Informatiker und Turingpreisträger
- Michael Lerner (1941–2023), Schauspieler
- Thomas Lovejoy (1941–2021), Ökologe
- John Mackey (1941–2011), Footballspieler
- Esmond Bradley Martin (1941–2018), Tierschützer
- Paul Mendes-Flohr (1941–2024), jüdischer Historiker
- Sybil Halpern Milton (1941–2000), Historikerin
- Williamson Murray (1941–2023), Militärhistoriker
- Terry Winter Owens (1941–2007), Komponistin, Pianistin und Cembalistin
- Annette Peacock (* 1941), Musikerin
- Lenny Popkin (* 1941), Jazzmusiker
- Samuel Rhodes (* 1941), Bratschist, Komponist und Musikpädagoge
- Eileen Robinson (1941), Sängerin und Songwriterin
- Bernie Sanders (* 1941), Politiker, Mitglied des Repräsentantenhauses
- Jessica Walter (1941–2021), Schauspielerin
- Pete Yellin (1941–2016), Jazzsaxophonist, -flötist und -klarinettist

#### 1942
- Michael Abene (* 1942), Jazz-Pianist, Arrangeur, Komponist und Produzent
- Gary Ackerman (* 1942), US-Kongressabgeordneter
- Tobin Bell (* 1942), Schauspieler
- David Berlinski (* 1942), Mathematiker
- Lenore Blum (* 1942), Logikerin und Informatikerin
- Thomas Buchanan (* 1942), Informatiker
- Charles R. Cantor (* 1942), Molekularbiologe und Biotechnologe
- Harry Chapin (1942–1981), Sänger, Songschreiber und Regisseur
- Luigi Chinetti junior (* 1942), Autorennfahrer
- Artie Cobb (* 1942), Pokerspieler
- Kevin Conway (1942–2020), Schauspieler und Regisseur
- Gray Davis (* 1942), Gouverneur von Kalifornien
- Brandon De Wilde (1942–1972), Schauspieler
- Roy DeMeo (1942–1983), Mafioso
- Bob Gaudio (* 1942), Sänger, Keyboarder, Songwriter und Musikproduzent
- Verna Gillis (* 1942), Musikethnologin, Musikproduzentin
- Eugene Robert Glazer (* 1942), Schauspieler
- Mark S. Gordon (* 1942), Chemiker
- John Paul Hammond (* 1942), Bluessänger und -Gitarrist
- Adam Hochschild (* 1942), Journalist und Schriftsteller
- Erica Jong (* 1942), Schriftstellerin
- John Kagel (* 1942), Ökonom
- Danny Kalb (1942–2022), Gitarrist
- Carole King (* 1942), Musikerin, Songschreiberin, Sängerin und Pianistin
- Calvin Klein (* 1942), Modeschöpfer
- Nancy Kopell (* 1942), Mathematikerin
- George Kuchar (1942–2011), Filmregisseur
- Jacqueline Lichtenberg (* 1942), Science-Fiction-Autorin
- Douglas R. Lowy (* 1942), Virologe und Onkologe
- Carol Lynley (1942–2019), Schauspielerin
- Terry Melcher (1942–2004), Musikproduzent und Songwriter
- Meredith Monk (* 1942), Sängerin, Komponistin, Choreografin und Performance-Künstlerin
- Ken Morris (* 1942), Bobsportler
- Bill Polian (* 1942), American-Football-Spieler
- Johnny Rivers (* 1942), Rock-’n’-Roll-Musiker
- Andrew Robinson (* 1942), Schauspieler, Regisseur und Schriftsteller
- Gary Stephan (* 1942), Maler
- David Stern (1942–2020), Manager, Commissioner der NBA
- Barbra Streisand (* 1942), Sängerin, Schauspielerin, Produzentin und Filmregisseurin
- Taj Mahal (* 1942), Blues-Musiker
- Larry Taylor (1942–2019), Bassist
- Andrew Vachss (1942–2021), (Krimi-)Schriftsteller und Rechtsanwalt für Kinder und Jugendliche
- Gerald Thomas Walsh (1942–2025), römisch-katholischer Geistlicher, Weihbischof in New York
- Lawrence Weiner (1942–2021), bildender Künstler und Konzeptkünstler
- Martin Weitzman (1942–2019), Wirtschaftswissenschaftler und Professor an der Harvard University
- Larry Willis (1942–2019), Jazz-Pianist
- Lester Wilson (1942–1993), Sänger, Tänzer und Choreograph
- Michael G. Wilson (* 1942), britischer Film-Produzent

#### 1943
- Barry Altschul (* 1943), Jazzmusiker
- Gil Amelio (* 1943), Physiker und Manager
- Alice Amsden (1943–2012), Entwicklungsökonomin
- Steven Bochco (1943–2018), Fernseh-Drehbuchautor und -Produzent
- Kathy Boudin (1943–2022), Gesundheits- und Sozialwissenschaftlerin
- Robert Paul Brenner (* 1943), Historiker
- John Bryson (1943–2025), Unternehmer und Politiker
- Lynn Burke (* 1943), Schwimmerin
- Allen Coage (1943–2007), Wrestler und Judoka
- Linda S. Cordell (1943–2013), Archäologin und Anthropologin
- Tina Croll (* 1943), Tänzerin und Choreographin
- Billy Cunningham (* 1943), Basketballspieler und -trainer
- Robert De Niro (* 1943), Schauspieler und Produzent
- Nelson DeMille (1943–2024), Schriftsteller
- Augustine Di Noia (* 1943), römisch-katholischer Ordensgeistlicher, Kurienerzbischof
- Kevin Dobson (1943–2020), Schauspieler und Filmregisseur
- Bill Drayton (* 1943), Unternehmer
- Jamie Gillis (1943–2010), Pornodarsteller
- Louise Glück (1943–2023), Lyrikerin, Nobelpreisträgerin
- Hendrik Hertzberg (* 1943), Journalist
- Martín von Hildebrand (* 1943), Ethnologe
- Melvin Hochster (* 1943), Mathematiker
- Peter Hyams (* 1943), Filmregisseur
- Anthony Iannaccone (* 1943), Komponist und Musikpädagoge
- Antonia Johnson (* 1943), schwedische Unternehmerin
- Leslie Kaplan (* 1943), französische Schriftstellerin
- Benjamin Klein (* 1943), Ökonom
- Kenneth Kunen (1943–2020), Professor für Mathematik an der University of Wisconsin-Madison
- Robert Lefkowitz (* 1943), Biochemiker; Nobelpreisträger für Chemie (2012)
- Fred Lipsius (* 1943), Musiker
- David Zane Mairowitz (* 1943), Schriftsteller
- Barry Manilow (* 1943), Musiker
- Steven Millhauser (* 1943), Schriftsteller
- Dom Minasi (1943–2023), Jazzgitarrist
- Alexandra Navrotsky (* 1943), Geochemikerin
- Nicholas Negroponte (* 1943), Computerforscher, Nachrichtendienstdirektor, ehem. Botschafter, u. a. im Irak
- Jimmy Owens (* 1943), Jazztrompeter
- Edward R. Pressman (1943–2023), Filmproduzent
- Jef Raskin (1943–2005), Informatiker
- Wallace Shawn (* 1943), Alice Shields
- Alice Shields (* 1943), Komponistin
- Carly Simon (* 1943), Sängerin und Songschreiberin
- Ronnie Spector (1943–2022), Sängerin
- Robert Strichartz (1943–2021), Mathematiker
- Richard Tee (1943–1993), Pianist, Organist und Arrangeur
- Richard P. Turco (* 1943), Klimawissenschaftler
- Leslie Uggams (* 1943), Sängerin und Schauspielerin
- Joan Van Ark (* 1943), Schauspielerin
- Haskell Vaughn Anderson (* 1943), Film- und Theaterschauspieler
- Jeff Wayne (* 1943), Komponist und Musiker
- Alan Weinstein (* 1943), Mathematiker
- Tuesday Weld (* 1943), Schauspielerin
- Paul Wolfowitz (* 1943), Politiker, Präsident der Weltbank (2005–07)

#### 1944
- Robert J. Barro (* 1944), Wirtschaftswissenschaftler
- Spencer Bloch (* 1944), Mathematiker
- Tim Bogert (1944–2021), Rockmusiker (Bass)
- Harvey Brooks (* 1944), Rock-Bassist
- Mark A. Cane (* 1944), Klimaforscher und Ozeanograph
- Stockard Channing (* 1944), Schauspielerin
- Jill Clayburgh (1944–2010), Schauspielerin
- Jay Cocks (* 1944), Drehbuchautor und Filmkritiker
- Glen Cook (* 1944), Fantasy-Autor
- Larry Ellison (* 1944), Gründer des Softwarekonzerns Oracle
- David Friedman (* 1944), Jazzmusiker
- Marvin Hamlisch (1944–2012), Komponist
- Anthony Ingrassia (1944–1995), Dramatiker, Theaterproduzent und -regisseur
- John Jenik (* 1944), römisch-katholischer Bischof
- Michael Lang (1944–2022), Musikproduzent
- Ralph MacDonald (1944–2011), Schlagzeuger und Komponist
- William Margolis (1944–2004), Schriftsteller
- Turk Mauro (1944–2019), Jazzmusiker
- Robert C. Merton (* 1944), Finanzwissenschaftler und Nobelpreisträger
- Marty Morell (* 1944), Jazzmusiker
- Richard A. Muller (* 1944), Physiker
- Francis P. Mulvey (* 1944), Wirtschaftswissenschaftler
- Ursula Oppens (* 1944), Pianistin
- Tony Orlando (* 1944), Sänger
- Julia Phillips (1944–2002), Filmproduzentin
- Felice Picano (1944–2025), Schriftsteller und Verleger
- Sam Posey (* 1944), Autorennfahrer
- Steve Reid (1944–2010), Jazz-Schlagzeuger
- Edward Rendell (* 1944), Gouverneur von Pennsylvania von 2003 bis 2011
- Joshua Rifkin (* 1944), Dirigent und Musikwissenschaftler
- Susan L. Roth (* 1944), Autorin und Illustratorin für Kinderbücher
- Edward B. Saff (* 1944), Mathematiker
- Jonathan Sanger (* 1944), Regisseur und Filmproduzent
- John Sebastian (* 1944), Rockmusiker
- Charles J. Sherr (* 1944), Krebsforscher
- Richard P. Stanley (* 1944), Mathematiker
- Joel Sternfeld (* 1944), Fotograf
- Andrew S. Tanenbaum (* 1944), Informatiker
- Dave Taylor (* 1944), Bassposaunist
- James Toback (* 1944), Drehbuchautor und Filmregisseur
- Tony Visconti (* 1944), britisch-US-amerikanischer Musikproduzent und Musiker

#### 1945
- Diahnne Abbott (* 1945), Schauspielerin und Jazzsängerin
- Mark Jay Ablowitz (* 1945), Mathematiker
- Karen Akers (* 1945), Schauspielerin und Sängerin
- Ramsey Ameen (1945–2019), Mathematiker und Jazzmusiker
- Tina Barney (* 1945), Fotografin
- Rick Berman (* 1945), Filmproduzent
- Steve Berrios (1945–2013), Perkussionist und Schlagzeuger
- Michael Boskin (* 1945), Wirtschaftswissenschaftler, Wirtschaftsmanager und Unternehmer
- Sy Brandon (* 1945), Komponist und Musikpädagoge
- Catherine Burns (1945–2019), Schauspielerin
- Peter Criss (* 1945), Schlagzeuger der Rockgruppe Kiss
- June Gable (* 1945), Schauspielerin
- Paul Goldberg (* 1945), Geoarchäologe
- Ronald J. Grabe (* 1945), Astronaut
- Douglas Gresham (* 1945), britischer Schriftsteller und Filmproduzent
- Stefan Grossman (* 1945), Gitarrist, Lehrbuchautor und Produzent
- Bob Gruen (* 1945), Fotograf
- Robert Guglielmone (* 1945), römisch-katholischer Bischof von Charleston (seit 2009)
- Lloyd Kaufman (* 1945), Produzent, Regisseur, Drehbuchautor und Schauspieler von Independentfilmen
- Nicholas Kazan (* 1945), Dramaturg, Drehbuchautor, Filmregisseur und Filmproduzent
- Tracy Kidder (* 1945), Buchautor
- Richard LeFrak (* 1945), Geschäftsmann
- Steven M. Lowenstein (1945–2020), Historiker
- Patty McCormack (* 1945), Schauspielerin
- Thomas Pasatieri (* 1945), Komponist
- Judy Rifka (* 1945), Malerin und Multimediakünstlerin
- Howard Rosenman (* 1945), Filmproduzent, Drehbuchautor und Schauspieler
- Christina Smith (* 1945), Maskenbildnerin
- Richard John Tarrant (* 1945), Altphilologe
- Richard Taruskin (1945–2022), Musikwissenschaftler und Musikkritiker
- Jerry Tilitz (* 1945), Jazzmusiker
- Alan Titus (* 1945), Opernsänger (Bariton)
- Paula Weinstein (1945–2024), Fernseh- und Filmproduzentin
- Leslie West (1945–2020), Rockmusiker
- Peter Lamborn Wilson (1945–2022), Schriftsteller
- Henry Winkler (* 1945), Schauspieler, Regisseur und Filmproduzent
- Eliot Zigmund (* 1945), Jazzschlagzeuger

#### 1946
- Richard Axel (* 1946), Mediziner, Nobelpreisträger
- Bob Beamon (* 1946), Leichtathlet
- Dara Birnbaum (1946–2025), Video- und Installationskünstlerin
- Francine Blau (* 1946), Wirtschaftswissenschaftlerin
- Luiz Augusto Saint-Brisson de Araújo Castro (* 1946), brasilianischer Diplomat
- Keith Copeland (1946–2015), Schlagzeuger des Modern Jazz
- Marion Cowings (* 1946), Sänger
- Robert DeGaetano (1946–2015), Pianist und Komponist
- Alan Dean Foster (* 1946), Autor von Science-Fiction- und Fantasyromanen
- Rodney Frelinghuysen (* 1946), Politiker
- Claudia Goldin (* 1946), Wirtschaftswissenschaftlerin
- Lesley Gore (1946–2015), Sängerin und Songschreiberin
- Gregory Hines (1946–2003), Stepptänzer und Schauspieler
- Marty Hinze (* 1946), Autorennfahrer und Drogenhändler
- Maeve Kinkead (* 1946), Schauspielerin
- Eric Kroll (* 1946), Fotograf
- Peggy Lipton (1946–2019), Schauspielerin
- Robert Mapplethorpe (1946–1989), Fotograf
- Oliver Martin (* 1946), Radrennfahrer und Radsporttrainer
- Arthur Max (* 1946), Szenenbildner
- René McLean (* 1946), Jazzmusiker
- Deborah Dash Moore (* 1946), Historikerin
- Marc Neikrug (* 1946), Komponist und Pianist
- Yonatan Netanyahu (1946–1976), israelischer Oberstleutnant, der bei der Befreiung eines durch Terroristen entführten Flugzeugs starb
- Stephen Pisano (1946–2019), Ordensgeistlicher und römisch-katholischer Theologe
- Aura Rosenberg (* 1946), Künstlerin
- Susan Sarandon (* 1946), Schauspielerin und Oscarpreisträgerin
- Ron Silver (1946–2009), Schauspieler
- Mark Snow (1946–2025), Komponist für Filmmusik
- Sylvester Stallone (* 1946), Schauspieler, Filmregisseur, Drehbuchautor, Filmproduzent und Unternehmer
- Oliver Stone (* 1946), Regisseur, Drehbuchautor und Produzent
- Marc Trachtenberg (* 1946), Historiker
- John Tropea (* 1946), Fusiongitarrist
- Donald Trump (* 1946), Unternehmer und 45. Präsident der Vereinigten Staaten von Amerika
- Julia Ann Upton (* 1946), katholische Theologin
- Jim Valvano (1946–1993), Basketballtrainer
- Joelle Wallach (* 1946), Komponistin
- Lesley Ann Warren (* 1946), Schauspielerin
- Jann Wenner (* 1946), Journalist, Publizist
- Dick Wolf (* 1946), Produzent von Krimiserien
- Janet Yellen (* 1946), Wirtschaftswissenschaftlerin und derzeitige Finanzministerin der vereinigten Staaten von Amerika

#### 1947
- Kareem Abdul-Jabbar (* 1947), Basketballspieler
- Kathy Acker (1947–1997), Schriftstellerin
- Todd Akin (1947–2021), Politiker (Republikaner) und Abgeordneter des Repräsentantenhauses
- Marisa Berenson (* 1947), Schauspielerin
- Noël Carroll (* 1947), Philosoph
- Gayle Dixon (1947–2008), Geigerin
- Richard Dreyfuss (* 1947), Schauspieler
- Eliot Engel (* 1947), US-Kongressabgeordneter
- Eugène Green (* 1947), französischer Theater- und Filmregisseur
- Judith Heumann (1947–2023), Aktivistin für Behindertenrechte
- Karla Jay (* 1947), Hochschullehrerin und Autorin
- John D. Joannopoulos (1947–2025), Physiker
- Andy LaVerne (* 1947), Jazzpianist
- Robert D. Levin (* 1947), Pianist, Musikpädagoge und -wissenschaftler
- Jeff Lieberman (* 1947), Regisseur, Drehbuchautor und Produzent
- Deborah Lipstadt (* 1947), Historikerin
- Bob Magnusson (* 1947), Jazzmusiker
- Saoul Mamby (1947–2019), Boxer
- Dale McCormick (* 1947), Politikerin
- Barry Melton (* 1947), Gitarrist
- Joe Morton (* 1947), Schauspieler
- Jerrold Nadler (* 1947), US-Kongressabgeordneter
- Jane Olivor (* 1947), Pop-Sängerin
- Rikky von Opel (* 1947), liechtensteinischer Autorennfahrer
- Murray Perahia (* 1947), Pianist und Dirigent
- Alan Perelson (* 1947), Biophysiker
- Alice Playten (1947–2011), Schauspielerin und Sängerin
- Harry Reems (1947–2013), Theater- und Pornoschauspieler
- Rob Reiner (* 1947), Filmregisseur, Produzent und Schauspieler
- Laura Schlessinger (* 1947), Radiomoderatorin und Autorin
- Assata Shakur (* 1947), Bürger- und Menschenrechtlerin
- Ben Shneiderman (* 1947), Informatiker
- Stephen Shore (* 1947), Fotograf
- Faye-Ellen Silverman (* 1947), Komponistin, Pianistin und Musikpädagogin
- Dava Sobel (* 1947), Wissenschaftsredakteurin und Schriftstellerin
- Danielle Steel (* 1947), Schriftstellerin
- Glynn Turman (* 1947), Schauspieler
- Frank Tusa (* 1947), Jazz-Bassist
- Bruce Wasserstein (1947–2009), Bankier
- Peter Werner (1947–2023), Regisseur
- Robert Jeffrey Zimmer (1947–2023), Mathematiker

#### 1948
- Nate Archibald (* 1948), Basketballspieler
- Bonnie Bedelia (* 1948), Schauspielerin
- Doug Carn (* 1948), Jazzorganist, Komponist und Multiinstrumentalist
- Nydia Caro (* 1948), puerto-ricanische Schauspielerin und Sängerin
- Howard Dean (* 1948), Politiker, 1991–2002 Gouverneur von Vermont
- Akua Dixon (* 1948), Cellistin, Sängerin, Komponistin
- Eric Fischl (* 1948), Maler, Grafiker und Bildhauer
- Canan Gerede (* 1948), türkische Filmregisseurin und Drehbuchautorin
- Joe Giardullo (* 1948), Jazz- und Improvisationsmusiker
- Robert Ginty (1948–2009), Schauspieler, Regisseur und Drehbuchautor
- Gordon Gottlieb (* 1948), Perkussionist und Musikpädagoge
- Jay Gottlieb (* 1948), Pianist
- Christopher Guest (* 1948), anglo-US-amerikanischer Schauspieler, Autor, Regisseur, Komponist und Musiker
- Fern Hunt (* 1948), Mathematikerin
- Jeff Jost (* 1948), Bobsportler
- Michael Kamen (1948–2003), Komponist
- Robert A. Kaster (* 1948), Altphilologe
- Kathryn Kates (1948–2022), Schauspielerin
- Mark Kishlansky (1948–2015), Historiker
- Edward Lazear (1948–2020), Wirtschaftswissenschaftler und Professor an der Universität Chicago und der Stanford University
- Catherine Malfitano (* 1948), Sopranistin
- Joe Napolitano (1948–2016), Fernsehregisseur
- Karl J. Niklas (* 1948), Botaniker
- Angelo Parra (* 1948), Bühnenautor
- Spider Robinson (* 1948), kanadischer Science-Fiction-Autor US-amerikanischer Herkunft
- Mercedes Ruehl (* 1948), Schauspielerin
- Elizabeth Sackler (* 1948), Historikerin und Philanthropin
- Edward Scharfenberger (* 1948), römisch-katholischer Bischof
- Vincent Schiavelli (1948–2005), Schauspieler
- Robert F. X. Sillerman (1948–2019), Medienunternehmer
- Raymond Singer (* 1948), Schauspieler und Drehbuchautor
- Casey Sokol (* 1948), Komponist und Pianist
- Garry Trudeau (* 1948), Cartoonist und Comicautor
- Arnie Zane (1948–1988), Photograph, Tänzer und Choreograph
- Efraim Zuroff (* 1948), israelischer Historiker

#### 1949
- Brooke Adams (* 1949), Schauspielerin
- Armand Assante (* 1949), Schauspieler
- Tom Banks (* 1949), theoretischer Physiker
- William H. Baxter (* 1949), Sprachwissenschaftler
- Jim Carroll (1949–2009), Schriftsteller, Musiker und Punk
- Jonathan Carroll (* 1949), Fantasy-Schriftsteller
- Maury Chaykin (1949–2010), US-amerikanisch-kanadischer Schauspieler
- Anthony John Denison (* 1949), Schauspieler
- Marc Edwards (* 1949), Jazz-Schlagzeuger
- Anna Lee Fisher (* 1949), Astronautin
- Robert Folk (* 1949), Filmmusikkomponist, Songwriter und Musikproduzent
- William Forsythe (* 1949), Tänzer und Choreograph
- Onaje Allan Gumbs (1949–2020), Jazzmusiker
- Amy Gutmann (* 1949), Politikwissenschaftlerin, Präsidentin der University of Pennsylvania
- Billy Joel (* 1949), Musiker
- Kieran Kane (* 1949), Country-Sänger und Songwriter
- Andy Kaufman (1949–1984), Komiker und Entertainer
- Bruno Kirby (1949–2006), Schauspieler
- Linda Lovelace (1949–2002), Pornodarstellerin
- Peggy Lukac (* 1949), Schauspielerin, Regisseurin und Modedesignerin
- Eddie Money (1949–2019), Rockmusiker
- John Oates (* 1949), Sänger
- Bill O’Reilly (* 1949), Fernsehmoderator
- Bill Owens (* 1949), US-Kongressabgeordneter
- David Politzer (* 1949), Physiker und Nobelpreisträger
- Neil Shicoff (* 1949), Opernsänger
- Elizabeth Spelke (* 1949), Entwicklungspsychologin und Kognitionswissenschaftlerin
- Sigourney Weaver (* 1949), Schauspielerin

#### 1950
- Julia Alvarez (* 1950), Autorin
- Roger Ballen (* 1950), Fotograf
- William Barr (* 1950), Politiker und Justizminister
- Stephanie Barron (* 1950), Kunsthistorikerin und Kuratorin
- Charles Bernstein (* 1950), Dichter
- Randy Brooks (* 1950), Schauspieler
- Eric Carr (1950–1991), Musiker
- David Cassidy (1950–2017), Schauspieler und Sänger
- Jeff Conaway (1950–2011), Schauspieler
- James Conlon (* 1950), Dirigent
- Tulivu-Donna Cumberbatch (1950–2022), Jazzsängerin
- Howard Deutch (* 1950), Filmregisseur
- Armen Donelian (* 1950), Jazzpianist
- Alan Feinberg (* 1950), Pianist und Musikpädagoge
- Curtis Fowlkes (1950–2023), Jazzmusiker
- Erroll Fraser (1950–2002), Eisschnellläufer
- James Glickenhaus (* 1950), Regisseur, Drehbuchautor, Produzent und Investment-Manager
- Jorie Graham (* 1950), Dichterin
- Michael Guido (* 1950), Schauspieler
- Lani Guinier (1950–2022), Rechtsanwältin, Hochschullehrerin und Bürgerrechtlerin
- Eddie Hazel (1950–1992), Gitarrist
- Russell Hulse (* 1950), Physiker und Träger des Nobelpreises für Physik (1993)
- Laura Kelly (* 1950), Politikerin
- Joey Kramer (* 1950), Musiker
- Charles Krauthammer (1950–2018), Kolumnist
- Huey Lewis (* 1950), Musiker und Schauspieler
- Leonard Maltin (* 1950), Filmkritiker
- Eric S. Maskin (* 1950), Wirtschaftswissenschaftler, Nobelpreisträger
- Bobby McFerrin (* 1950), Vokalkünstler
- Lynda Obst (1950–2024), Filmproduzentin und Schriftstellerin
- Christina Onassis (1950–1988), griechische Tochter des griechischen Reeders Aristoteles Onassis
- Ron Perlman (* 1950), Schauspieler
- Morton Rhue (* 1950), Schriftsteller
- Candida Royalle (1950–2015), Pornofilmproduzentin, -regisseurin und -darstellerin
- Camille Saviola (1950–2021), US-amerikanische Schauspielerin
- David Shifrin (* 1950), Klarinettist und Musikpädagoge
- Alan Silvestri (* 1950), Komponist
- Michael F. Singer (* 1950), Mathematiker
- Phoebe Snow (1950–2011), Sängerin und Komponistin
- Frank Stallone (* 1950), Schauspieler und Sänger
- Mike Starr (* 1950), Schauspieler
- Paul Hayes Tucker (* 1950), Kunsthistoriker
- Wendy Wasserstein (1950–2006), Dramatikerin
- Christopher Wilkinson (* 1950), Filmregisseur, Drehbuchautor und Filmproduzent

### 1951–1960

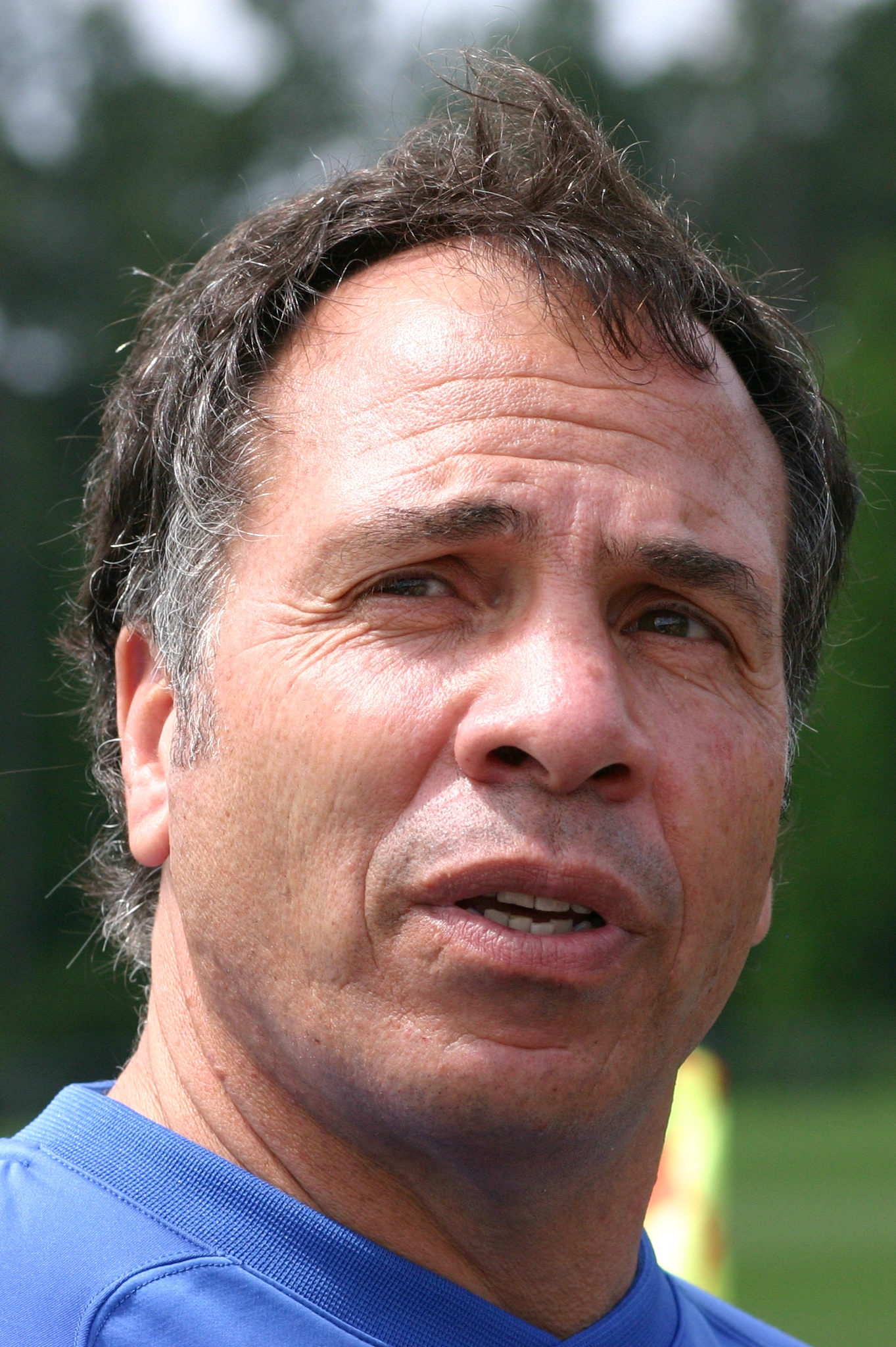
Bruce Arena
(* 1951)

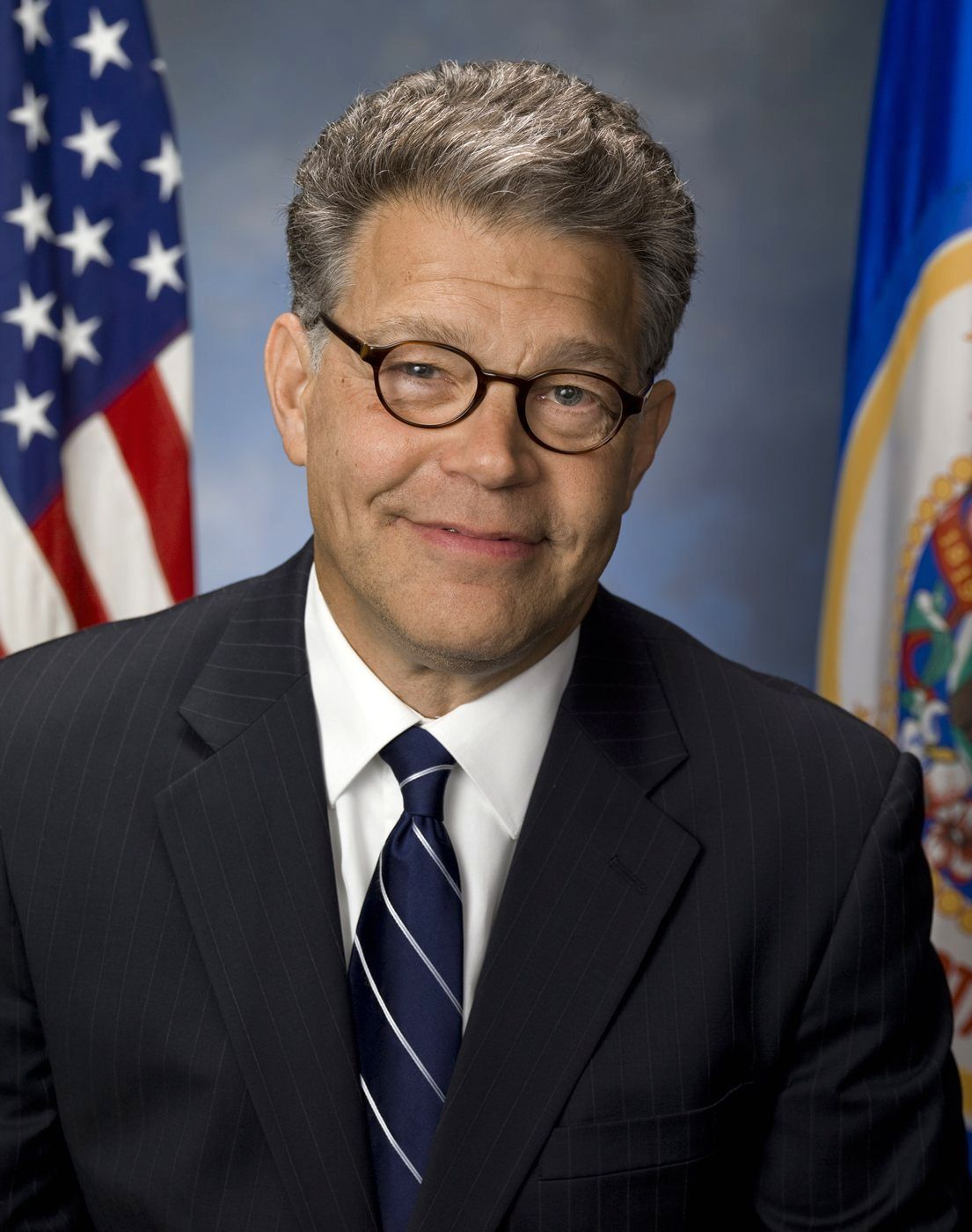
Al Franken
(* 1951)

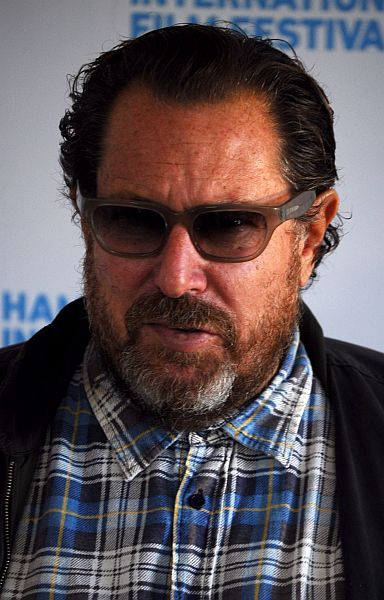
Julian Schnabel
(* 1951)

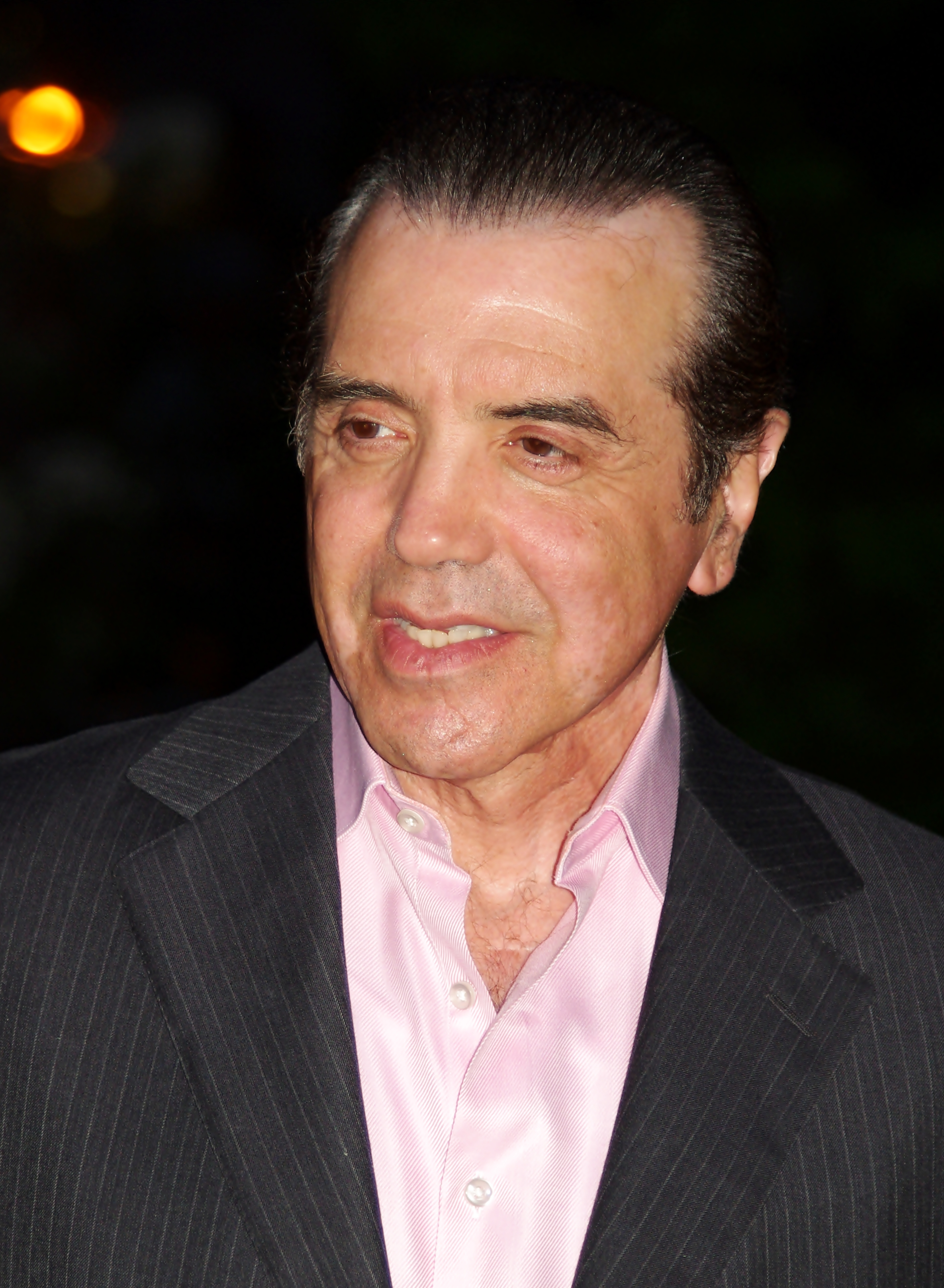
Chazz Palminteri
(* 1952)

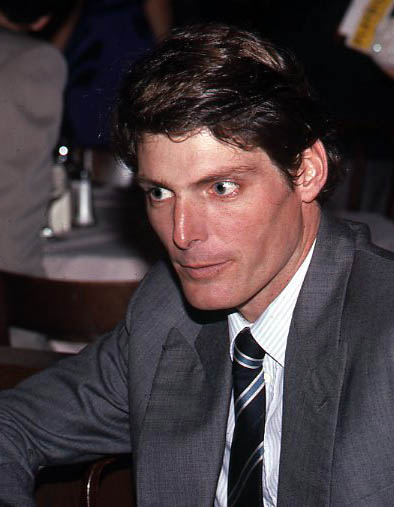
Christopher Reeve
(1952–2004)

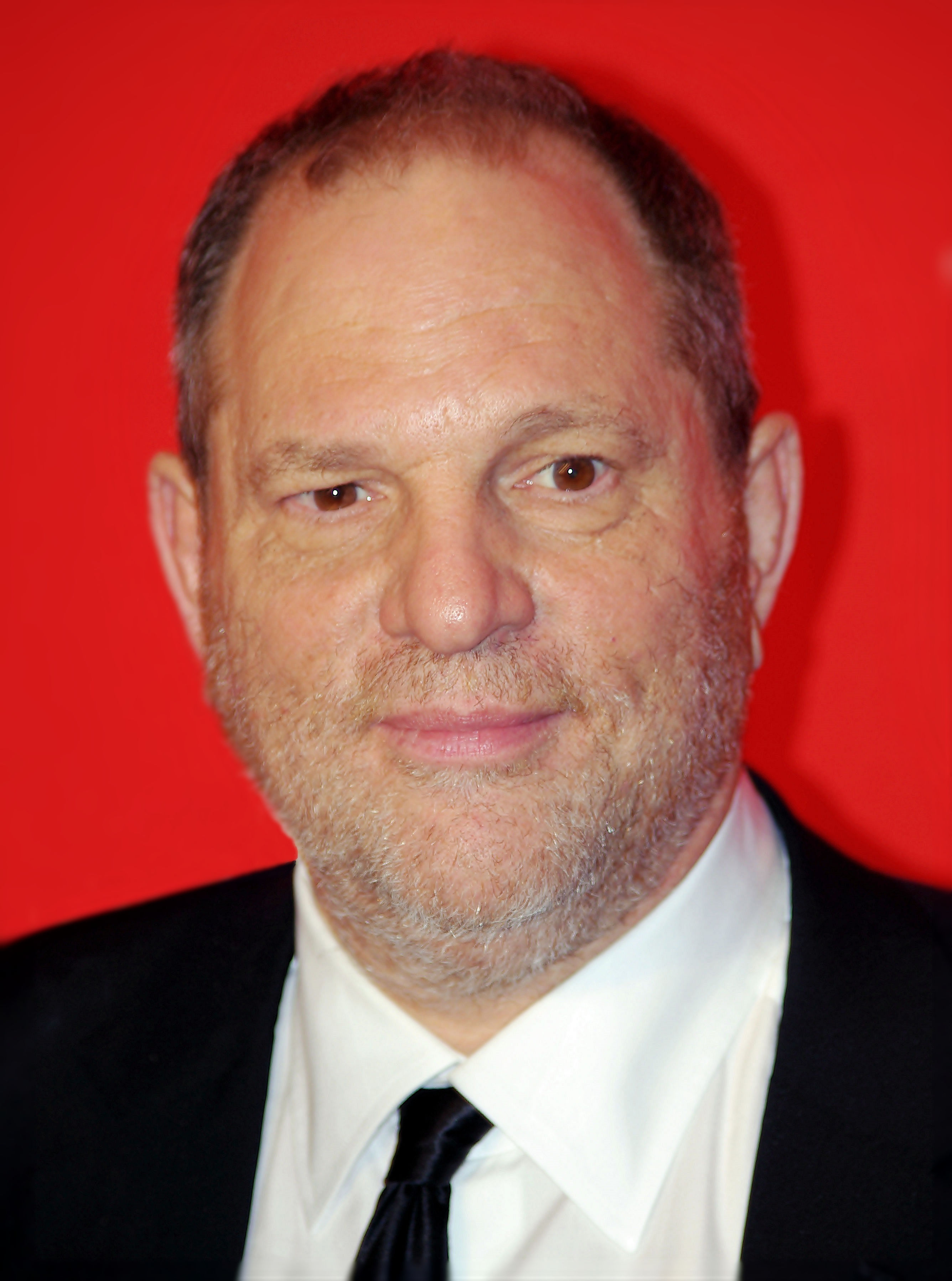
Harvey Weinstein
(* 1952)

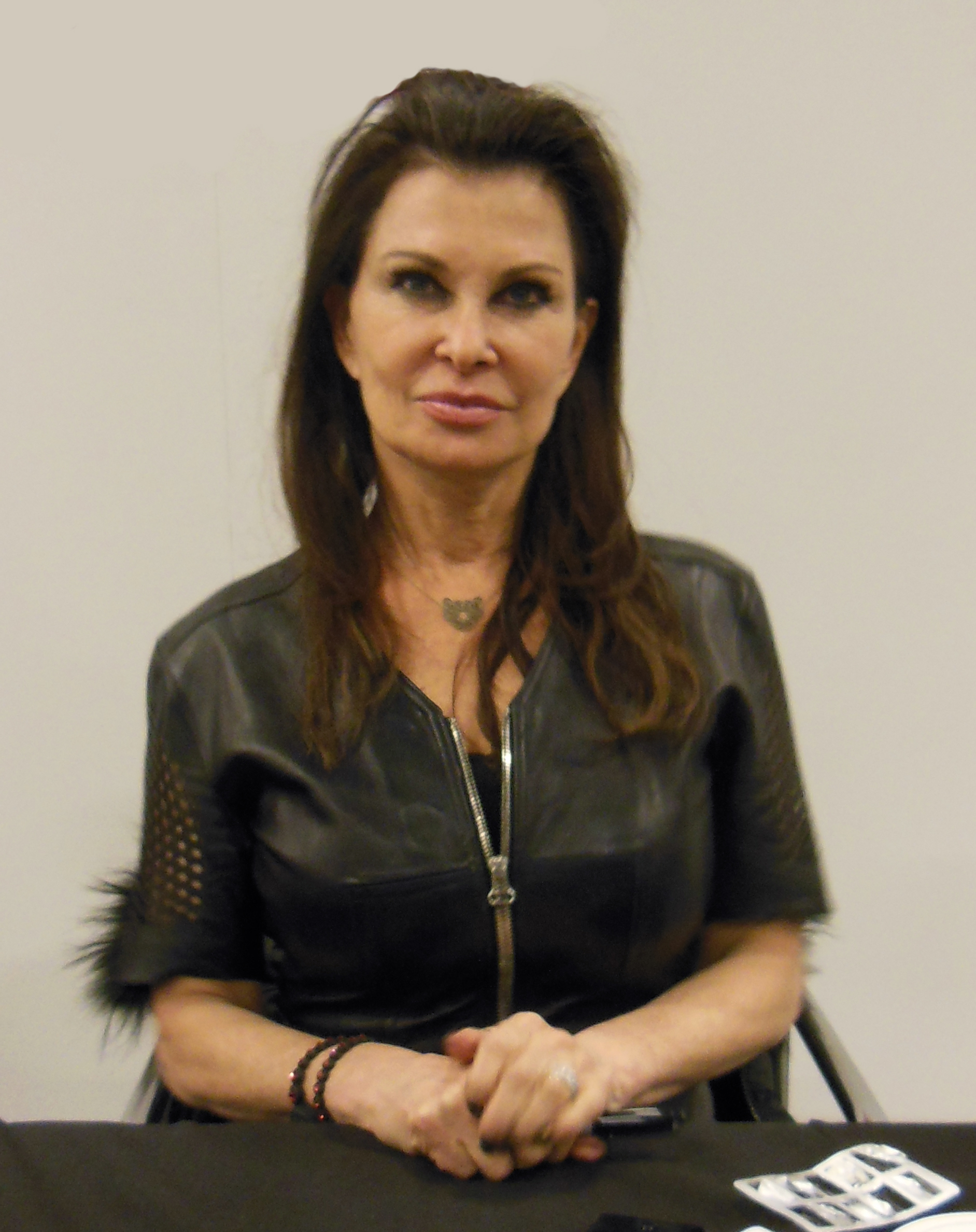
Jane Badler
(* 1953)

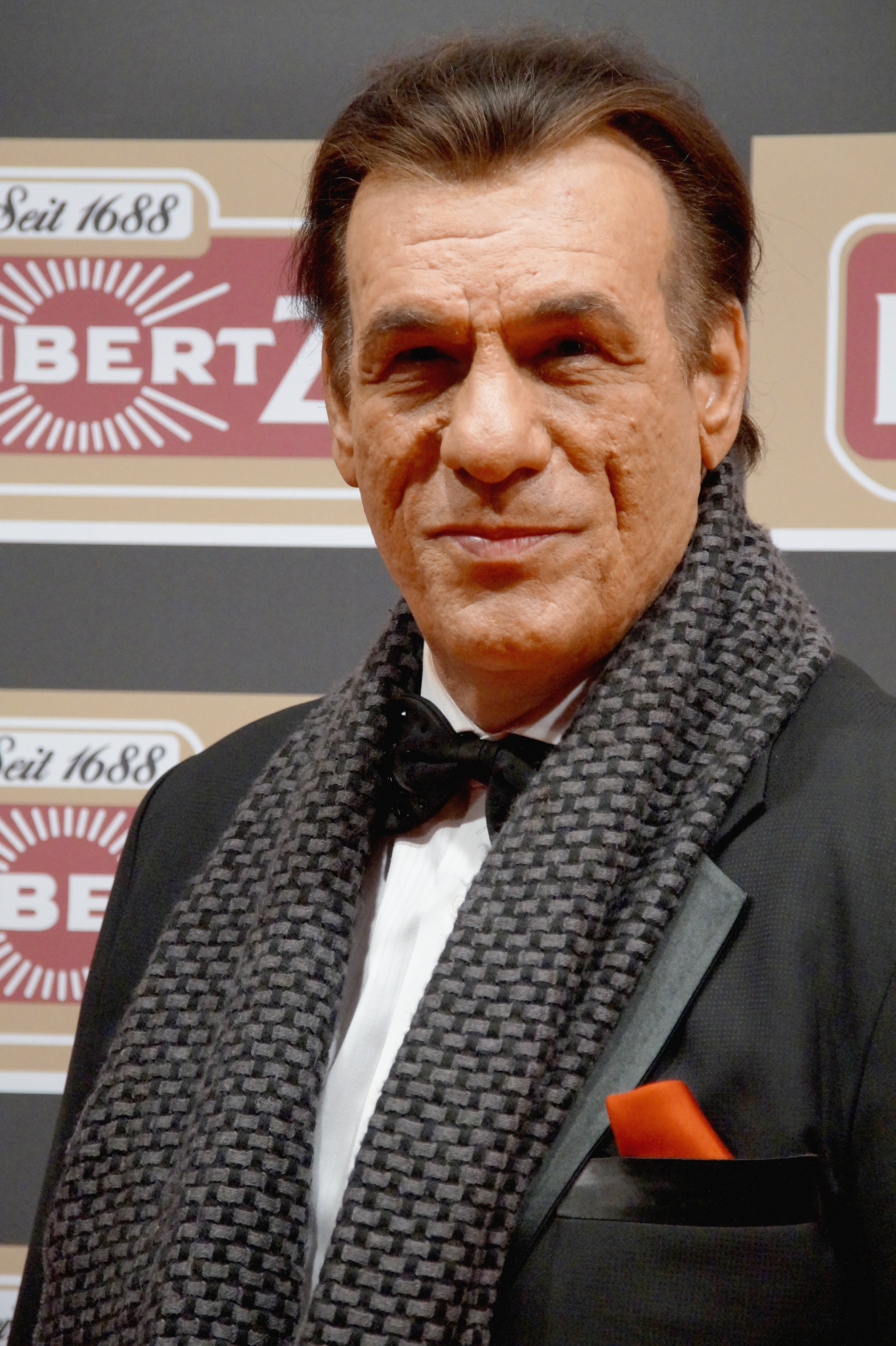
Robert Davi
(* 1953)

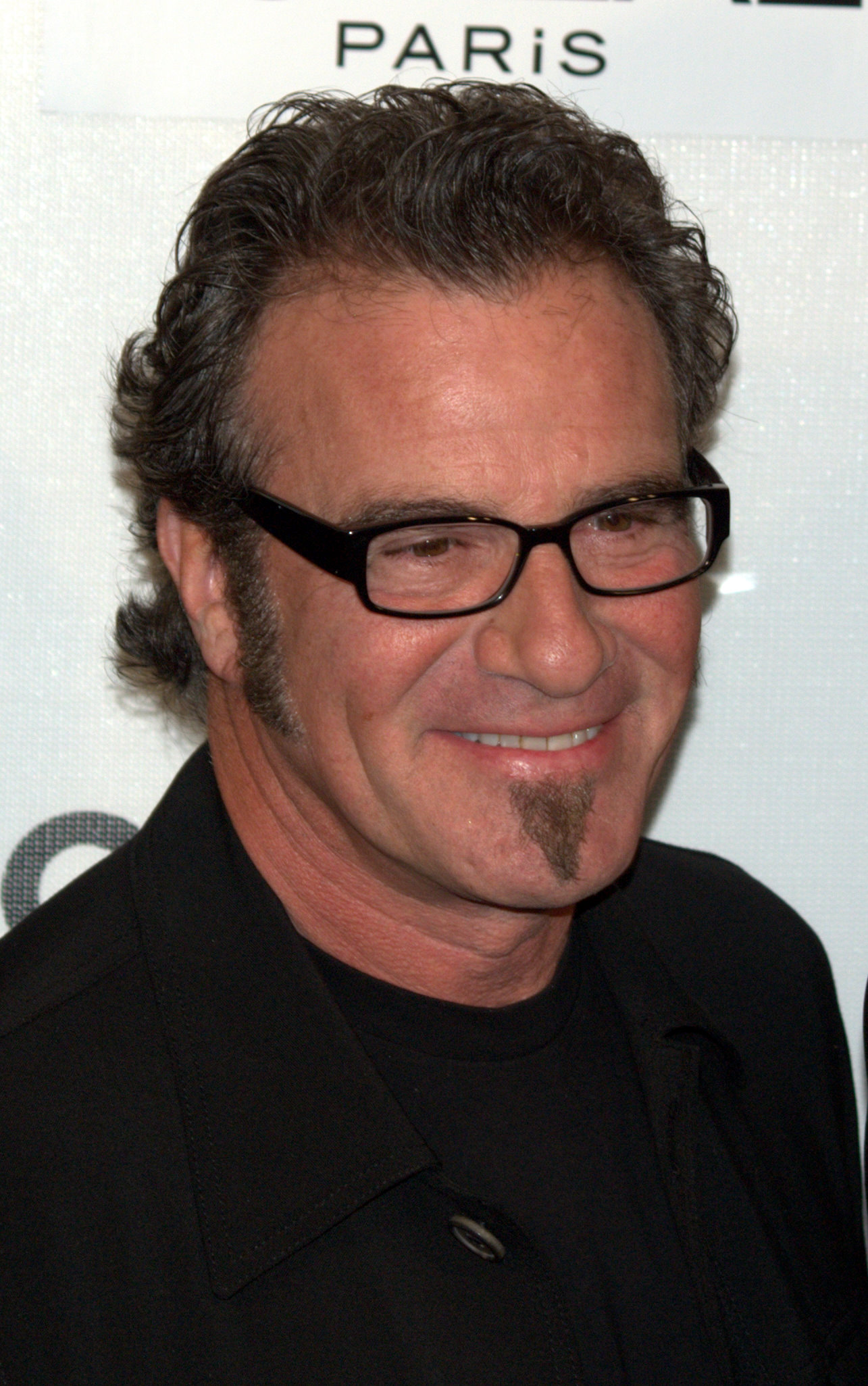
Tico Torres
(* 1953)

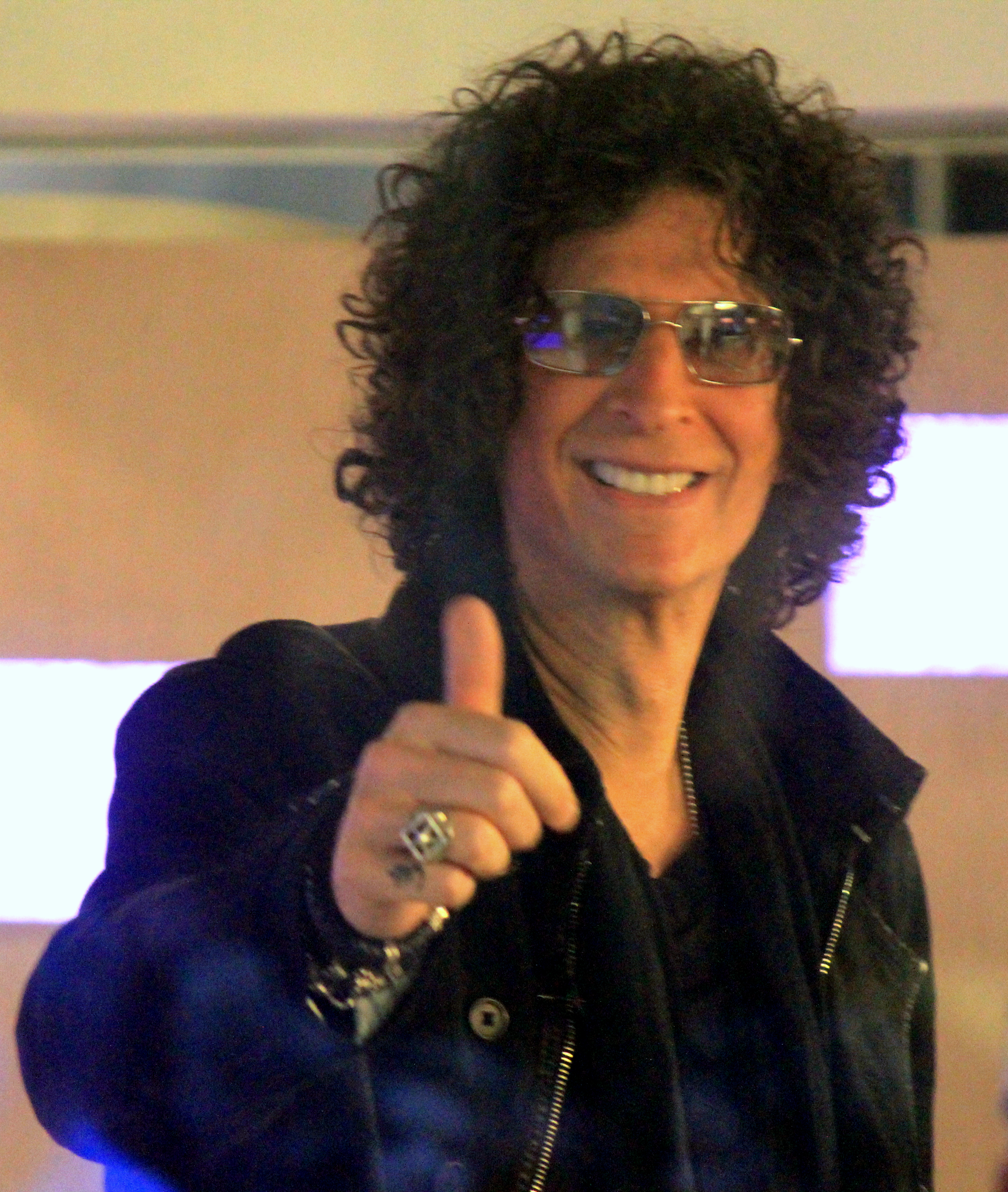
Howard Stern
(* 1954)

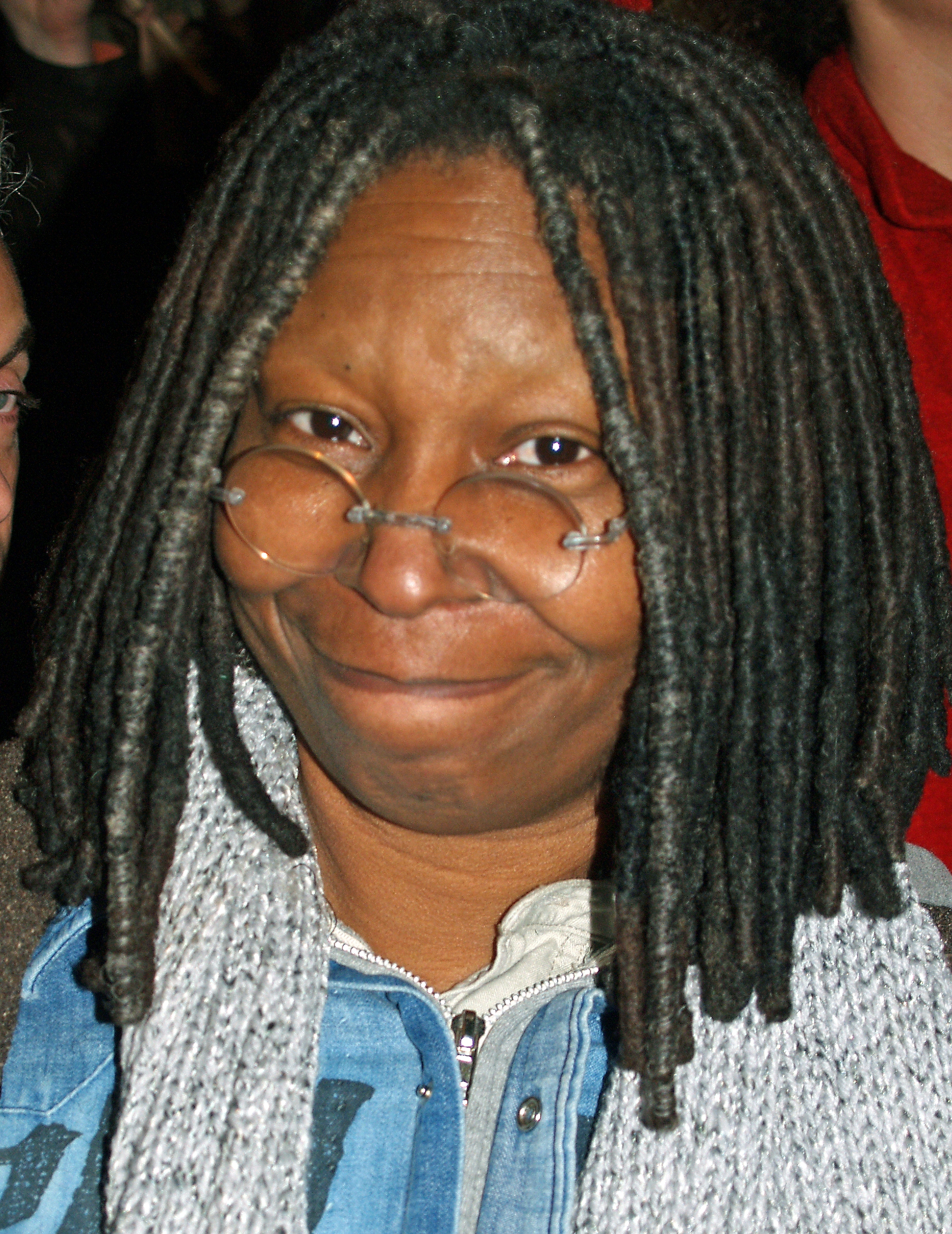
Whoopi Goldberg
(* 1955)

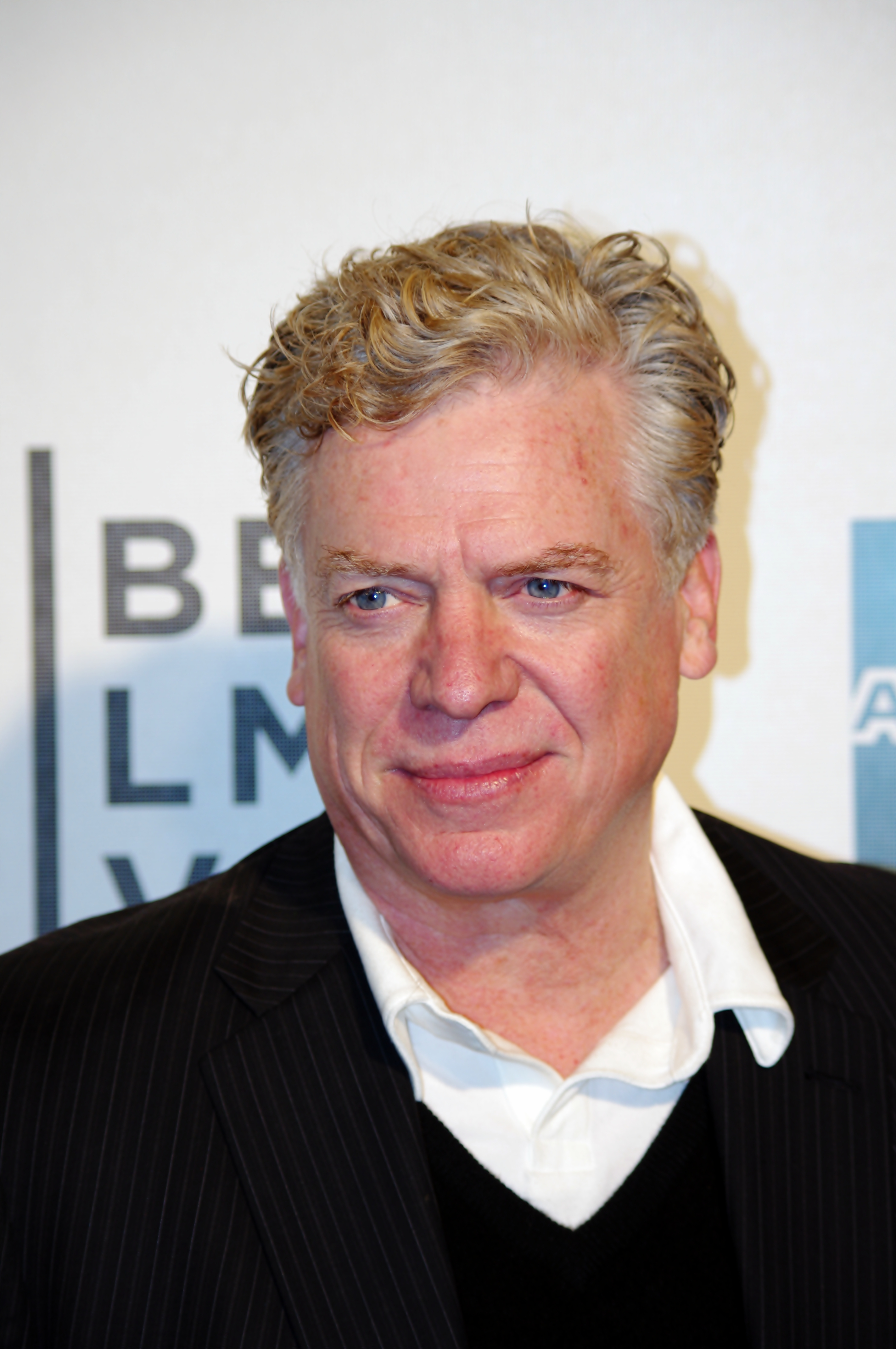
Christopher McDonald
(* 1955)

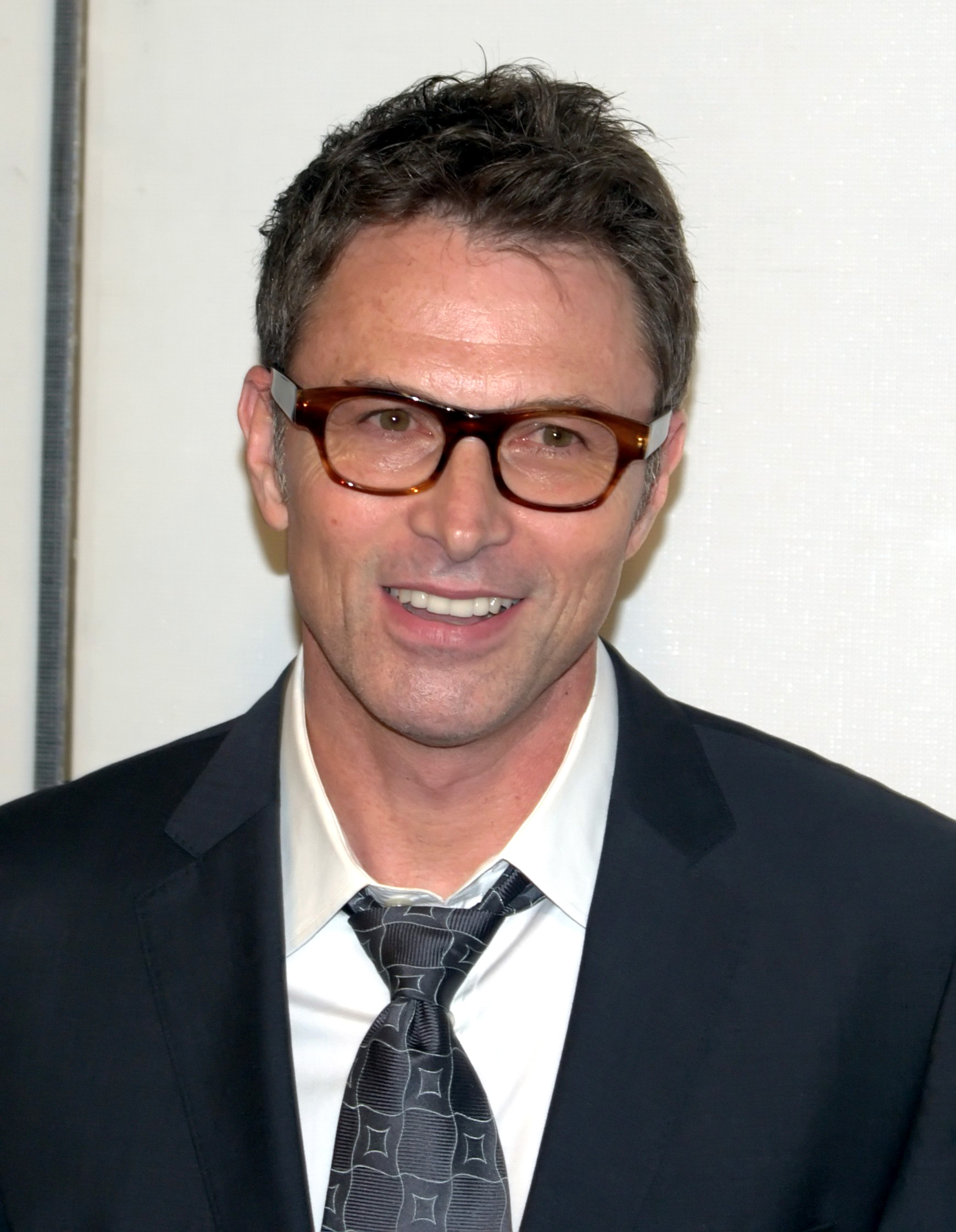
Tim Daly
(* 1956)

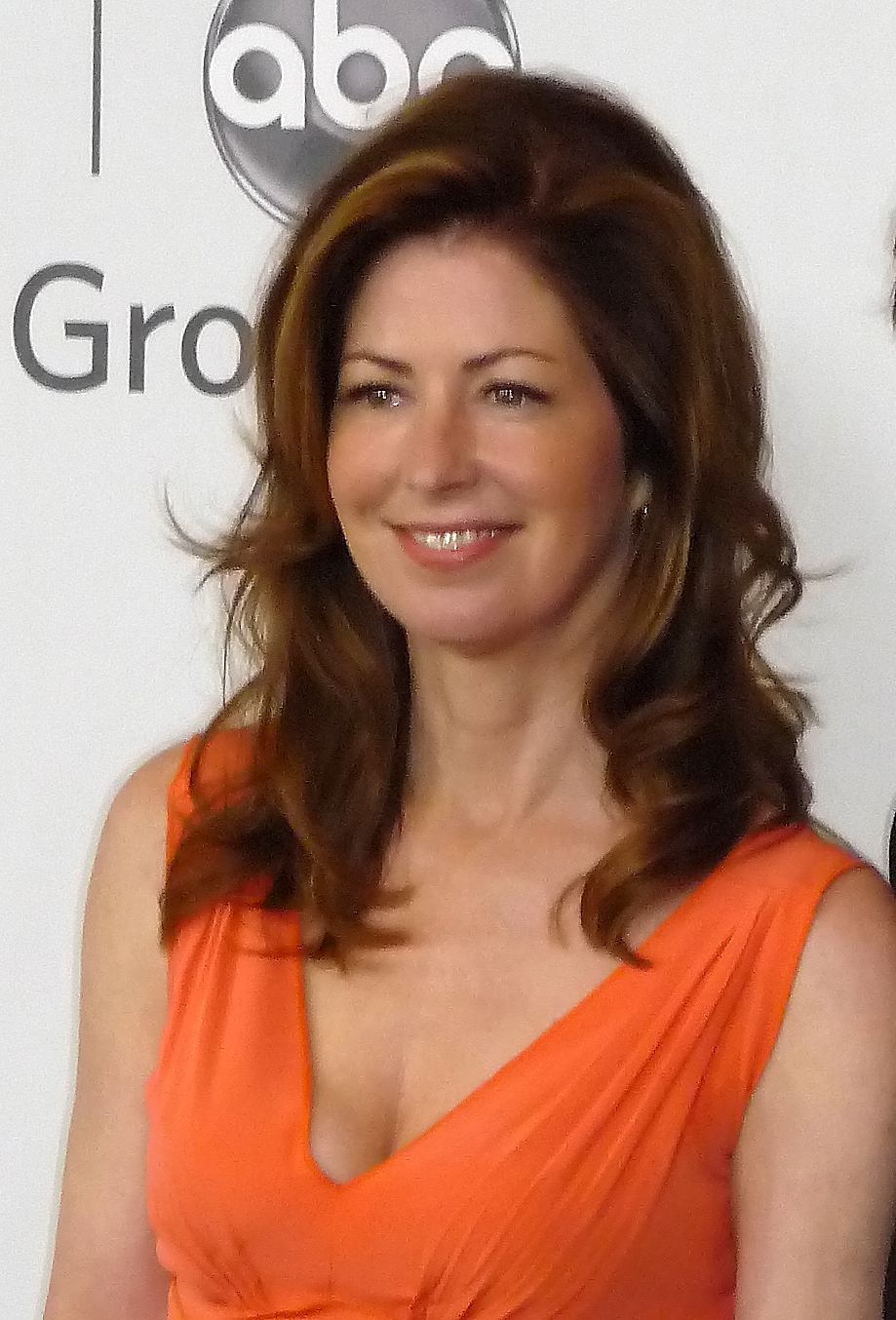
Dana Delany
(* 1956)

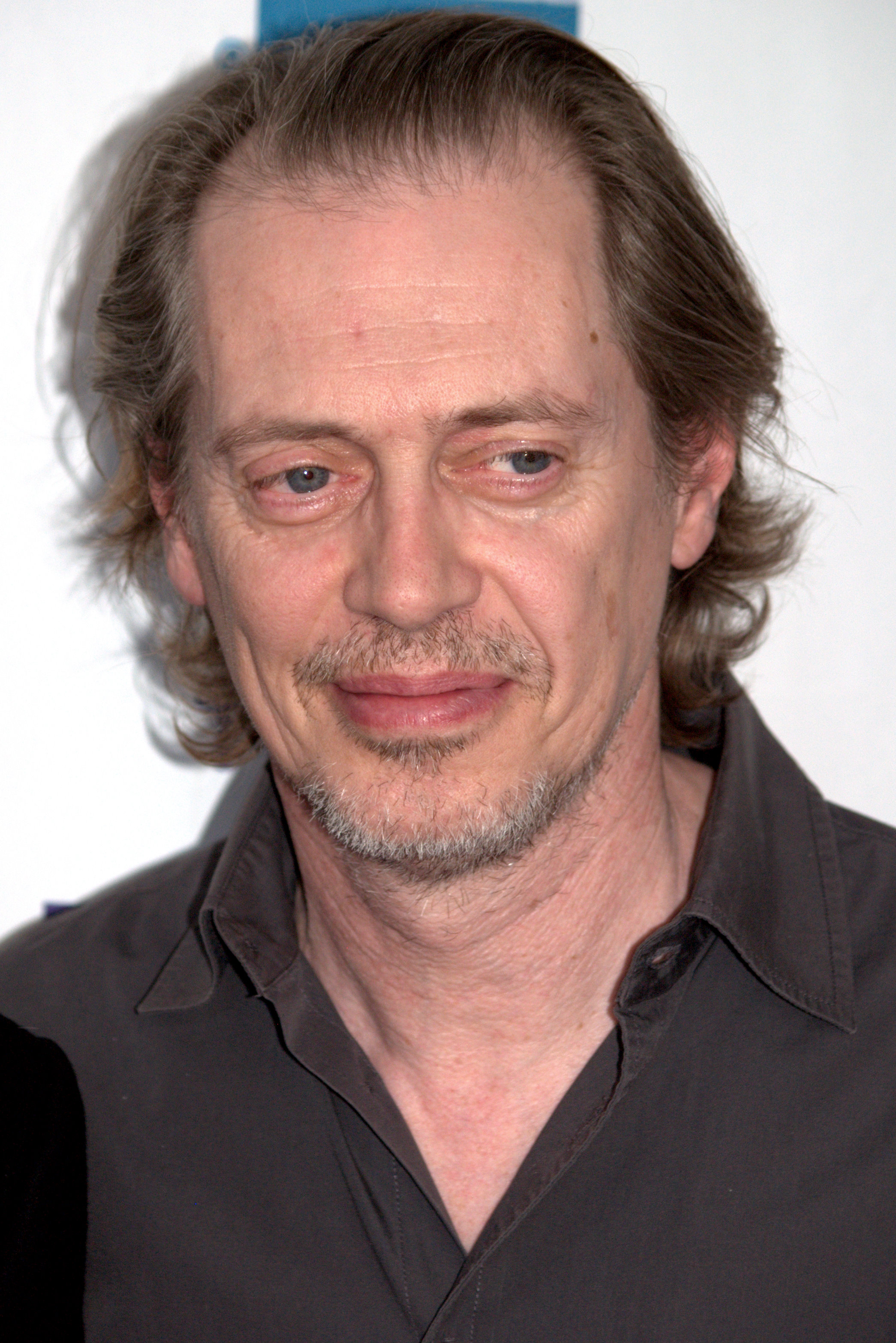
Steve Buscemi
(* 1957)

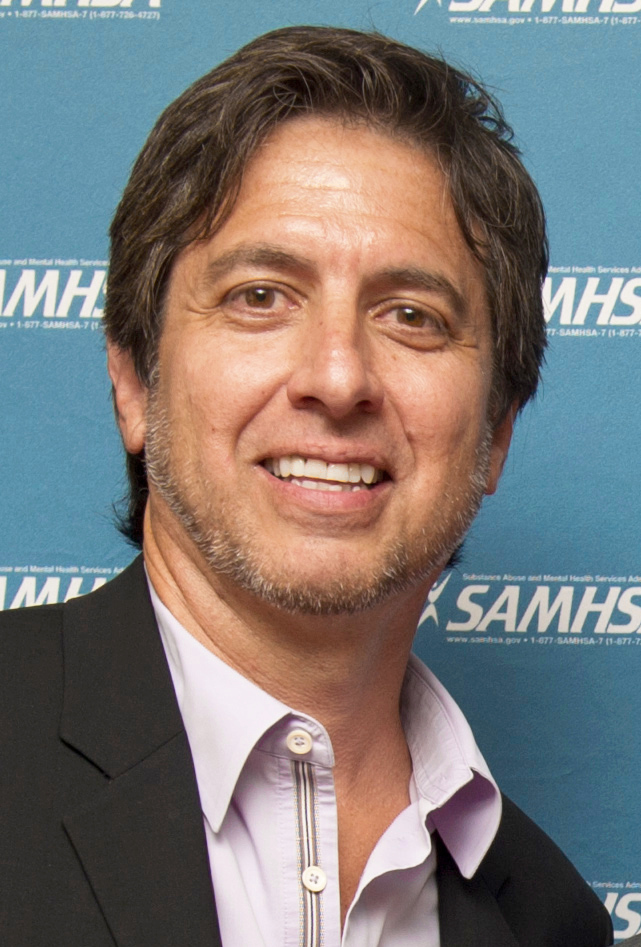
Ray Romano
(* 1957)

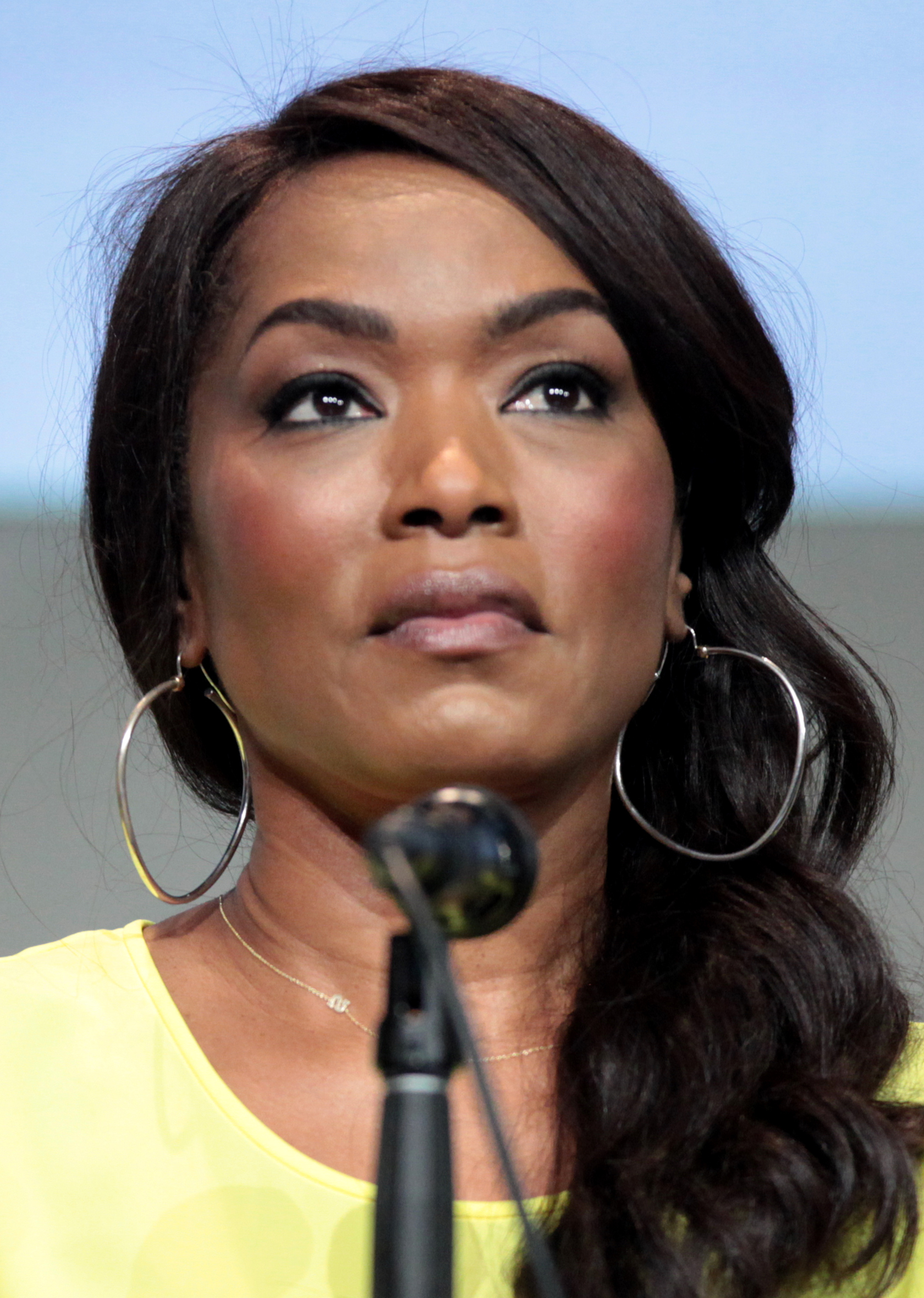
Angela Bassett
(* 1958)

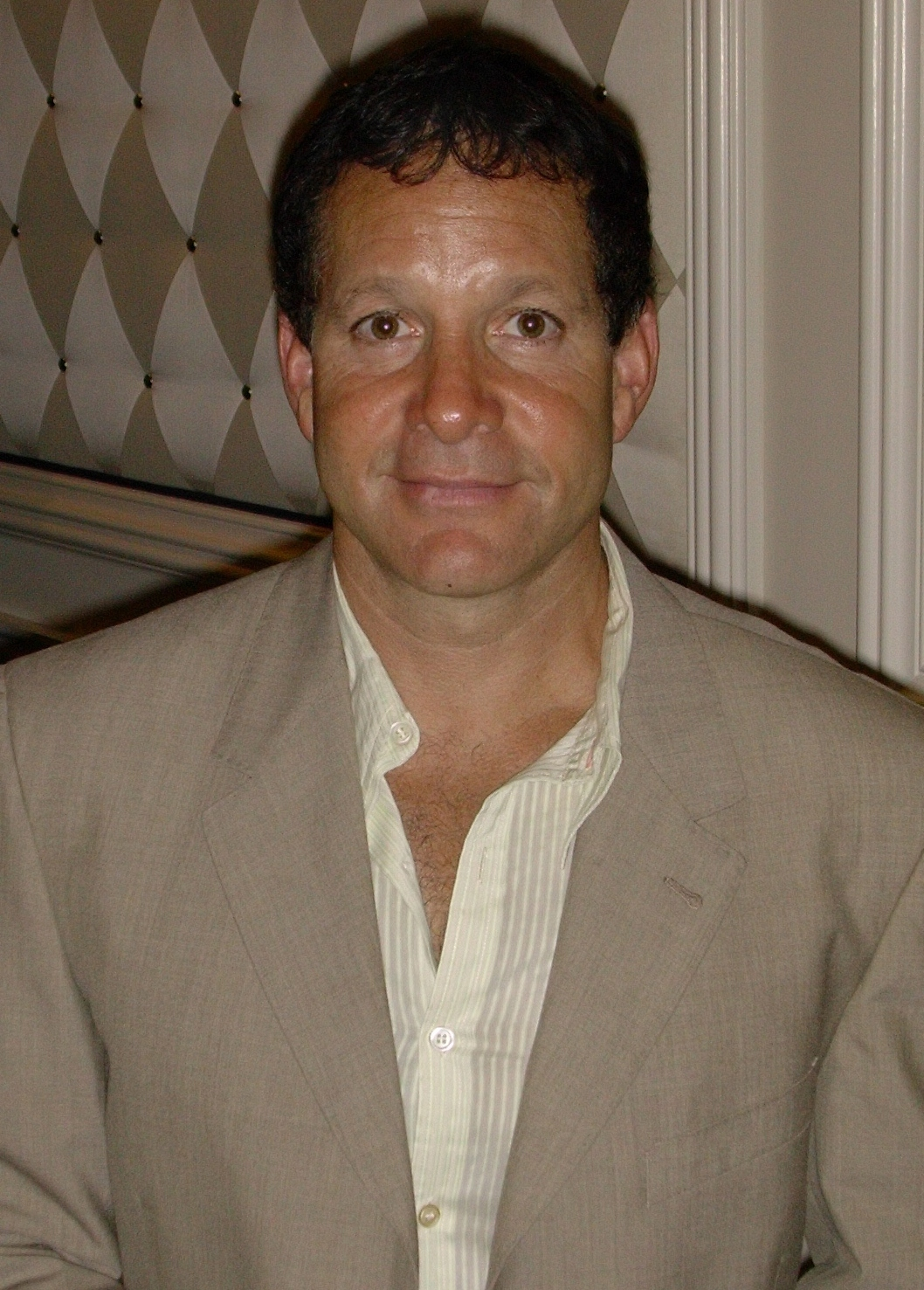
Steve Guttenberg
(* 1958)

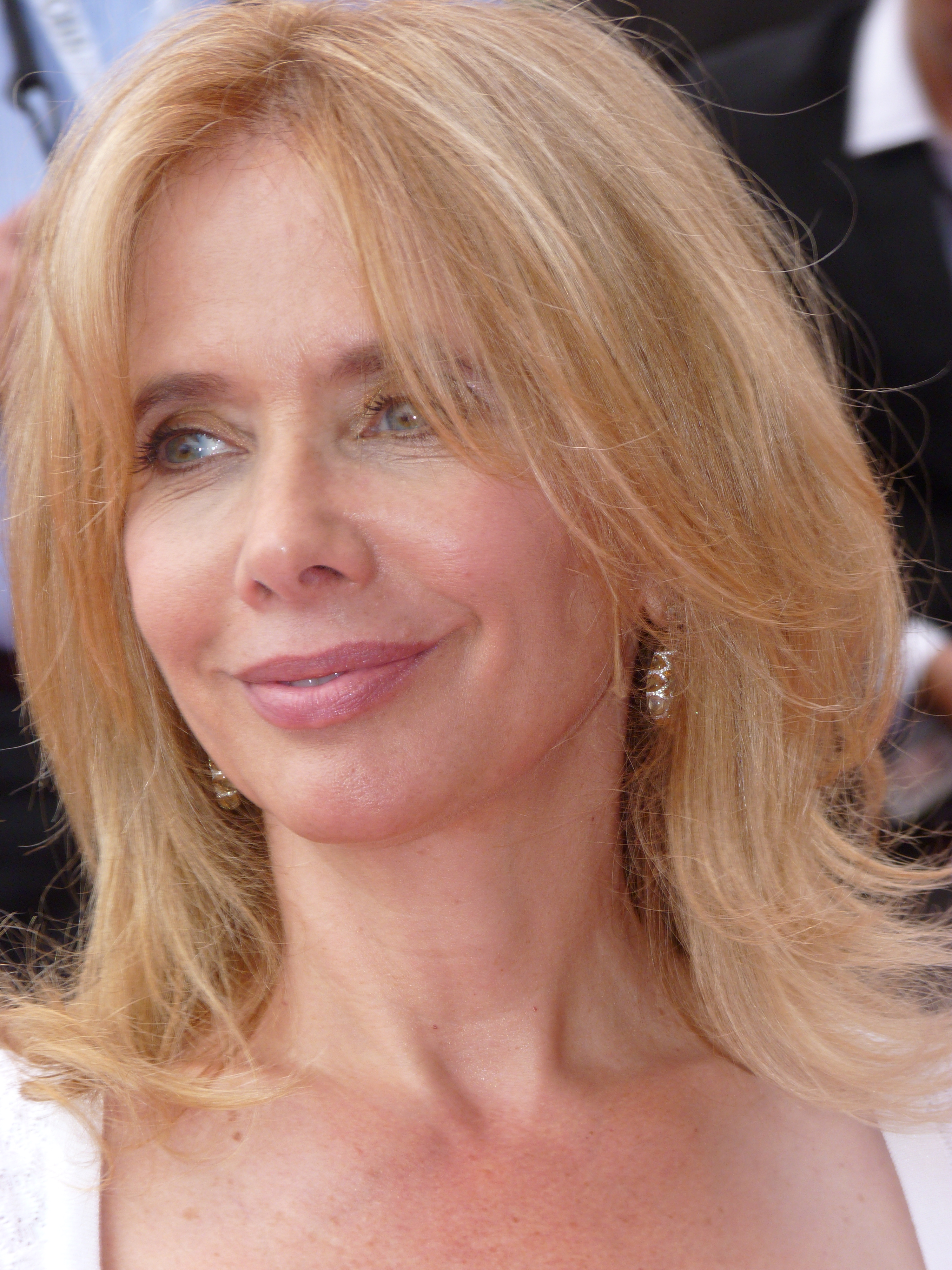
Rosanna Arquette
(* 1959)

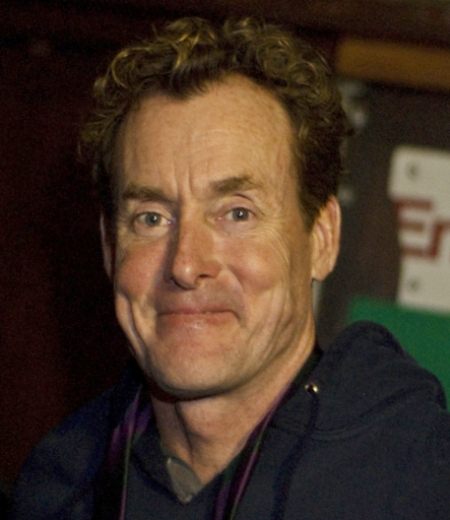
John C. McGinley
(* 1959)

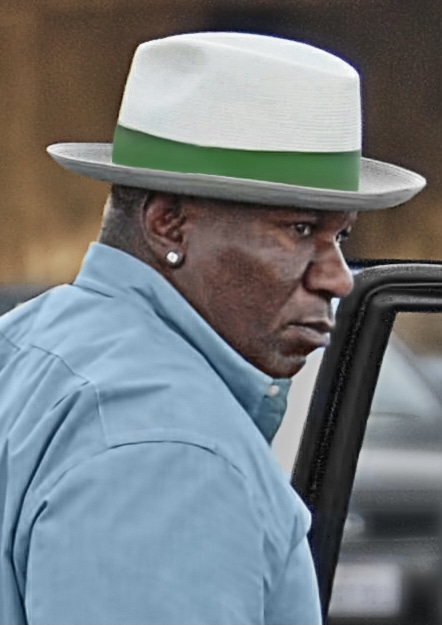
Ving Rhames
(* 1959)

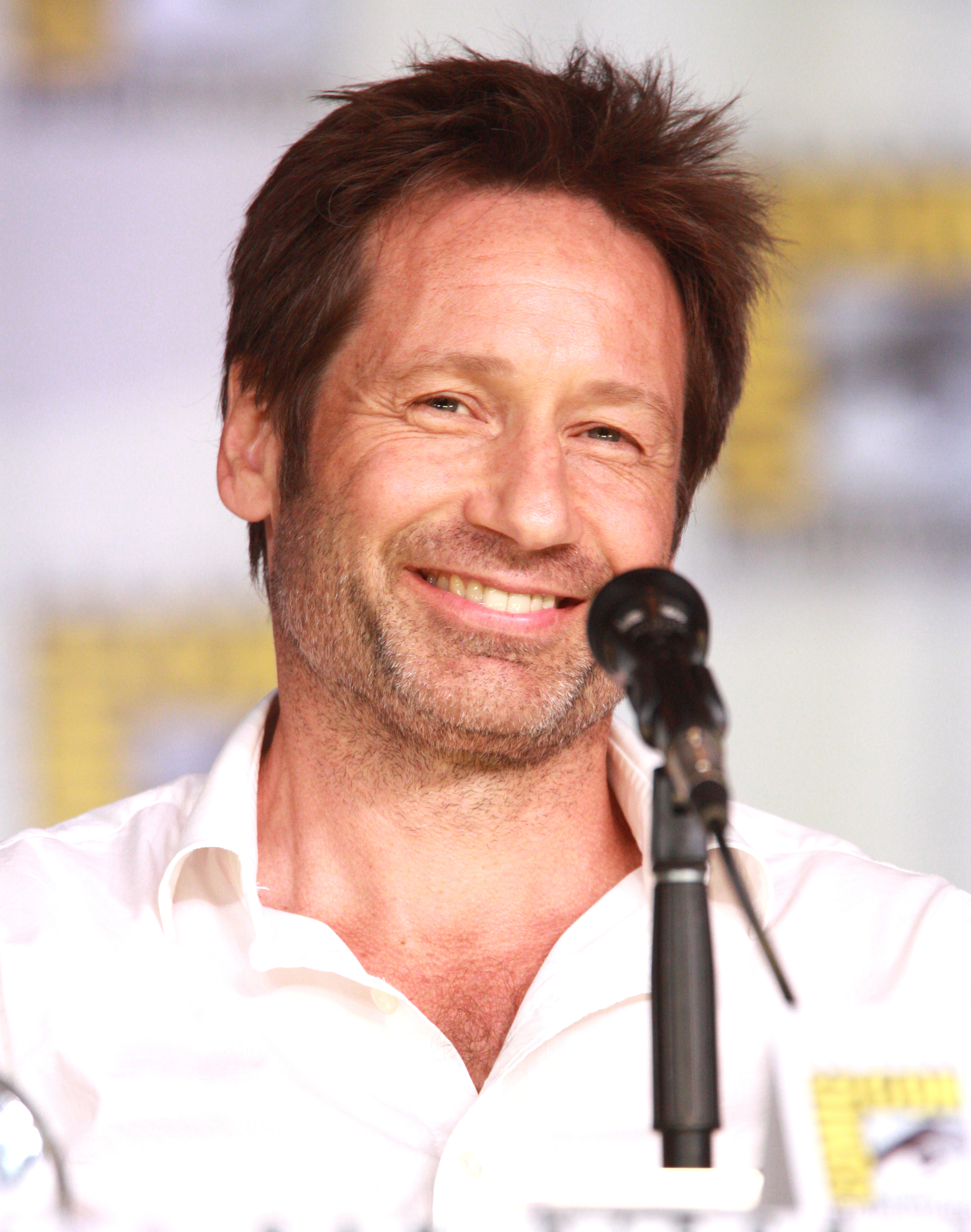
David Duchovny
(* 1960)

#### 1951
- Bruce Arena (* 1951), Fußballtrainer
- Obba Babatundé (* 1951), Schauspieler
- Frankie Banali (1951–2020), Rock-Schlagzeuger
- Robin Bartlett (* 1951), Schauspielerin
- Pamela Bellwood (* 1951), Schauspielerin
- Martin Brest (* 1951), Filmregisseur, Drehbuchautor und Produzent
- Laurel Brett (* 1951), Literaturwissenschaftlerin und Schriftstellerin
- Peter Byrne (* 1951), römisch-katholischer Weihbischof
- Sean Daniel (* 1951), Filmproduzent
- Patti D’Arbanville (* 1951), Schauspielerin
- Eddie Dibbs (* 1951), Tennisspieler
- Brad Fiedel (* 1951), Filmkomponist
- Samantha Fox (1951–2020), Pornodarstellerin
- Al Franken (* 1951), Komiker, Radiomoderator und Politiker
- Michael Franzese (* 1951), ehemaliger Mobster und Capo der Cosa Nostra
- Mark H. Gelber (* 1951), Literaturwissenschaftler
- Steve Grossman (1951–2020), Jazzsaxophonist
- Nicholas Guest (* 1951), Schauspieler und Synchronsprecher
- Catherine Hicks (* 1951), Schauspielerin
- Oscar Hijuelos (1951–2013), Schriftsteller
- Mark Isham (* 1951), Filmmusik-Komponist und Trompeter
- Kenneth Jean (* 1951), Dirigent
- Howard Levy (* 1951), Mundharmonikaspieler und Pianist
- Joey Ramone (1951–2001), Sänger der Ramones
- Eunice Reddick (* 1951), Diplomatin
- Julian Schnabel (* 1951), Maler und Filmregisseur
- Roy Schoeman (* 1951), Autor
- Michael Jefry Stevens (* 1951), Jazzmusiker
- Dick Stockton (* 1951), Tennisspieler
- George Tsontakis (* 1951), Komponist und Dirigent
- Jai Uttal (* 1951), Fusionmusiker
- Luther Vandross (1951–2005), Rhythm-and-Blues-Sänger
- Bill Viola (1951–2024), Video- und Installationskünstler
- Steven Weintraub (* 1951), Mathematiker
- Frank Wilczek (* 1951), Physiker; Nobelpreisträger 2004

#### 1952
- Kenny Aaronson (* 1952), E-Bassist
- Rick Aviles (1952–1995), Stand-up-Comedian und Schauspieler
- Jacqueline K. Barton (* 1952), Chemikerin
- Leo Bassi (* 1952), Clown
- Gary Bettman (* 1952), Sportfunktionär
- Gerry Conway (* 1952), Comic-, SF- und Drehbuchautor
- Irene Dische (* 1952), deutsch-US-amerikanische Schriftstellerin
- Billy Drewes (* 1952), Jazzsaxophonist, -klarinettist und -flötist
- Diane Duane (* 1952), Science-Fiction- und Phantastik-Schriftstellerin sowie Drehbuchautorin
- Tovah Feldshuh (* 1952), Schauspielerin
- John Finn (* 1952), Schauspieler
- Andrew Horn (1952–2019), Filmregisseur
- Katya Gibel Mevorach (* 1952), Anthropologin
- Perry Goldstein (* 1952), Komponist und Musikpädagoge
- Howard Haber (* 1952), Physiker
- Alice Hoffman (* 1952), Autorin
- Steve James (1952–1993), Schauspieler
- Alan Kaufman (* 1952), Schriftsteller
- Muhtar Kent (* 1952), türkisch-US-amerikanischer Manager; von 2008 bis 2017 Chief Executive Officer (CEO) des Getränkekonzerns Coca-Cola
- William Kristol (* 1952), politischer Kommentator und Kolumnist
- Woody Mann (1952–2022), Gitarrist
- Phil Markowitz (* 1952), Jazzmusiker
- Sam McMurray (* 1952), Schauspieler
- Maurice Obstfeld (* 1952), Ökonom
- Chazz Palminteri (* 1952), Schauspieler und Schriftsteller
- William Parker (* 1952), Jazz-Bassist
- Rick Pitino (* 1952), Basketballtrainer
- Marky Ramone (* 1952), Schlagzeuger bei den Ramones
- Christopher Reeve (1952–2004), Schauspieler, Regisseur und Autor
- Nile Rodgers (* 1952), Musiker und Musikproduzent
- Clifford Ross (* 1952), Fotograf, Fotokünstler und Maler
- Bob Stoloff (* 1952), Jazzmusiker
- Richard Tabnik (* 1952), Jazz- und Improvisationsmusiker
- Roger Tsien (1952–2016), sino-amerikanischer Zellbiologe
- Dave Valentin (1952–2017), Jazzflötist
- Harvey Weinstein (* 1952), Filmproduzent
- Buddy Williams (* 1952), Jazzmusiker

#### 1953
- Elizabeth Arthur (* 1953), Schriftstellerin
- Jane Badler (* 1953), Schauspielerin
- Bob Boilen (* 1953), Radiomoderator, Musiker und Autor
- Kvitka Cisyk (1953–1998), Koloratursopranistin
- Robert Davi (* 1953), Schauspieler und Opernsänger
- Louis F. DiMauro (* 1953), Physiker
- Ronnie Earl (* 1953), Blues-Gitarrist
- Jeffrey Epstein (1953–2019), Investmentbanker
- Robert Fleisher (* 1953), Komponist und Musikpädagoge
- Alex Gibney (* 1953), Regisseur, Drehbuchautor und Filmproduzent
- Randy Halberstadt (* 1953), Jazzmusiker
- Ron Jeremy (* 1953), Pornodarsteller
- Amy Kaplan (1953–2020), Amerikanistin
- Paul Krugman (* 1953), Ökonom und Schriftsteller
- Cyndi Lauper (* 1953), Sängerin und Songschreiberin
- Anna Levine (* 1953), Schauspielerin
- Carol Liebowitz (* 1953), Jazzmusikerin
- Gregory Meeks (* 1953), US-Kongressabgeordneter
- Alexander J. Motyl (* 1953), Wissenschaftler und Künstler
- Michael Newdow (* 1953), Anwalt und Arzt
- Irene Rosenfeld (* 1953), Managerin
- Barry Sonnenfeld (* 1953), Kameramann und Filmregisseur
- Mark Soskin (* 1953), Jazzmusiker
- Tico Torres (* 1953), Schlagzeuger der Rockband Bon Jovi
- Don Winslow (* 1953), Schriftsteller
- John Zorn (* 1953), Komponist und Bandleader

#### 1954
- Gregory Abbott (* 1954), Musiker, Sänger, Komponist und Musikproduzent
- Jill Ellen Abramson (* 1954), Journalistin
- Douglas Arnold (* 1954), Mathematiker
- Shari Belafonte (* 1954), Schauspielerin und Sängerin
- Warren Benbow (1954–2024), Jazzmusiker
- Angela Bofill (1954–2024), R&B- und Jazz-Sängerin
- Fred Borchelt (* 1954), Ruderer
- Jake Burton Carpenter (1954–2019), Snowboarder
- Carter Burwell (* 1954), Schauspieler, Musiker, Dirigent und Orchestrator
- Nicolas Collins (* 1954), Komponist, Klangkünstler und Improvisationsmusiker
- Alice Cooney Frelinghuysen (* 1954), Kunsthistorikerin
- James Gleick (* 1954), Autor, Journalist und Essayist
- Elliot Goldenthal (* 1954), Komponist
- Kip Hanrahan (* 1954), Musikproduzent und Perkussionist
- Amy Heckerling (* 1954), Filmregisseurin und Drehbuchautorin
- Giorgos Kaminis (* 1954), griechischer Verfassungsrechtler
- Allan Kozinn (* 1954), Journalist und Musikkritiker
- Glenn D. Lowry (* 1954), Kunsthistoriker
- Andy Narell (* 1954), Jazzschlagzeuger
- Donna Pescow (* 1954), Schauspielerin und Fernsehregisseurin
- Tobias Picker (* 1954), Komponist
- Theresa Saldana (1954–2016), Schauspielerin
- John Serry (* 1954), Jazzmusiker und Komponist
- Sonia Sotomayor (* 1954), Juristin und Richterin am Obersten Gerichtshof
- Don Stark (* 1954), Schauspieler
- Howard Stern (* 1954), Talkradio-Moderator
- Wesley Strick (* 1954), Drehbuchautor
- Michael Thompson (* 1954), Gitarrist und Songwriter
- Bob Weinstein (* 1954), Filmproduzent
- Julius Penson Williams (* 1954), Dirigent, Komponist und Musikpädagoge

#### 1955
- Bruce Altman (* 1955), Schauspieler
- Caleb Carr (1955–2024), Schriftsteller und Historiker
- Bill Condon (* 1955), Filmregisseur, Drehbuchautor und Filmproduzent
- Bob DeMeo (1955–2022), Jazzmusiker
- Griffin Dunne (* 1955), Schauspieler, Regisseur und Filmproduzent
- Peter Gallagher (* 1955), Schauspieler
- Jeanne Galway (* 1955), Flötistin
- Whoopi Goldberg (* 1955), Schauspielerin, Komödiantin und Sängerin
- Gene Grossman (* 1955), Ökonom
- Rhonda Heath (* um 1955), Sängerin
- Jeff Hirshfield (* 1955), Jazzschlagzeuger
- Renée Manning (* 1955), Jazzmusikerin
- Marilyn Mazur (* 1955), dänische Jazzmusikerin
- Christopher McDonald (* 1955), Schauspieler
- Bruce Molsky (* 1955), Fiddle- und Banjospieler
- Adam Nussbaum (* 1955), Jazzschlagzeuger
- Michael Oren (* 1955), israelischer Diplomat, Autor, Historiker und Politiker
- Tanya Roberts (1955–2021), Schauspielerin
- Michael Schudrich (* 1955), Oberrabbiner von Polen
- Lee Smolin (* 1955), Physiker
- Steven Wright (* 1955), Schauspieler, Schriftsteller und Stand-up-Comedian

#### 1956
- Blanche Baker (* 1956), Schauspielerin
- Arthor von Blomberg (* 1956), Musiker und Musikproduzent
- Anthony Bourdain (1956–2018), Koch und Autor
- George Brooks (* 1956), Jazzmusiker und Komponist
- David Caruso (* 1956), Schauspieler
- Gerry Cooney (* 1956), Schwergewichtsboxer
- Thomas H. Cormen (* 1956), Informatiker
- Tim Daly (* 1956), Schauspieler, Synchronsprecher und Filmproduzent
- Howard Davis (1956–2015), Boxer
- Dana Delany (* 1956), Schauspielerin
- James Dimon (* 1956), Wirtschaftsmanager
- Deborah Drattell (* 1956), Komponistin
- Mitchel Forman (* 1956), Jazz- und Fusionmusiker
- Tony Gilroy (* 1956), Drehbuchautor, Filmregisseur und Filmproduzent
- Geoff Goodman (* 1956), Jazzmusiker
- Carol Higgins Clark (1956–2023), Krimiautorin
- Bernard King (* 1956), Basketballspieler
- Tony Kushner (* 1956), Schriftsteller und Drehbuchautor
- John R. MacArthur (* 1956), Journalist
- Fred Melamed (* 1956), Schauspieler
- Tony Moreno (* 1956), Jazzmusiker
- Johnny Reinhard (* 1956), Fagottist und Komponist
- Holli Ross (1956–2020), Jazzsängerin und Liedtexterin
- Jordan Rudess (* 1956), Keyboarder
- Joan Slonczewski (* 1956), Molekularbiologin und Autorin
- David Tanenbaum (* 1956), Gitarrist
- Chloe Webb (* 1956), Schauspielerin
- Michael J. Weithorn (* 1956), Autor, Regisseur und Produzent
- Stephanie Zimbalist (* 1956), Schauspielerin

#### 1957
- Khandi Alexander (* 1957), Schauspielerin
- Vinny Appice (* 1957), Schlagzeuger
- Nicholson Baker (* 1957), Schriftsteller
- Afrika Bambaataa (* 1957), Hip-Hop-DJ
- Jennifer Batten (* 1957), Gitarrenspielerin
- Caroline Bouvier Kennedy (* 1957), Diplomatin; Kennedys überlebende Tochter
- Leslie Browne (* 1957), Balletttänzerin und Filmschauspielerin
- Steve Buscemi (* 1957), Film- und Bühnenschauspieler
- Mark Gordon (* 1957), Politiker
- Melanie Griffith (* 1957), Filmschauspielerin
- Mark Hurd (1957–2019), Manager
- Jeh Johnson (* 1957), Politiker
- James McBride (* 1957), Schriftsteller
- Tom McClung (1957–2017), Jazzmusiker
- Mark Medal (* 1957), Boxer
- Joe Mullen (* 1957), Eishockeyspieler und -trainer
- Najee (* 1957), Jazzmusiker
- Janet Napolitano (* 1957), Politikerin
- Ray Romano (* 1957), Schauspieler
- Bobby Sanabria (* 1957), Jazzmusiker
- Harris Savides (1957–2012), Kameramann
- Jeffrey Schindler (* 1957), Cembalist und Dirigent
- Russell Simmons (* 1957), Musik- und Modeunternehmer
- Linda Catlin Smith (* 1957), kanadische Komponistin
- Patty Smyth (* 1957), Sängerin
- Alexander Stille (* 1957), Journalist und Schriftsteller
- Robert Trowers (* 1957), Jazzposaunist
- John Turturro (* 1957), Schauspieler
- Nana Visitor (* 1957), Schauspielerin

#### 1958
- Marc Abrams (* 1958), Jazz-Bassist
- Angela Bassett (* 1958), Schauspielerin
- Don Byron (* 1958), Jazzmusiker (Klarinettist, Komponist)
- Eddie Dekel (* 1958), Ökonom
- Kenny Drew Jr. (1958–2014), Jazz-Pianist
- John Fedorowicz (* 1958), Schachmeister
- Béla Fleck (* 1958), Bluegrass-Musiker
- Virginia Gilder (* 1958), Ruderin
- Shafrira Goldwasser (* 1958), Informatikerin
- Steve Guttenberg (* 1958), Schauspieler
- Adam Holzman (* 1958), Fusionmusiker
- Steve Israel (* 1958), US-Kongressabgeordneter
- Charlie Kaufman (* 1958), Drehbuchautor und Filmregisseur
- Adam Kolker (* 1958), Jazzmusiker
- Al MacDowell (* ≈1958), Bassist und Komponist
- Wendy Makkena (* 1958), Schauspielerin
- Bob Merrill (* 1958), Jazzmusiker
- Alan Meyerson (* 1958), Musikproduzent und Tontechniker
- Thurston Moore (* 1958), Gitarrist und Sänger
- Viggo Mortensen (* 1958), dänisch-US-amerikanischer Schauspieler, Fotograf, Dichter, Maler und Musiker
- Mark Moses (* 1958), Schauspieler
- Pete Nater (* 1958), Jazz- und Salsamusiker
- Anna Politkowskaja (1958–2006), russisch-US-amerikanische Journalistin, Autorin und Menschenrechtsaktivistin
- David O. Russell (* 1958), Regisseur, Filmproduzent und Drehbuchautor
- Mala Waldron (* 1958), Jazz- und R-&-B-Musikerin
- Kenny Washington (* 1958), Jazzmusiker, Hörfunkmoderator
- Jeff Yass  (* 1958), Unternehmer

#### 1959
- Rosanna Arquette (* 1959), Schauspielerin
- Talia Balsam (* 1959), Schauspielerin
- Judith Tydor Baumel-Schwartz (* 1959), Historikerin
- Kurtis Blow (* 1959), Pionier des Rap
- Charles Brown (* 1959), römisch-katholischer Erzbischof und Diplomat des Heiligen Stuhls
- Irene Cara (1959–2022), Sängerin und Schauspielerin
- Nick Cassavetes (* 1959), Schauspieler, Regisseur und Drehbuchautor
- Perry Farrell (* 1959), Rockmusiker
- Ray Gillen (1959–1993), Hard-Rock-Sänger
- Omar Hakim (* 1959), Jazz-Schlagzeuger
- Nick Hanauer (* 1959), Unternehmer
- John C. McGinley (* 1959), Schauspieler, Produzent und Schriftsteller
- Deirdre Murphy (1959–2014), Radrennfahrerin
- Keith Olbermann (* 1959), Moderator von Nachrichten- und Sportsendungen in Fernsehen und Radio
- Ving Rhames (* 1959), Schauspieler
- Matt Roy (* 1959), Bobsportler
- Dan Shak (* 1959), Hedgefonds-Manager und Pokerspieler
- Steve Stevens (* 1959), Musiker
- Brian Tarantina (1959–2019), Schauspieler
- Leo Traversa (* 1959), Jazz-Bassist
- Susan Trumbore (* 1959), Geologin

#### 1960
- Hilton Als (* 1960), Autor und Literaturkritiker
- Jean-Michel Basquiat (1960–1988), Graffitikünstler, Maler und Zeichner
- Jason Beghe (* 1960), Schauspieler
- Robert John Burke (* 1960), Schauspieler
- Chuck D (* 1960), Rapper
- Robert von Dassanowsky (1960–2023), österreichisch-US-amerikanischer Kultur- und Filmhistoriker, Schriftsteller und Filmproduzent
- David Duchovny (* 1960), Schauspieler
- Bernard Fowler (* 1960), Musiker
- Jennifer Grey (* 1960), Schauspielerin
- Graham Brentley Haynes (* 1960), Jazzmusiker
- Adam Holzman (* 1960), klassischer Gitarrist
- Alex Jacobowitz (* 1960), Xylophonspieler
- Elena Kagan (* 1960), Juristin
- Brewster Kahle (* 1960), Informatiker, Unternehmer und Aktivist
- Jaron Lanier (* 1960), Informatiker, Künstler und Unternehmer
- Popa Chubby (* 1960), Bluesmusiker
- Rammellzee (1960–2010), Graffiti-Künstler und Hip-Hop-Musiker
- John M. Richardson (* 1960), Admiral und Chef der Marineoperationen
- Jennifer Rush (* 1960), Sängerin
- Anton Sanko (* 1960), Filmkomponist, Musikarrangeur und Musikproduzent
- Andrea Scrima (* 1960), Installationskünstlerin, Kunstkritikerin und Schriftstellerin
- Nelson Vails (* 1960), Bahnradsportler
- Damon Wayans (* 1960), Schauspieler, Komiker und Drehbuchautor

### 1961–1970

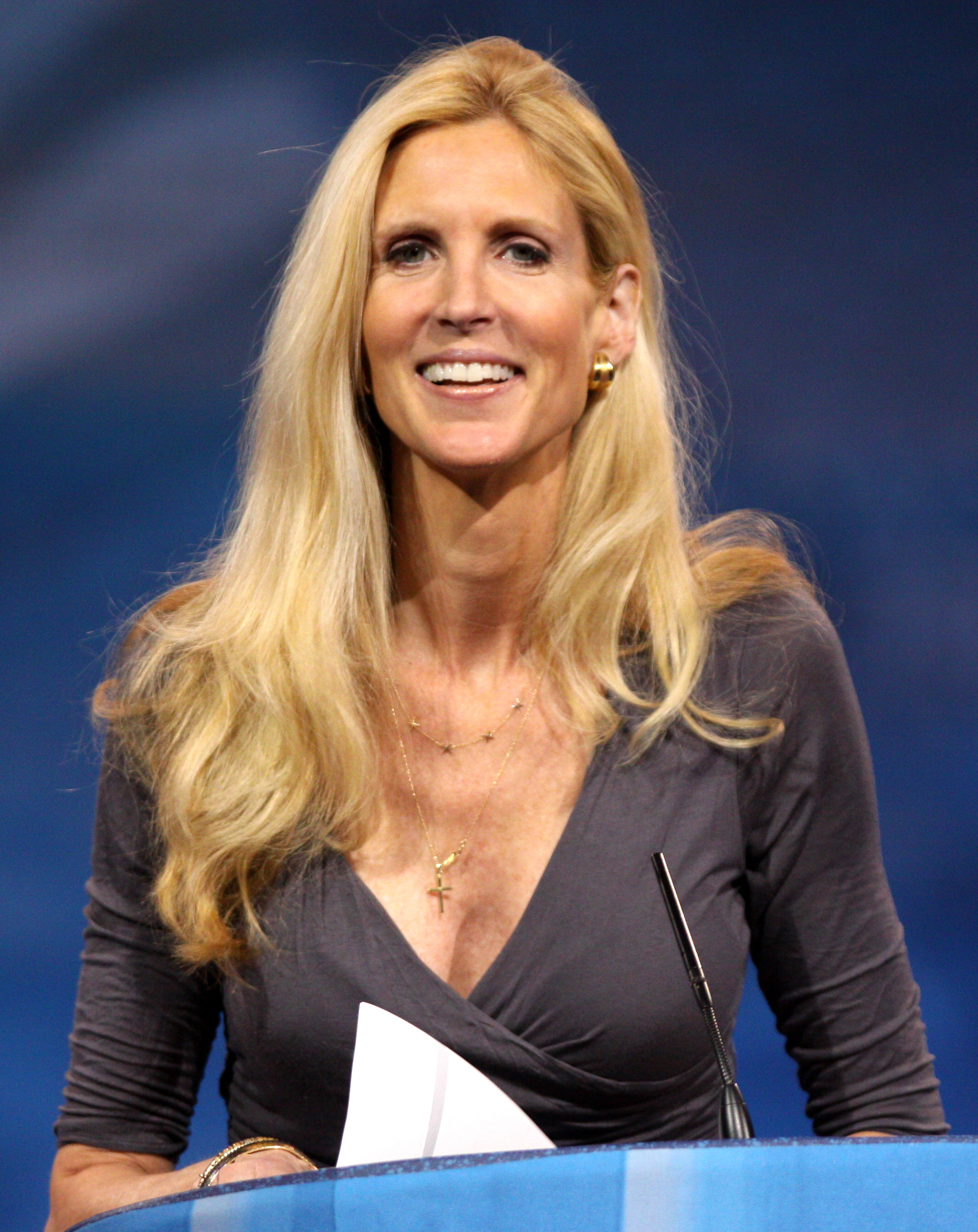
Ann Coulter
(* 1961)

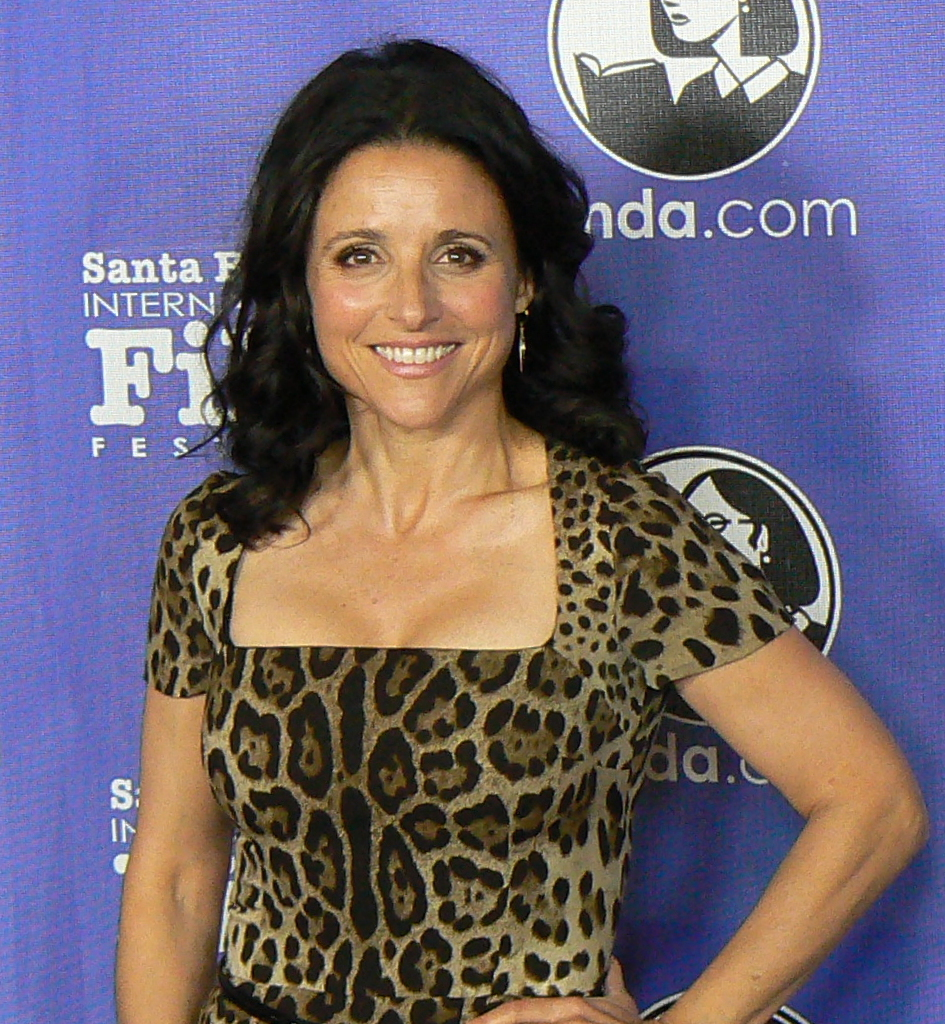
Julia Louis-Dreyfus
(* 1961)

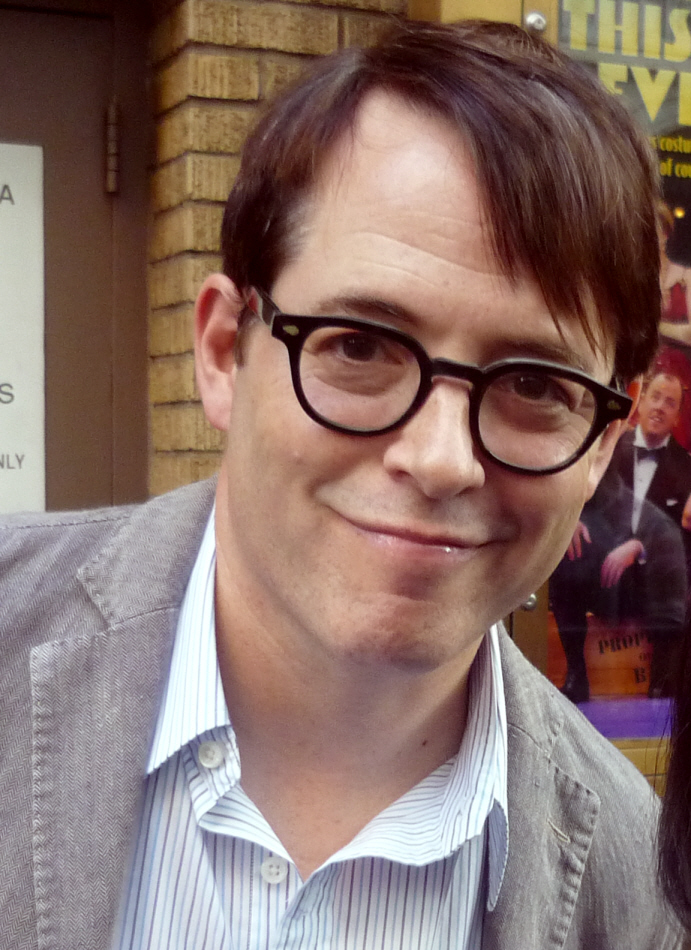
Matthew Broderick
(* 1962)

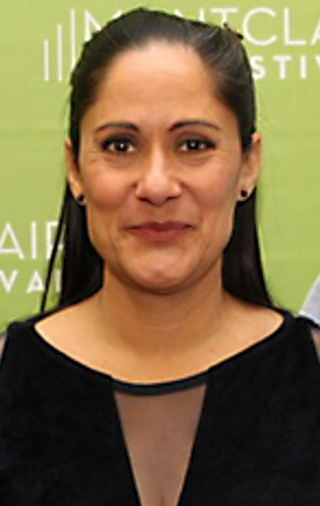
Sakina Jaffrey
(* 1962)

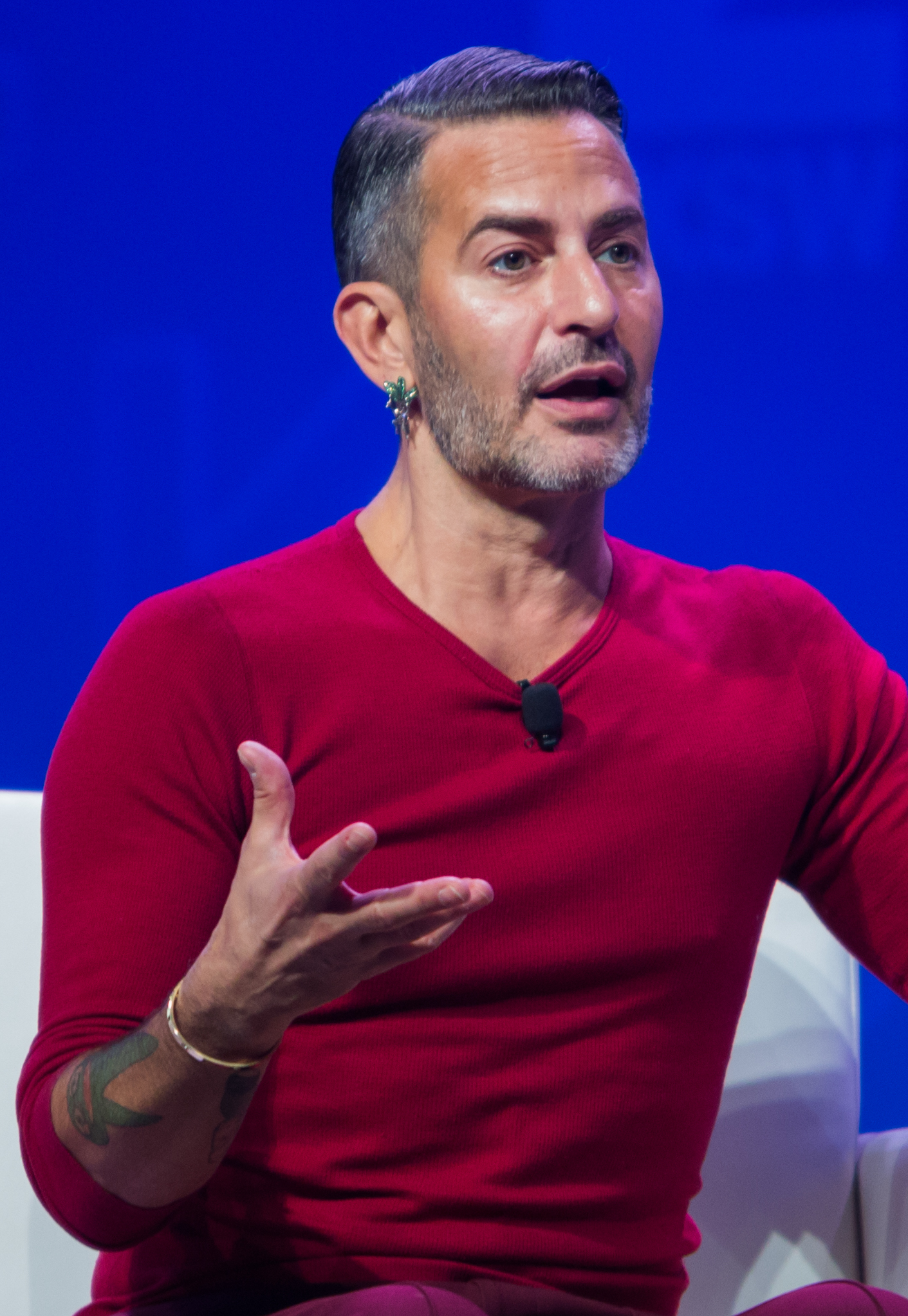
Marc Jacobs
(* 1963)

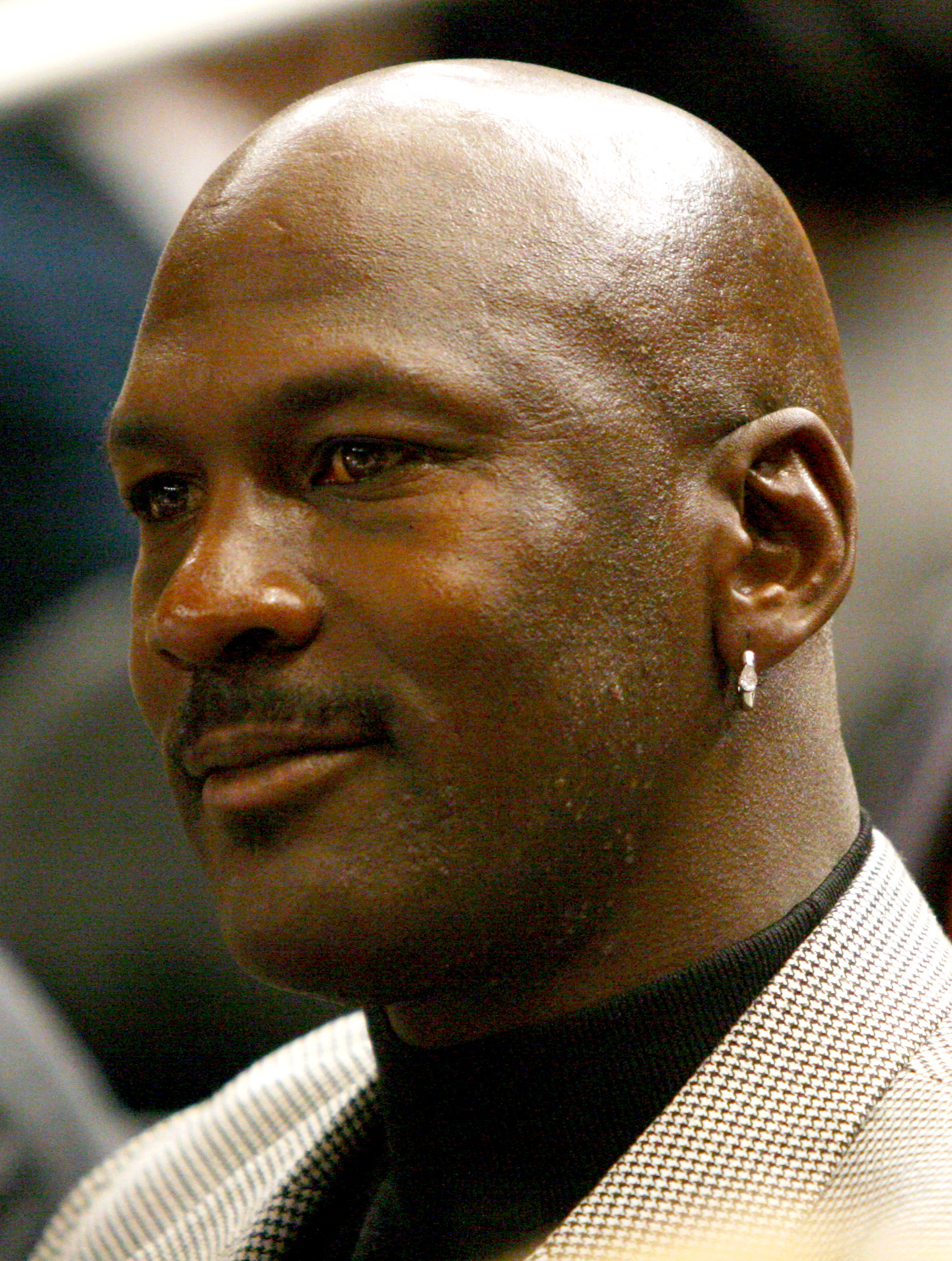
Michael Jordan
(* 1963)

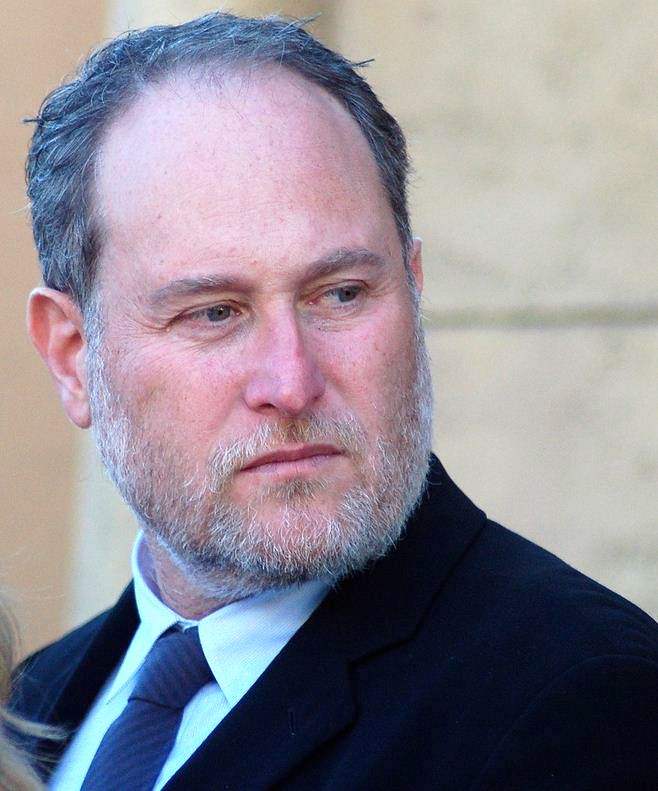
Jon Turteltaub
(* 1963)

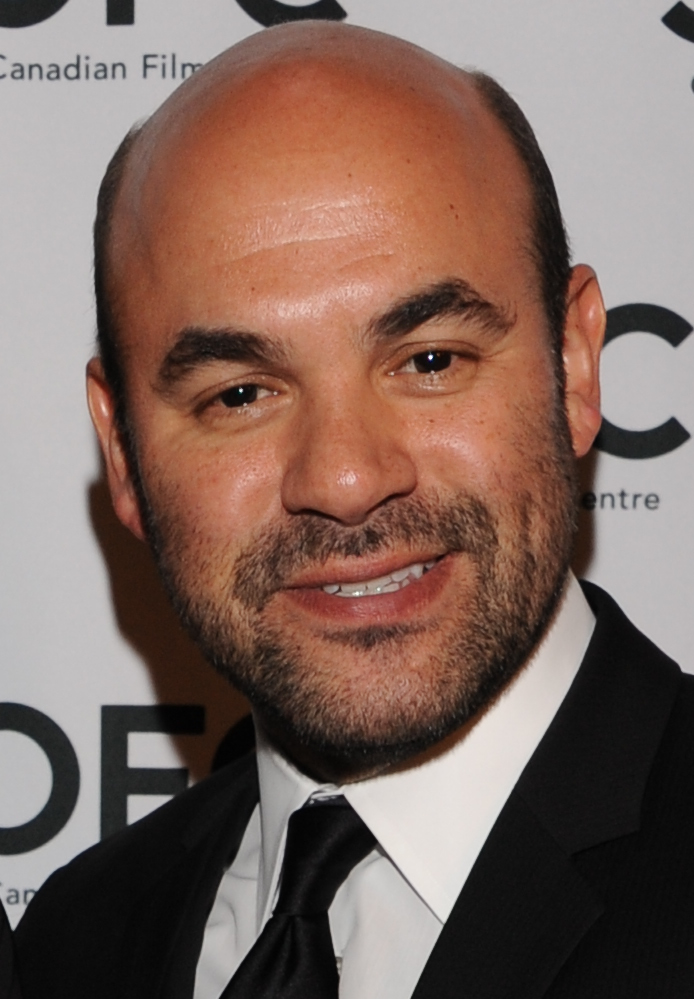
Ian Gomez
(* 1964)

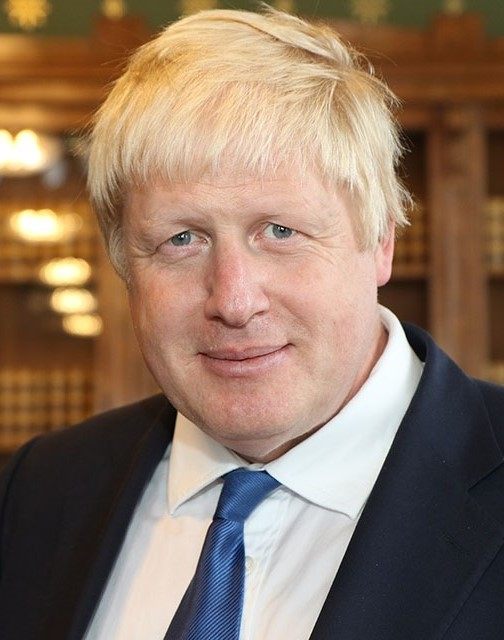
Boris Johnson
(* 1964)

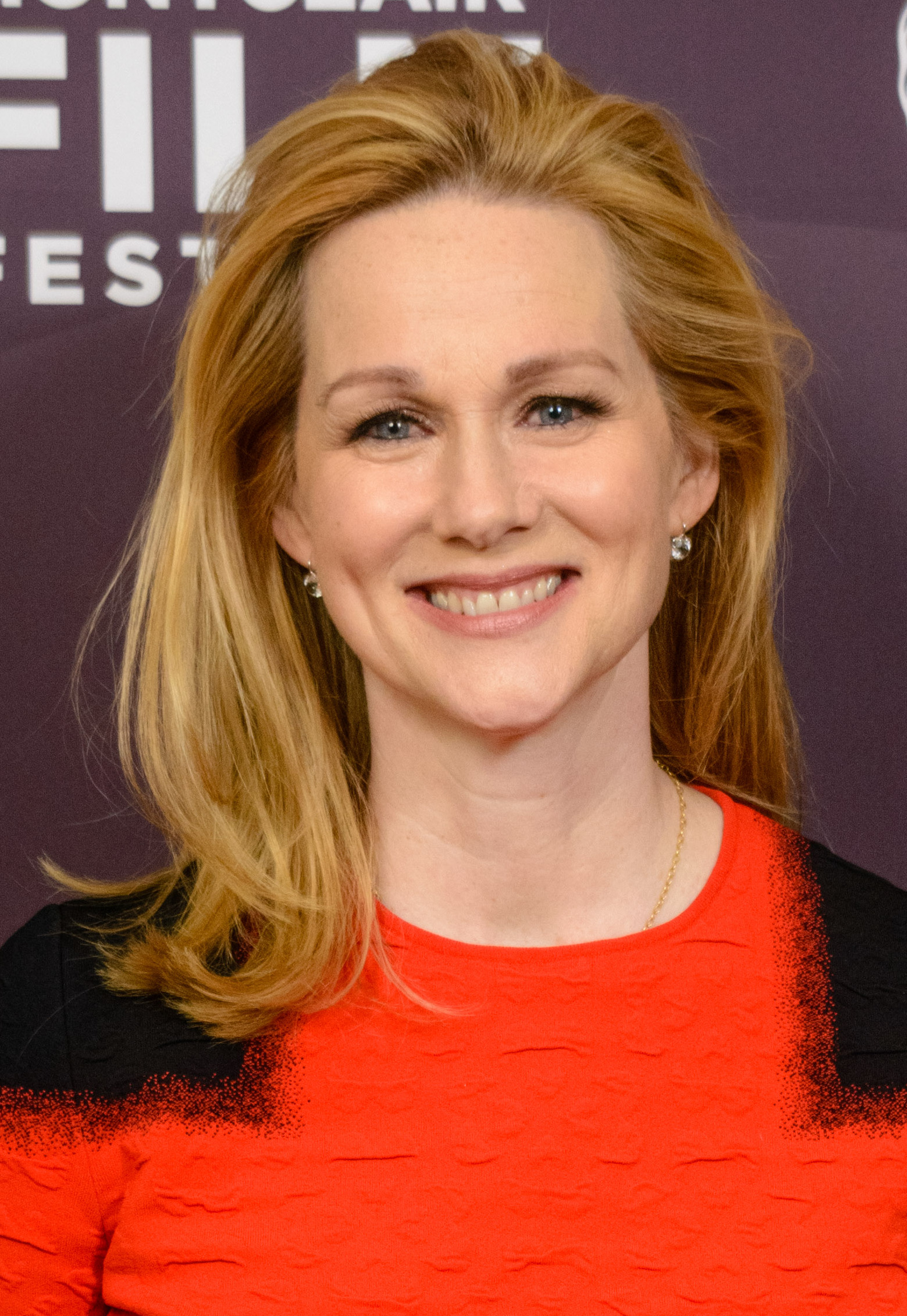
Laura Linney
(* 1964)

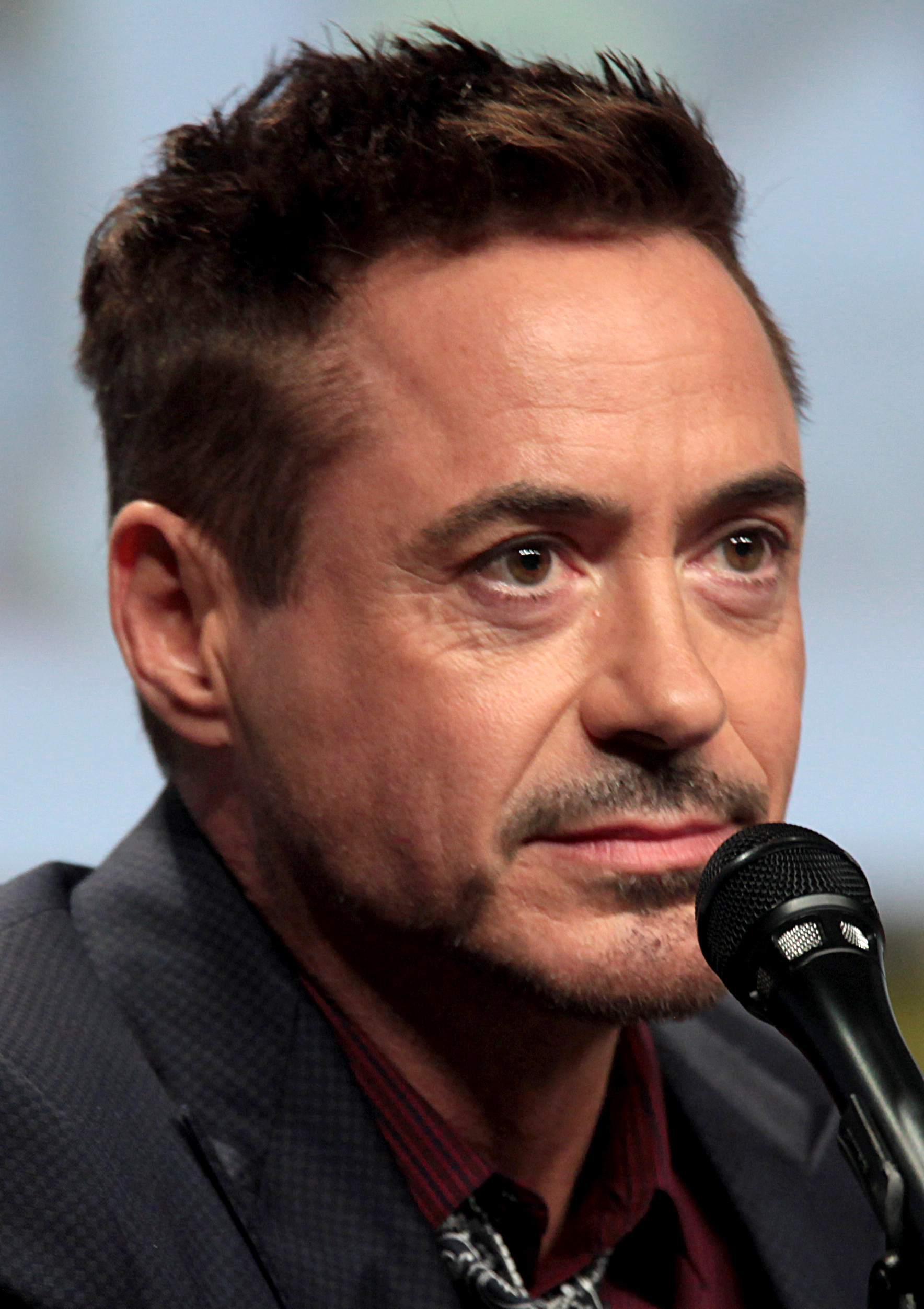
Robert Downey Jr.
(* 1965)

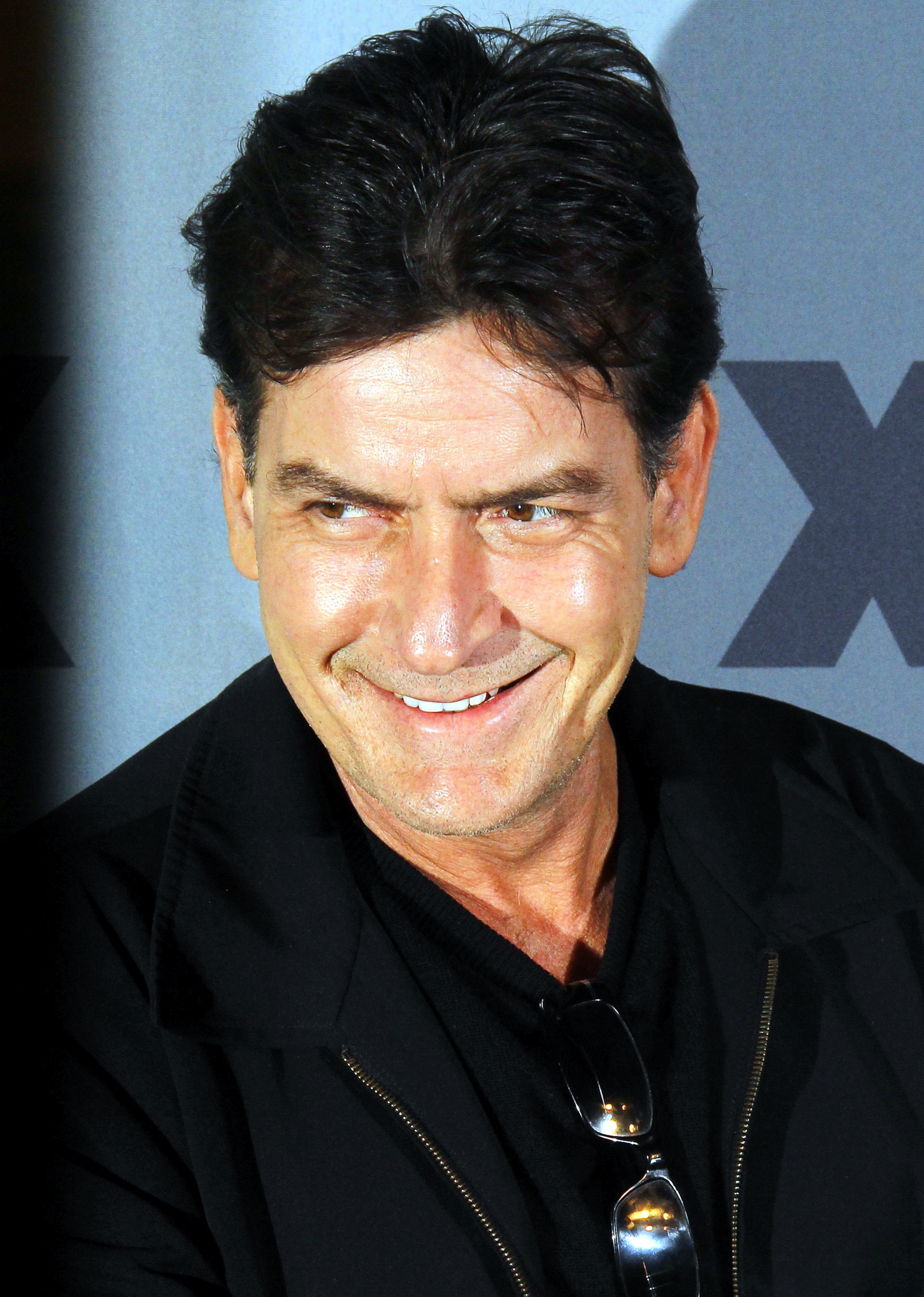
Charlie Sheen
(* 1965)

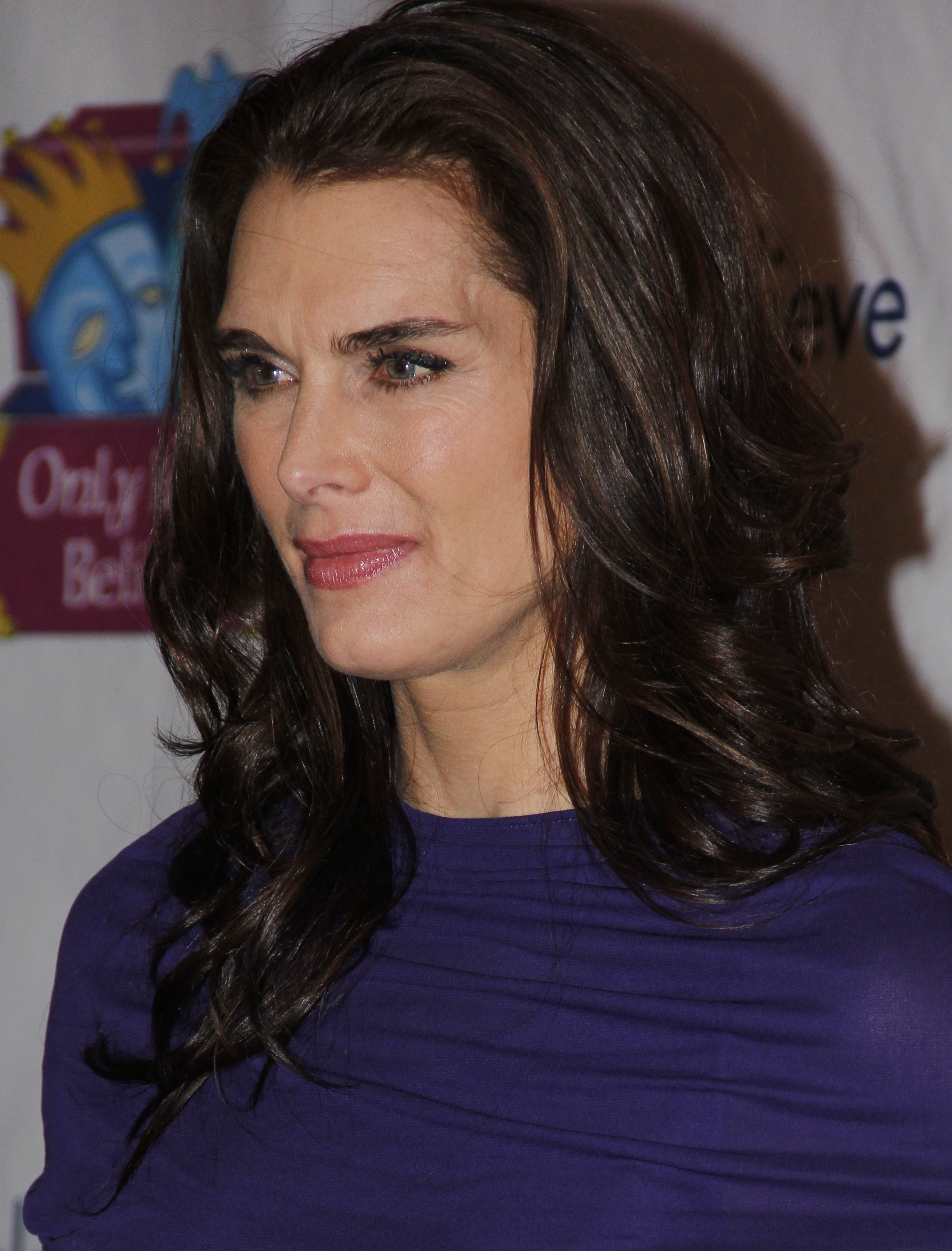
Brooke Shields
(* 1965)

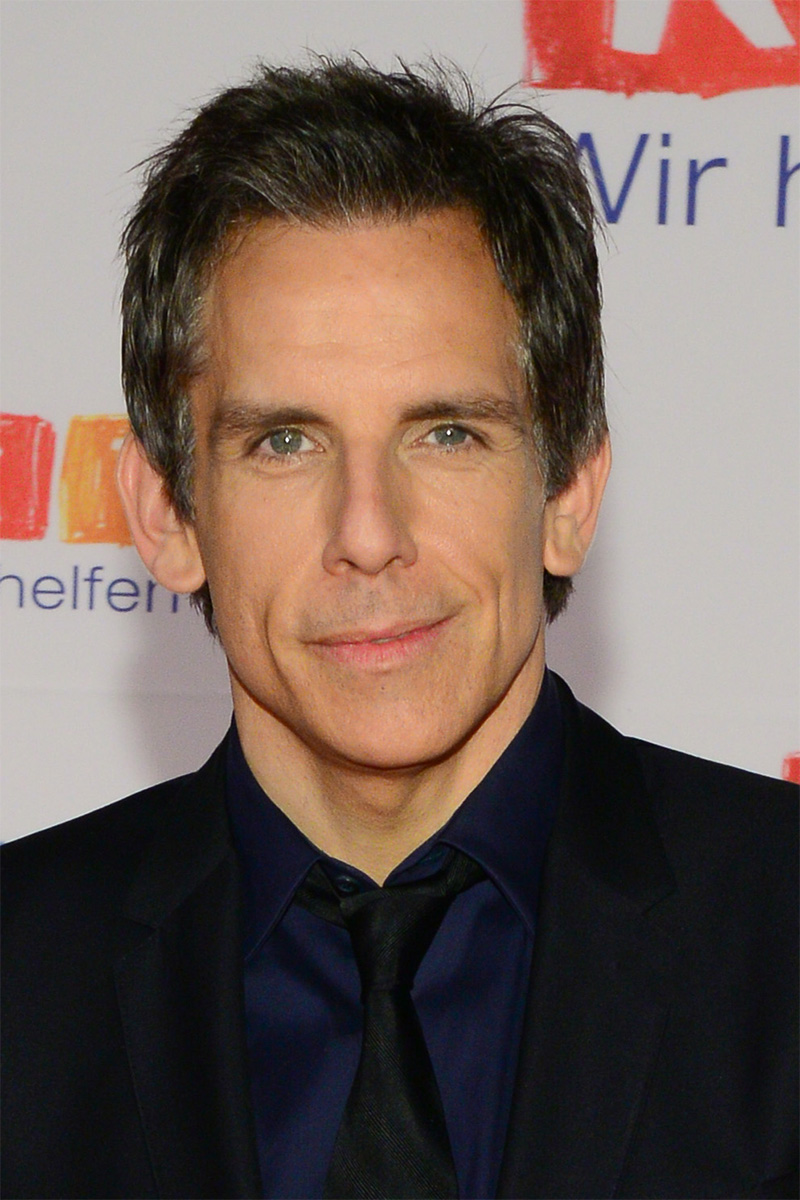
Ben Stiller
(* 1965)

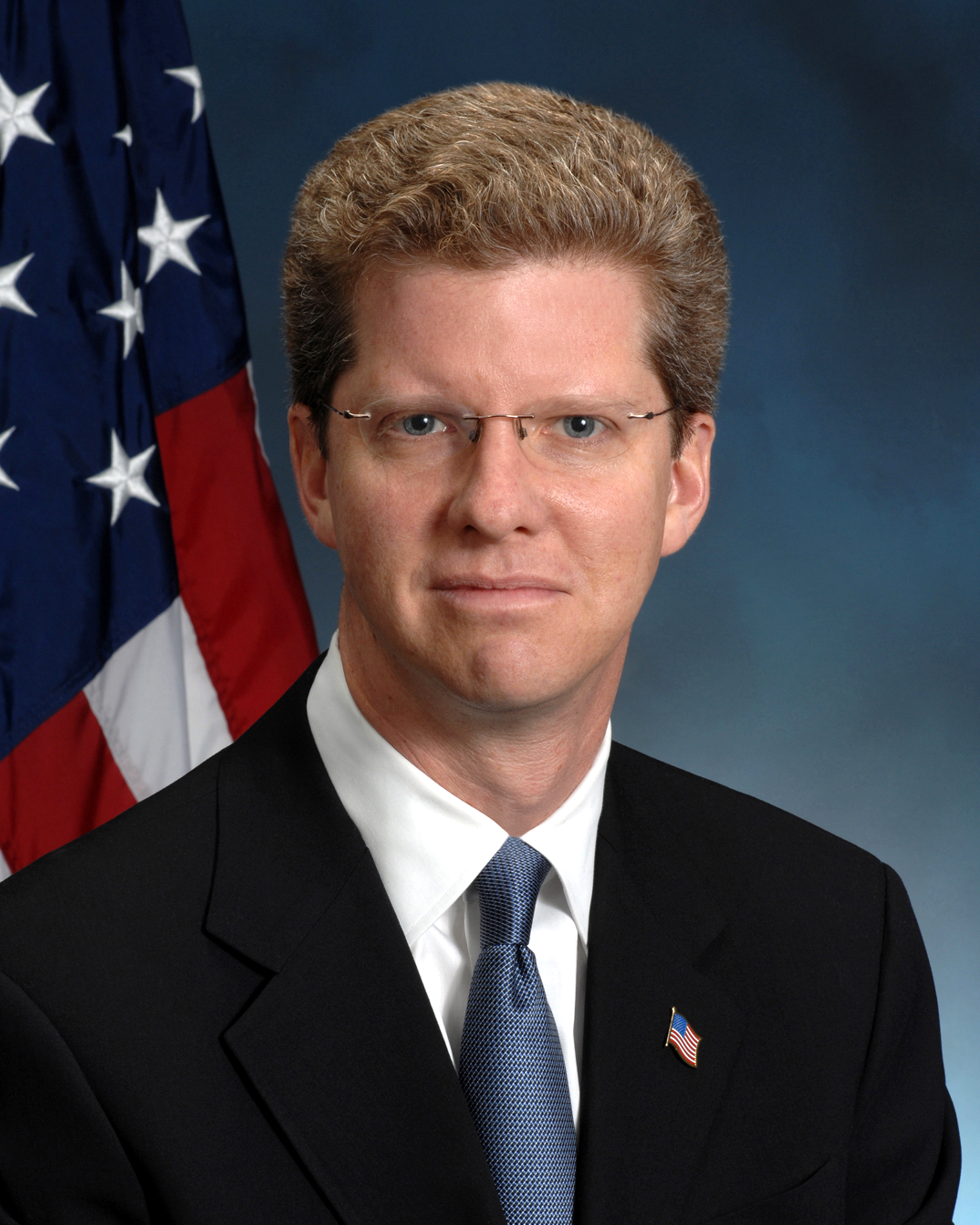
Shaun Donovan
(* 1966)

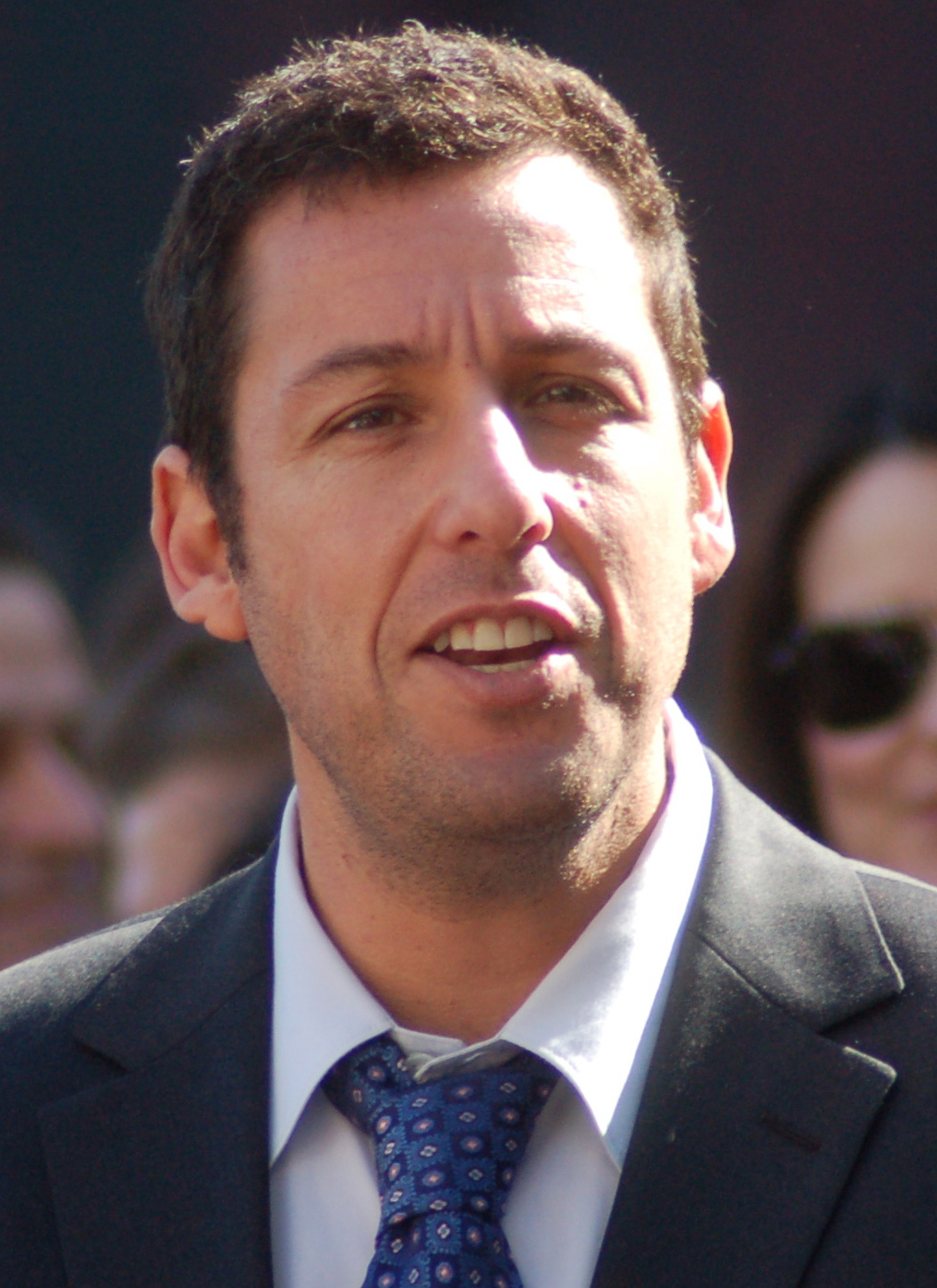
Adam Sandler
(* 1966)

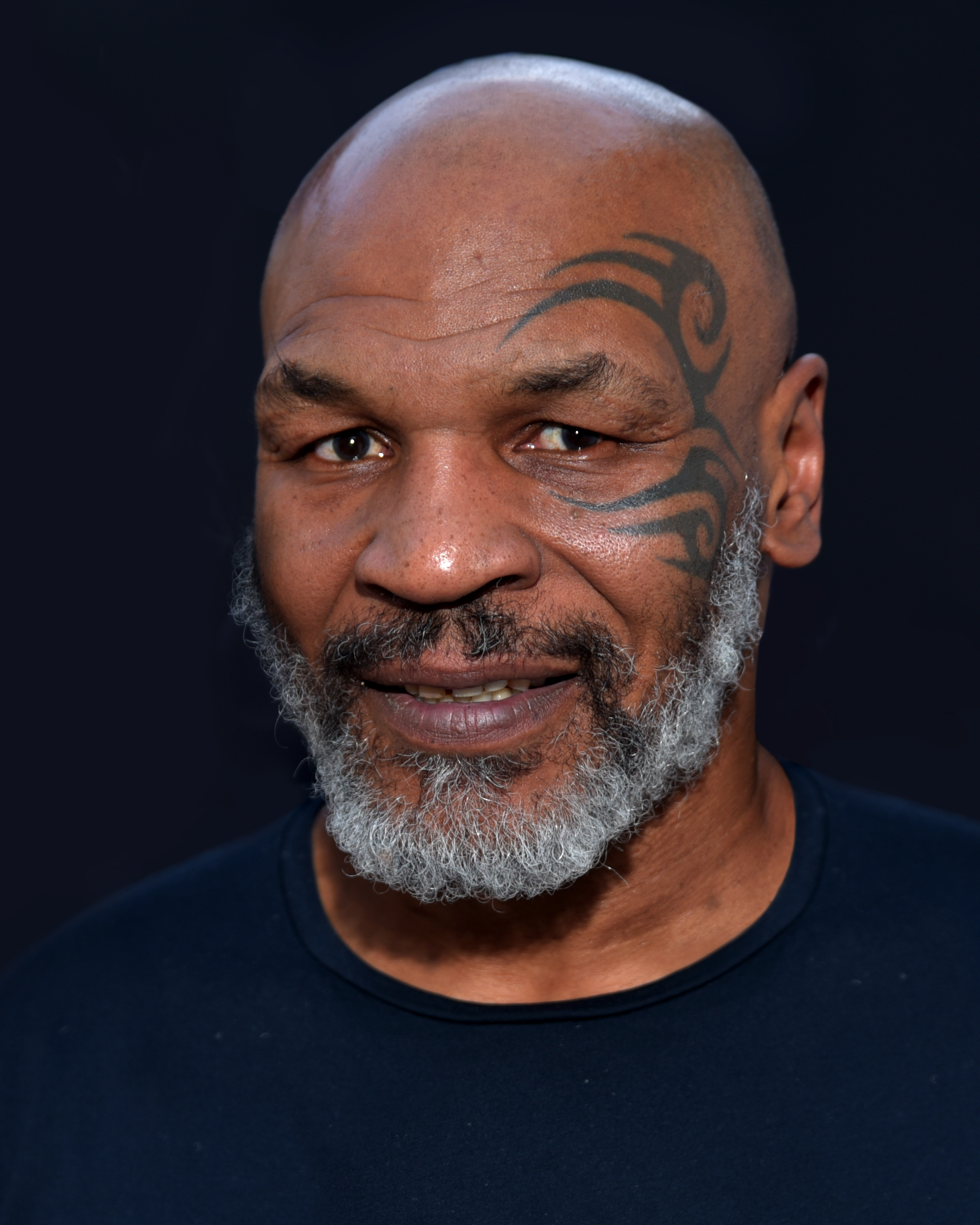
Mike Tyson
(* 1966)

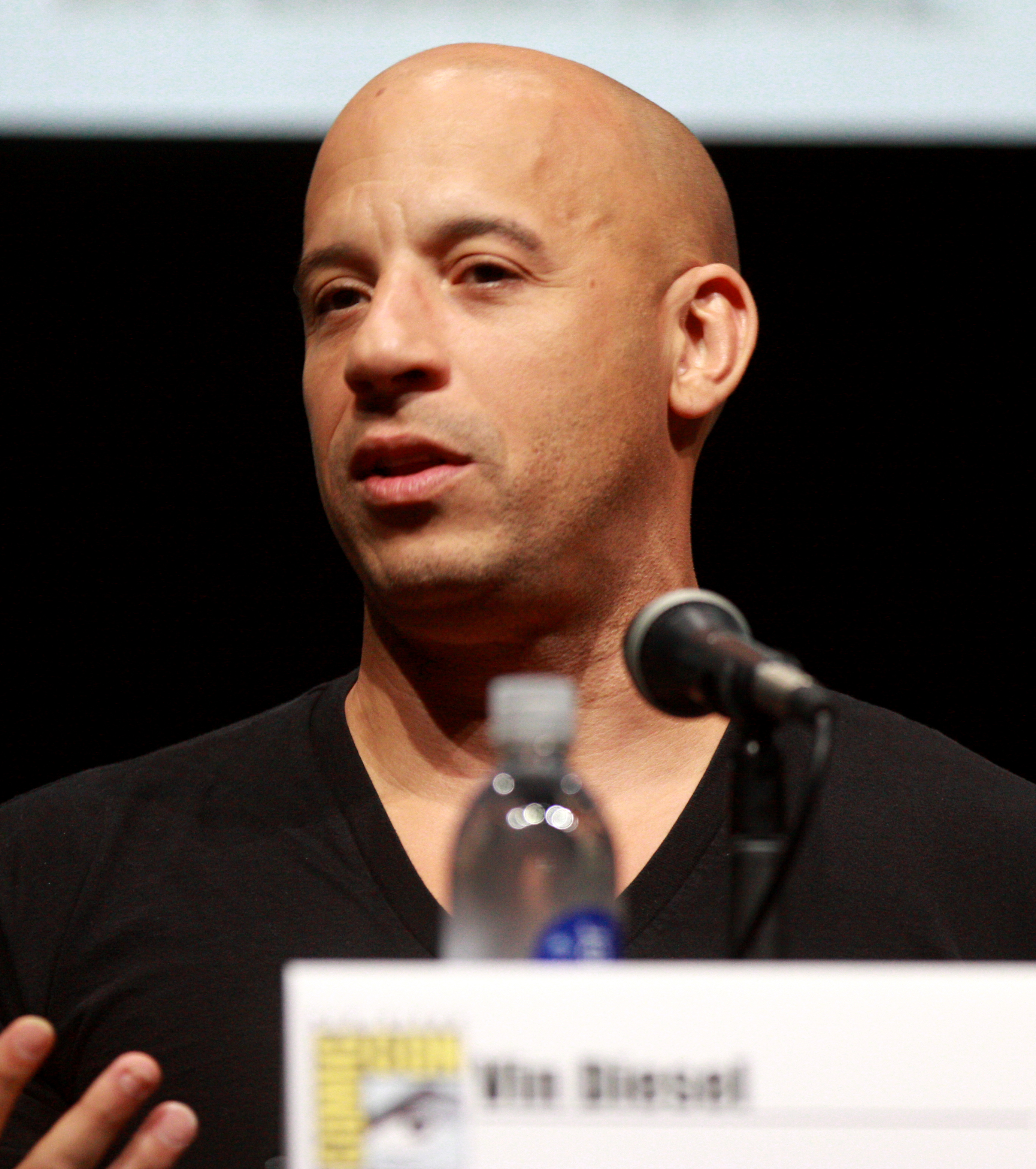
Vin Diesel
(* 1967)

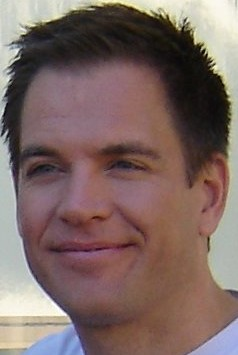
Michael Weatherly
(* 1968)

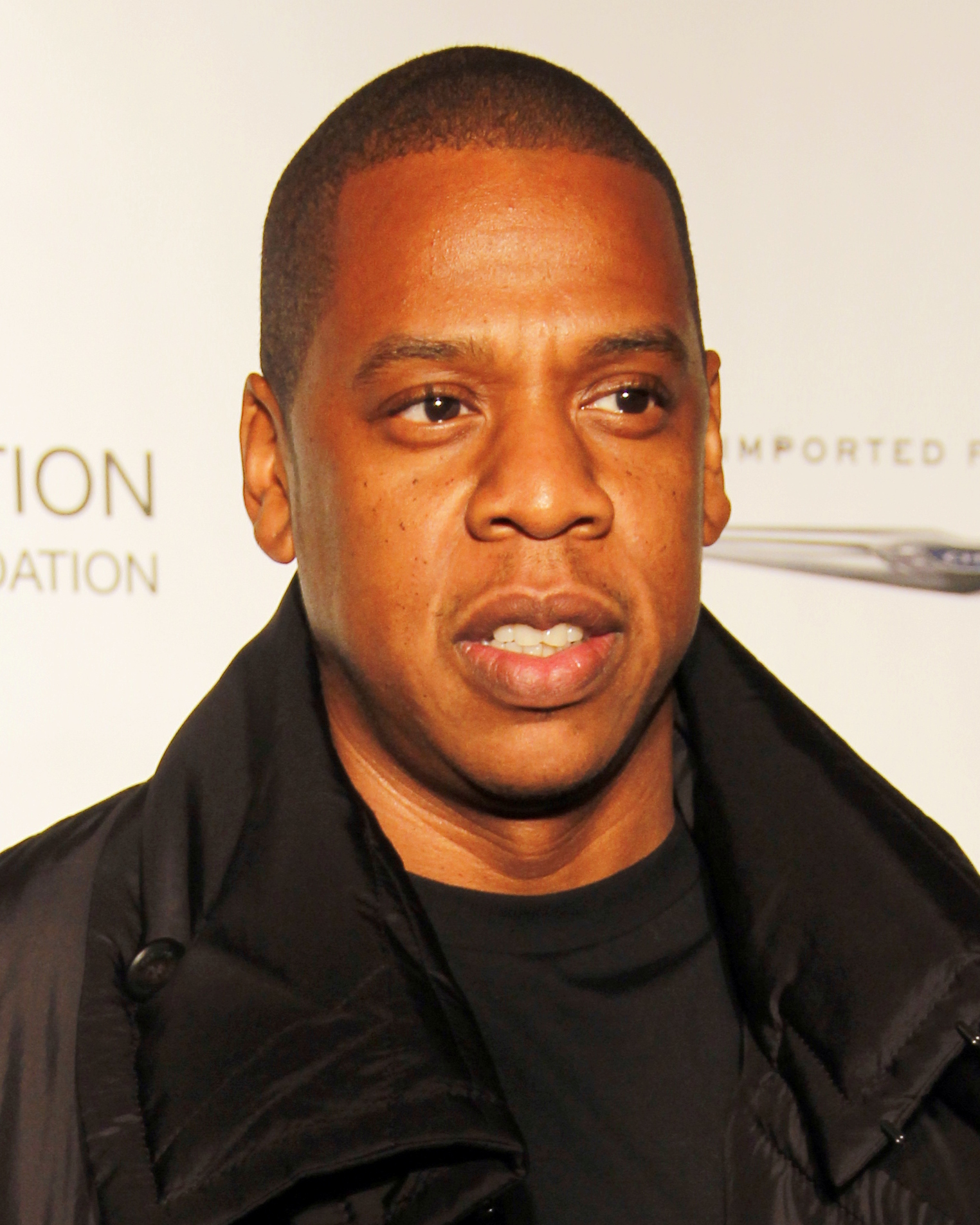
Jay-Z
(* 1969)

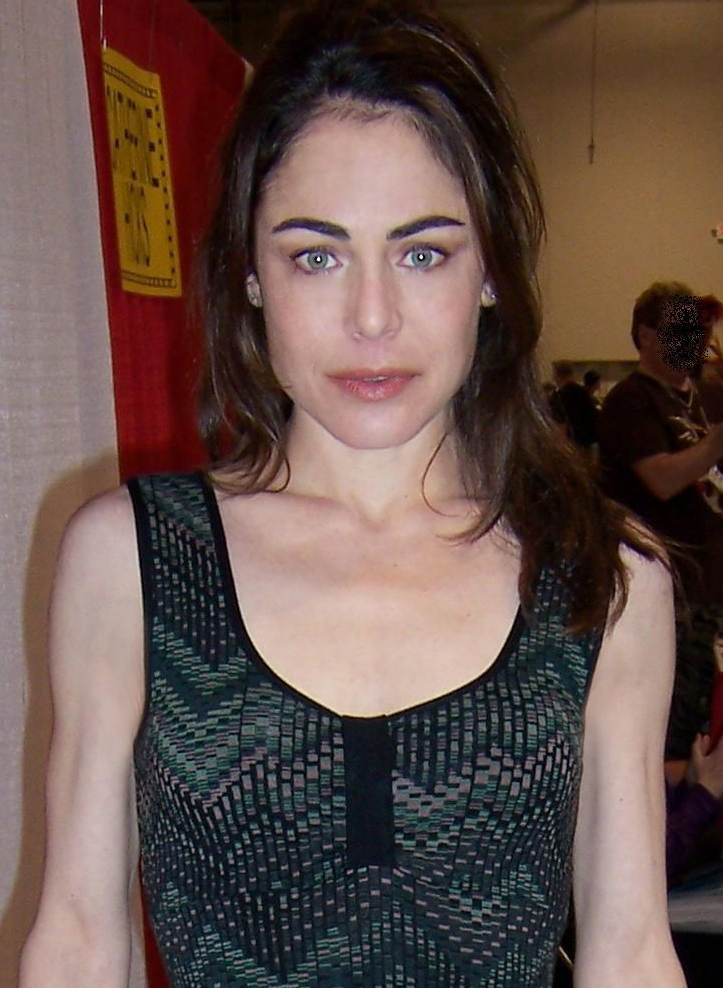
Yancy Butler
(* 1970)

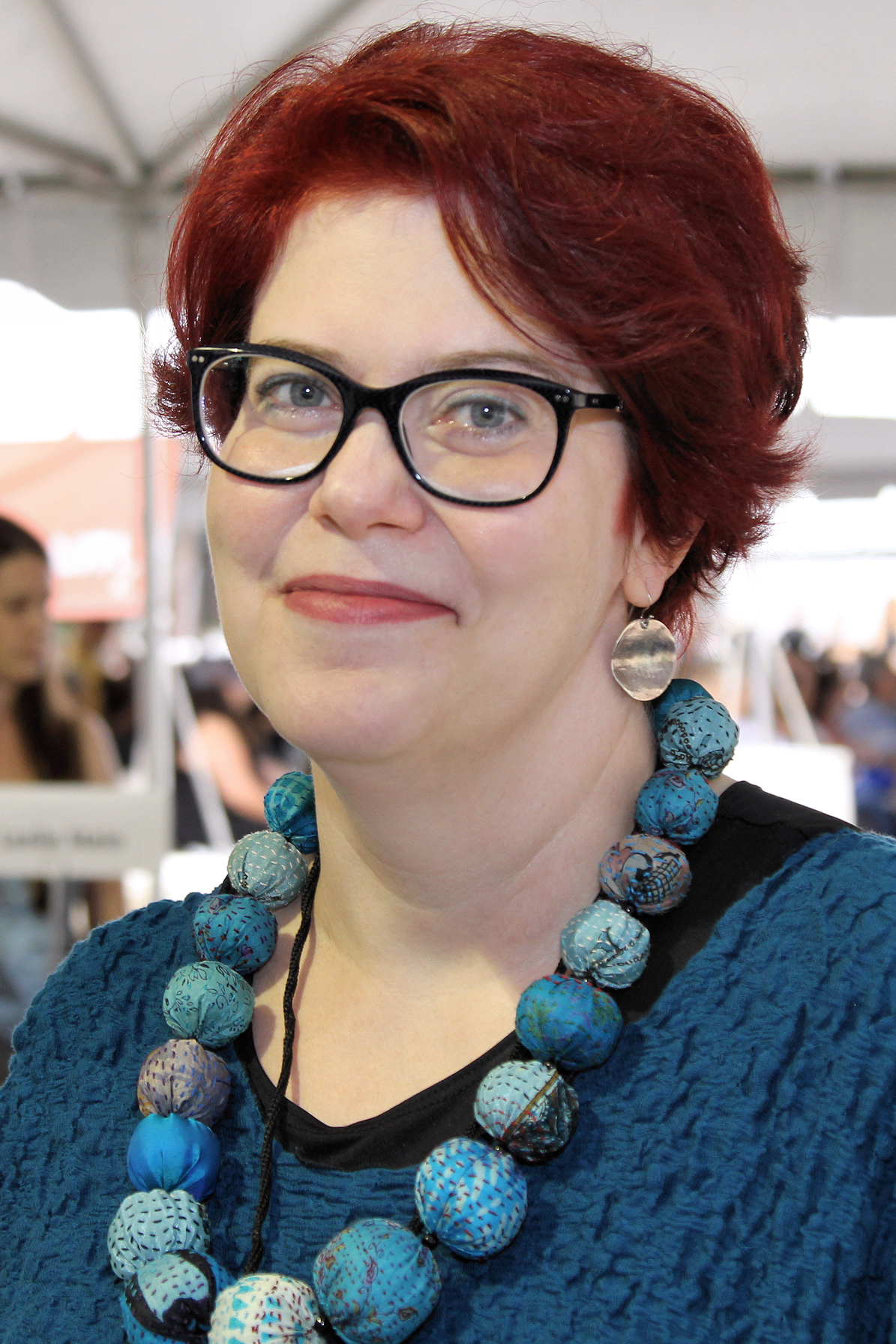
Claudia Gray
(* 1970)

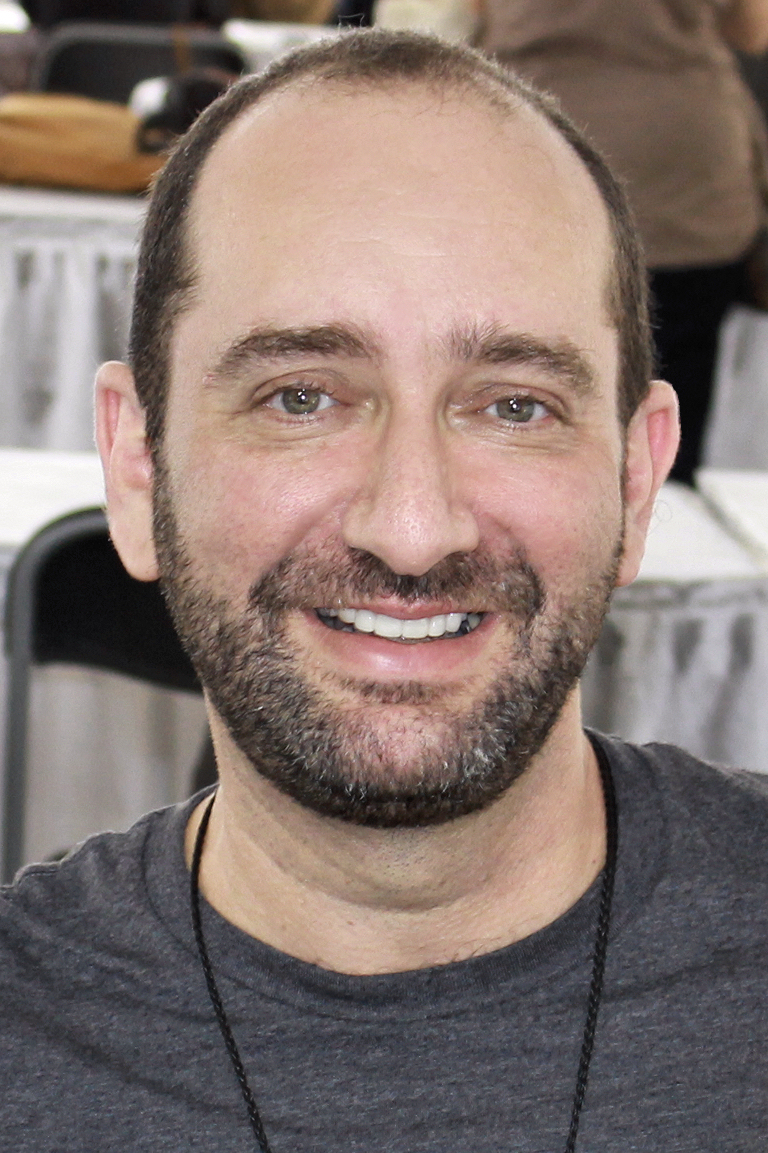
Bill Konigsberg
(* 1970)

#### 1961
- Claire Beckman (* 1961), Schauspielerin
- Catherine Lloyd Burns (* 1961), Schauspielerin
- Gene Calderazzo (* 1961), Schlagzeuger
- Nick Chinlund (* 1961), Schauspieler
- Ann Coulter (* 1961), rechtskonservative Kolumnistin und Autorin
- Ann Cusack (* 1961), Schauspielerin
- Chris Dahlgren (* 1961), Jazzmusiker
- Anton Denner (* 1961), Jazzmusiker
- Peter Diamandis (* 1961), Luftfahrtingenieur und Gründer der X-Prize Foundation
- Keith Gordon (* 1961), Schauspieler, Regisseur, Filmproduzent und Drehbuchautor
- David Graeber (1961–2020), Ethnologe und Publizist
- Evan Handler (* 1961), Schauspieler
- Greg Hetson (* 1961), Gitarrist
- Robin Kahn (* 1961), Autorin, Konzeptkünstlerin und Kuratorin
- Lowell Liebermann (* 1961), Komponist, Pianist und Dirigent
- Julia Louis-Dreyfus (* 1961), Schauspielerin, Filmproduzentin, Comedian und Sängerin
- Linda Manz (1961–2020), Schauspielerin
- Frannie Michel (* 1961), Schauspielerin
- Isaac Mizrahi (* 1961), Modeschöpfer
- Codaryl Moffett (* 1961), Jazzmusiker
- Victoria Nuland (* 1961), Diplomatin
- Catherine Oxenberg (* 1961), Schauspielerin, Drehbuchautorin und Produzentin
- Sam Robards (* 1961), Schauspieler
- Jon Sass (* 1961), Tubist
- Campbell Scott (* 1961), Schauspieler und Regisseur
- Aaron Sorkin (* 1961), Drehbuchautor und Filmproduzent
- Stephen Stehli (* 1961), deutscher Jurist und Politiker (CDU)
- Amy Stiller (* 1961), Schauspielerin
- Danny Tenaglia (* 1961), DJ und Musikproduzent
- Nancy Travis (* 1961), Schauspielerin
- Gary Valentine (* 1961), Komiker und Schauspieler
- Karen Van Dyck (* 1961), Neogräzistin
- Ray Vega (* 1961), Jazzmusiker
- Kim Wayans (* 1961), Schauspielerin
- Steven Weber (* 1961), Schauspieler
- Richard Wetzell (* 1961), Historiker
- Robert Wexler (* 1961), Politiker
- Maggie Wheeler (* 1961), Schauspielerin

#### 1962
- Robert John Brennan (* 1962), römisch-katholischer Geistlicher, Bischof von Brooklyn
- Matthew Broderick (* 1962), Theater- und Filmschauspieler
- Joe Crowley (* 1962), US-Kongressabgeordneter
- Joan Cusack (* 1962), Schauspielerin
- David DeFeis (* 1962), Frontmann und Sänger der Heavy-Metal-Band Virgin Steele
- Emilio Estevez (* 1962), Filmschauspieler
- Akiva Goldsman (* 1962), Drehbuchautor und Filmproduzent
- Carlos Gómez (* 1962), Schauspieler
- Sakina Jaffrey (* 1962), Schauspielerin
- Alexa Kenin (1962–1985), Schauspielerin
- Fred Maher (* ≈1962), Schlagzeuger und Musikproduzent
- Will McIntosh (* 1962), Schriftsteller und Psychologe
- Rebecca Miller (* 1962), Regisseurin, Schauspielerin, Bildhauerin und Malerin
- Ben Monder (* 1962), Jazz-Gitarrist
- Esai Morales (* 1962), Schauspieler
- Al Pitrelli (* 1962), Gitarrist
- Jim Pavese (* 1962), Eishockeyspieler
- Rachel Z (* 1962), Jazz-Pianistin
- Lisa Randall (* 1962), theoretische Physikerin
- Robin S. (* 1962), Popsängerin
- Alexis Rockman (* 1962), Künstler
- Boris Said III (* 1962), Autorennfahrer
- Alex Shapiro (* 1962), Komponistin
- Matthew Sharpe (* 1962), Autor
- Ally Sheedy (* 1962), Schauspielerin
- Joseph Bruno Slowinski (1962–2001), Herpetologe
- Reggie Washington (* 1962), Jazz- und Fusionmusiker

#### 1963
- David Bindman (* 1963), Jazzmusiker
- Karen Briggs (* 1963), Geigerin
- Madelyn Byrne (* 1963), Komponistin und Musikpädagogin
- Phoebe Cates (* 1963), Schauspielerin
- Jay Cochran (* 1963), Autorennfahrer
- Laura Dean (* 1963), Tänzerin, Schauspielerin und Synchronsprecherin
- Susannah Grant (* 1963), Drehbuchautorin und Regisseurin
- Brian Greene (* 1963), Physiker
- Greg Howe (* 1963), Gitarrist
- Susi Hyldgaard (1963–2023), dänische Jazzmusikerin
- Scott Ian (* 1963), Rockmusiker
- Marc Jacobs (* 1963), Modedesigner
- Michael Jordan (* 1963), Basketballspieler
- Paul Klebnikov (1963–2004), Journalist
- Anne-Marie McDermott (* 1963), Pianistin
- Allison Shearmur (1963–2018), Filmproduzentin
- Kevin Shields (* 1963), Sänger, Gitarrist und Musikproduzent
- David Stern (* 1963), Dirigent
- Vinny Testaverde (* 1963), American-Football-Spieler
- Jon Turteltaub (* 1963), Filmregisseur und -produzent

#### 1964
- Wendell Alexis (* 1964), Basketballspieler
- Hank Azaria (* 1964), Schauspieler
- Peter Berg (* 1964), Schauspieler
- Troy Beyer (* 1964), Schauspielerin, Regisseurin und Drehbuchautorin
- Will Calhoun (* 1964), Rock- und Jazz-Schlagzeuger
- Yvette Clarke (* 1964), US-Kongressabgeordnete
- Debórah Dwork (* 1964), Historikerin
- Douglas Emhoff (* 1964), Rechtsanwalt und als Ehemann der US-Vizepräsidentin Kamala Harris seit 2021 der erste Second Gentleman der Vereinigten Staaten
- Jeanna Fine (* 1964), Pornodarstellerin und Stripperin
- Eytan Fox (* 1964), israelischer Regisseur
- Zach Galligan (* 1964), Schauspieler
- Gerry Gibbs (* 1964), Jazzmusiker
- Erica Gimpel (* 1964), Fernsehschauspielerin
- Robin Givens (* 1964), Schauspielerin
- Crispin Glover (* 1964), Schauspieler
- Ian Gomez (* 1964), Schauspieler
- Alon Greenfeld (* 1964), israelischer Schachspieler
- Charles Jenkins Jr. (* 1964), Sprinter
- Boris Johnson (* 1964), britischer Publizist und Politiker
- Laura Linney (* 1964), Schauspielerin
- Gordon Lueckel (* 1964), Sachbuchautor
- Doug Marrone (* 1964), American-Football-Spieler und -Trainer
- Tom Morello (* 1964), Gitarrist
- Anne Pasternak (* 1964), Museumsleiterin
- Rosie Perez (* 1964), Schauspielerin
- Martin Schlag (* 1964), österreichischer Sozialethiker
- Astrid Schween (* 1964), Cellist und Musikpädagoge
- Roy Tarpley (1964–2015), Basketballspieler
- Marisa Tomei (* 1964), Schauspielerin
- David Weiss (* 1964), Jazzmusiker
- Hayley Wolff (* 1964), Freestyle-Skierin

#### 1965
- John Bonnici (* 1965), katholischer Geistlicher, Weihbischof in New York
- James J. Collins (* 1965), Medizin- und Bio-Ingenieur
- Jon Cryer (* 1965), Schauspieler, Drehbuchautor und Komiker
- Robert Downey Jr. (* 1965), Schauspieler
- Noah Emmerich (* 1965), Schauspieler und Filmproduzent
- Miles Evans (* 1965), Jazzmusiker
- Andrea Ghez (* 1965), Astronomin
- Frank Grillo (* 1965), Schauspieler
- Booker Huffman (* 1965), Wrestler Booker T
- Diane Lane (* 1965), Schauspielerin
- Mary LaRose (* um 1965), Malerin und Sängerin
- Jeremy Levy (* 1965), Kinderdarsteller, später Physiker
- Doug Liman (* 1965), Regisseur und Produzent
- Moby (* 1965), Musiker, Sänger, Gitarrist, DJ und Musikproduzent
- Kathrine Narducci (* 1965), Schauspielerin
- Tom Piccirilli (1965–2015), Schriftsteller
- Jeremy Piven (* 1965), Schauspieler
- Terry Richardson (* 1965), Fotograf
- Matt Ruff (* 1965), Schriftsteller
- Lou Savarese (* 1965), Boxer
- Kyra Sedgwick (* 1965), Schauspielerin
- Charlie Sheen (* 1965), Schauspieler
- Brooke Shields (* 1965), Schauspielerin
- Bryan Singer (* 1965), Regisseur, Produzent und Drehbuchautor
- Ben Stiller (* 1965), Schauspieler, Drehbuchautor, Filmregisseur und Produzent
- Eric Thal (* 1965), Filmschauspieler und Wrestler
- Kris Tomasson (* 1965), Industriedesigner
- Lisa Vidal (* 1965), Schauspielerin
- Paul Weitz (* 1965), Drehbuchautor, Regisseur und Filmproduzent
- Salvator Xuereb (* 1965), Schauspieler
- William Zabka (* 1965), Schauspieler

#### 1966
- J. J. Abrams (* 1966), Film- und Fernsehproduzent
- Pamela Adlon (* 1966), Schauspielerin und Synchronsprecherin
- John Alroy (* 1966), Paläontologe und Evolutionsbiologe
- Dana Barron (* 1966), Fernseh- und Filmschauspielerin
- JD Cullum (* 1966), Filmschauspieler
- Larry Davis (1966–2008), Krimineller, der 1986 sechs Polizisten anschoss
- Peter DeLuise (* 1966), Schauspieler, Produzent und Regisseur
- Shaun Donovan (* 1966), Politiker
- Billy Gallo (* 1966), Schauspieler
- Bebel Gilberto (* 1966), brasilianische Sängerin und Liedermacherin
- Gary Glasberg (1966–2016), Fernsehproduzent und Drehbuchautor
- Jon Gordon (* 1966), Jazzmusiker
- Jason Gould (* 1966), Schauspieler, Sänger, Regisseur, Drehbuchautor und Filmproduzent
- Gary Grice (* 1966), Rapper
- Binyamin Ze’ev Kahane (1966–2000), Rabbiner und extremistischer Zionist
- Téa Leoni (* 1966), Schauspielerin
- Robert MacNaughton (* 1966), Filmschauspieler
- Karen Mantler (* 1966), Jazzmusikerin
- Robert Maschio (* 1966), Schauspieler
- Mary Stuart Masterson (* 1966), Schauspielerin
- Cynthia Nixon (* 1966), Schauspielerin
- Jason Patric (* 1966), Schauspieler
- Ben Perowsky (* 1966), Jazzmusiker
- Adam Sandler (* 1966), Schauspieler
- David Schwimmer (* 1966), Schauspieler
- Sam Seder (* 1966), Schauspieler und Moderator
- Cheryl Shepard (* 1966), Schauspielerin
- Bill Sweedler (* 1966), Unternehmer und Autorennfahrer
- Christopher Thompson (* 1966), französischer Schauspieler und Drehbuchautor
- Rachel True (* 1966), Schauspielerin
- Mike Tyson (* 1966), Boxweltmeister im Schwergewicht
- Christopher A. Wray (* 1966), Jurist, Direktor des Federal Bureau of Investigation

#### 1967
- Trini Alvarado (* 1967), Schauspielerin
- Lynn Appelle (* 1967), Filmproduzentin
- Dan Ariely (* 1967), US-amerikanisch-israelischer Psychologe und Hochschullehrer
- Glen Benton (* 1967), Bassist und Sänger
- Riddick Bowe (* 1967), Boxer
- Mika Brzezinski (* 1967), Fernsehmoderatorin und Journalistin
- Nestor Carbonell (* 1967), Schauspieler und Synchronsprecher
- Marc Cary (* 1967), Jazzmusiker
- Stacey Dash (* 1967), Schauspielerin
- Drena De Niro (* 1967), Schauspielerin
- Melissa De Sousa (* 1967), Schauspielerin
- Reed Diamond (* 1967), Schauspieler
- Vin Diesel (* 1967), Schauspieler
- Juli Furtado (* 1967), Radsportlerin
- Alan Gilbert (* 1967), Dirigent
- David Grann (* 1967), Journalist und Schriftsteller
- Glenn Greenwald (* 1967), Journalist, Blogger, Schriftsteller und Rechtsanwalt
- Stephan Grundy (1967–2021), Schriftsteller der germanischen Mythenwelt und Kulturgeschichte
- Kevin Kelley (* 1967), Boxer
- Jimmy Kimmel (* 1967), Comedian, Autor, Produzent und Moderator von Talk- und Gameshows
- Jonathan Littell (* 1967), französisch-US-amerikanischer Schriftsteller
- Kristen Pfaff (1967–1994), Musikerin
- Judy Reyes (* 1967), Schauspielerin und Drehbuchautorin
- Eric Roche (1967–2005), irischer Gitarrist
- David Rovics (* 1967), Singer-Songwriter und politischer Aktivist
- Adam Savage (* 1967), Spezialeffekt-Experte, Produktdesigner und Schauspieler
- Gillian Welch (* 1967), Songwriterin
- Elizabeth Wurtzel (1967–2020), Autorin, Journalistin und Rechtsanwältin
- Moon Zappa (* 1967), Schauspielerin und Musikerin

#### 1968
- Marc Anthony (* 1968), puerto-ricanisch-US-amerikanischer Komponist, Sänger und Schauspieler
- Yasmine Bleeth (* 1968), Schauspielerin
- John Blum (* 1968), Jazzmusiker
- Cherito (1968–2019), dominikanischer Sänger, Songwriter, Arrangeur und Komponist
- Eric Bobo (* 1968), Perkussionist
- Scott Feiner (1968–2023), Jazzmusiker
- Funkmaster Flex (* 1968), DJ und Radiomoderator
- Jorja Fox (* 1968), Schauspielerin
- Seth Gilliam (* 1968), Film- und Theater-Schauspieler
- Kevin Hays (* 1968), Jazzmusiker und Komponist
- Kyra T. Inachin (1968–2012), deutsche Historikerin
- A. J. Jacobs (* 1968), Journalist und Essayist
- Stan Kirsch (1968–2020), Schauspieler
- Lucy Liu (* 1968), Schauspielerin
- Romany Malco (* 1968), Schauspieler und Rapper
- Dwight Merriman (* 1968), Unternehmer und Autorennfahrer
- Tracy Morgan (* 1968), Schauspieler und Komiker
- Ol’ Dirty Bastard (1968–2004), Rapper
- Michael James Romeo (* 1968), Gitarrist
- Bitty Schram (* 1968), Schauspielerin
- Erick Sermon (* 1968), Rapper und Musikproduzent
- Tracy Vilar (* 1968), Schauspielerin
- Michael Weatherly (* 1968), Schauspieler

#### 1969
- Lisa Arrindell Anderson (* 1969), Schauspielerin
- Tichina Arnold (* 1969), US-amerikanische Schauspielerin
- Dimitri Ashkenazy (* 1969), Klarinettist
- James Bond III (* 1969), Schauspieler und Filmemacher
- Christina Cabot (* 1969), Schauspielerin
- Shawn Carter alias Jay-Z (* 1969), Rapper und Musikproduzent
- Sean Combs alias P. Diddy (* 1969), Rapper, Musikproduzent, Modedesigner
- Jennifer Elise Cox (* 1969), Schauspielerin
- Robert Diggs (* 1969), Rap-Musiker
- Victoria Dillard (* 1969), Schauspielerin
- David Anthony Durham (* 1969), Autor
- Andrea Elson (* 1969), Schauspielerin
- Everlast (* 1969), Rapper
- Joel Fan (* 1969), Pianist
- Diane Farr (* 1969), Schauspielerin
- Jonathan Fine (* 1969), Kunst- und Kulturhistoriker
- Jamie Gold (* 1969), Fernsehproduzent und Pokerspieler
- Tracey Gold (* 1969), Schauspielerin
- Jonah Goldberg (* 1969), Publizist und Kommentator
- F. Gary Gray (* 1969), Regisseur
- Miles Griffith (1969–2025), Jazzsänger
- Avril Haines (* 1969), Deputy National Security Advisor, ehemalige stellvertretende Direktorin (DD/CIA) der CIA
- Heather Hunter (* 1969), Pornodarstellerin, Tänzerin und Sängerin
- Mat Maneri (* 1969), Jazzmusiker
- Masta Killa (* 1969), Rapper
- Christian Slater (* 1969), Schauspieler
- Ron „Bumblefoot“ Thal (* 1969), Gitarrist
- Gina Torres (* 1969), Schauspielerin
- Chris Weitz (* 1969), Drehbuchautor, Regisseur und Produzent

#### 1970
- Tyson Beckford (* 1970), Model, Schauspieler und Fernsehmoderator
- David Benioff (* 1970), Schriftsteller, Drehbuchautor und Filmproduzent
- Yancy Butler (* 1970), Schauspielerin
- Joseph Cartagena alias Fat Joe (* 1970), Rapper
- Chris Cuomo (* 1970), Fernsehjournalist
- Rivers Cuomo (* 1970), Sänger, Gitarrist und Songschreiber der Alternative-Rock-Band Weezer
- Bethenny Frankel (* 1970), TV-Persönlichkeit, Autorin und Unternehmerin
- Bart Freundlich (* 1970), Filmregisseur, Drehbuchautor und Produzent
- John Frusciante (* 1970), Rockgitarrist
- Claudia Gray (* 1970), Romanautorin
- Gregory Hutchinson (* 1970), Jazzmusiker
- Inspectah Deck (* 1970), Rapper
- Bill Konigsberg (* 1970), Autor
- Laurel Korholz (* 1970), Ruderin
- Bandy Lee (* 1970), Psychiaterin
- Ken Leung (* 1970), Schauspieler asiatischer Abstammung
- Hannah Marcus (* ≈1970), Sängerin, Songwriterin und Musikerin
- Roy Mayorga (* 1970), Schlagzeuger
- Eric McPherson (* 1970), Jazzmusiker
- Seth Peterson (* 1970), Schauspieler
- Catherine Pickstock (* 1970), britische anglikanische Theologin
- Q-Tip (* 1970), Rapper
- Raekwon (* 1970), Rapper
- Alex Schweder (* 1970), Künstler
- Jeremy Shamos (* 1970), Schauspieler
- Jonathan Tropper (* 1970), Schriftsteller und Drehbuchautor
- U-God (* 1970), Rapper
- Luca Venantini (* 1970), Filmschauspieler

### 1971–1980

#### 1971
- Kirk Acevedo (* 1971), Schauspieler

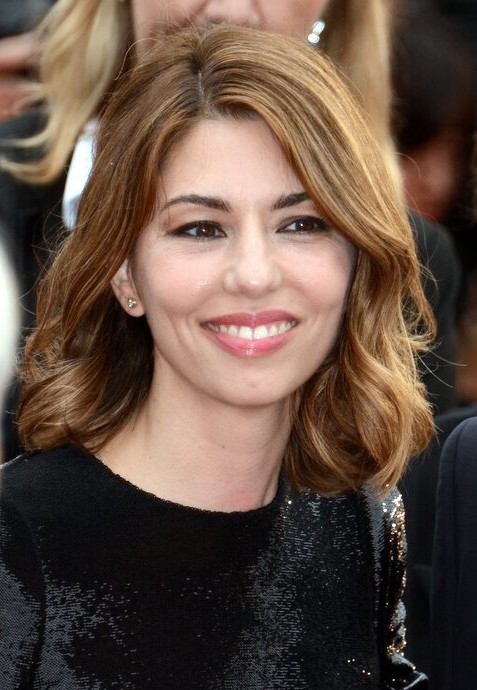
Sofia Coppola
(* 1971)

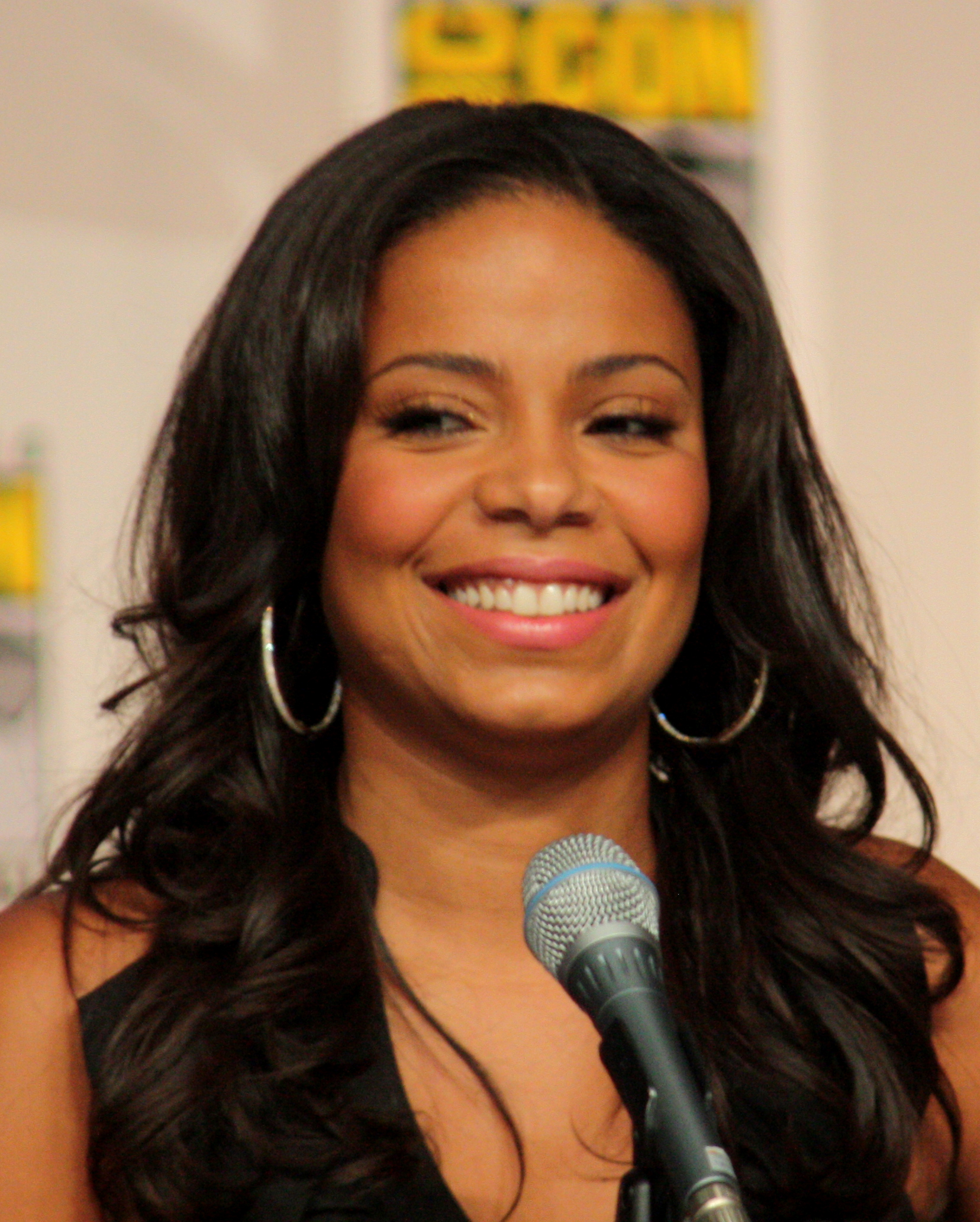
Sanaa Lathan
(* 1971)

- Mary J. Blige (* 1971), Sängerin und Songwriterin
- John Ross Bowie (* 1971), Schauspieler
- Abraham Burton (* 1971), Jazzmusiker
- Christian Camargo (* 1971), Schauspieler
- Sofia Coppola (* 1971), Schauspielerin, Drehbuchautorin und Regisseurin
- Elvis Crespo (* 1971), puerto-ricanischer Sänger
- Damon Dash (* 1971), Unternehmer, Schauspieler und Filmproduzent
- Mark Feuerstein (* 1971), Schauspieler
- Lawrence Gilliard junior (* 1971), Schauspieler
- Anthony Katagas (* 1971), Filmproduzent
- Andrew Kavovit (* 1971), Schauspieler
- Sanaa Lathan (* 1971), Schauspielerin
- Kristine Lilly (* 1971), Fußballspielerin
- Angie Martinez (* 1971), Rapperin, TV- und Radio-Moderatorin sowie Model
- Idina Menzel (* 1971), Musicaldarstellerin und Filmschauspielerin
- Erick Morillo (1971–2020), Musikproduzent und Discjockey
- Jared Palmer (* 1971), Tennisspieler
- Adina Porter (* 1971), Schauspielerin
- Christopher Lee Rios (1971–2000), Rapper (Big Pun)
- Lawrence Schimel (* 1971), Science-Fiction- und Fantasy-Schriftsteller
- Barbara Selkridge (* 1971), antiguanische Leichtathletin
- Tupac Shakur (1971–1996), Rapper
- Rachel Zoe (* 1971), Stylistin

#### 1972

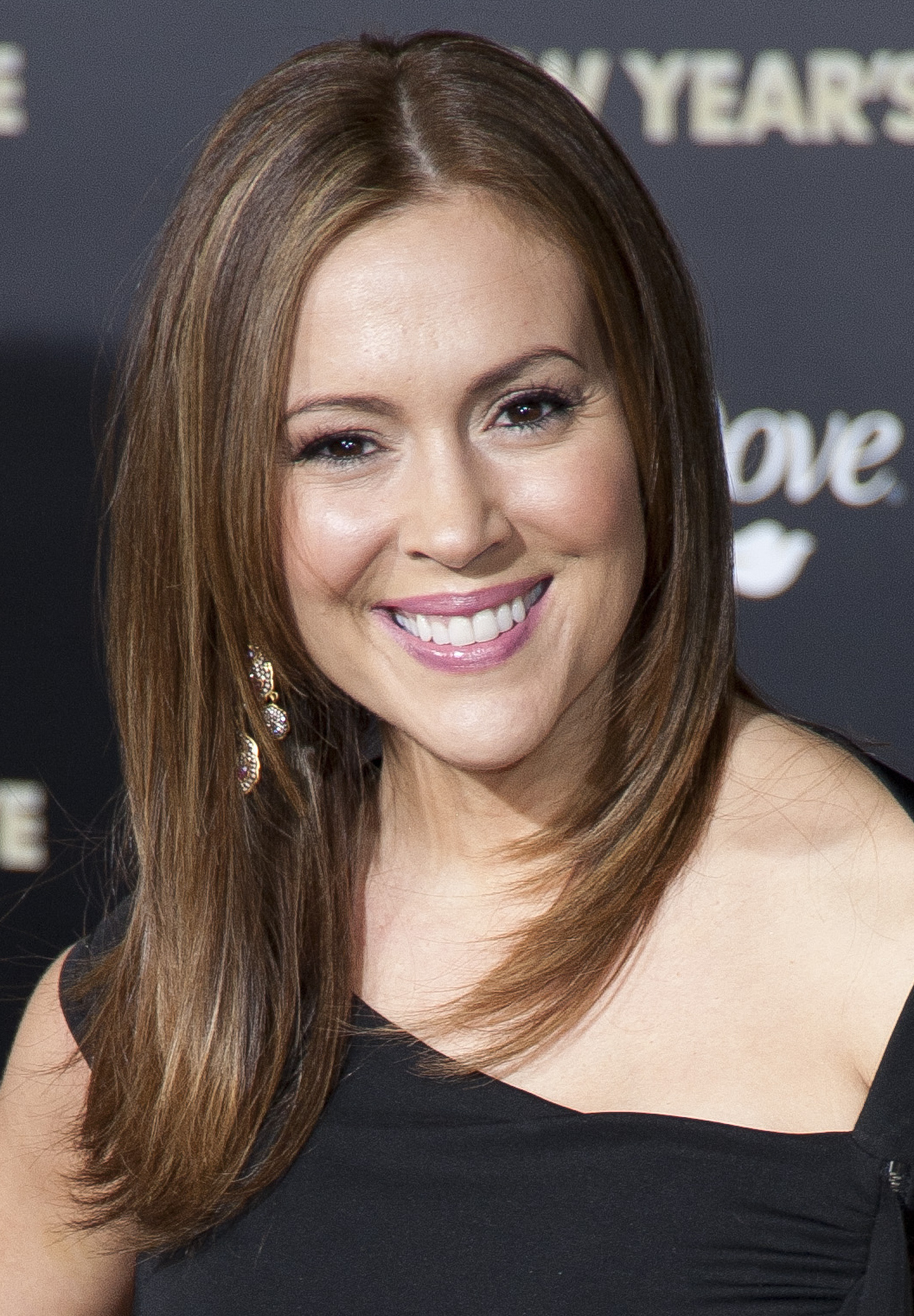
Alyssa Milano
(* 1972)

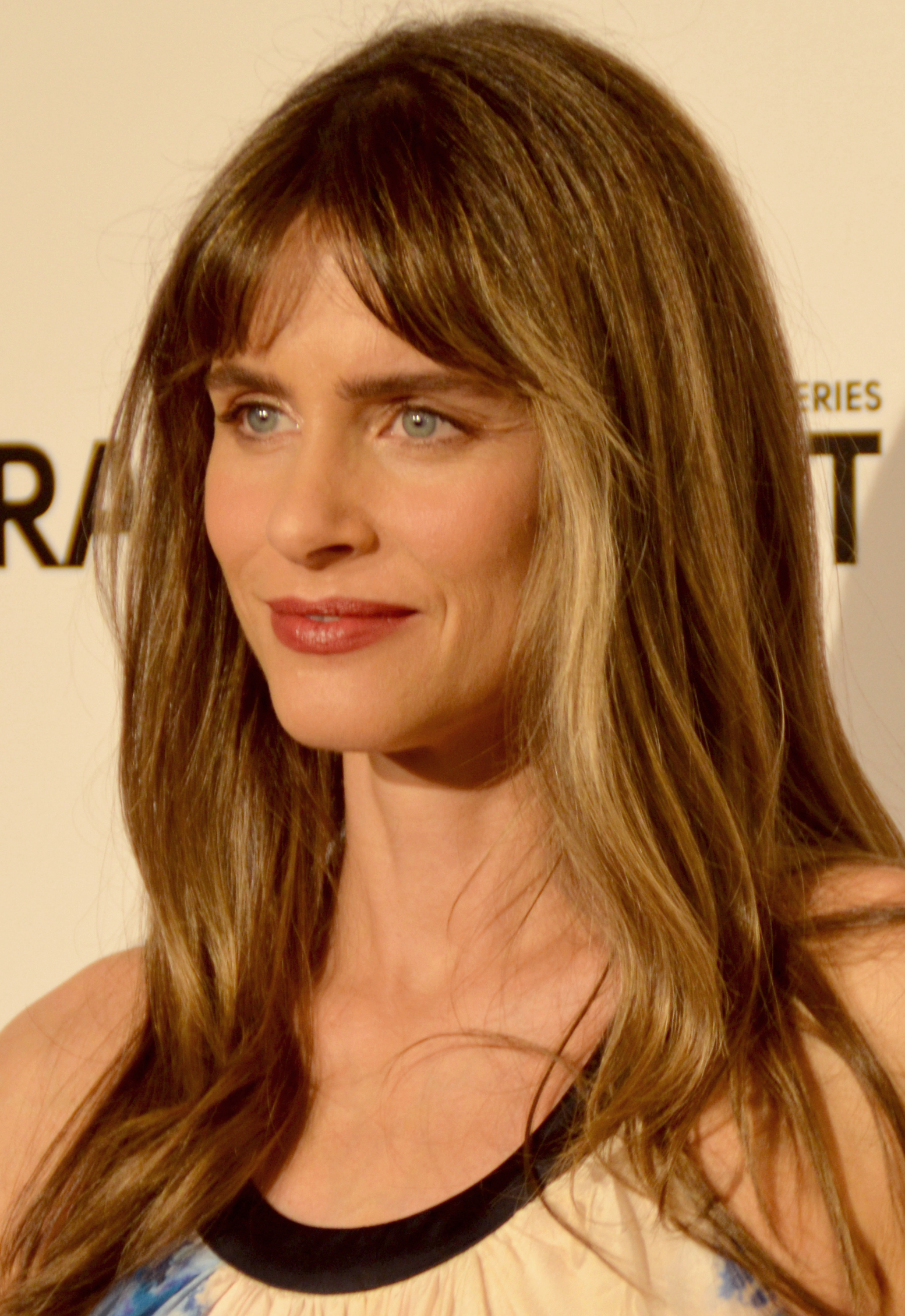
Amanda Peet
(* 1972)

- Kristen Anderson-Lopez (* 1972), Schauspielerin, Drehbuchautorin und Musikproduzentin
- Chris Armas (* 1972), Fußballspieler
- Max Brooks (* 1972), Schriftsteller und Drehbuchautor
- Missy Giove (* 1972), Mountainbikerin
- Ian Kahn (* 1972), Schauspieler
- Brian A. Kates (* 1972), Filmeditor
- Caitlin Keats (* 1972), Schauspielerin
- Larry Keigwin (* 1972), Tänzer, Choreograph und Tanzpädagoge
- Jonathan Kreisberg (* 1972), Jazzgitarrist und Komponist
- Drea de Matteo (* 1972), Schauspielerin
- Hurvin McCormack (* 1972), Footballspieler
- Alyssa Milano (* 1972), Schauspielerin, Produzentin, Modedesignerin und Sängerin
- Amanda Peet (* 1972), Schauspielerin
- Annika Peterson (* 1972), Schauspielerin
- Busta Rhymes (* 1972), Rapper
- Arianna Zukerman (* 1972), Sängerin und Musikpädagogin

#### 1973
- AZ (* 1973), Rapper
- Anthony Azizi (* 1973), Schauspieler

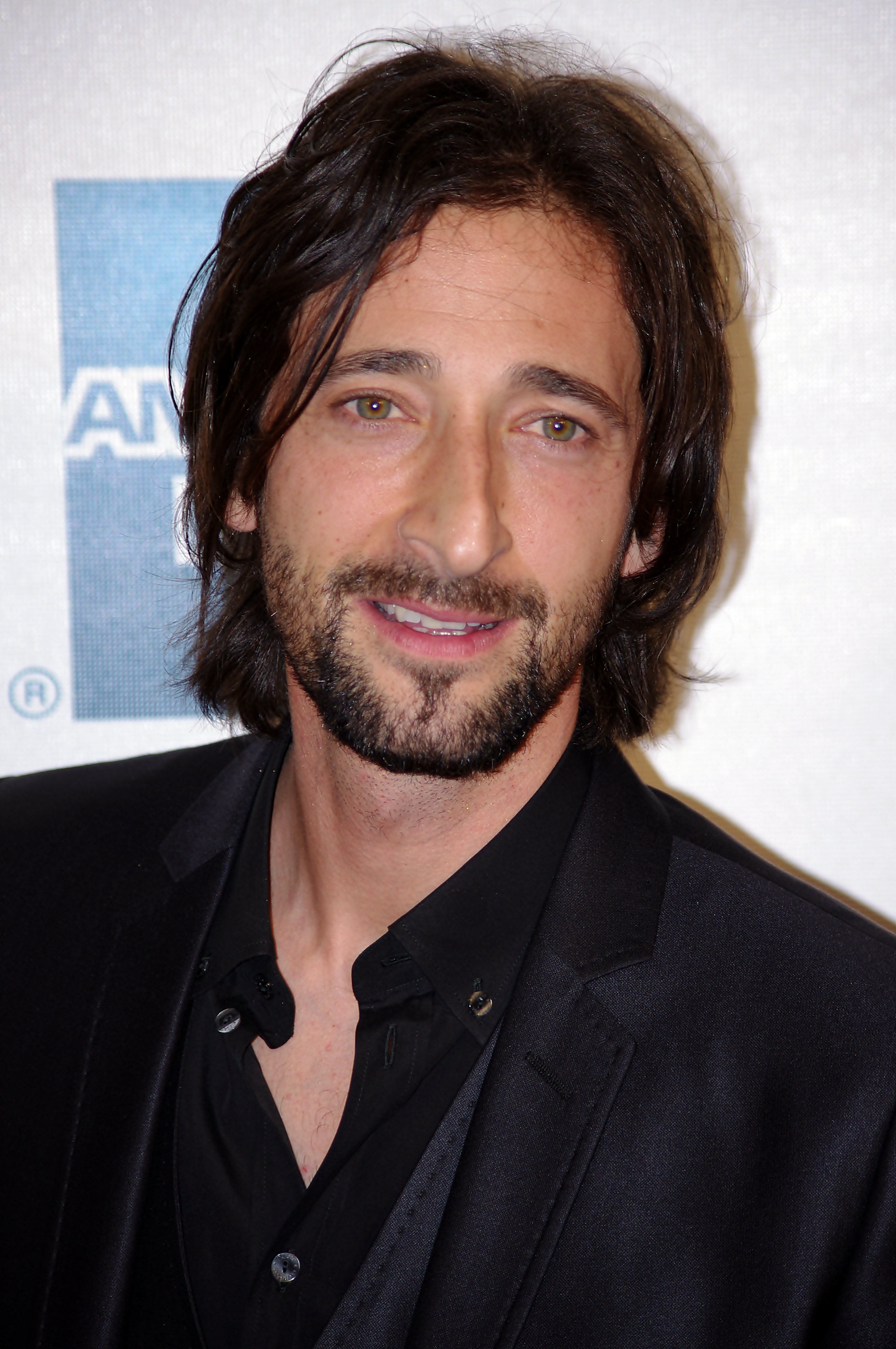
Adrien Brody
(* 1973)

- Mark Boal (* 1973), Journalist und Drehbuchautor
- Adrien Brody (* 1973), Schauspieler
- Kareem Campbell (* 1973), Profi-Skateboarder
- Asia Carrera (* 1973), Pornodarstellerin
- Jennifer Esposito (* 1973), Schauspielerin
- Andy Frankenberger (* 1973), Pokerspieler
- George Hincapie (* 1973), Radrennfahrer
- Demetri Martin (* 1973), Schauspieler und Komiker
- Rufus Wainwright (* 1973), kanadisch-US-amerikanischer Singer-Songwriter und Komponist
- Marissa Jaret Winokur (* 1973), Schauspielerin und Broadway-Darstellerin

#### 1974

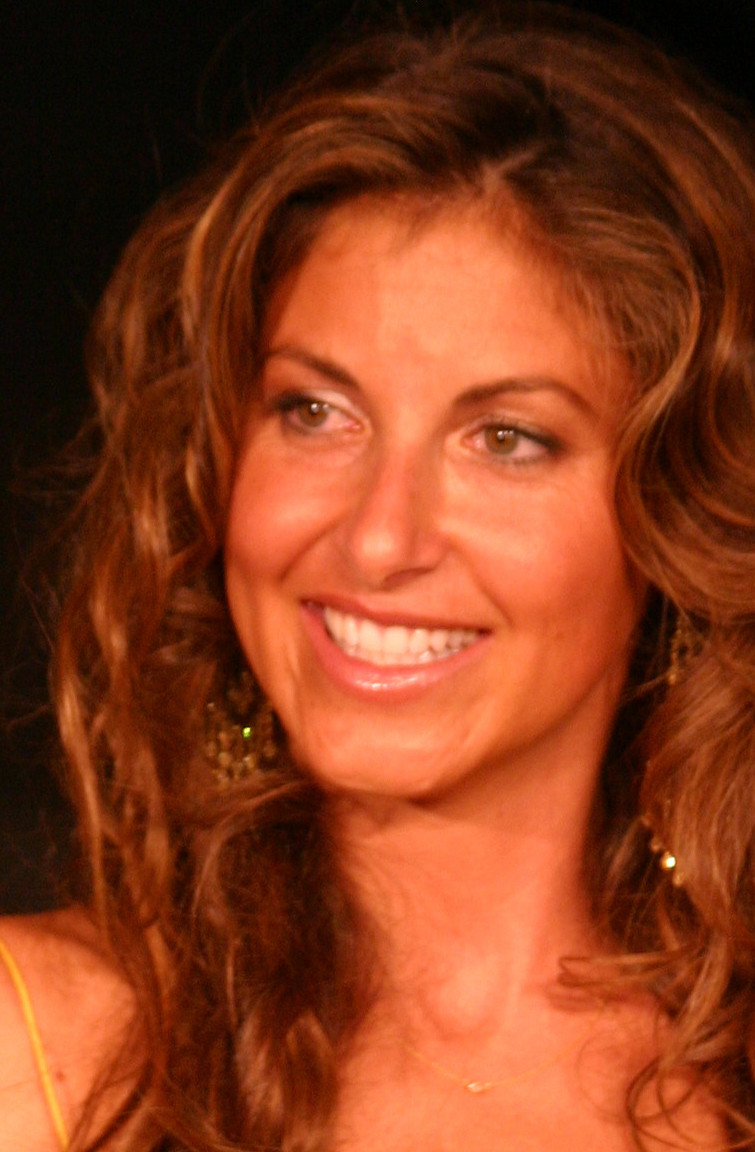
Dylan Lauren
(* 1974)

- Jennifer Blanc (* 1974), Schauspielerin, Filmregisseurin und Filmproduzentin
- Donald Faison (* 1974), Schauspieler
- Peter Grosz (* 1974), Schauspieler und Drehbuchautor
- Taral Hicks (* 1974), R&B-Sängerin und Schauspielerin
- Nicole Krauss (* 1974), Romanautorin
- Vincent Laresca (* 1974), Schauspieler
- Dylan Lauren (* 1974), Unternehmerin
- Omar Metwally (* 1974), Schauspieler
- David Moscow (* 1974), Schauspieler
- Jerry O’Connell (* 1974), Schauspieler und Drehbuchautor
- Ruth Robbins (* 1974), Installationskünstlerin
- Maggie Siff (* 1974), Schauspielerin

#### 1975

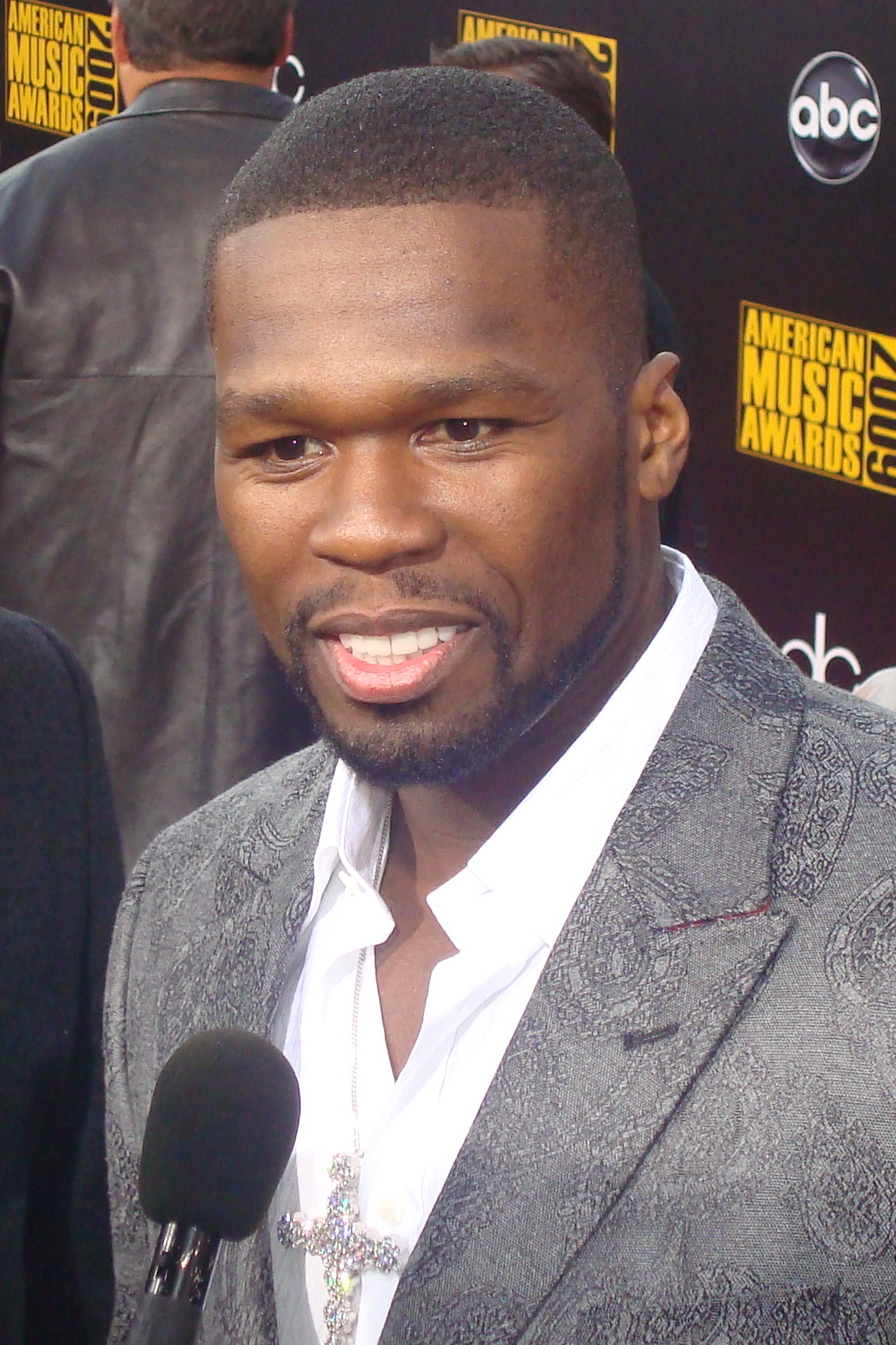
50 Cent
(* 1975)

- Francis Bouillon (* 1975), US-amerikanisch-kanadischer Eishockeyspieler und -trainer
- Taffy Brodesser-Akner (* 1975), Journalistin
- Louis Ozawa Changchien (* 1975), Schauspieler
- Maryam Myika Day (* 1975), Schauspielerin, Filmproduzentin und Drehbuchautorin
- Reggie Freeman (* 1975), Basketballspieler
- Nell Freudenberger (* 1975), Schriftstellerin
- Curtis Jackson aka 50 Cent (* 1975), Gangsta-Rapper und Mitglied der Rap-Gruppe G Unit
- Jodi Kantor (* 1975), Journalistin und Sachbuchautorin
- Maryam Keshavarz (* 1975), Filmproduzentin und Drehbuchautorin
- John King junior (* 1975), Politiker
- Sean Lennon (* 1975), Musiker
- Jeffrey Lewis (* 1975), Singer-Songwriter, Comic-Zeichner und Teil der Anti-Folk-Bewegung
- Matt Rhule (* 1975), American-Football-Trainer
- Adam Rodriguez (* 1975), Schauspieler
- Shana Sturla (* 1975), Toxikologin
- Nicholas Tzavaras (* 1975), Cellist und Musikpädagoge
- Scott Weinger (* 1975), Schauspieler

#### 1976

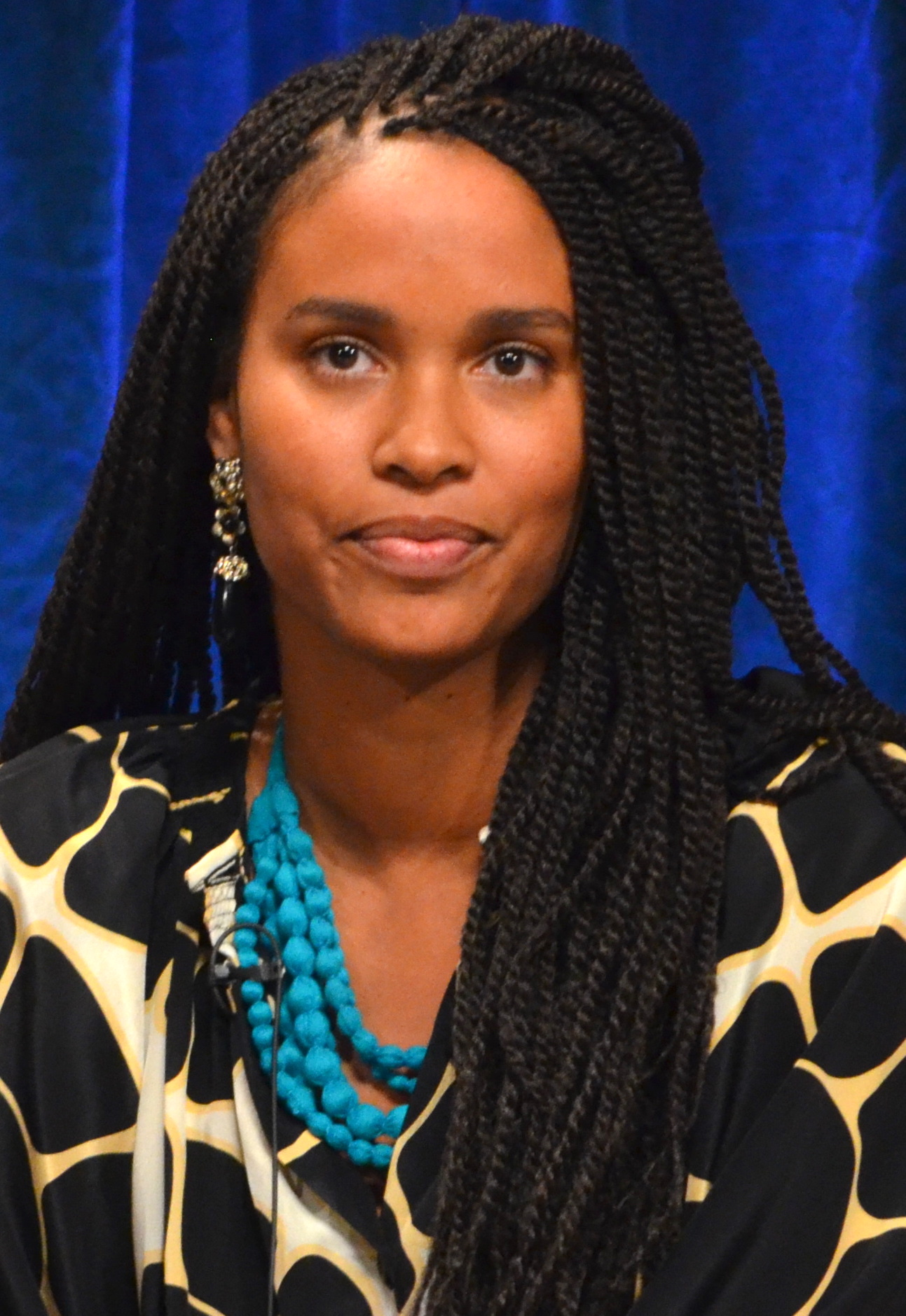
Joy Bryant
(* 1976)

- Rafer Alston (* 1976), Basketballspieler
- Joy Bryant (* 1976), Schauspielerin
- Alexis Cole (* 1976), Jazzsängerin
- Peter Delano (* 1976), Jazzpianist und Komponist
- James Dooley (* 1976), Filmmusik-Komponist
- John Elkann (* 1976), italienischer Manager und Industrieller
- Joseph Espaillat (* 1976), katholischer Geistlicher, Weihbischof in New York
- Kimberly Denise Jones (Lil’ Kim; * 1976), Rapperin, Sängerin und Schauspielerin
- N.O.R.E. (* 1976), Rapper
- Amanda Palmer (* 1976), Musikerin, Lyrikerin und Kabarettistin
- Merlin Santana (1976–2002), Schauspieler
- Aris Sas (* 1976), österreichischer Sänger und Schauspieler
- Josh Saviano (* 1976), Filmschauspieler, danach Rechtsanwalt
- Scott Snyder (* 1976), Autor
- Chris Terrio (* 1976), Regisseur, Drehbuchautor und Oscar-Preisträger
- Ken Thomson (* 1976), Fusionmusiker und Komponist
- Joshua Waitzkin (* 1976), Schachspieler und Taijiquan-Sportler

#### 1977
- Jon Avery Abrahams (* 1977), Schauspieler

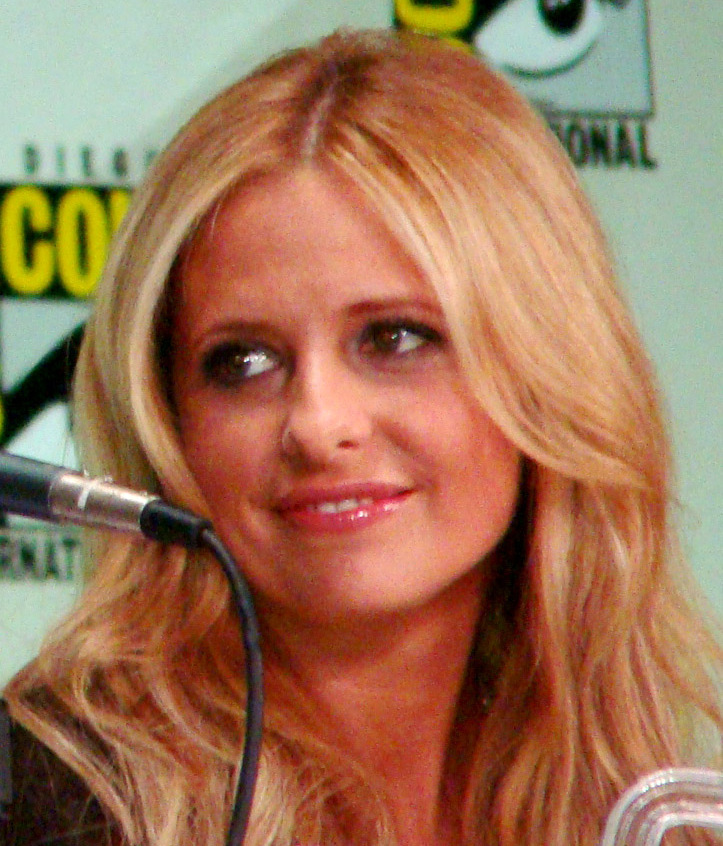
Sarah Michelle Gellar
(* 1977)

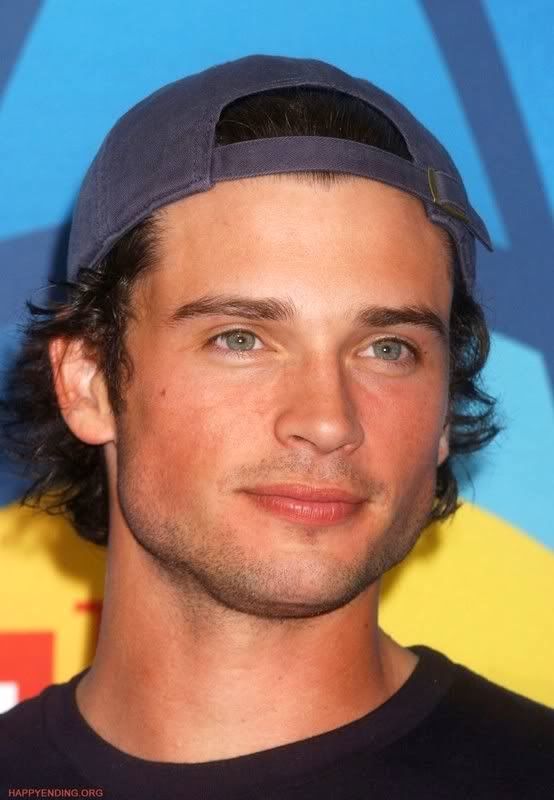
Tom Welling
(* 1977)

- Jennifer Anson (* 1977), palauische Judoka
- Fiona Apple (* 1977), Musikerin
- Joe Bonamassa (* 1977), Blues-Gitarrist, Sänger und Komponist
- Lapo Elkann (* 1977), italienischer Unternehmer und Designer
- Barrett Foa (* 1977), Schauspieler
- Sarah Michelle Gellar (* 1977), Schauspielerin
- Angela Goethals (* 1977), Schauspielerin
- Maggie Gyllenhaal (* 1977), Schauspielerin
- Zab Judah (* 1977), Boxer
- Matt Matros (* 1977), Pokerspieler
- Devin Ratray (* 1977), Schauspieler
- Beatrice Rosen (* 1977), Schauspielerin
- Félix Sánchez (* 1977), dominikanischer Hürdenläufer
- China Shavers (* 1977), Schauspielerin
- Pyeng Threadgill (* 1977), Blues- und Jazzsängerin, Songwriterin
- Vanessa Trump (* 1977), Model, Schauspielerin und Psychologin
- Liv Tyler (* 1977), Schauspielerin
- Tom Welling (* 1977), Schauspieler
- Gabrielle Zevin (* 1977), Schriftstellerin und Drehbuchautorin

#### 1978

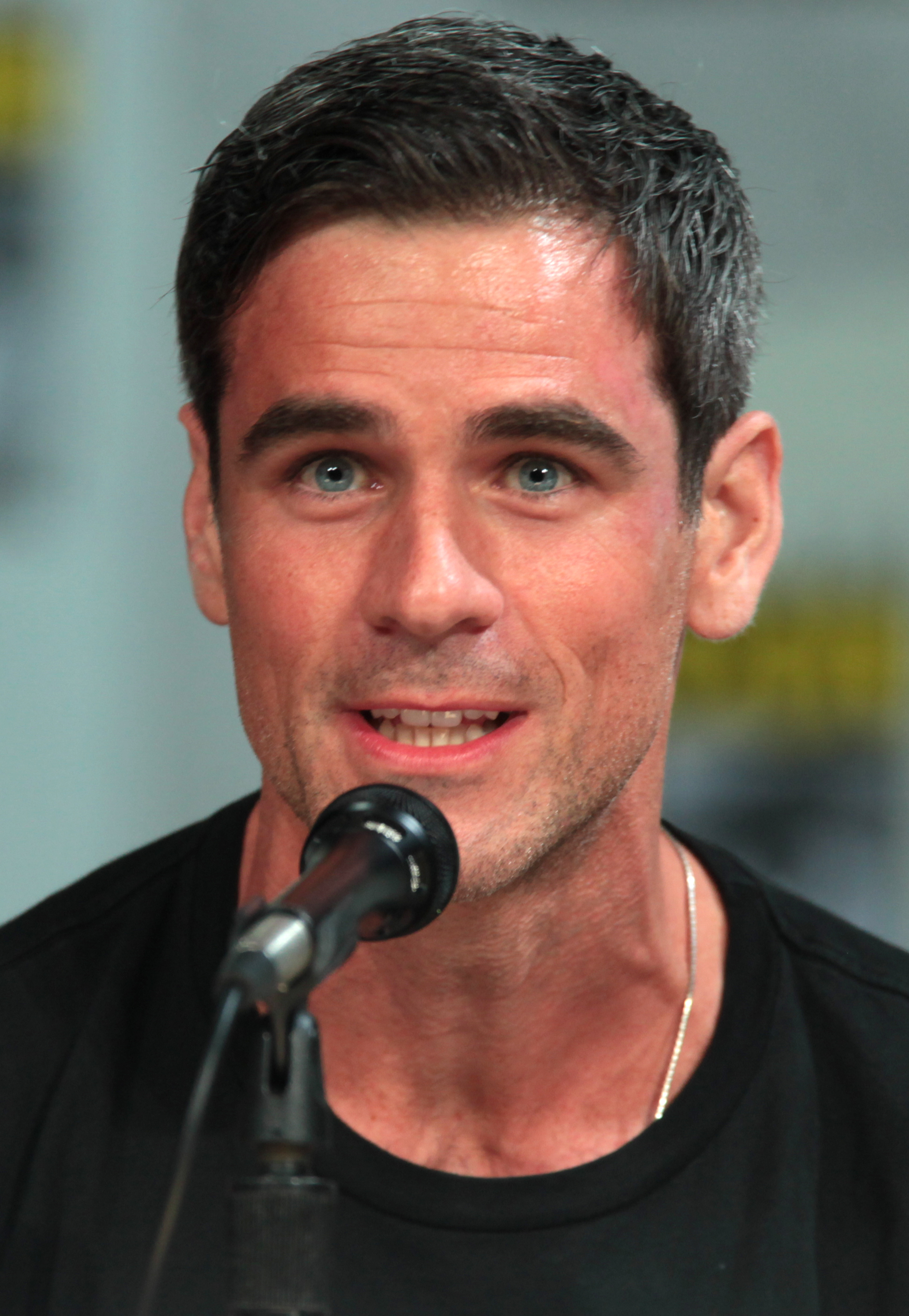
Eddie Cahill
(* 1978)

- Nathanael Ackerman (* 1978), britisch-US-amerikanischer Freistilringer
- Daniella Alonso (* 1978), Schauspielerin und Model
- Marlyne Barrett (* 1978), Schauspielerin
- Eddie Cahill (* 1978), Schauspieler
- Julian Casablancas (* 1978), Sänger und Songwriter der Band The Strokes
- James Badge Dale (* 1978), Schauspieler
- Billy Eichner (* 1978), Komiker und Schauspieler
- David Krumholtz (* 1978), Schauspieler
- Jesse Lacey (* 1978), Sänger der Band Brand New
- Steve Lehman (* 1978), Jazzsaxophonist und Komponist
- Timothy Morehouse (* 1978), Fechter
- Jessica Valenti (* 1978), feministische Bloggerin, Autorin und Journalistin
- Tony Yayo (* 1978), Gangsta-Rapper und Mitglied der Rap-Gruppe G Unit

#### 1979

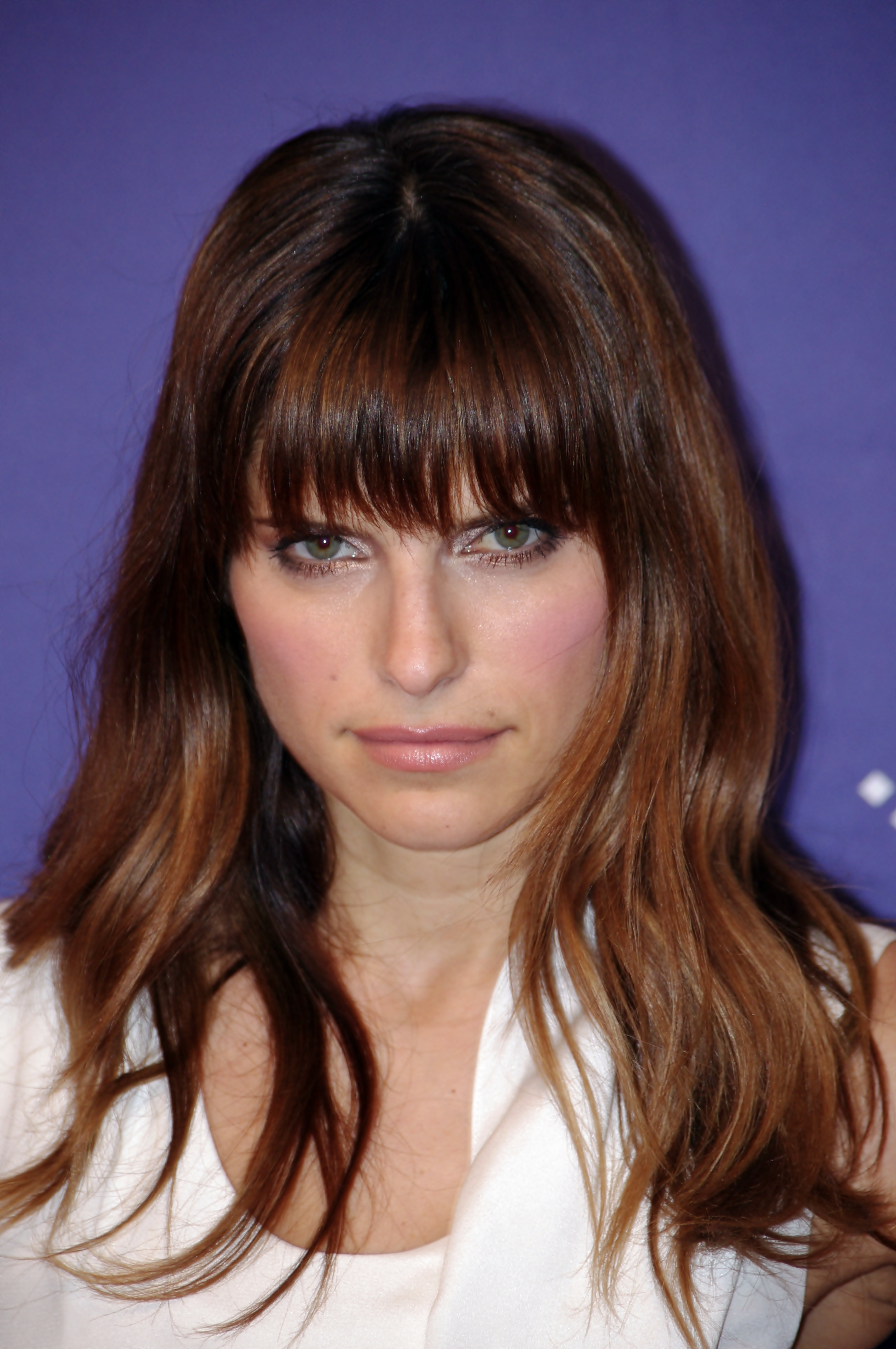
Lake Bell
(* 1979)

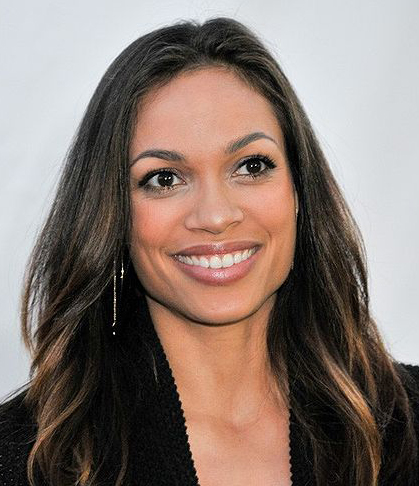
Rosario Dawson
(* 1979)

- Aaliyah (1979–2001), Sängerin und Schauspielerin
- Lake Bell (* 1979), Schauspielerin
- Eric Buchman (* 1979), Pokerspieler
- Claire Danes (* 1979), Schauspielerin
- Rosario Dawson (* 1979), Schauspielerin
- Christopher Dorner (1979–2013), Polizeibeamter des Los Angeles Police Department
- Jerry Ferrara (* 1979), Schauspieler
- Elizabeth Hendrickson (* 1979), Schauspielerin
- Carlos Henriquez (* 1979), Jazzmusiker
- Norah Jones (* 1979), Musikerin
- Kelis (* 1979), Sängerin
- Kristina Klebe (* 1979), Schauspielerin
- Natasha Lyonne (* 1979), Schauspielerin
- Lamar Odom (* 1979), Basketballspieler
- Nate Wood (* 1979), Jazzmusiker
- Metta World Peace (* 1979), Basketballspieler und Rapper

#### 1980

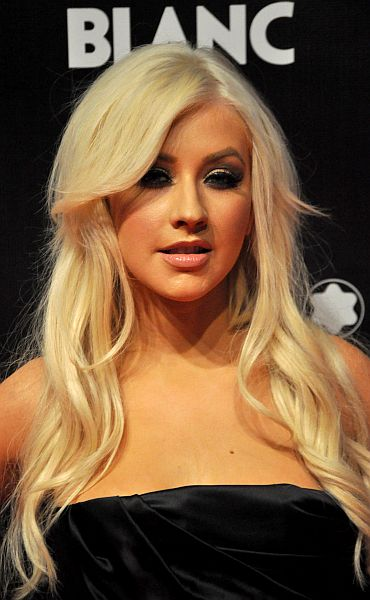
Christina Aguilera
(* 1980)

- Christina Aguilera (* 1980), Sängerin, Schauspielerin, Songwriterin
- Malcolm Barrett (* 1980), Schauspieler
- Ryan Carniaux (* 1980), Jazzmusiker
- Macaulay Culkin (* 1980), Kinderschauspieler
- Caitlin Gregg (* 1980), Skilangläuferin und Biathletin
- Vanessa Johansson (* 1980), Schauspielerin
- Amy Karle (* 1980), Künstlerin
- Maya Lawrence (* 1980), Fechterin
- Joe Letz (* 1980), Schlagzeuger und DJ
- Thenjiwe Niki Nkosi (* 1980), Malerin und Multimedia-Künstlerin
- Aleksa Palladino (* 1980), Schauspielerin
- Alondra de la Parra (* 1980), mexikanische Dirigentin
- Zac Posen (* 1980), Modedesigner
- Indra Rios-Moore (* 1980), Jazzsängerin
- Erinn Smart (* 1980), Fechterin
- Merritt Wever (* 1980), Schauspielerin
- Mika Urbaniak (* 1980), Popsängerin
- Katherine Young (* 1980), Improvisationsmusikerin und Komponistin

### 1981–1990

#### 1981

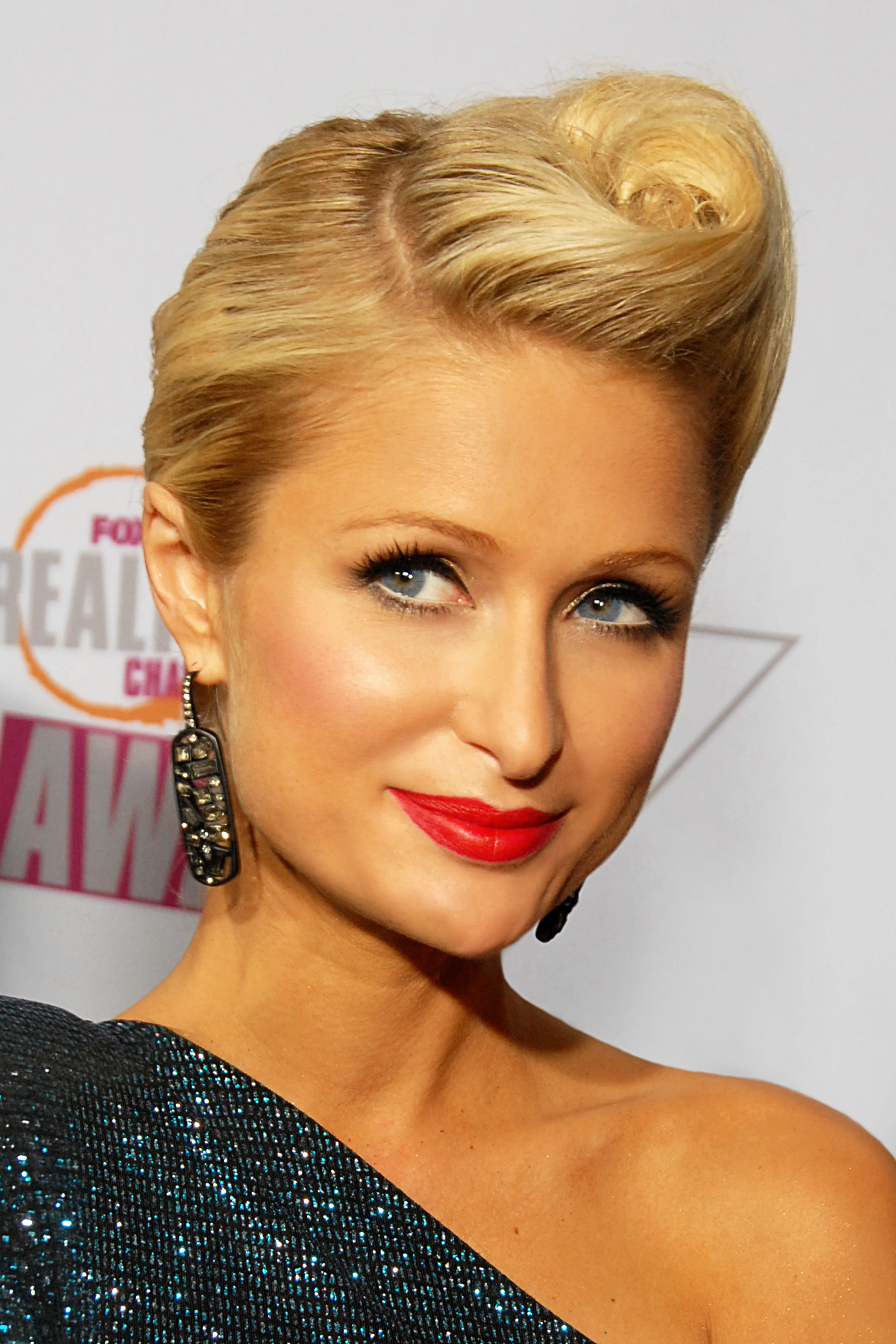
Paris Hilton
(* 1981)

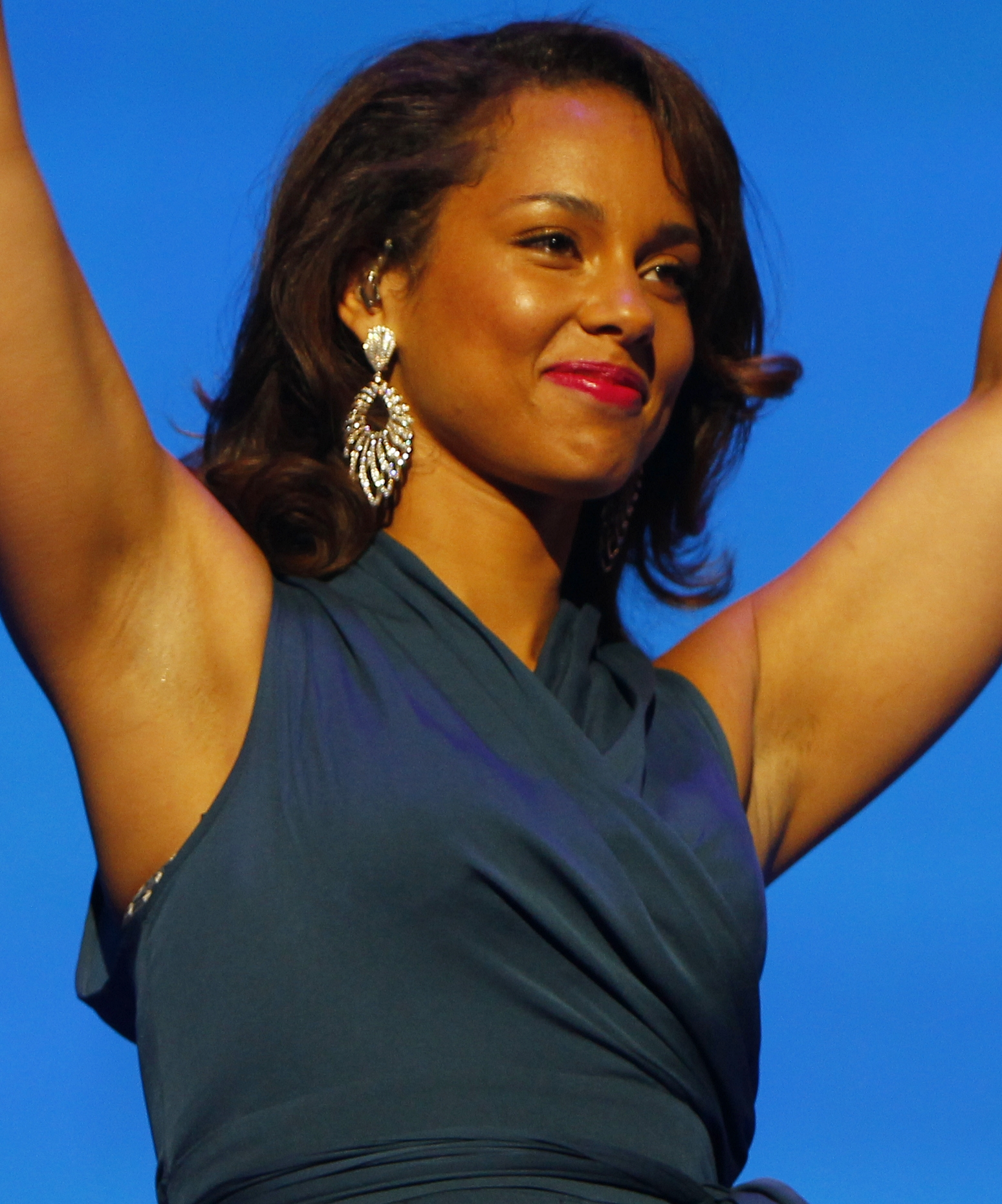
Alicia Keys
(* 1981)

- Koko Archibong (* 1981), nigerianischer Basketballspieler
- John Boyd (* 1981), Schauspieler
- Olivier Busquet (* 1981), Pokerspieler
- Adam Green (* 1981), Sänger und Songwriter
- Paris Hilton (* 1981), Fotomodell, Unternehmerin und Entertainerin
- Charlie Hofheimer (* 1981), Film- und Theaterschauspieler
- Jared Jaffee (* 1981), Pokerspieler
- Alicia Keys (* 1981), Sängerin, Produzentin, Schauspielerin, Songwriterin
- Matt Mottel (* 1981), Improvisationsmusiker
- Sienna Miller (* 1981), britisch-US-amerikanische Schauspielerin und Modedesignerin
- Casey Neistat (* 1981), Filmregisseur und Filmproduzent
- Dash Snow (1981–2009), Künstler
- Julia Stiles (* 1981), Schauspielerin
- Kara Taitz (* 1981), Schauspielerin
- Ivanka Trump (* 1981), Geschäftsfrau und Model
- Ned Vizzini (1981–2013), Schriftsteller
- John Weisweiler (* 1981), Althistoriker

#### 1982

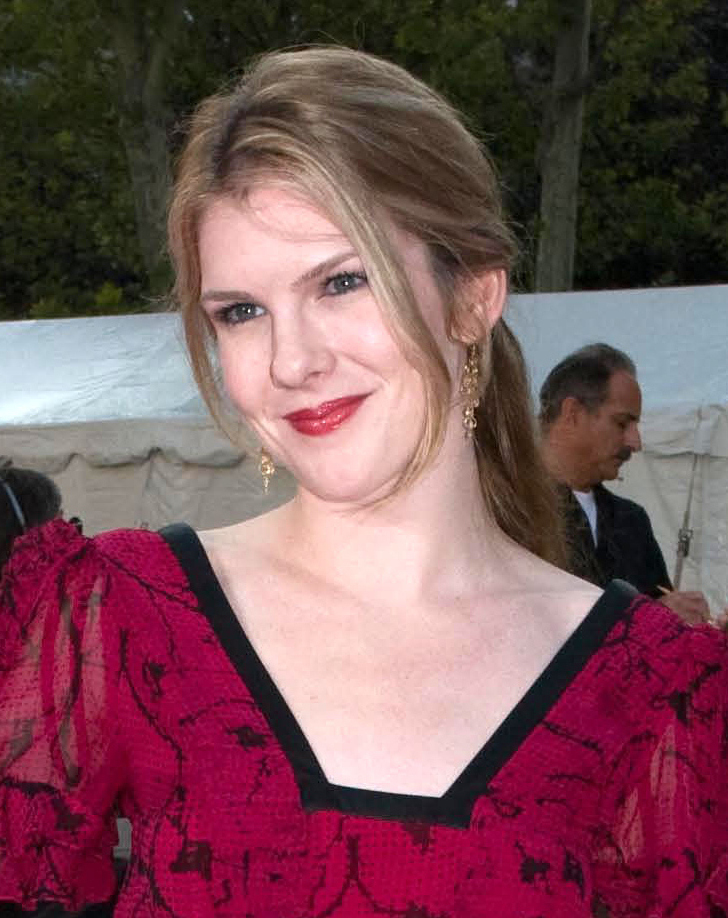
Lily Rabe
(* 1982)

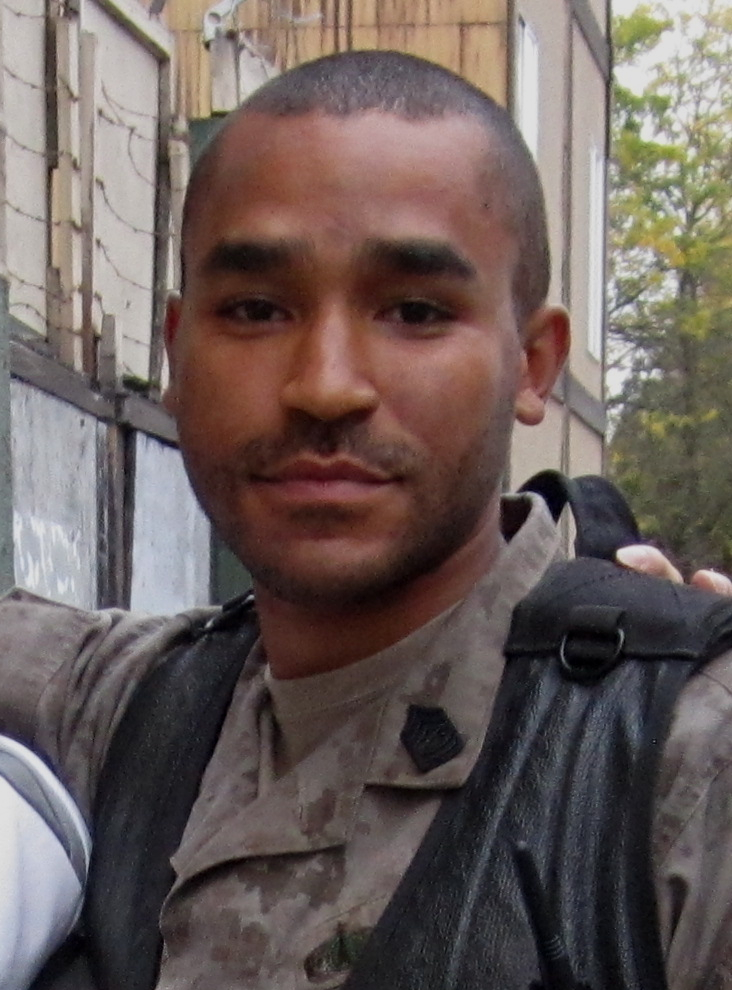
Jamil Walker Smith
(* 1982)

- Devon Aoki (* 1982), Schauspielerin und Model
- Kieran Culkin (* 1982), Filmschauspieler
- Yaya DaCosta (* 1982), Schauspielerin und Fotomodel
- Alexander DiPersia (* 1982), Schauspieler
- Justin Gatlin (* 1982), Leichtathlet
- Adam Hann-Byrd (* 1982), Filmschauspieler
- Max Joseph (* 1982), Produzent, Schauspieler und Autor
- Ibram X. Kendi (* 1982), Rassismusforscher
- Christopher Lloyd aka Lloyd Banks (* 1982), Gangsta-Rapper und Mitglied der Rap-Gruppe G Unit
- Josh Ostrovsky (* 1982), Internetcomedian
- Wolé Parks (* 1982), Schauspieler
- Lily Rabe (* 1982), Schauspielerin
- Jamil Walker Smith (* 1982), Schauspieler und Synchronsprecher
- Jon Van Fleet (* 1982), Pokerspieler
- Tommy Vext (* 1982), Sänger
- David Wong (* 1982), Jazzmusiker

#### 1983
- Georgina Bloomberg (* 1983), Springreiterin
- Francis Capra (* 1983), Schauspieler

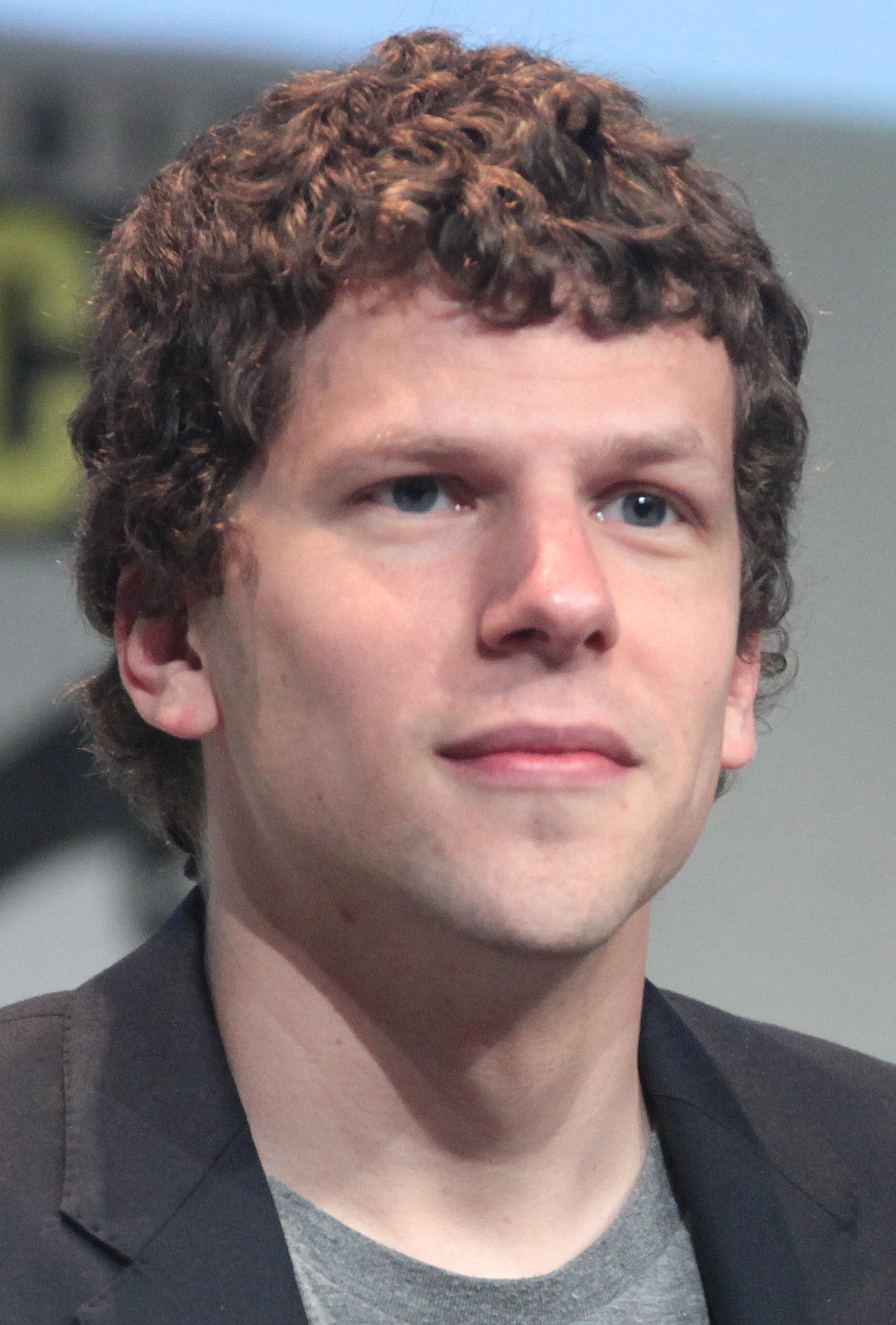
Jesse Eisenberg
(* 1983)

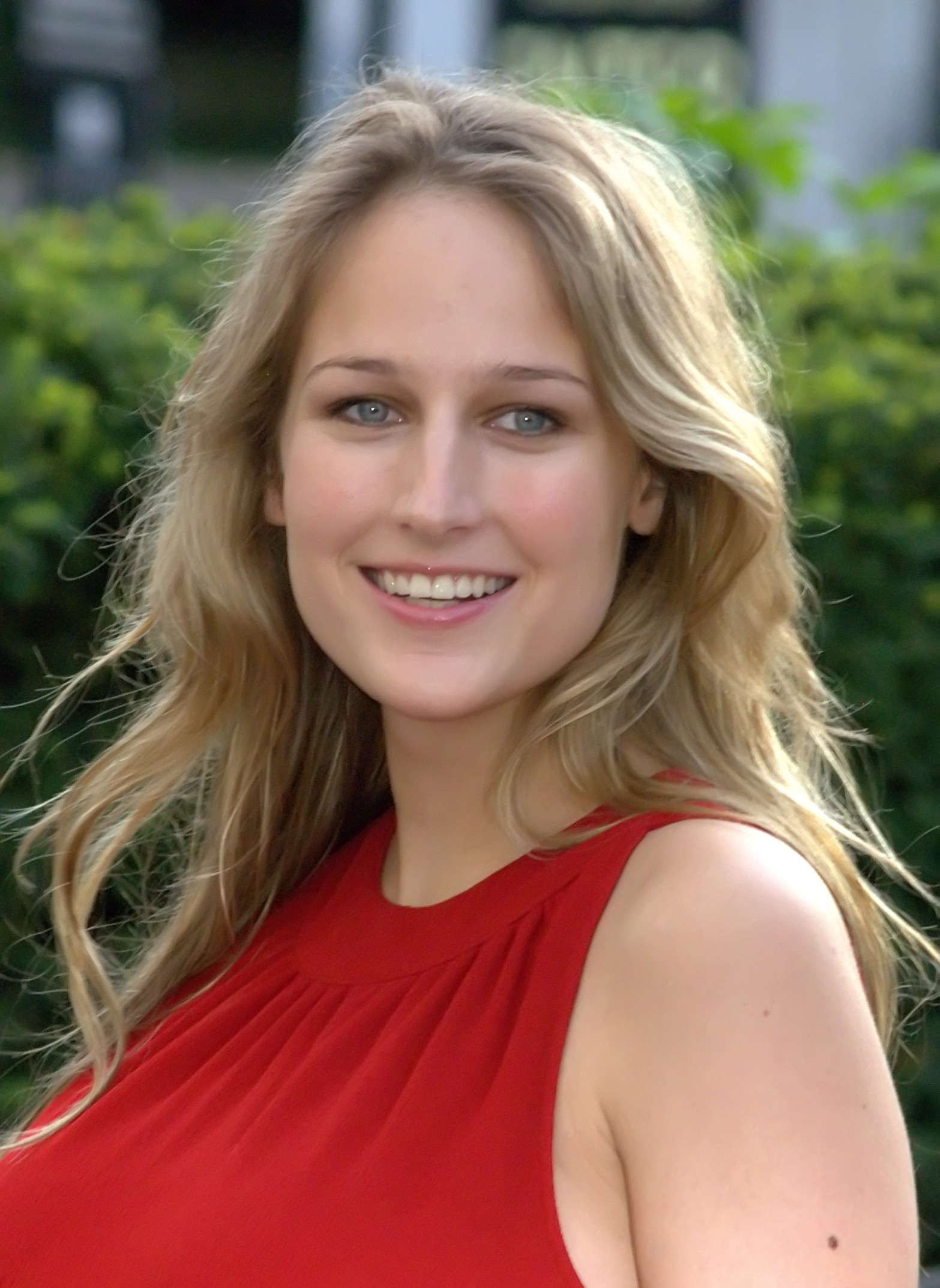
Leelee Sobieski
(* 1983)

- Peter Cincotti (* 1983), Songwriter, Sänger und Pianist
- Lucy DeVito (* 1983), Schauspielerin
- Marié Digby (* 1983), Sängerin und Songwriterin
- Eamon (* 1983), Sänger und Musiker
- Jesse Eisenberg (* 1983), Schauspieler
- Frankee (* 1983), Sängerin
- Mamie Gummer (* 1983), Schauspielerin
- Chelsea Hammond (* 1983), jamaikanische Weitspringerin
- Nicky Hilton (* 1983), Fotomodell, Unternehmerin und Designerin
- Alexis Ohanian (* 1983), Unternehmer und Investor
- Gabourey Sidibe (* 1983), Schauspielerin
- Leelee Sobieski (* 1983), Schauspielerin
- Hikaru Utada (* 1983), japanische Sängerin

#### 1984
- Quinton Aaron (* 1984), Schauspieler

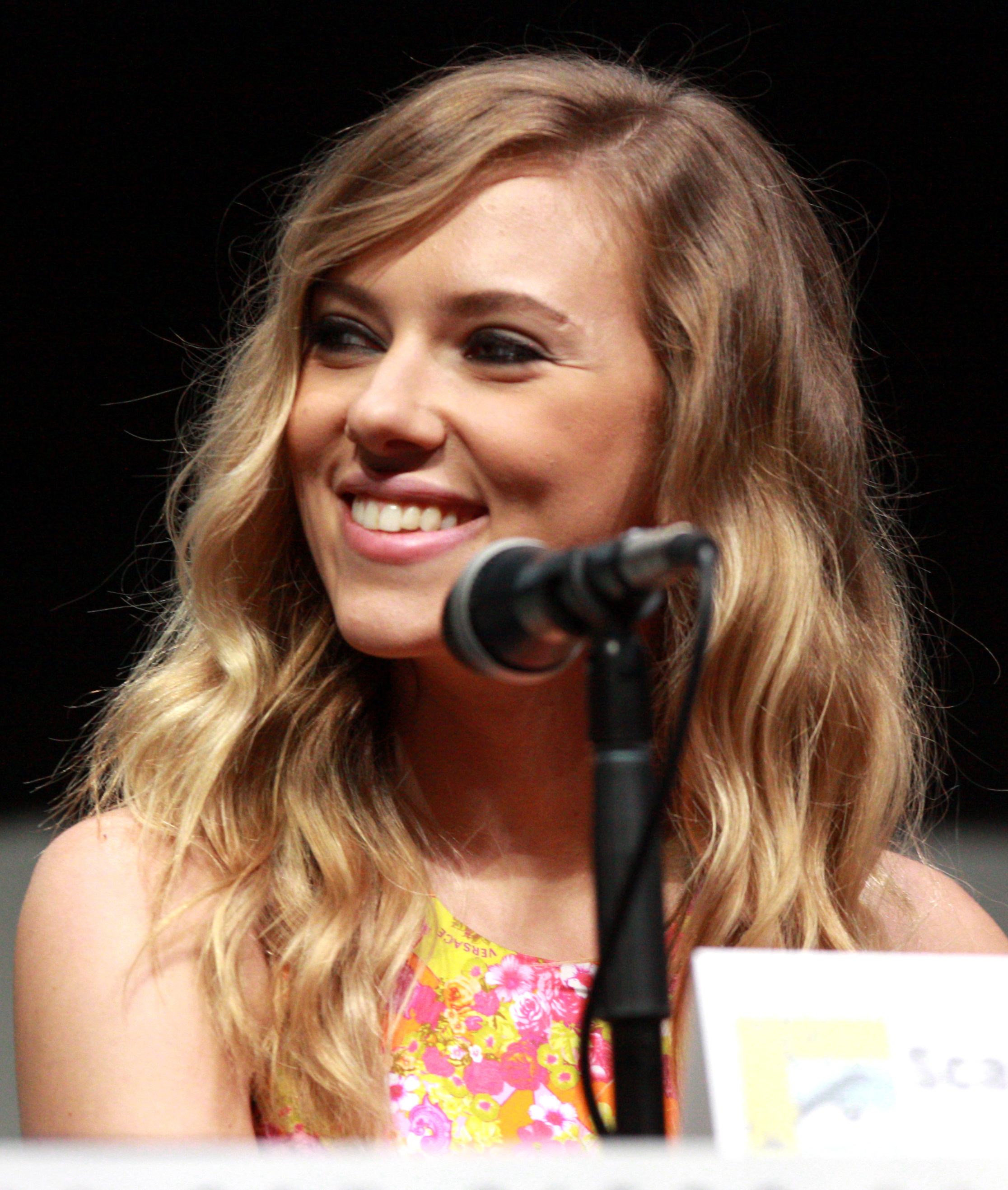
Scarlett Johansson
(* 1984)

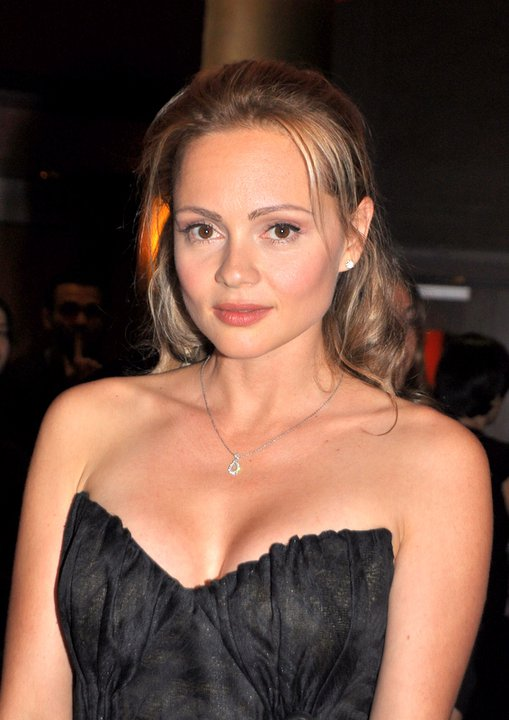
Beatrice Rosen
(* 1984)

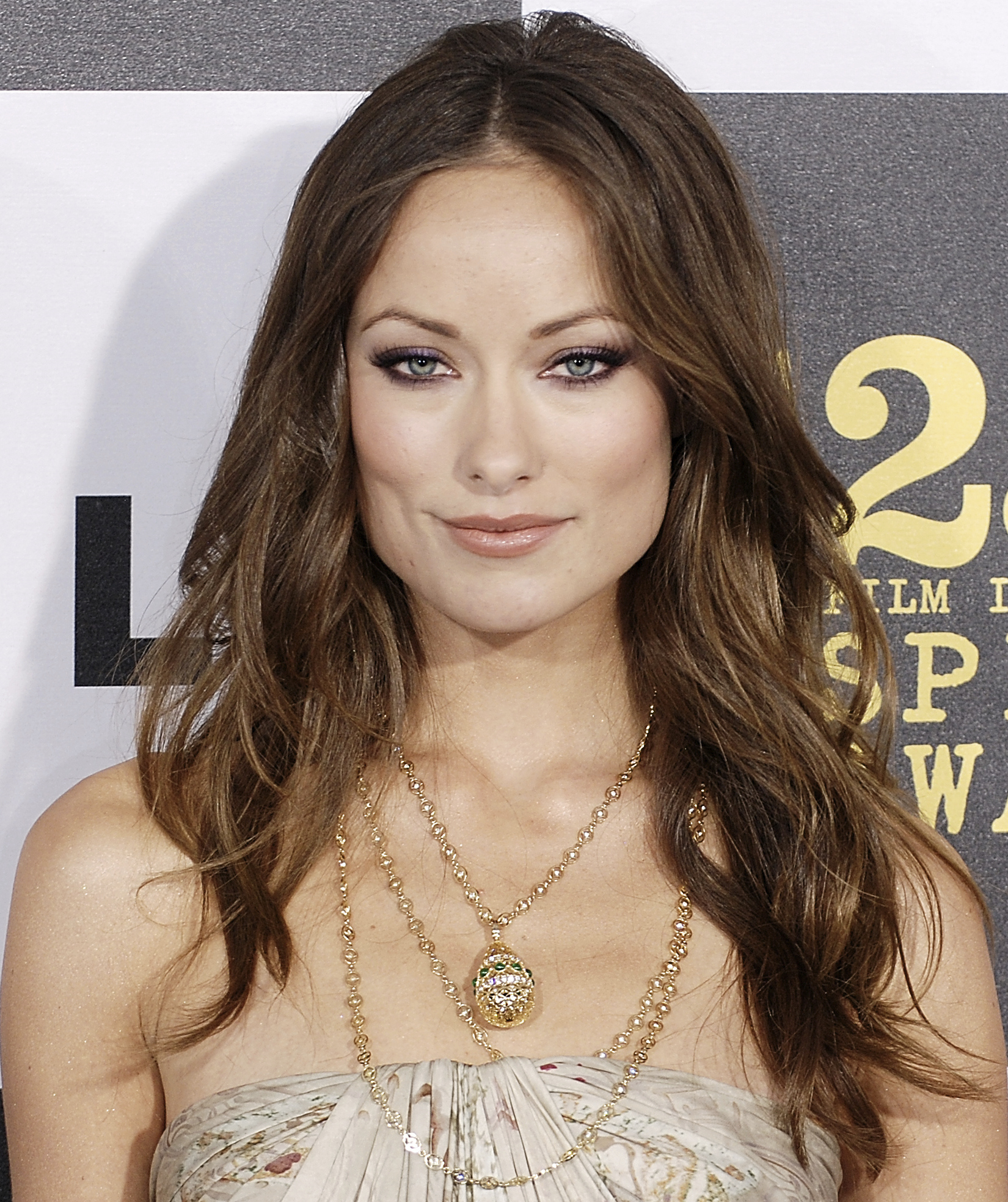
Olivia Wilde
(* 1984)

- Desiree Akhavan (* 1984), iranisch-amerikanische Schauspielerin, Regisseurin und Drehbuchautorin
- Carmelo Anthony (* 1984), Basketballspieler
- Rob Brown (* 1984), Schauspieler
- Steven Burtt (* 1984), Basketballspieler
- April Centrone (* 1984), Musikerin
- Paul Dano (* 1984), Schauspieler und Rock-Musiker
- Noureen DeWulf (* 1984), Schauspielerin
- Melonie Diaz (* 1984), Schauspielerin
- Alexis Dziena (* 1984), Film- und Fernsehschauspielerin
- Jessie Graff (* 1984), Sportlerin und Stuntfrau
- Paz de la Huerta (* 1984), Schauspielerin
- Elizabeth Jagger (* 1984), Model
- Scarlett Johansson (* 1984), US-amerikanisch-dänische Schauspielerin und Sängerin
- Lumidee (* 1984), R&B-Sängerin
- Nick McDonell (* 1984), Schriftsteller
- Paul Nedzela (* 1984), Jazzmusiker
- Ashley Peldon (* 1984), Schauspielerin
- Nick Schulman (* 1984), Pokerspieler
- Olivia Wilde (* 1984), Schauspielerin

#### 1985
- Asa Akira (* 1985), japanisch-US-amerikanische Pornodarstellerin und Model
- Eva Amurri (* 1985), Schauspielerin
- Lana Del Rey (* 1985), Sängerin
- Halley Feiffer (* 1985), Schauspielerin
- Michael Gagliano (* 1985), Pokerspieler
- Taj Gibson (* 1985), Basketballspieler
- Ilfenesh Hadera (* 1985), Schauspielerin
- Liz Hannah (* 1985), Drehbuchautorin und Filmproduzentin
- Juliana Harkavy (* 1985), Schauspielerin
- Isaac Haxton (* 1985), Pokerspieler
- András Kállay-Saunders (* 1985), ungarisch-US-amerikanischer Popsänger
- Arkady Martine (* 1985), Historikerin und Schriftstellerin
- Leyla McCalla (* 1985), Singer-Songwriterin, Cellistin
- Joakim Noah (* 1985), Basketballspieler
- Amanda Setton (* 1985), Schauspielerin
- Michelle Trachtenberg (1985–2025), Schauspielerin
- Leila Vaziri (* 1985), Schwimmerin

- Mukul Pahuja (* 1985 oder 1986), Pokerspieler

#### 1986
- Yael Averbuch (* 1986), Fußballspielerin
- David Aaron Carpenter (* 1986), Bratschist
- Alexandra Daddario (* 1986), Schauspielerin

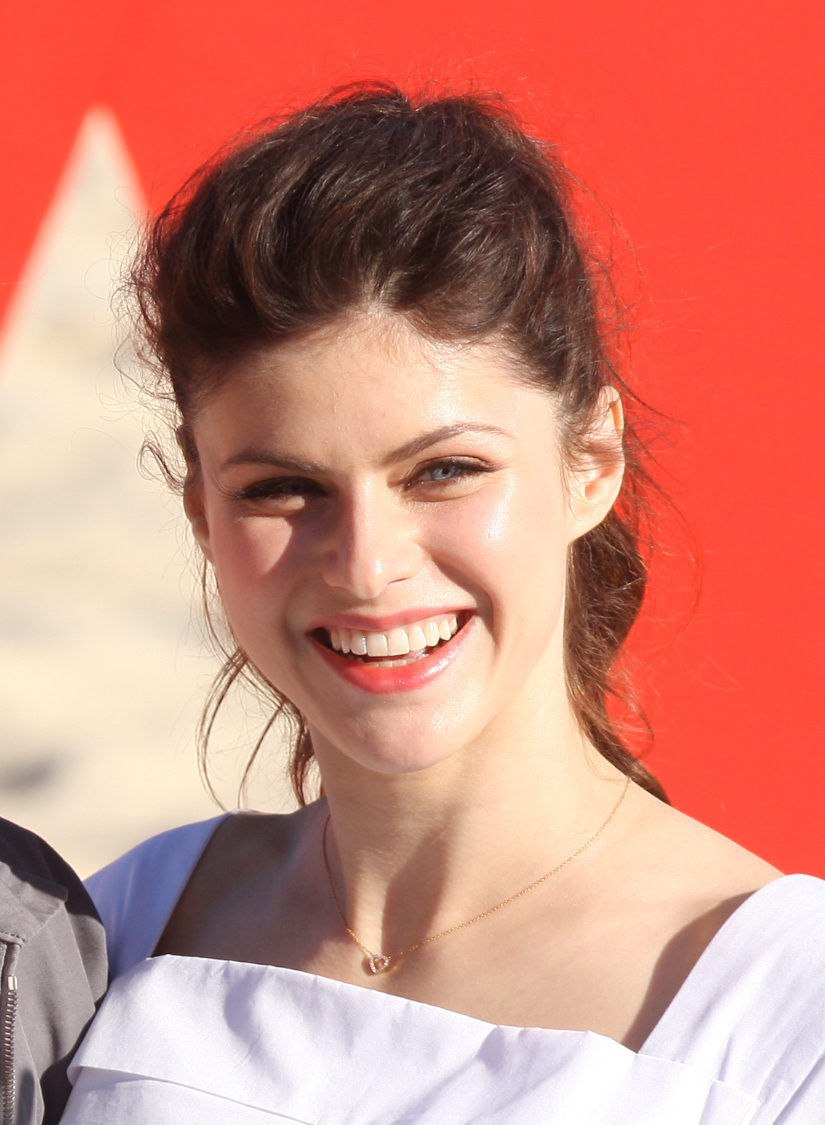
Alexandra Daddario
(* 1986)

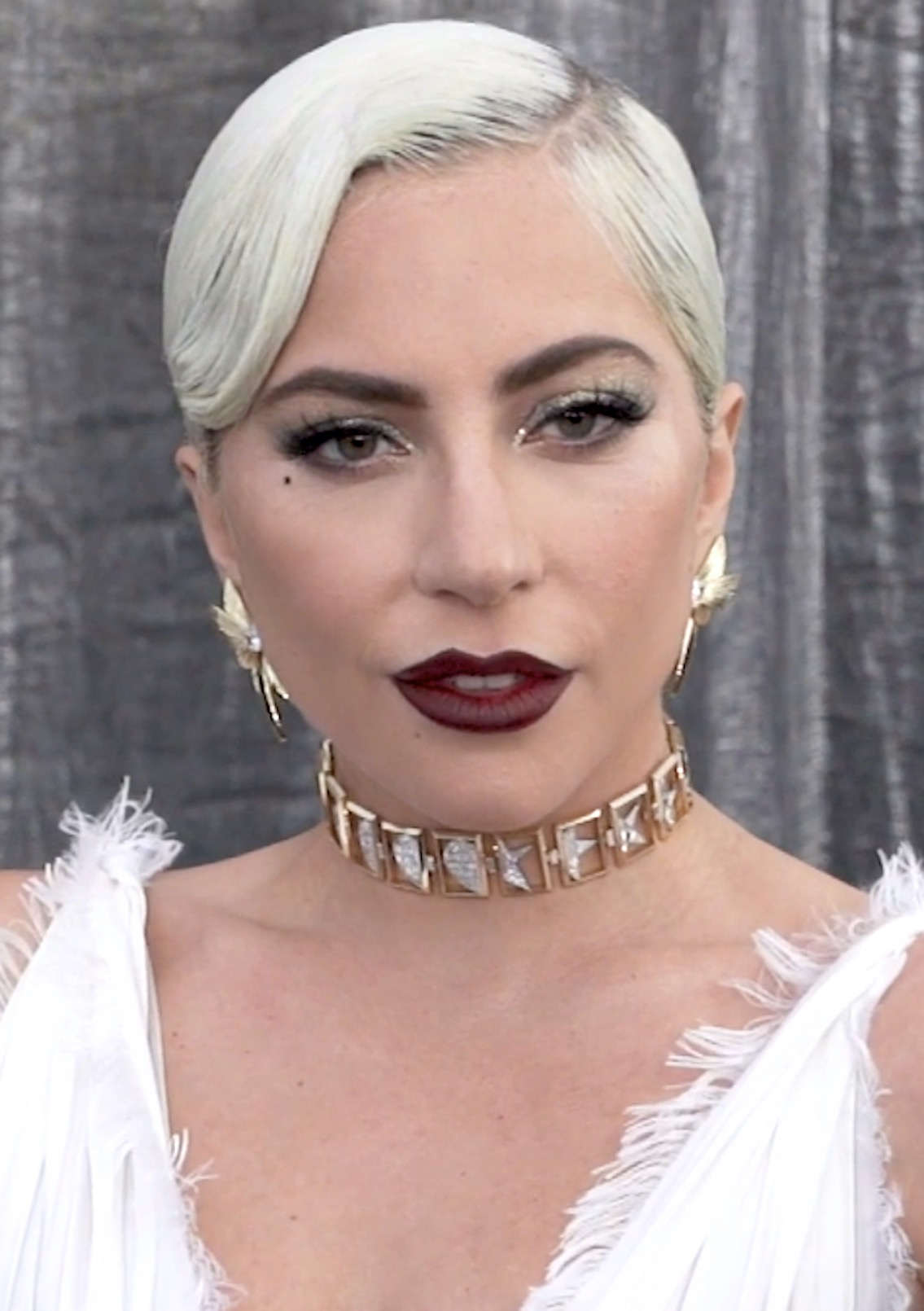
Lady Gaga
(* 1986)

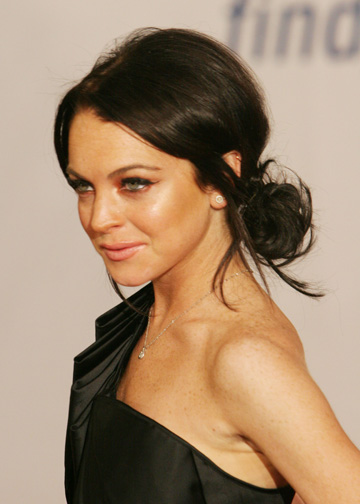
Lindsay Lohan
(* 1986)

- Afërdita Dreshaj (* 1986), albanische Sängerin und Model
- Michael Drayer (* 1986), Schauspieler
- Lena Dunham (* 1986), Schauspielerin, Filmproduzentin, Filmregisseurin und Drehbuchautorin
- Elio Fox (* 1986), Pokerspieler
- Lady Gaga (* 1986), Sängerin und Songwriterin
- Betty Gilpin (* 1986), Schauspielerin
- Grace Gummer (* 1986), Schauspielerin
- Roy Hibbert (* 1986), jamaikanischer Basketballspieler
- David Karp (* 1986), Webentwickler und Unternehmer
- Jack Kesy (* 1986), Schauspieler
- Lindsay Lohan (* 1986), Schauspielerin und Pop-Sängerin
- Matt McGorry (* 1986), Schauspieler
- Ashley Olsen (* 1986), Schauspielerin
- Mary-Kate Olsen (* 1986), Schauspielerin
- B. J. Raji (* 1986), Footballspieler
- Emmy Rossum (* 1986), Schauspielerin
- Benny Safdie (* 1986), Schauspieler und Regisseur
- Michael James Shaw (* 1986), Schauspieler
- Jurnee Smollett (* 1986), Schauspielerin
- Steven Strait (* 1986), Schauspieler und Musiker
- Olivia Thirlby (* 1986), Schauspielerin
- Camille Thurman (* 1986), Jazzmusikerin
- Eli Wallace (* 1986), Jazzmusiker

#### 1987
- Thana Alexa (* 1987), Jazzsängerin und Komponistin
- Ari Aster (* um 1987), Regisseur und Drehbuchautor
- Skylar Astin (* 1987), Schauspieler
- Elsa Baquerizo Macmillan (* 1987), spanische Beachvolleyballspielerin
- Amelia Rose Blaire (* 1987), Schauspielerin
- Spencer Treat Clark (* 1987), Filmschauspieler
- Matthew Daddario (* 1987), Schauspieler
- Abby Elliott (* 1987), Schauspielerin
- Ronan Farrow (* 1987), Anwalt, Journalist und Buchautor
- Sarah Hay (* 1987), Schauspielerin und Balletttänzerin
- Cory Henry (* 1987), Jazz- und Gospelmusiker
- Daniel Jacobs (* 1987), Profiboxer und Weltmeister der WBA im Mittelgewicht
- Eden Ladin (* 1987), israelisch-US-amerikanischer Musiker des Modern Jazz
- Mohammad Yusef Mashriqi (* 1987), Fußballspieler
- Jesse McCartney (* 1987), Schauspieler und Musiker
- Sarah Natochenny (* 1987), Synchronsprecherin und Theaterschauspielerin
- Alexandra Singer (* 1987), Fußballspielerin
- Joseph Walker (* 1987), Schauspieler und Musicaldarsteller

#### 1988

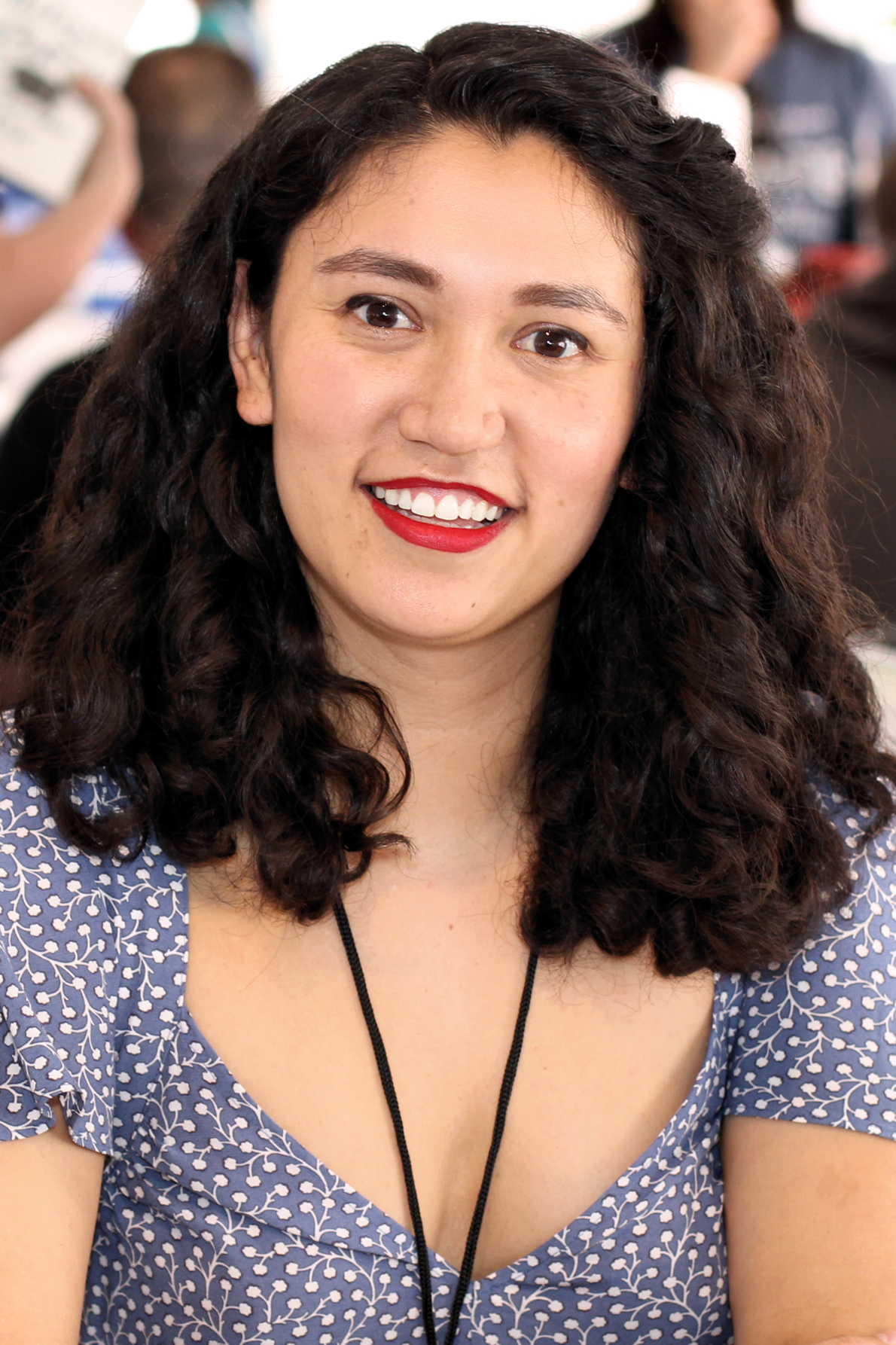
Sarah Kay
(* 1988)

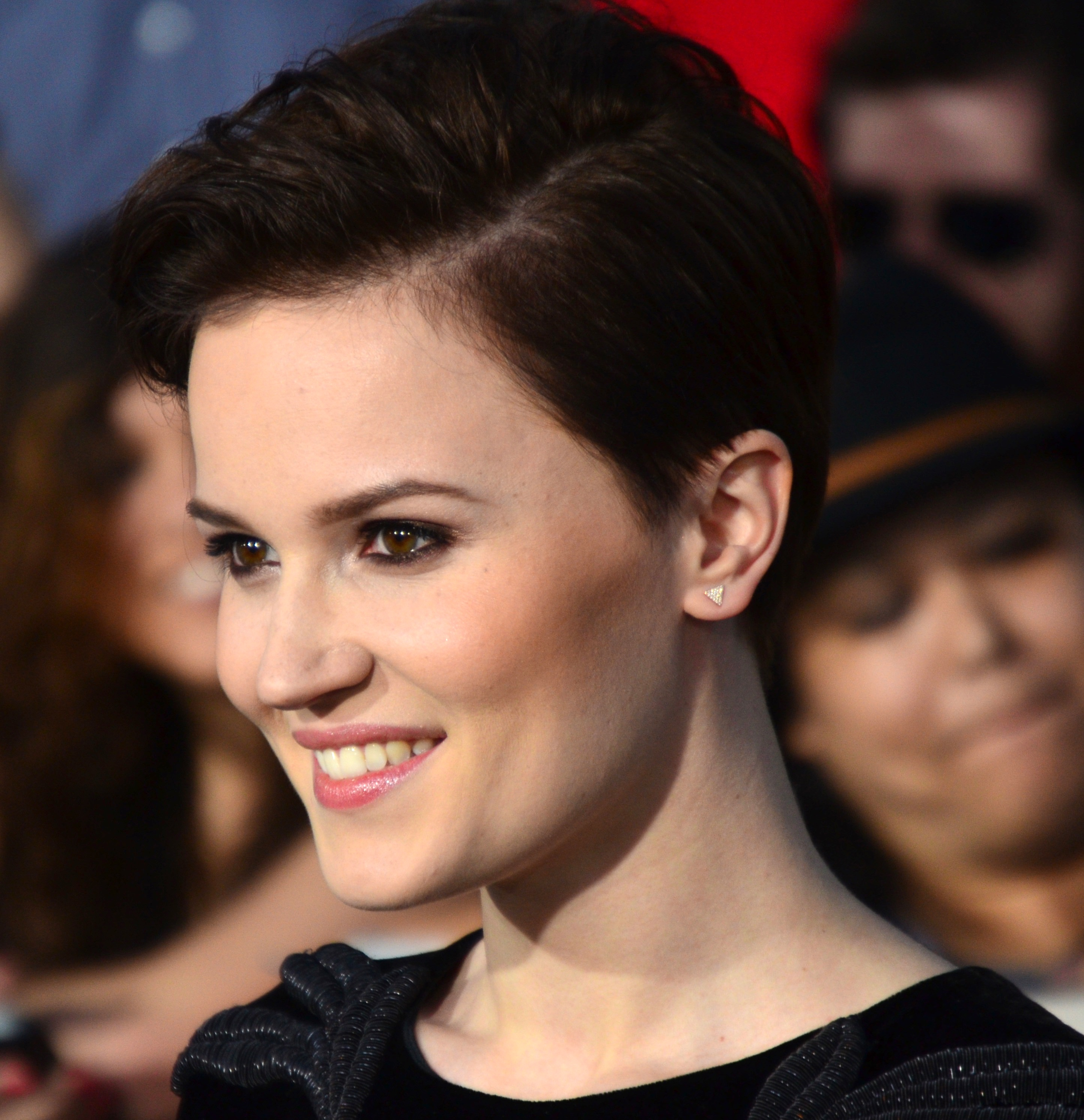
Veronica Roth
(* 1988)

- Capri Anderson (* 1988), Pornodarstellerin
- A$AP Rocky (* 1988), Rapper
- Molly Bernard (* 1988), Schauspielerin
- Michelle Betos (* 1988), Fußballtorhüterin
- Melanie Charles (* 1988), Jazzmusikerin und Songwriterin
- Tina Charles (* 1988), Basketballspielerin
- Asher Conniff (* 1988), Pokerspieler
- Corey Fisher (* 1988), Basketballspieler
- Ryu Goto (* 1988), Violinist
- Raeden Greer (* 1988), Schauspielerin
- Zena Grey (* 1988), Schauspielerin
- Elisabeth Kanettis (* 1988), Schauspielerin
- Sarah Kay (* 1988), Dichterin
- Jonathan Keltz (* 1988), Filmschauspieler
- Jiah Khan (1988–2013), indische Schauspielerin
- Jamel McLean (* 1988), Basketballspieler
- Tyrone Nash (* 1988), Basketballspieler
- Veronica Roth (* 1988), Schriftstellerin
- Ritchie Torres (* 1988), Politiker
- Kaze Uzumaki (* 1988), deutscher Schauspieler und Synchronsprecher

#### 1989
- Corbin Bleu (* 1989), Schauspieler
- Yin Chang (* 1989), Schauspielerin
- Rory Culkin (* 1989), Filmschauspieler
- Meredith Deane (* 1989), Schauspielerin

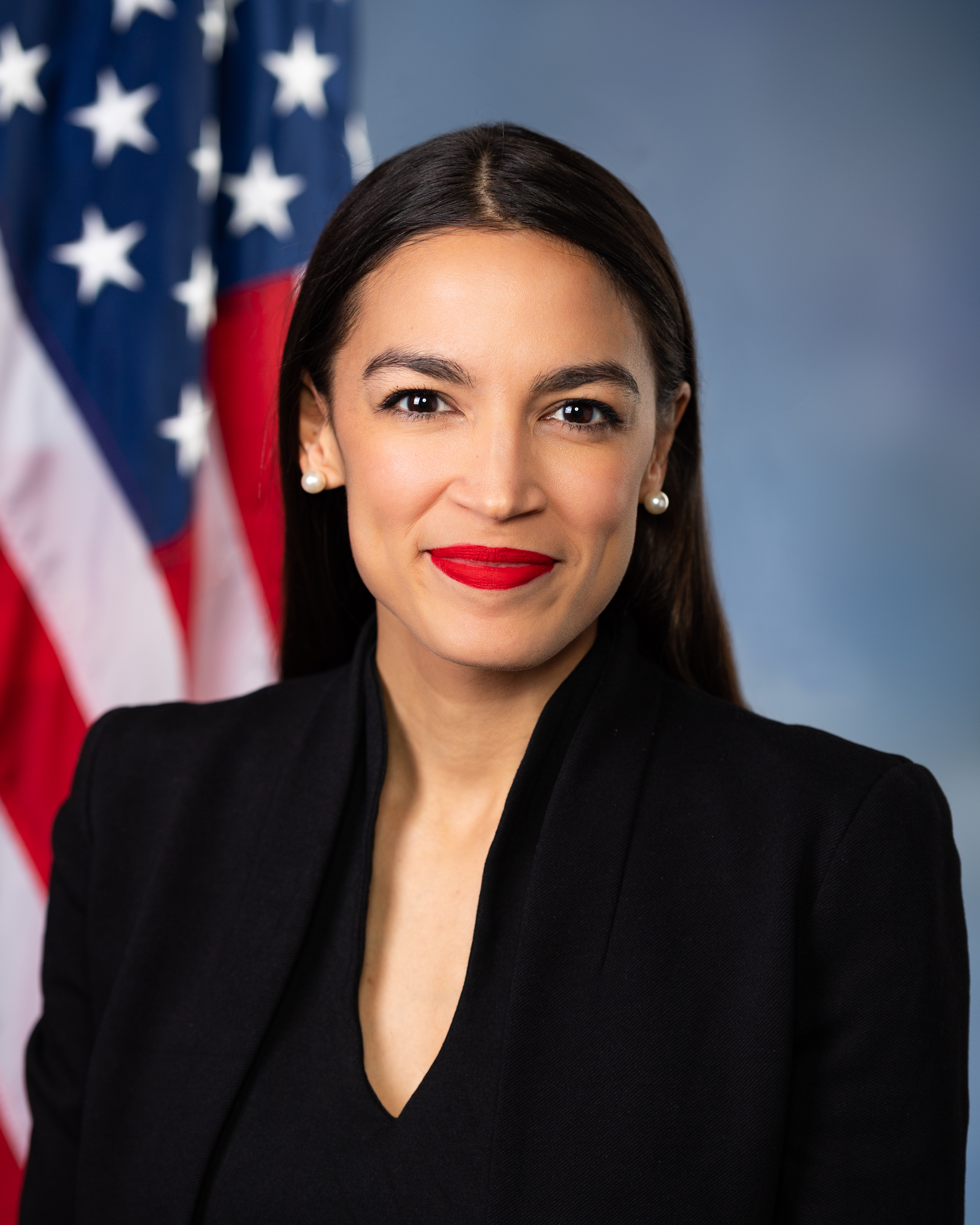
Alexandria Ocasio-Cortez
(* 1989)

- Nyle DiMarco (* 1989), gehörloser Schauspieler, Model und Aktivist für die Gehörlosenkultur und die LGBT-Community
- Priscilla Frederick (* 1989), antiguanische Hochspringerin
- Emma Greenwell (* 1989), Schauspielerin
- Loni Hui (* 1989), Pokerspielerin
- JPEGMAFIA (* 1989), Rapper und Musikproduzent
- Lia Kohl (* 1989), Musikerin und Klangkünstlerin
- Lil’ Mama (* 1989), Rapperin
- Alexandria Ocasio-Cortez (* 1989), Politikerin der Demokratischen Partei
- Bryan Piccioli (* 1989), Pokerspieler
- Bebe Rexha (* 1989), Sängerin
- Anthony Wallace (* 1989), US-amerikanischer Fußballspieler jamaikanischer Herkunft
- Ingrid Wells (* 1989), Fußballspielerin
- Jacqueline Wong (* 1989), kanadische Schauspielerin, Fernsehmoderatorin, Model und Sängerin

#### 1990
- Liam Aiken (* 1990), Schauspieler
- Monica Aksamit (* 1990), Fechterin
- Tara Isabella Burton (* 1990), Journalistin
- Emory Cohen (* 1990), Schauspieler

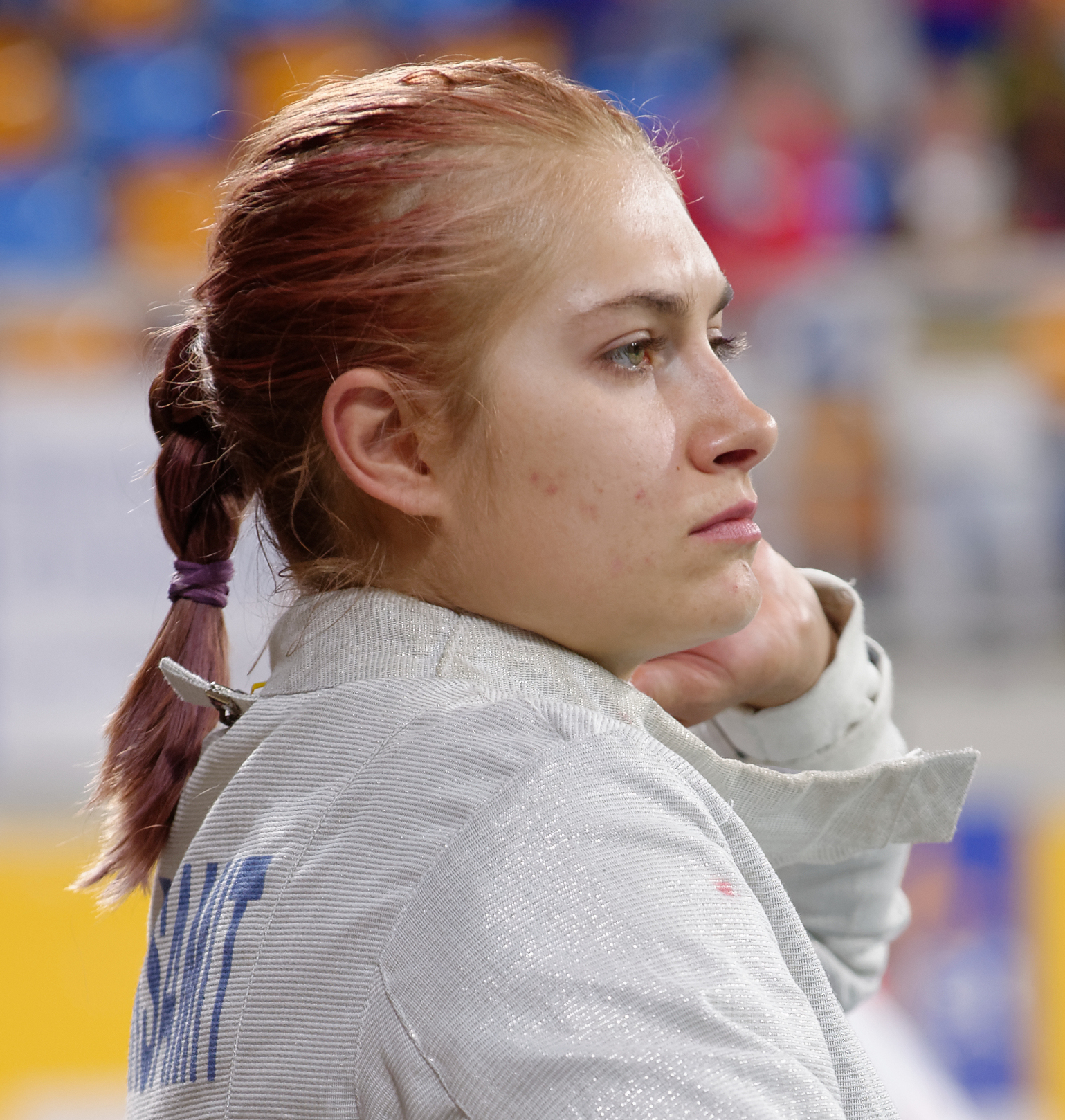
Monica Aksamit
(* 1990)

- Stephanie Economou (* 1990), Film- und Videospielkomponistin
- Melissa Farman (* 1990), Schauspielerin
- Michael Foster (* um 1990), Jazz- und Improvisationsmusiker
- Sarah Hyland (* 1990), Schauspielerin
- Miguel Ibarra (* 1990), Fußballspieler
- Nicolas Jaar (* 1990), Musiker
- Marc John Jefferies (* 1990), Schauspieler
- Shanica Knowles (* 1990), Schauspielerin
- Gia Mantegna (* 1990), Schauspielerin
- James Maslow (* 1990), Schauspieler, Model, Tänzer und Sänger
- Connor Paolo (* 1990), Filmschauspieler
- Josephine Pucci (* 1990), Eishockeyspielerin
- Ben Schnetzer (* 1990), Schauspieler
- Keith Tapia (* 1990), puerto-ricanischer Boxer
- Zelina Vega (* 1990), Wrestlerin
- Kemba Walker (* 1990), Basketballspieler
- Madeline Weinstein (* 1990), Schauspielerin
- Devann Yao (* 1990), US-amerikanisch-französischer Fußballspieler

### 1991–2000

#### 1991
- Aleisha Allen (* 1991), Schauspielerin
- Emily DiDonato (* 1991), Model
- Christina Epps (* 1991), Dreispringerin
- Evan Gershkovich (* 1991), Reporter

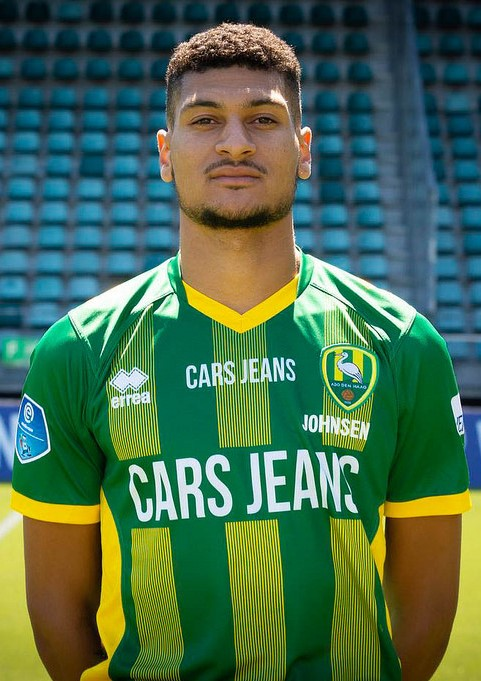
Bjørn Maars Johnsen
(* 1991)

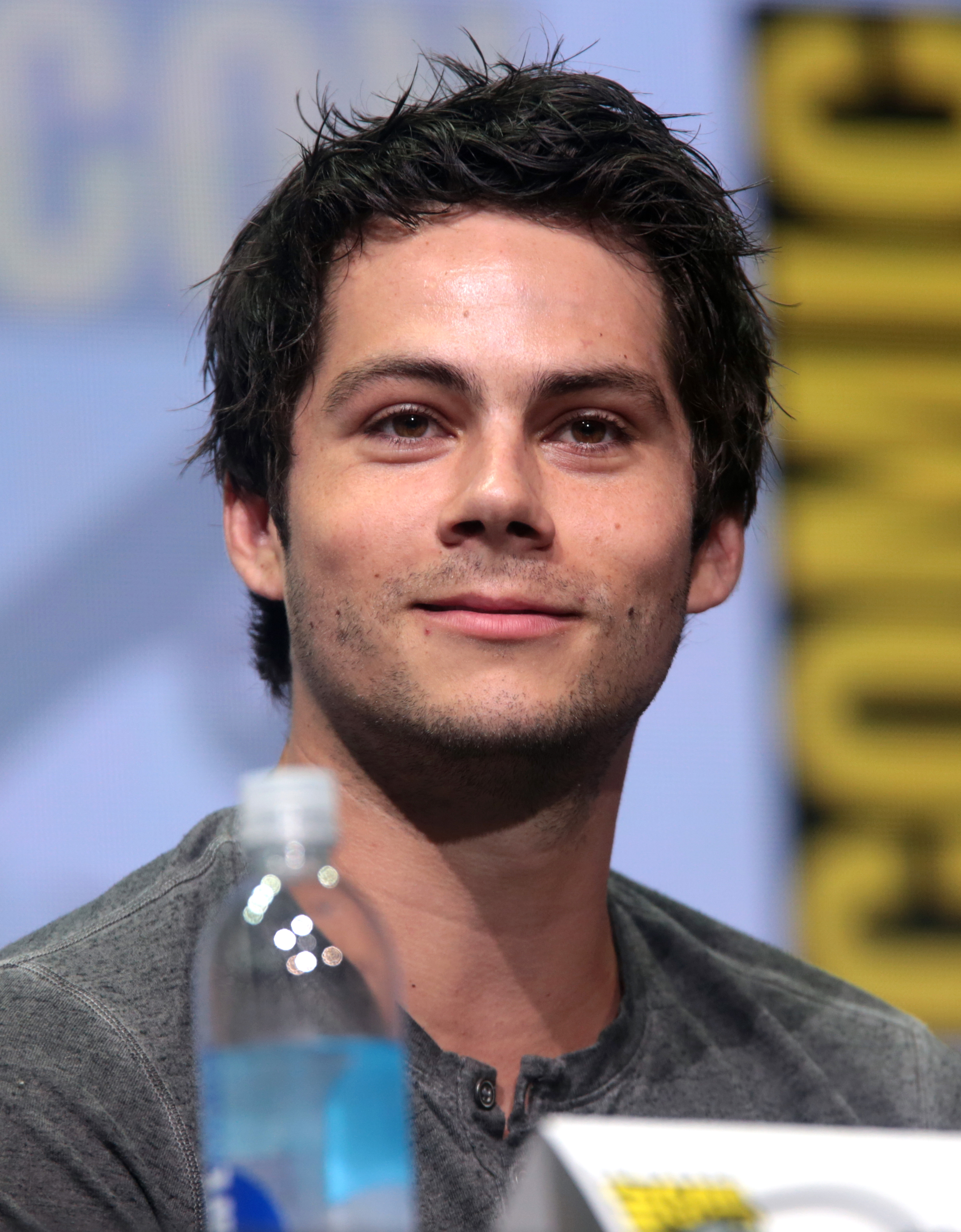
Dylan O’Brien
(* 1991)

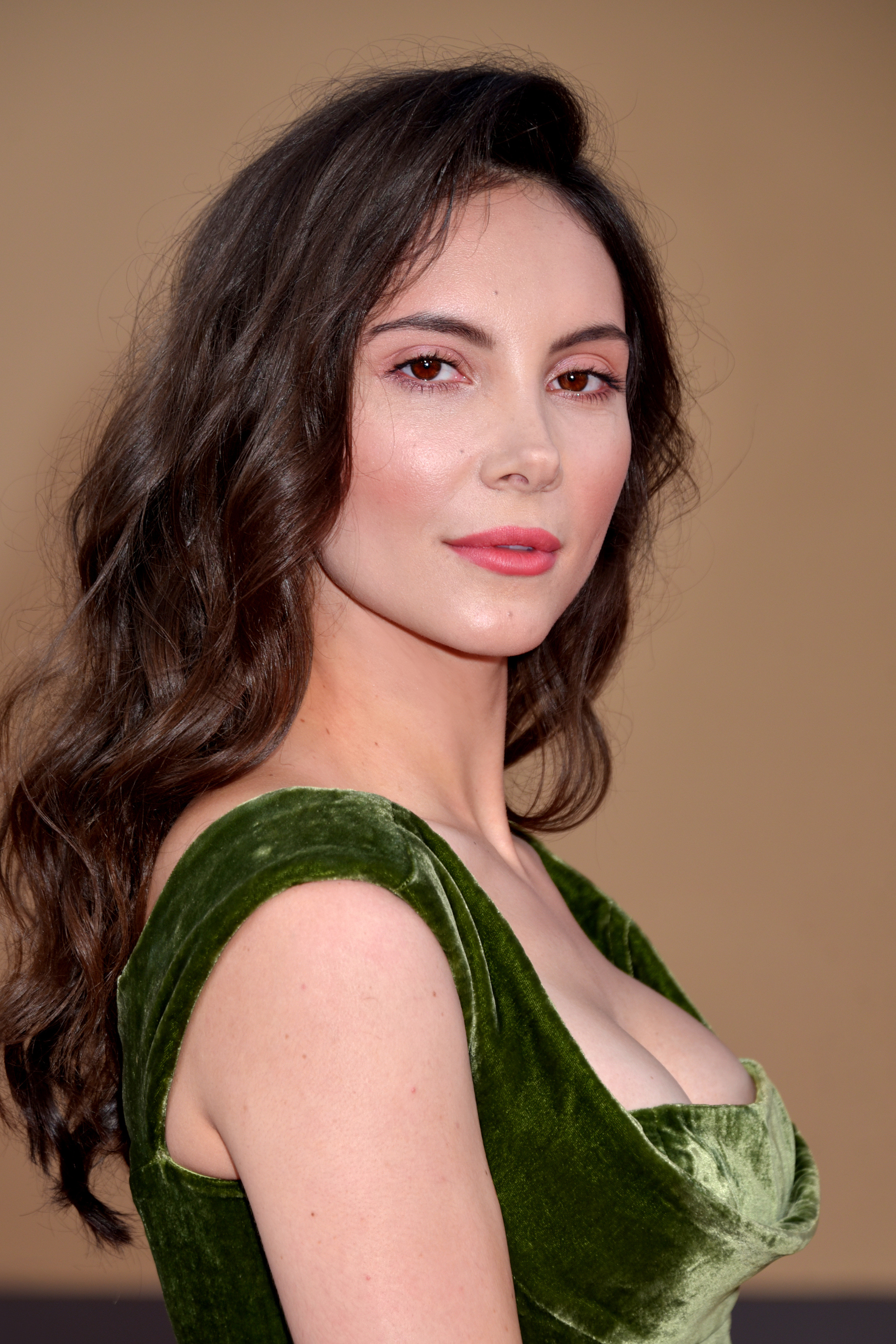
Samantha Robinson
(* 1991)

- Bjørn Maars Johnsen (* 1991), norwegisch-US-amerikanischer Fußballspieler
- Ashley Kelly (* 1991), Sprinterin von den Britischen Jungferninseln
- Christian Navarro (* 1991), Schauspieler
- Dylan O’Brien (* 1991), Schauspieler
- Fafà Picault (* 1991), US-amerikanisch-haitianischer Fußballspieler
- Samantha Robinson (* 1991), Schauspielerin
- Gōtoku Sakai (* 1991), japanischer Fußballspieler
- Abby Stein (* 1991), Transgender-Aktivistin
- Isabella Tobias Lites (* 1991), israelisch-litauische Eiskunstläuferin
- Coco Vandeweghe (* 1991), Tennisspielerin
- Jeremy Allen White (* 1991), Schauspieler
- Ramy Youssef (* 1991), Stand-up-Komiker, Schauspieler und Drehbuchautor

#### 1992
- Spencer Breslin (* 1992), Filmschauspieler
- Jay Bromley (* 1992), American-Football-Spieler
- Chris Carter (* 1992), Basketballspieler
- Andrea Collarini (* 1992), Tennisspieler
- Cyrus Dunham (* 1992), Schriftsteller und Aktivist
- Maya Hayes (* 1992), Fußballspielerin
- Alex Landi (* 1992), Schauspieler
- Charlie Ray (* 1992), Schauspielerin
- Michael Eric Reid (* 1992), Schauspieler
- Miles Robbins (* 1992), Schauspieler
- Michael Salazar (* 1992), Fußballspieler

#### 1993

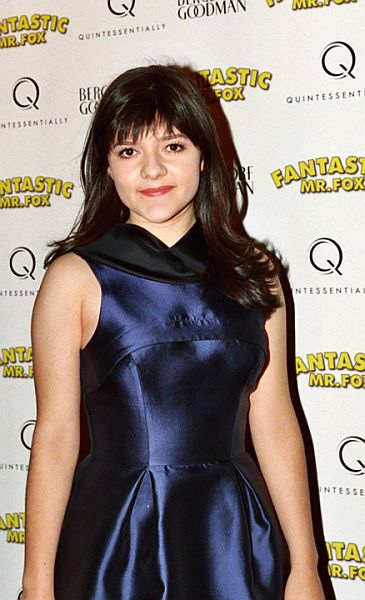
Madeleine Martin
(* 1993)

- Kyle Anderson (* 1993), Basketballspieler
- Taro Daniel (* 1993), japanischer Tennisspieler
- Chukwuebuka Enekwechi (* 1993), nigerianisch-US-amerikanischer Kugelstoßer
- Spencer Fox (* 1993), Musiker, Synchronsprecher und Schauspieler
- Maurice Harkless (* 1993), Basketballspieler
- Aliana Lohan (* 1993), Sängerin, Schauspielerin und Model
- Madeleine Martin (* 1993), Schauspielerin, Sängerin und Synchronsprecherin
- Haley Mendez (* 1993), Squashspielerin
- Nolan Paige (* 1993), Tennisspieler
- Lester St. Louis (* 1993), Improvisationsmusiker und Komponist
- Cayman Togashi (* 1993), japanischer Fußballspieler
- Murielle Telio (* 1993), Schauspielerin

#### 1994

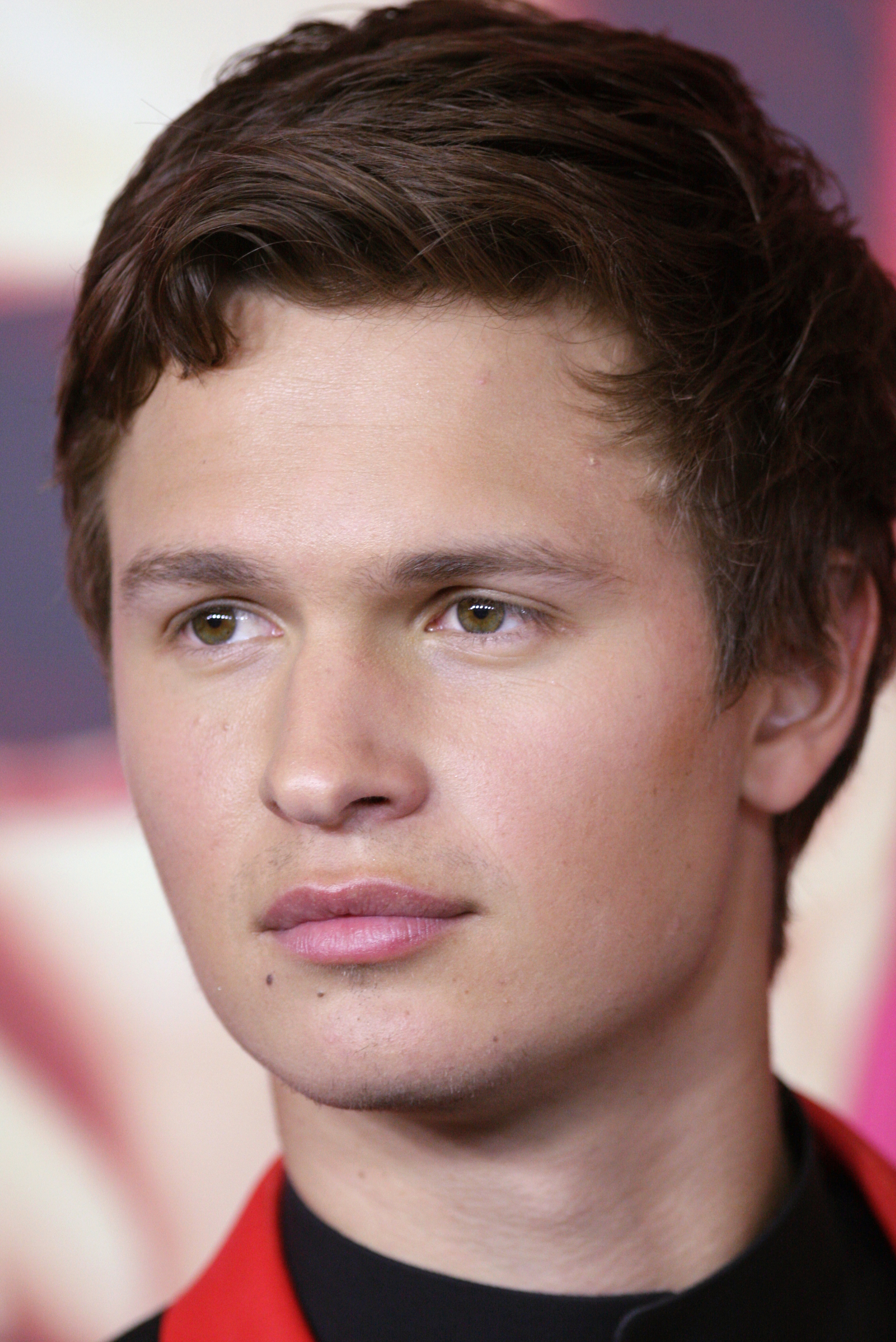
Ansel Elgort
(* 1994)

- Jasmine Abrams (* 1994), guyanische Sprinterin
- Peli Alzola (* 1994), Sprinterin aus Trinidad und Tobago
- Moises Arias (* 1994), Schauspieler
- Zach Aston-Reese (* 1994), Eishockeyspieler
- Jake T. Austin (* 1994), Schauspieler
- Thomas Batuello (* 1994), Schauspieler und Musiker
- Lucy Boynton (* 1994), britische Schauspielerin
- Raquel Castro (* 1994), Schauspielerin
- Ansel Elgort (* 1994), Schauspieler und Sänger
- India Ennenga (* 1994), Schauspielerin
- Mobi Fehr (* 1994), Fußballspieler
- Sam Mattis (* 1994), Diskuswerfer
- Erin Moriarty (* 1994), Schauspielerin
- Ariel Mortman (* 1994), US-amerikanisch-israelische Schauspielerin
- Adam O’Farrill (* 1994), Jazzmusiker
- Danny Rogers (* 1994), irischer Fußballtorhüter
- Saoirse Ronan (* 1994), irische Schauspielerin

#### 1995
- Joey Badass (* 1995), Hip-Hop-Musiker
- Timothée Chalamet (* 1995), Schauspieler
- Michael Cherry (* 1995), Sprinter

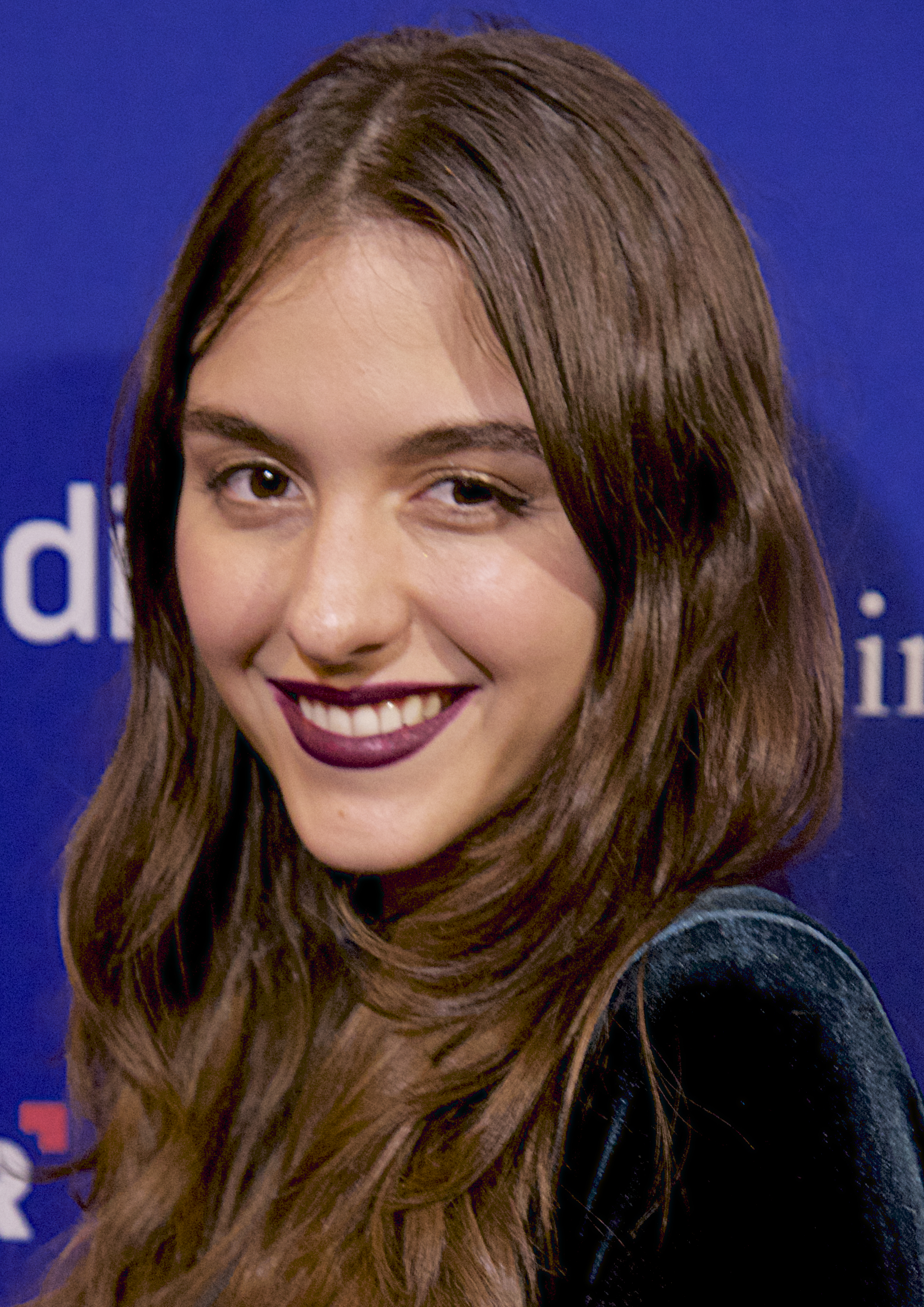
Quinn Shephard
(* 1995)

- Leslie Grace (* 1995), Sängerin, Songwriterin und Filmschauspielerin
- Melanie Martinez (* 1995), Sängerin
- Tyler Paige (* 1995), Segler
- Quinn Shephard (* 1995), Schauspielerin
- Stephen Song (* 1995), Pokerspieler

#### 1996

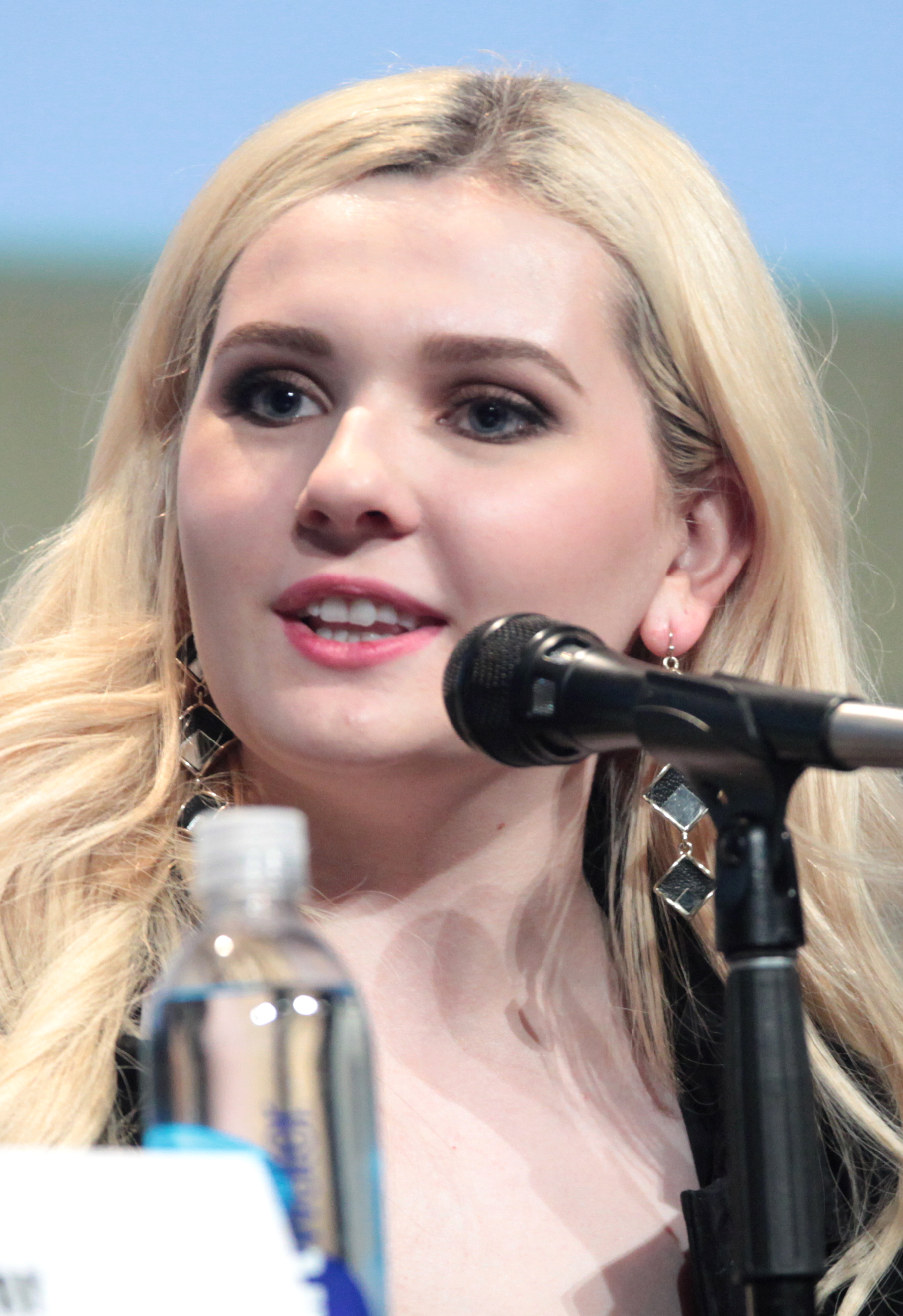
Abigail Breslin
(* 1996)

- Abigail Breslin (* 1996), Filmschauspielerin
- Barbie Ferreira (* 1996), Schauspielerin und Model
- Maxwell Jacob Friedman (* 1996), Wrestler
- Dakota Lohan (* 1996), Model
- Yūka Momiki (* 1996), japanische Fußballspielerin
- Brenessa Thompson (* 1996), guyanische Sprinterin
- C. J. Wallace (* 1996), Schauspieler und Unternehmer

#### 1997
- Aliyah Abrams (* 1997), guyanische Sprinterin
- Tyler Alvarez (* 1997), Schauspieler
- Paula Badosa (* 1997), spanische Tennisspielerin
- Jonah Bobo (* 1997), Schauspieler
- Desiigner (* 1997), Rapper und Songwriter
- Jesse Grupper (* 1997), Sportkletterer
- Elena Kampouris (* 1997), Schauspielerin
- Edan Leshem (* 1997), israelischer Tennisspieler
- Teófimo López (* 1997), Boxer
- Henry Martin (* 1997), Fußballspieler
- Nicolas Moreno de Alboran (* 1997), spanisch-US-amerikanischer Tennisspieler
- Wolfgang Novogratz (* 1997), Schauspieler
- Giorgia Whigham (* 1997), Schauspielerin

#### 1998

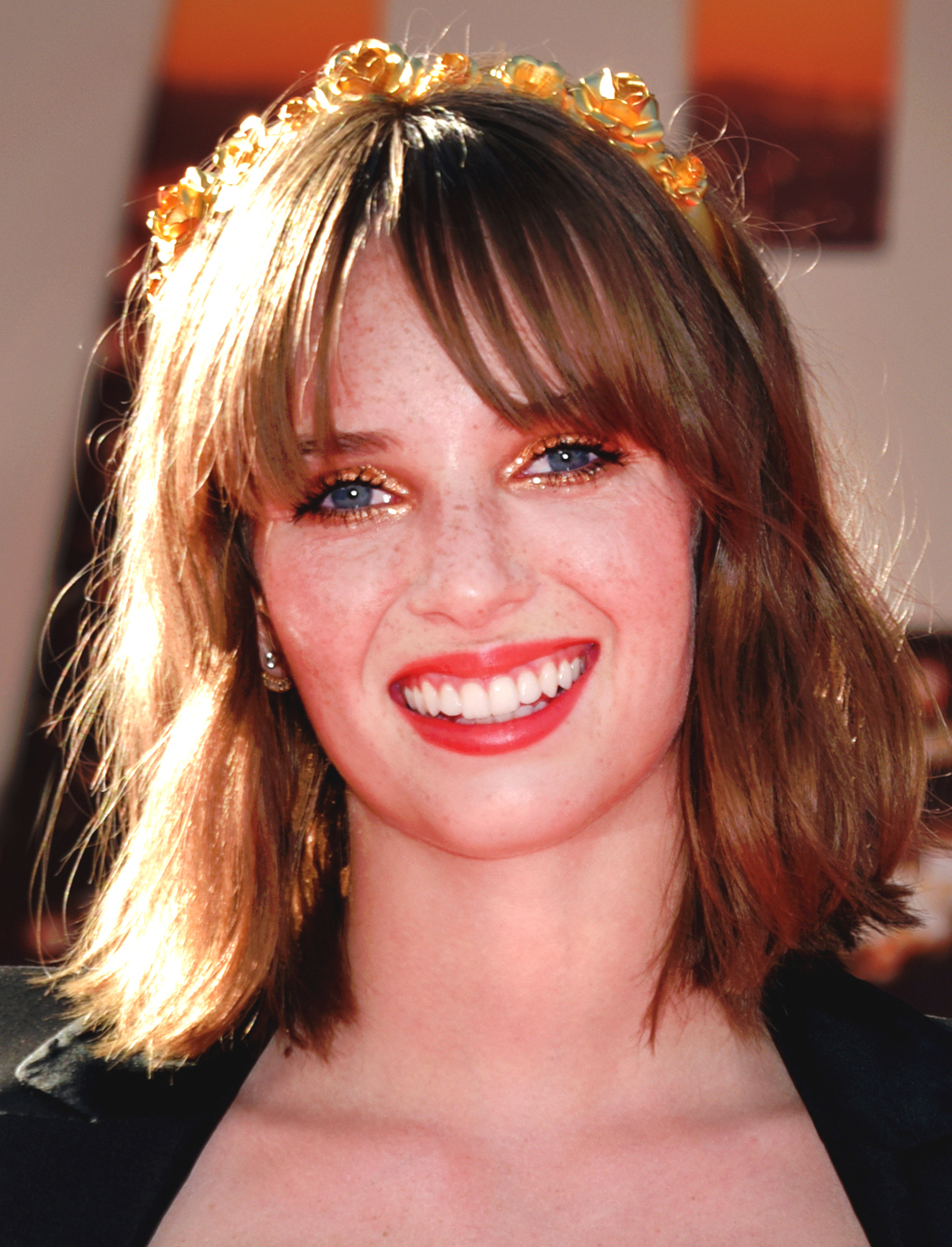
Maya Hawke
(* 1998)

- Mo Bamba (* 1998), Basketballspieler
- William Blumberg (* 1998), Tennisspieler
- Rachel Covey (* 1998), Schauspielerin
- Seamus Davey-Fitzpatrick (* 1998), Filmschauspieler
- Michael Dinan (* 1998), Autorennfahrer
- Will Fries (* 1998), American-Football-Spieler
- Nolan Gould (* 1998), Schauspieler
- Maya Hawke (* 1998), Schauspielerin und Model
- Ruby Jerins (* 1998), Schauspielerin
- Aleksandar Kovacevic (* 1998), Tennisspieler
- King Princess (* 1998), Musikerin
- Ryan Simpkins (* 1998), Schauspielerin

#### 1999
- Emma Kenney (* 1999), Schauspielerin
- Kayla Maisonet (* 1999), Schauspielerin
- Samara Joy McLendon (* 1999), Jazzsängerin

#### 2000
- Autumn Falls (* 2000), Pornodarstellerin
- Shawn Jackson (* 2000), Tennisspieler
- Aboubacar Keita (* 2000), US-amerikanisch-guineischer Fußballspieler
- Timothy Weah (* 2000), Fußballspieler

### Geburtsjahr unbekannt
- Doreen DeFeis (* 20. Jh.), Opernsängerin
- Daniel Druckman (* 20. Jh.), Perkussionist und Musikpädagoge
- Julie Goldman (* 20. Jh.), Dokumentarfilmerin
- Steve Gorn (* 20. Jh.), Jazz- und Weltmusiker
- Tcheser Holmes (* 20. Jh.), Jazzmusiker
- Eric Kim, Cellist und Musikpädagoge
- Vivien Marx (* 20. Jh.), amerikanisch-deutsche Wissenschaftsjournalistin
- Reggie Nadelson (* 20. Jh.), Journalistin und Romanautorin
- Tony Ray Rossi (* vor 1994), Schauspieler und Hairstylist
- Seth Rothstein († 2013), Musikproduzent und -manager
- Tommy Vedes (* 1971 oder 1972), Pokerspieler
- Christina Wayne (* 20. Jh.), Produzentin, Drehbuchautorin und Filmregisseurin

## 21. Jahrhundert
- Folarin Balogun (* 2001), Fußballspieler
- Salif Mane (* 2001), Dreispringer
- Anton Matusevich (* 2001), britischer Tennisspieler
- Emma Navarro (* 2001), Tennisspielerin
- Owen Otasowie (* 2001), Fußballspieler
- Ella Rubin (* 2001), Schauspielerin
- Ashima Shiraishi (* 2001), Kletterin
- Mina Sundwall (* 2001), Schauspielerin
- Maximilian Dietz (* 2002), Fußballspieler
- Naquille Harris (* 2002), Sprinter für St. Kitts und Nevis
- Skai Jackson (* 2002), Kinderdarstellerin und Schauspielerin
- Oona Laurence (* 2002), Schauspielerin
- Yunus Musah (* 2002), Fußballspieler
- Maia Ramsden (* 2002), neuseeländische Mittelstreckenläuferin
- Joe Anders (* 2003), Schauspieler
- Lauren Scruggs (* 2003), Florettfechterin
- Neel Sethi (* 2003), Kinderdarsteller
- Malina Weissman (* 2003), Kinderdarstellerin und Model
- Mace Coronel (* 2004), Schauspieler
- Alex R. Hibbert (* 2004), Kinderdarsteller
- Sterling Jerins (* 2004), Schauspielerin
- Noah Schnapp (* 2004), kanadisch-US-amerikanischer Schauspieler
- Miles Caton (* 2005), Musiker und Schauspieler
- Alison Fernandez (* 2005), Schauspielerin
- Jack Gore (* 2005), Schauspieler
- Cooper Williams (* 2005), Tennisspieler
- Lulu Wilson (* 2005), Schauspielerin
- Bombette Martin (* 2006), britische Skateboarderin
- Alexa Swinton (* 2009), Schauspielerin
- Blue Ivy Carter (* 2012), Sängerin, Tochter von Beyoncé und Jay-Z
- Leonore von Schweden (* 2014), Tochter von Madeleine von Schweden und Christopher O’Neill